# Турецкая голова
Турецкая голова — кольцеобразные плетёные изделия, которые вяжут вокруг тросов и других предметов цилиндрической формы с помощью тонких линей, марлиней или каболок. Их можно плести и на плоской поверхности, тогда получают круглые розетки. Название «турецкая голова» (сокр. ТГ, англ. turk’s head) получил из-за схожести с тюрбаном.
В «Книге узлов Эшли» под номером 423 есть другой «турецкий узел» (turkish knot), но он — для плетения ковров.

## Структура
Шлаги и петли в 3х4 ТГ

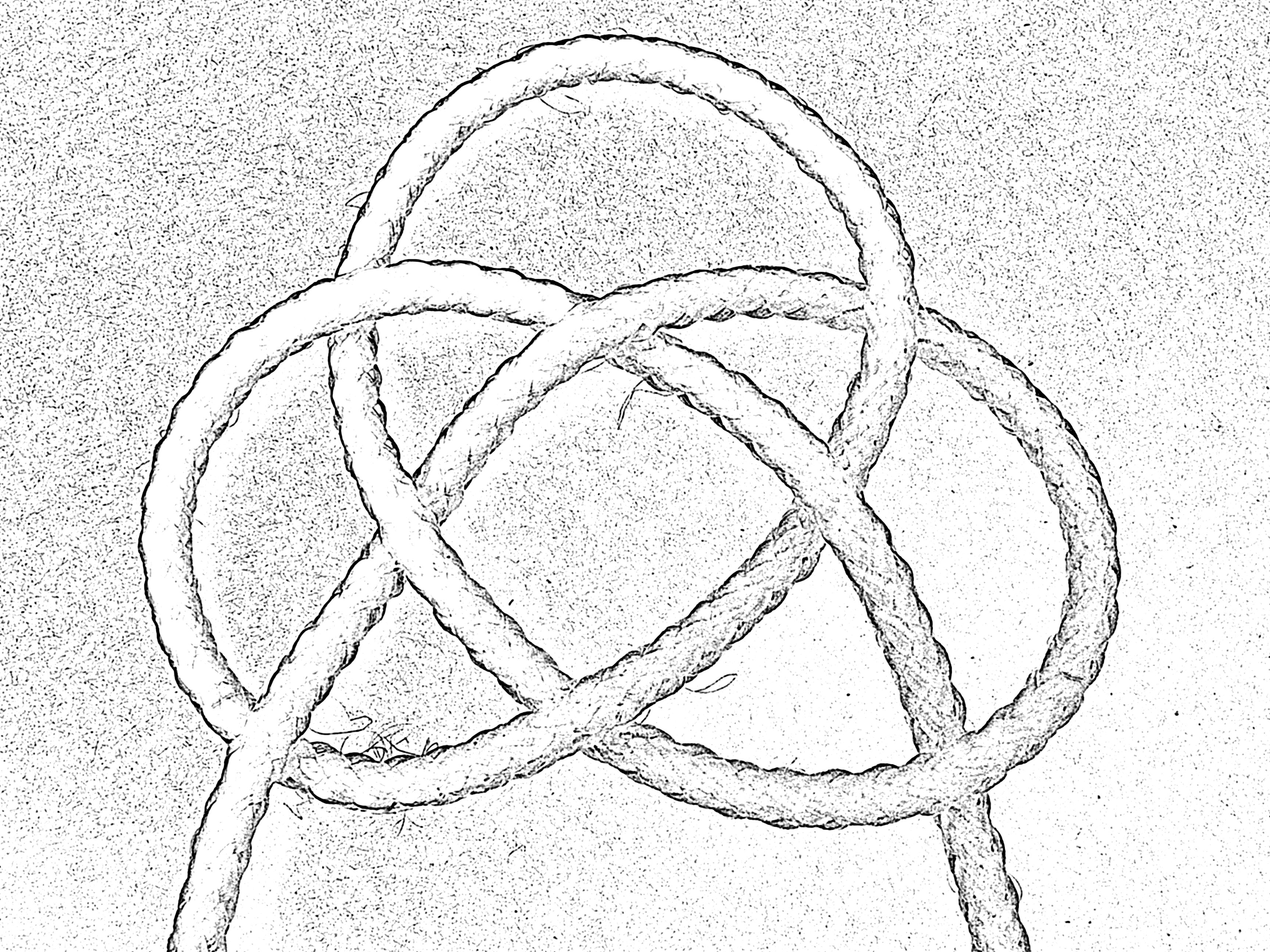
Основа 3 шлажной оплётки(abok2242)

ТГ это трубчатый узел(англ. tubular knot) завязанный одной нитью с повторяющимся паттерном, который начинается и заканчивается в одном месте, разрез которого схож с плетёным сезнем (англ. sinnet). Также ТГ описывают, как плетёный венок (англ. plaited wreath) и кольцо(англ. ring).
Для простоты структуру ТГ представляют, как замкнутую плоскую косу (англ. flat braid).
(2,n) Альтернированный Торический узел также называется (2,n) ТГ.

### Похожие узлы
Обезьяний кулак, как и ТГ имеет 1 нить и рисунок плетения «над под».
Single strand matthew walker knot структурно принадлежит к семье однопрядных ТГ (англ. single strand turk's head), но не является ТГ хотя напоминает во время плетения, предположительно из-за рисунка плетения.

### Терминология
ТГ имеет собственные термины:
- Волна[4][19] или петля[3][5](англ. bight[35]) — число петель на внешнем краю узла[5][27]. 2 смены направления[36];
- Шлаг (-шлажный[4][17][18]) или направление[3][5] или lead[35] или part[27] — число шлагов в узле[18]. Количество оборотов, которые делает нить вокруг объекта[27];
- Полуцикл (англ. half-cycle[37][36]) — каждый раз когда ходовой конец доходит из 1го края узла до другого края узла[37]. Каждый раз, когда нить идёт слева направо или наоборот[36]. 2х3 ТГ имеет 6 полуциклов[38].
- Смена направления (англ. change direction[36]) — предположительно, когда нить (в цилиндрической ТГ) начитает идти вверх или вниз. В 3х4 ТГ смен направлений 8;
- Проводка[5] или идти по следу[15](англ. to follow[39]) или производить оплетку[17] — уплотнение узла путём введения дополнительных одной или нескольких нитей параллельно предыдущему узлу, соответственно, валькноп будет двойным, тройным и так далее[4]. Проводить нить параллельно с идентичной под-над последовательностью[39];
- Нити[4](англ. strings[36]) или прядь(англ. strands[35]) — в математической теории построения ТГ A.G. Schaake веревка формализуется, как абстрактная нить. В морской практике абстрактного термина не существует, и используют термин из структуры троса. Каждый автор использует разные термины: Линдсей — шнур, Свенсон — нить, Малахов — линь;
- Part — каждое повторное появление нити или шлага на поверхности. Только одна «part», верхняя, присутствует на каждом пересечении готового узла[40];
- Рисунок плетения (англ. weave pattern[41]) — последовательность прохождения ходового конца под или над коренным концом во время формирования узла[41];
- Строчная кодировка (англ. row-coded[41]) — последовательность прохождения ходового конца под или над отсчитывается по пересечениям в строчку[41];
- Колончатая кодировка (англ. column-coded[41]) — последовательность прохождения ходового конца под или над отсчитывается по пересечениям в колонку[41].

Ширина узла меряется в шлагах, длина в петлях.

### Нотация
Cуществует короткая запись конфигурации узла: 3х4, что соответствует 3-шлажному валькнопу с 4 волнами по Свенсон. Шлаги и петли у разных авторов называются по разному.
| Эшли   | Эшли    | Малахов | Шабалин | Grant | Свенсон | Ron Edward | Schaake | Hall   | Harvey | Крайнева | Хопкинс      | Линдсей     | Будворт     |
| Lead   | цифра+L | Шлаг    | Шлаг    | Part  | Шлаг    | Part,Lead  | Part    | Part   | Lead   | Прядь    | Переплетения | Направление | Направление |
| Bight  | цифра+B | х       | х       | Bight | Волна   | Bight      | Bight   | Bight  | Bight  | х        | Петля        | Петля       | Петля       |
| Strand | х       | х       | х       | ?     | х       | Strand     | String  | Strand | Strand | х        | х            | х           | х           |

Укладка узла удваивается через проводку каждого шлага по второму кругу. Узел может быть проведён снова, что утраивает его и делает тройной узел (англ. three-ply knot). Таким образом полное название например узла #3571 по Свенсон выглядит, как «тройной 3-шлажный валькноп с 4 волнами»(англ. four-bight, three lead, three-ply turk's head).
Рисунки плетения могут использоваться в названиях плетеных узлов.
Представление разреза ТГ и укладывание его, как плоской косы на решётчатую бумагу называется решётчатой диаграммой(англ. grid-diagram).

### Типология

Простой узел становится 2х3 ТГ

Есть три различных вида ТГ, которые очень похожи по внешнему виду, но имеют разную конструкцию:
- Стоячая ТГ(англ. standing turk's-head), который вяжется любым количеством нитей;
- Кучерская оплетка[57](англ. coachwhipping[57]), который вяжется любым чётным количеством нитей;
- Обычная ТГ(англ. common turk's head) или бегучая ТГ(англ. running turk's-head), которая вяжется 1 нитью.

Есть три разные группы, которые следует учитывать:
- Квадратная(англ. square), шлагов больше или меньше на 1, чем петель[59][60][58];
- Узкая(англ. narrow), петель больше на 2 или более, чем шлагов[60][58];
- Длинная(англ. long), шлагов больше на 2 или более, чем петель[60][58].

Будворд также выделяет группу «витая» (англ. twined), в которую попадает 2х3 ТГ, но с какой конфигурацией узлы туда попадают не указывает. Если «twin» переводить по морскому словарю, то переводят, как «сдвоенный», таким образом предположительно в эту группу подпадают 2 шлажные.
Все ТГ с 2 шлагами являются простыми узлами или множественными простыми узлами.
Если ТГ состоит из нескольких нитей, то называется многопрядной ТГ (англ. multi-strand turk's head).
| Конф. | Группа     | Альтернативное имя | abok                | А-Б нотация |
| 1x1   | -          | Тривиальный узел   | 1312                | 01          |
| 1x2   | квадратная | -                  | 605                 | ?           |
| 2x2   | -          | Зацепление Хопфа   | 606                 | 2 1         |
| 2x3   | квадратная | Трилистник (узел)  | 2285                | 31          |
| 2x4   | -          | Узел Соломона      | -                   | 42 1        |
| 2x5   | узкая      | Лапчатка           | -                   | 51          |
| 2x7   | узкая      | 71 knot            | -                   | 71          |
| 3x1   | длинная    | -                  | 1314                | ?           |
| 3x2   | квадратная | Восьмерка          | 602,607,1303,1304   | 41          |
| 3x3   | -          | Кольца Борромео    | -                   | 63 2        |
| 3x4   | квадратная | Мат Каррика        | 1305,2287,3571,3719 | 818         |
| 3x5   | узкая      | Круглый мат        | 1306,2288           | 10123       |
| 3x6   | -          | Olavsrose          | -                   | ?           |
| 3x8   | узкая      | -                  | 2289,2351,2368      | ?           |
| 4x3   | квадратная | Mauretania         | 544,1311,2286       | 940         |
| 4x5   | квадратная | -                  | 2350,3515,3573      | ?           |
| 4x7   | узкая      | -                  | 2293                | ?           |
| 5x3   | длинная    | -                  | 612,1307            | ?           |
| 5x4   | квадратная | -                  | 1363,3574           | ?           |
| 9x8   | квадратная | -                  | 3760                | ?           |

4 основных рисунка плетения:
- Casa (ТГ) — ходовой конец сначала идёт над коренным концом, а потом под[41];
- Checkered — ходовой конец идёт над или под коренныи концом от 2 и больше раз в 1 пересечении. Из этого шаблона плетутся такие узлы, как Pineapple, Hood, Horn, and Grant knot[41];
- Herringbone[66] — «V» шаблон через строчное кодирование[41];
- Gaucho — «V» шаблон через колончатое кодирование[41];

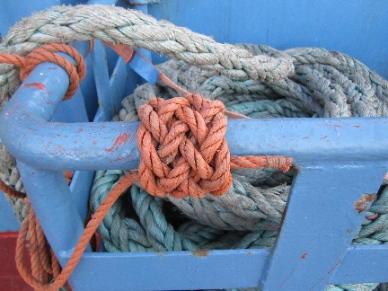
Gaucho knot
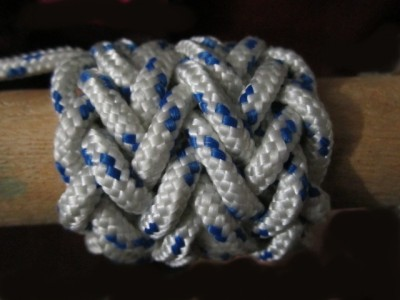
Hansen knot
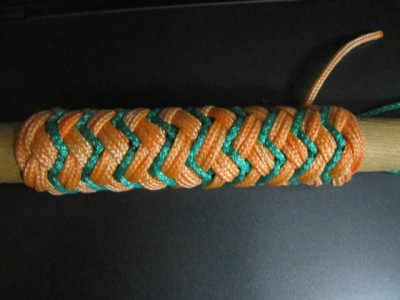
Long Pineapple knot

|            | 0 | 0 | 0 | 0 | 0 | 0 | 0 | 0 | 0 | 10 | 10 | 10 | 10 | 10 | 10 | 10 | 10 | 10 | 10 | 20 | 20 | 20 | 20 | 20 | 20 | 20 | 20 | 20 | 20 | 30 | 30 | 30 | 30 | 30 | 30 | 30 | 30 | 30 | 30 |   |
| ШлагиПетли | 1 | 2 | 3 | 4 | 5 | 6 | 7 | 8 | 9 | 0  | 1  | 2  | 3  | 4  | 5  | 6  | 7  | 8  | 9  | 0  | 1  | 2  | 3  | 4  | 5  | 6  | 7  | 8  | 9  | 0  | 1  | 2  | 3  | 4  | 5  | 6  | 7  | 8  | 9  | 0 |
| 1          |   |   |   |   |   |   |   |   |   |    |    |    |    |    |    |    |    |    |    |    |    |    |    |    |    |    |    |    |    |    |    |    |    |    |    |    |    |    |    |   |
| 2          | х | х |   | х |   | х |   | х |   | х  |    | х  |    | х  |    | х  |    | х  |    | х  |    | х  |    | х  |    | х  |    | х  |    | х  |    | х  |    | х  |    | х  |    | х  |    | х |
| 3          | х |   | х |   |   | х |   |   | х |    |    | х  |    |    | х  |    |    | х  |    |    | х  |    |    | х  |    |    | х  |    |    | х  |    |    | х  |    |    | х  |    |    | х  |   |
| 4          | х | х |   | х |   | х |   | х |   | х  |    | х  |    | х  |    | х  |    | х  |    | х  |    | х  |    | х  |    | х  |    | х  |    | х  |    | х  |    | х  |    | х  |    | х  |    | х |
| 5          | х |   |   |   | х |   |   |   |   | х  |    |    |    |    | х  |    |    |    |    | х  |    |    |    |    | х  |    |    |    |    | х  |    |    |    |    | х  |    |    |    |    | х |
| 6          | х | х | х | х |   | х |   | х | х | х  |    | х  |    | х  | х  | х  |    | х  |    | х  | х  | х  |    | х  |    | х  | х  | х  |    | х  |    | х  | х  | х  |    | х  |    | х  | х  | х |
| 7          | х |   |   |   |   |   | х |   |   |    |    |    |    | х  |    |    |    |    |    |    | х  |    |    |    |    |    |    | х  |    |    |    |    |    |    | х  |    |    |    |    |   |
| 8          | х | х |   | х |   | х |   | х |   | х  |    | х  |    | х  |    | х  |    | х  |    | х  |    | х  |    | х  |    | х  |    | х  |    | х  |    | х  |    | х  |    | х  |    | х  |    | х |
| 9          | х |   | х |   |   | х |   |   | х |    |    | х  |    |    | х  |    |    | х  |    |    | х  |    |    | х  |    |    | х  |    |    | х  |    |    | х  |    |    | х  |    |    | х  |   |
| 10         | х | х |   | х | х | х |   | х |   | х  |    | х  |    | х  | х  | х  |    | х  |    | х  |    | х  |    | х  | х  | х  |    | х  |    | х  |    | х  |    | х  | х  | х  |    | х  |    | х |
| 11         | х |   |   |   |   |   |   |   |   |    | х  |    |    |    |    |    |    |    |    |    |    | х  |    |    |    |    |    |    |    |    |    |    | х  |    |    |    |    |    |    |   |
| 12         | х | х | х | х |   | х |   | х | х | х  |    | х  |    | х  | х  | х  |    | х  |    | х  | х  | х  |    | х  |    | х  | х  | х  |    | х  |    | х  | х  | х  |    | х  |    | х  | х  | х |
| 13         | х |   |   |   |   |   |   |   |   |    |    |    | х  |    |    |    |    |    |    |    |    |    |    |    |    | х  |    |    |    |    |    |    |    |    |    |    |    |    | х  |   |
| 14         | х | х |   | х |   | х | х | х |   | х  |    | х  |    | х  |    | х  |    | х  |    | х  | х  | х  |    | х  |    | х  |    | х  |    | х  |    | х  |    | х  | х  | х  |    | х  |    | х |
| 15         | х |   | х |   | х | х |   |   | х | х  |    | х  |    |    | х  |    |    | х  |    | х  | х  |    |    | х  | х  |    | х  |    |    | х  |    |    | х  |    | х  | х  |    |    | х  | х |
| 16         | х | х |   | х |   | х |   | х |   | х  |    | х  |    | х  |    | х  |    | х  |    | х  |    | х  |    | х  |    | х  |    | х  |    | х  |    | х  |    | х  |    | х  |    | х  |    | х |
| 17         | х |   |   |   |   |   |   |   |   |    |    |    |    |    |    |    | х  |    |    |    |    |    |    |    |    |    |    |    |    |    |    |    |    | х  |    |    |    |    |    |   |
| 18         | х | х | х | х |   | х |   | х | х | х  |    | х  |    | х  | х  | х  |    | х  |    | х  | х  | х  |    | х  |    | х  | х  | х  |    | х  |    | х  | х  | х  |    | х  |    | х  | х  | х |
| 19         | х |   |   |   |   |   |   |   |   |    |    |    |    |    |    |    |    |    | х  |    |    |    |    |    |    |    |    |    |    |    |    |    |    |    |    |    |    | х  |    |   |
| 20         | х | х |   | х | х | х |   | х |   | х  |    | х  |    | х  | х  | х  |    | х  |    | х  |    | х  |    | х  | х  | х  |    | х  |    | х  |    | х  |    | х  | х  | х  |    | х  |    | х |
| 21         | х |   | х |   |   | х | х |   | х |    |    | х  |    | х  | х  |    |    | х  |    |    | х  |    |    | х  |    |    | х  | х  |    | х  |    |    | х  |    | х  | х  |    |    | х  |   |
| 22         | х | х |   | х |   | х |   | х |   | х  | х  | х  |    | х  |    | х  |    | х  |    | х  |    | х  |    | х  |    | х  |    | х  |    | х  |    | х  | х  | х  |    | х  |    | х  |    | х |
| 23         | х |   |   |   |   |   |   |   |   |    |    |    |    |    |    |    |    |    |    |    |    |    | х  |    |    |    |    |    |    |    |    |    |    |    |    |    |    |    |    |   |
| 24         | х | х | х | х |   | х |   | х | х | х  |    | х  |    | х  | х  | х  |    | х  |    | х  | х  | х  |    | х  |    | х  | х  | х  |    | х  |    | х  | х  | х  |    | х  |    | х  | х  | х |

### Правила
Закон общего знаменателя (англ. the law of the common divisor)
ТГ связана одной нитью и не является косой.
Когда используется 1 нить, ТГ в конфигурации не может иметь общий знаменатель: 3x3, 6, 9, 12; 5x5, 10, 15, 20.
Есть 1 исключение из «закона»: узлы с 1 петлёй могут быть завязаны 1 нитью и с любым количеством шлагов.
Если конфигурация содержит общий знаменатель, то концы нити встретятся до того, как желаемый узел будет готов. Такой узел, состоящий более чем из одной линии, может быть завязанным только, как multi-strand knot.
Правило наибольшего общего знаменателя (англ. the rule of the greatest common factor)
Наибольший общий знаменатель шлага и петли будет равняться количеству необходимых нитей. Например в 6Lx9B ТГ 6 делится на 1, 2, 3, 6, а 9 на 1, 3, 9. Общим делителем является 3, поэтому для построения 6х9 надо 3 нити. Если общий знаменатель единица, то нить одна.

## Применение
| - Для оплетания мусингов; - Декорация такелажа; - Декоративный узел; - Соединение повреждённых фрагментов мачты; - Предотвращение повреждения гика из-за соприкосновения с вантами; | - Изготовление круглых матов; - Предохранительный стопор, не позволяющий затягивать клетнёвку огона в прорезь для шкифа на топе мачты; - Как кранец для поднятой на шлюп-балках и принайтовленной шлюпки; - Защита деревянного румпеля, который при отклонении к борту соприкасается с карлингсом; - Талисман. |

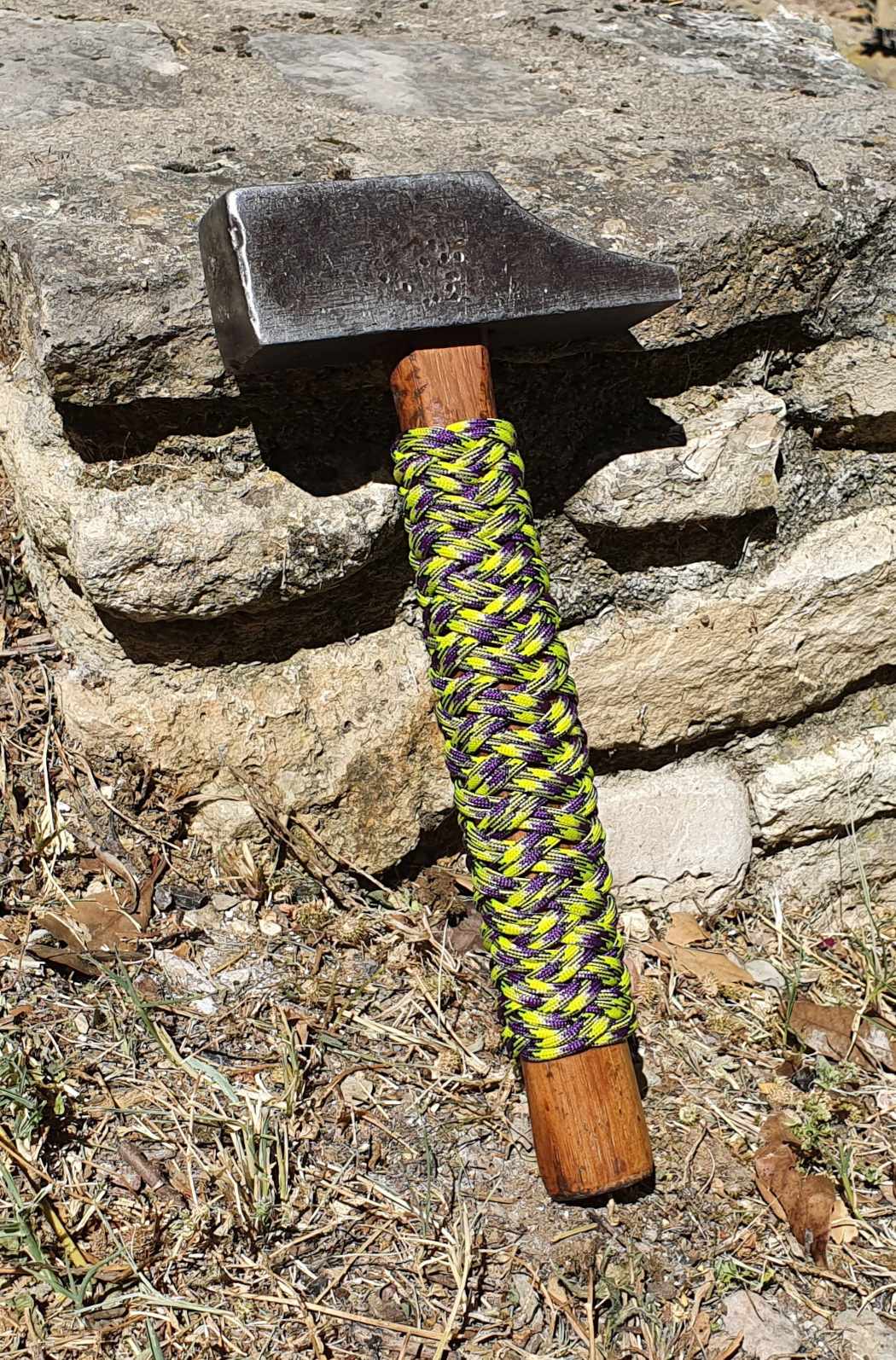
33x4 ТГ, как грипсы
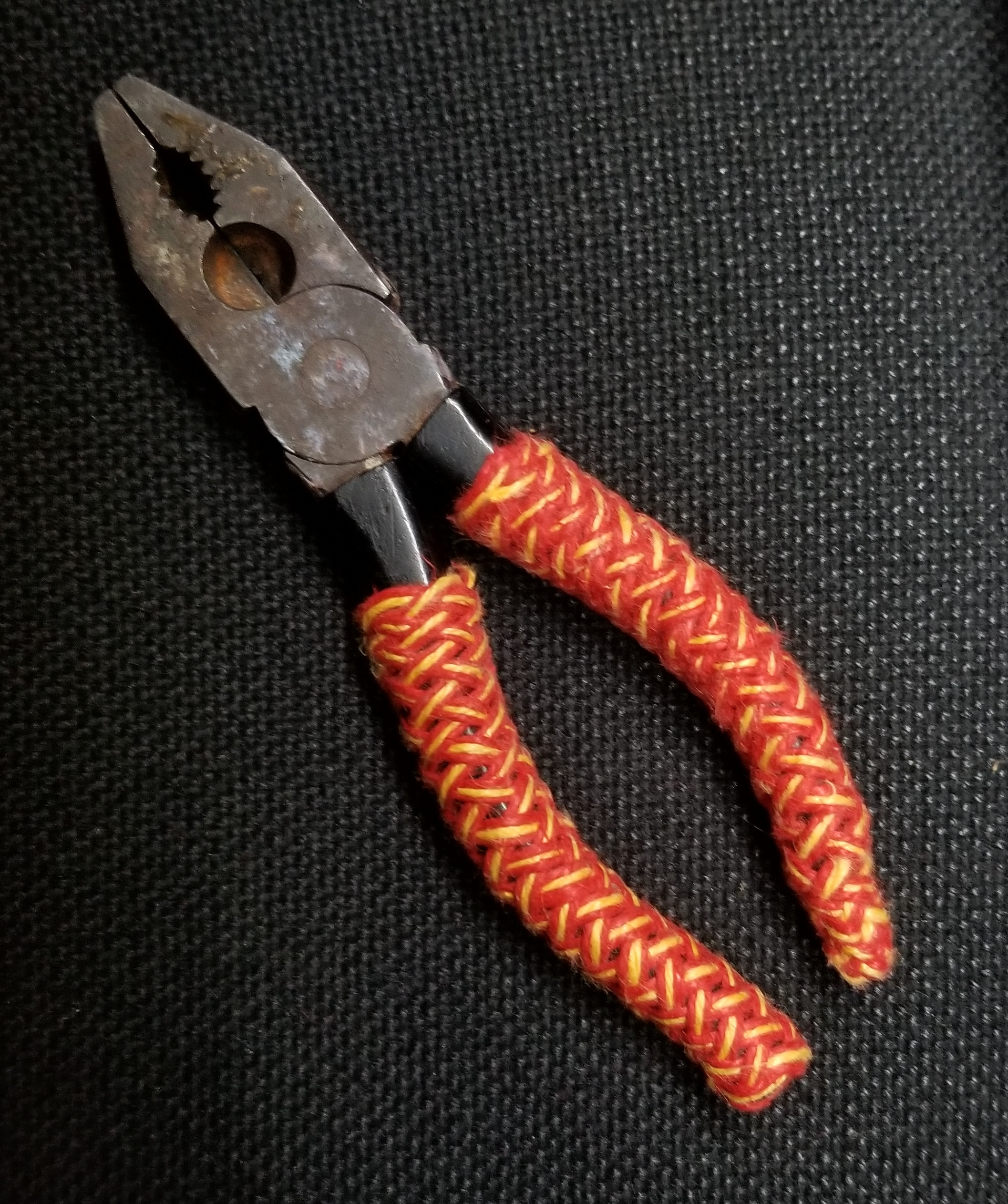
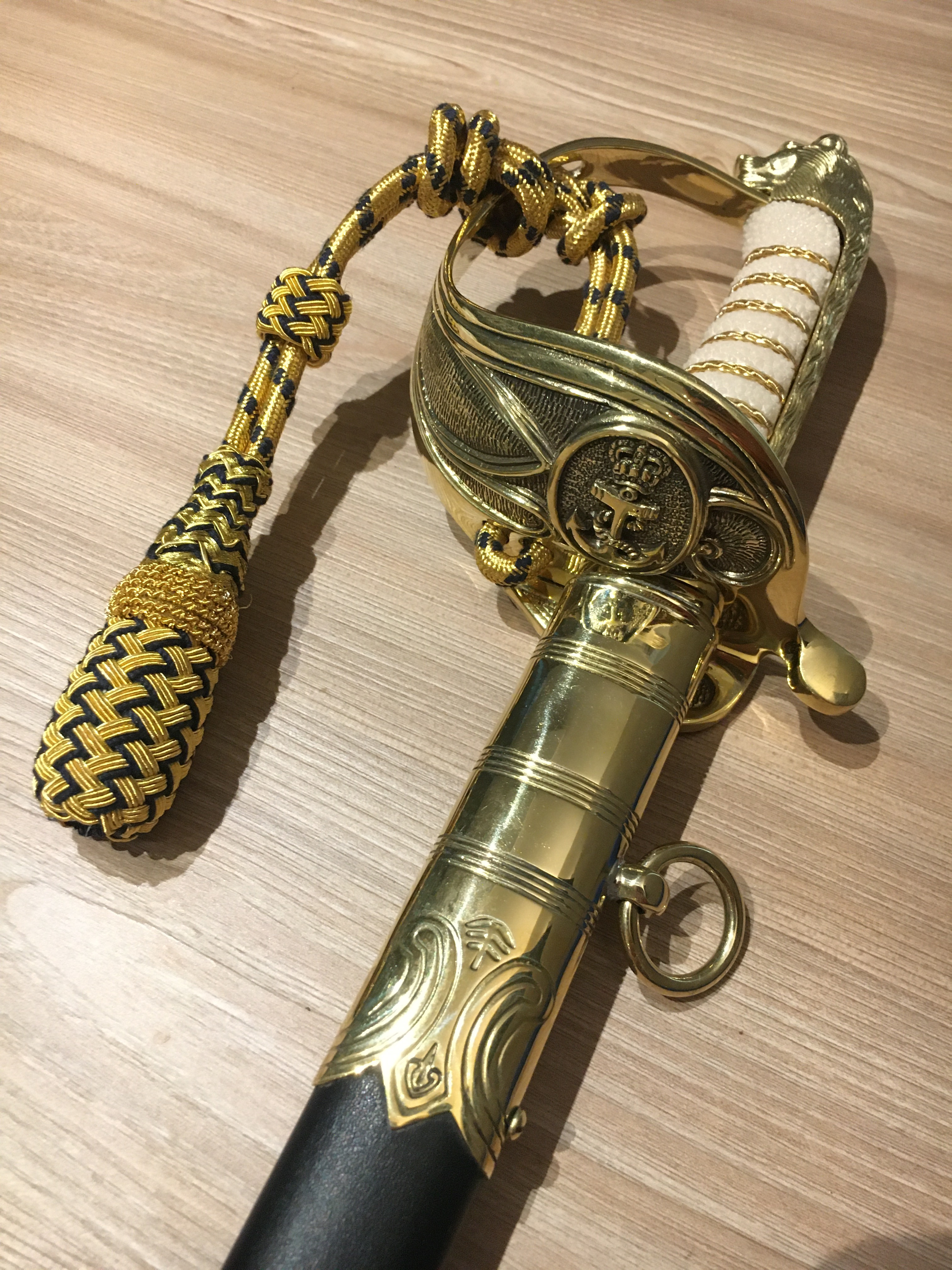
Темляк украшенный ТГ
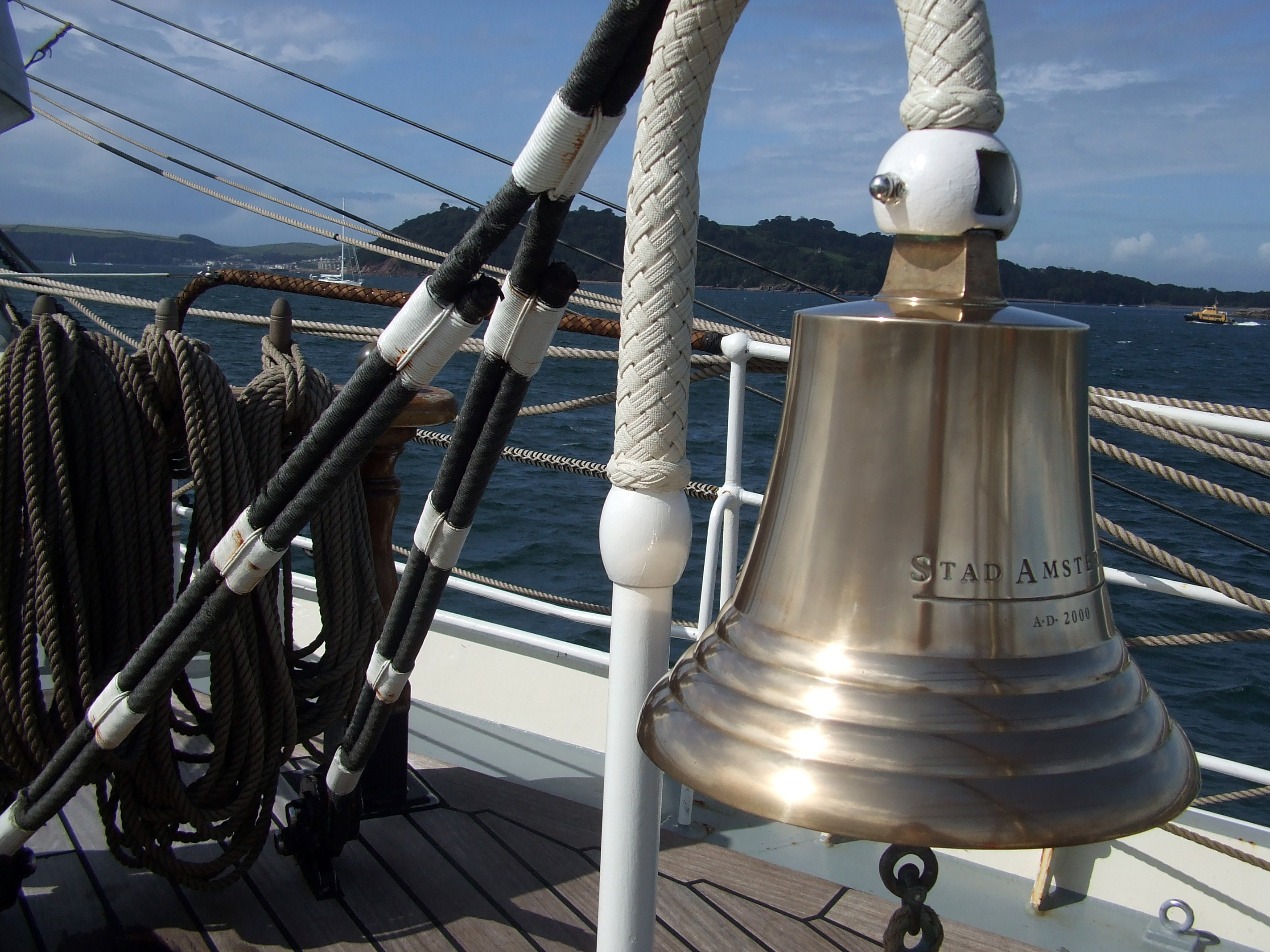
Рында (колокол) украшенный ТГ
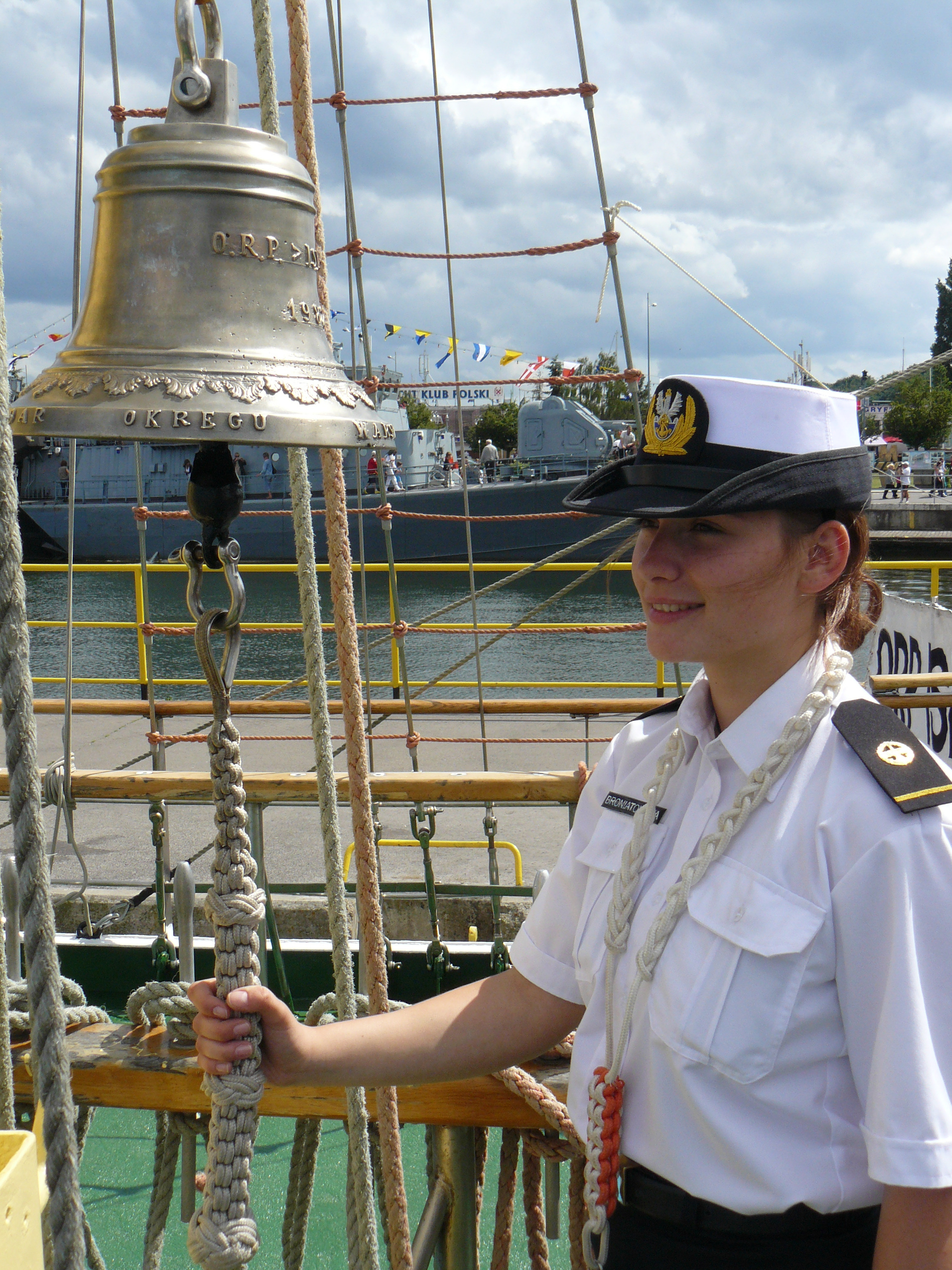
Рында-булинь[нидерл.] декорация
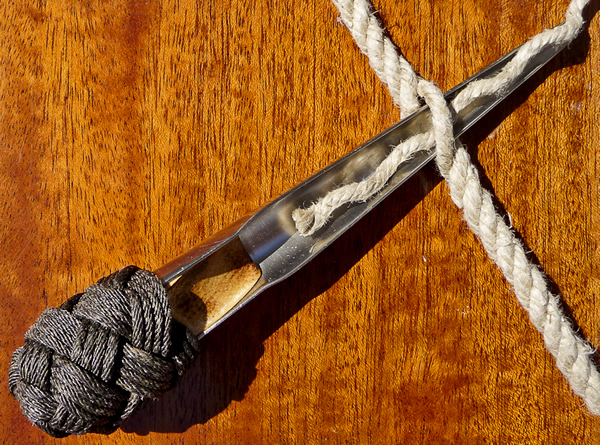
Свайка украшенная ТГ
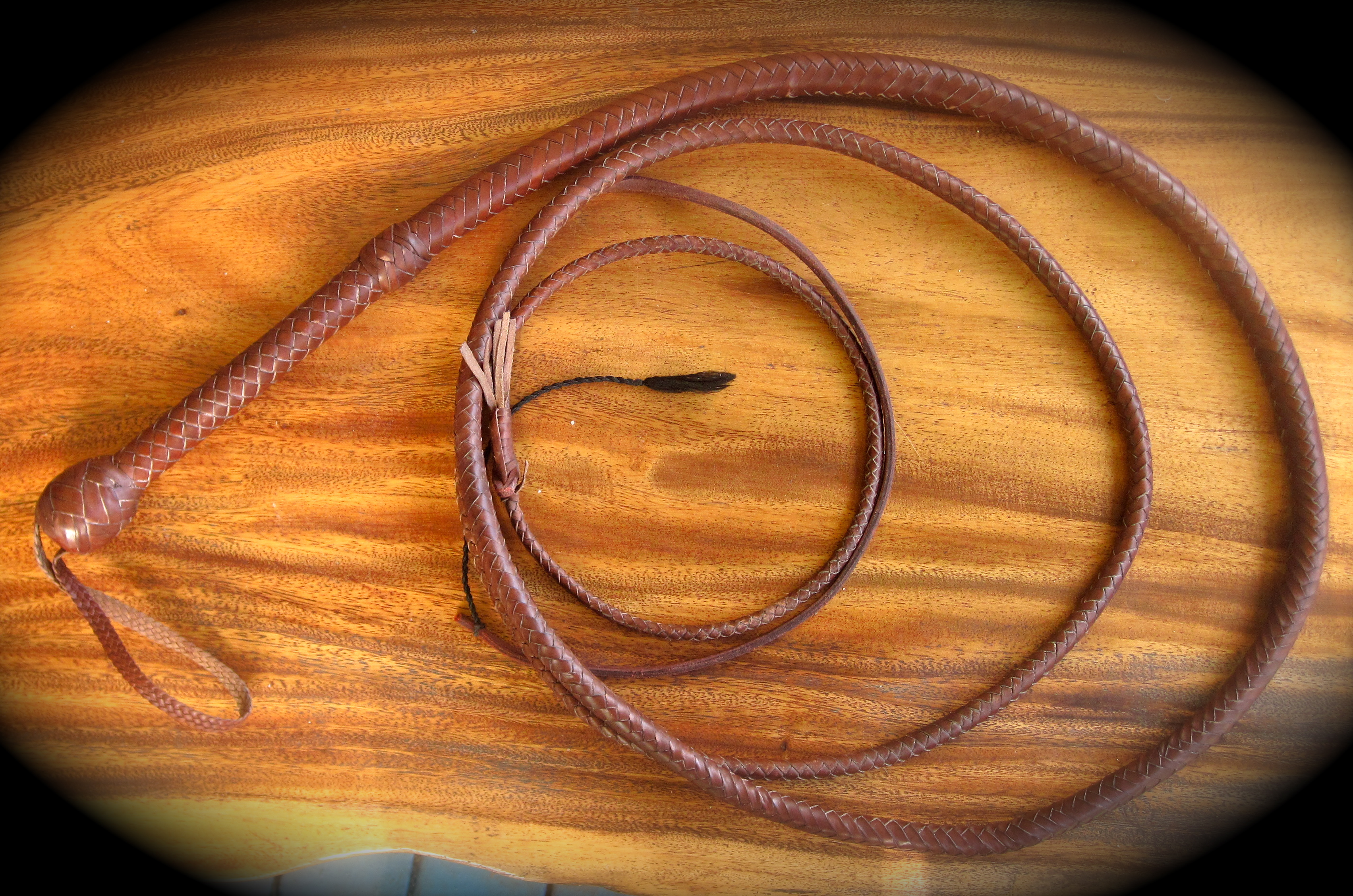
Плеть заплетённая, как ТГ
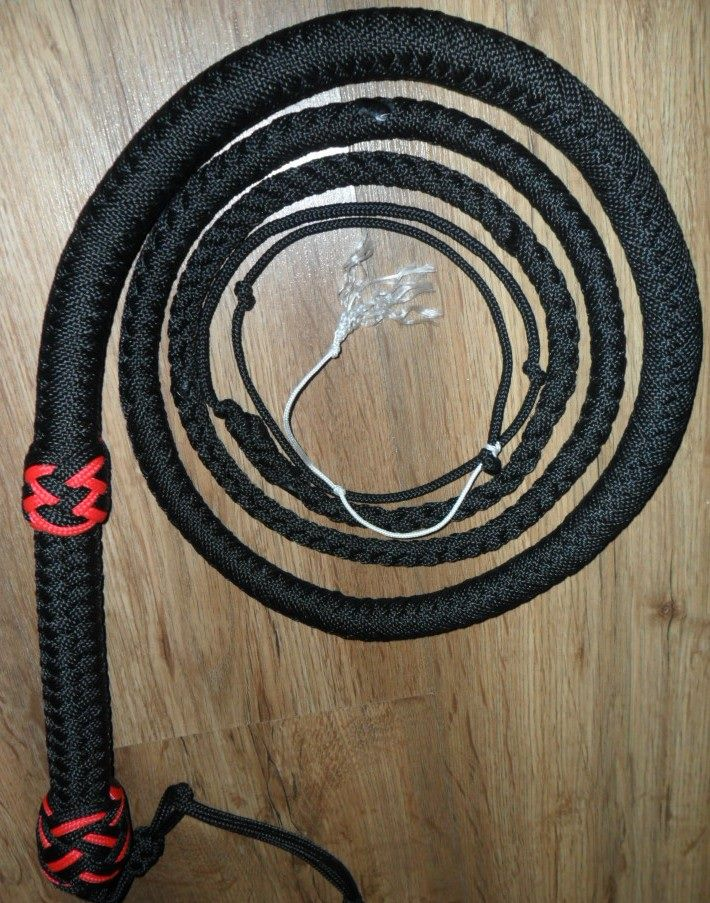
Ручка кнута украшенная ТГ
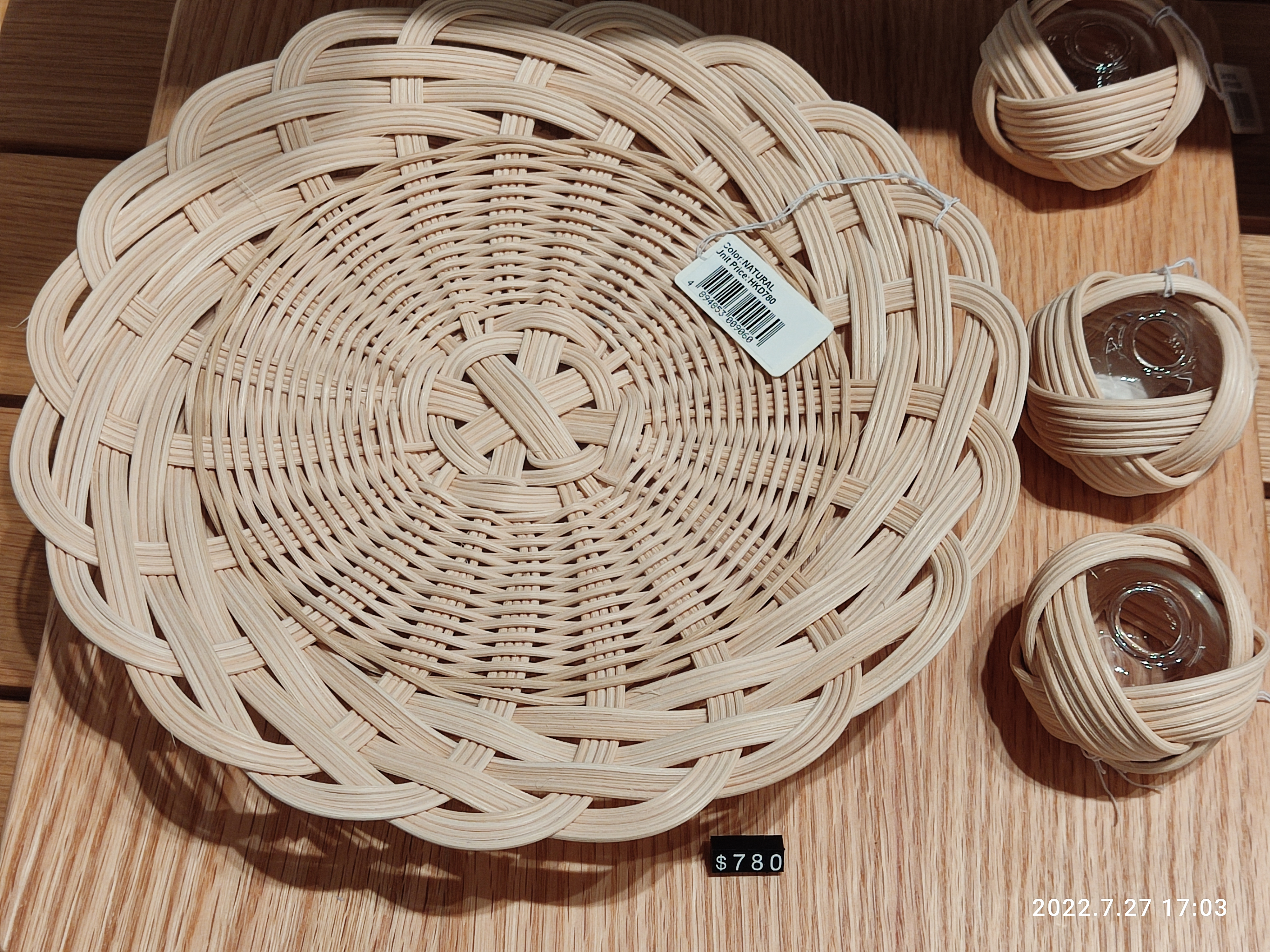
3x4 ТГ, контейнер для банок, Культурный округ Западного Коулуна
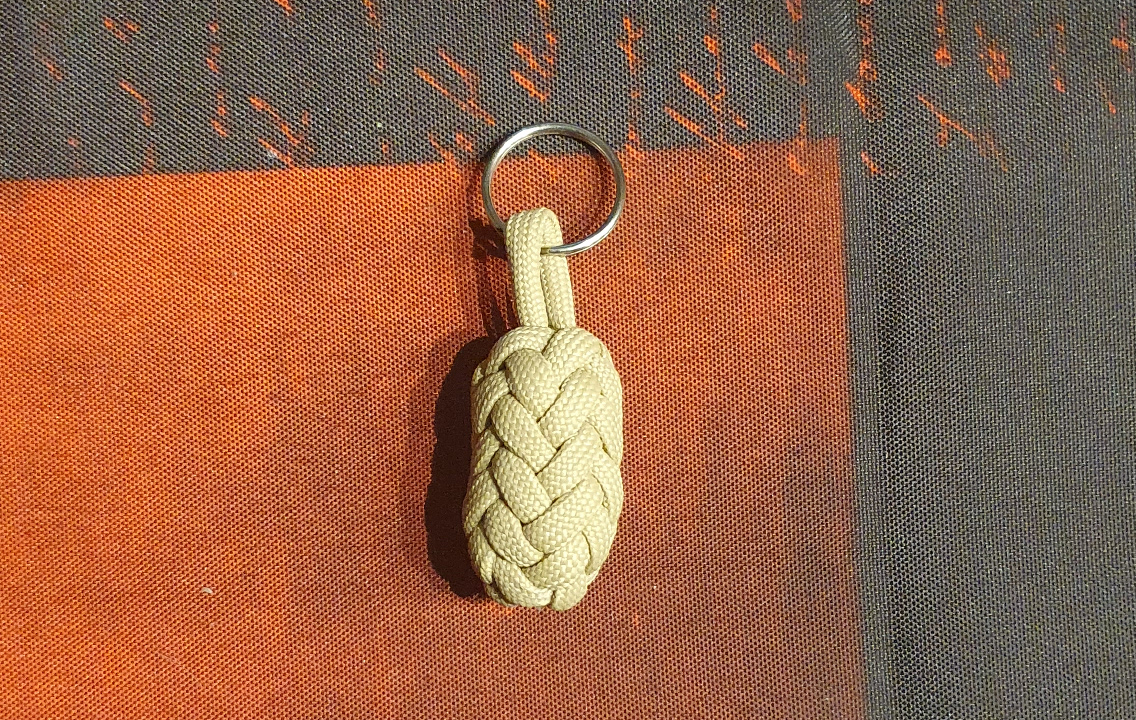
Брелок
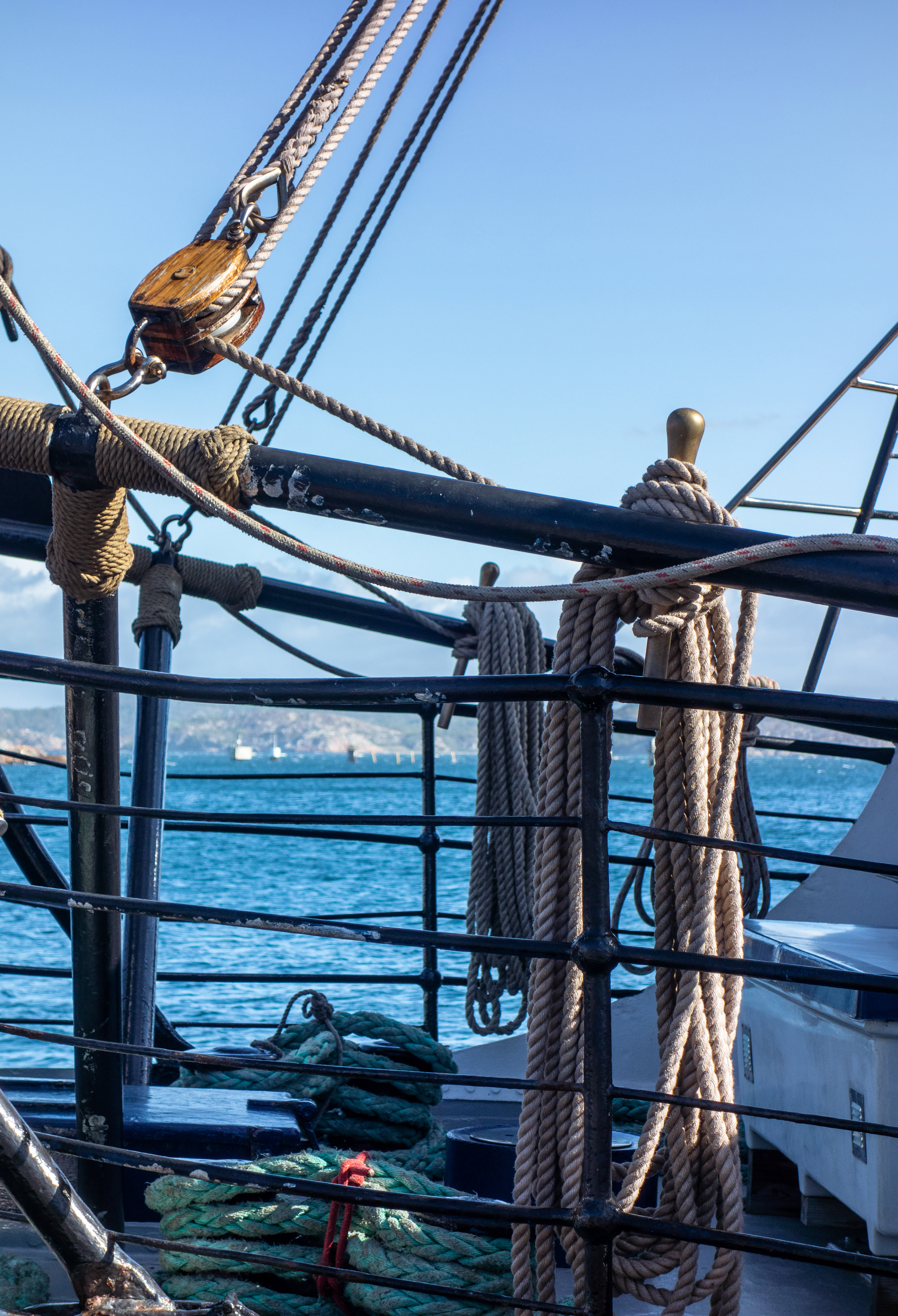
Декорация стоячего такелажа
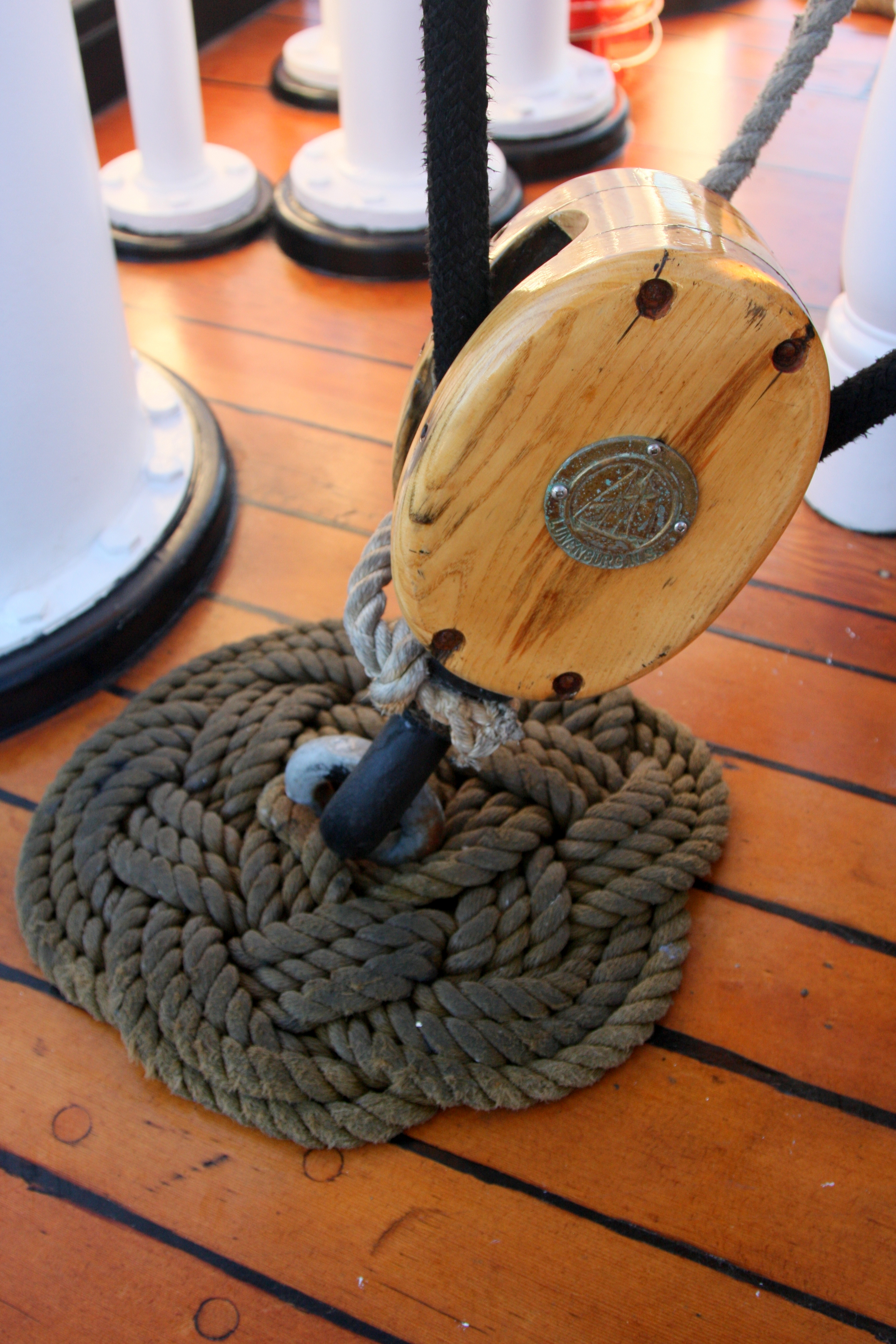
Мат, en:Bluenose II
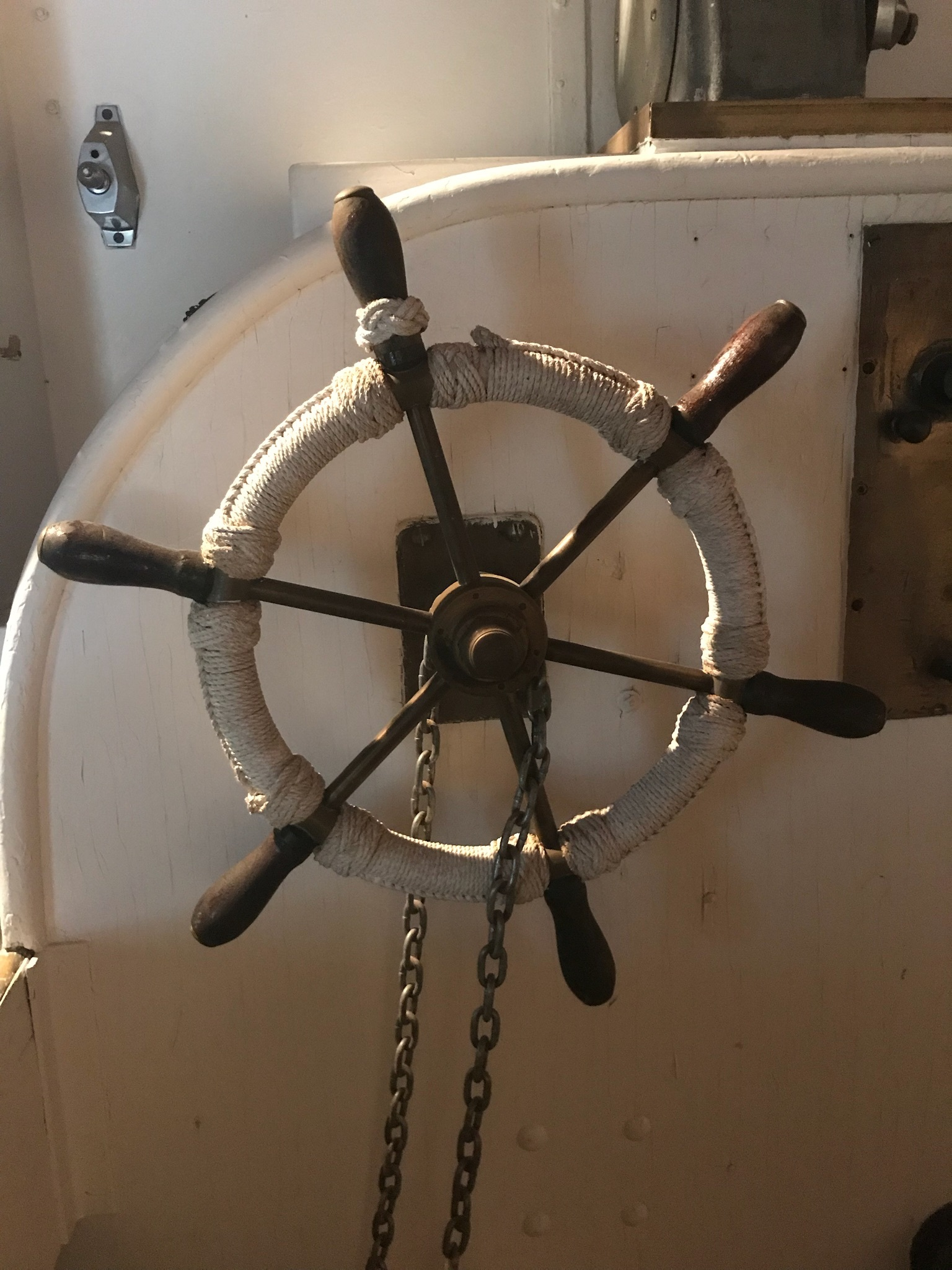
Штурвал декорация
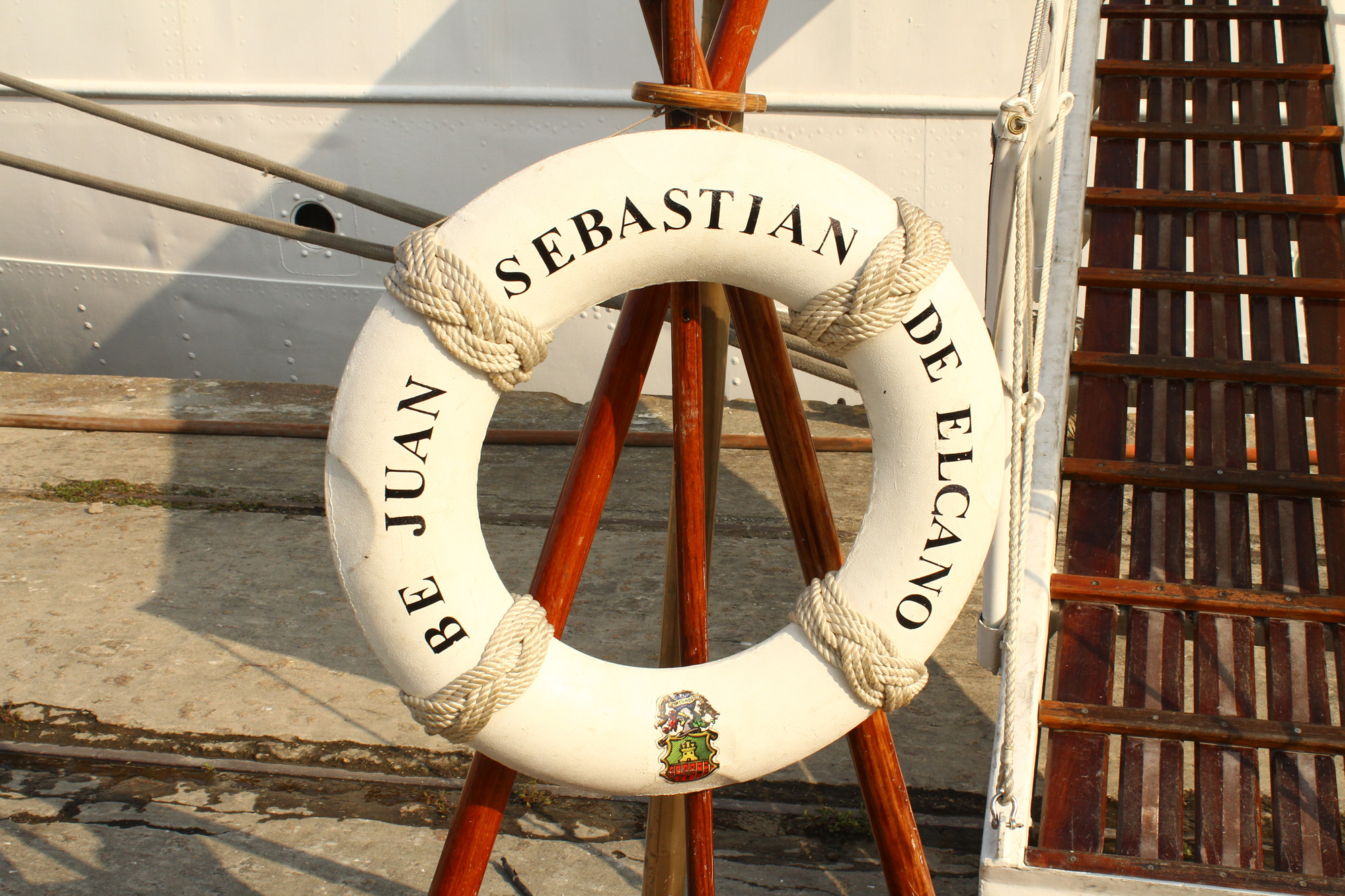
Спасательный круг декорация
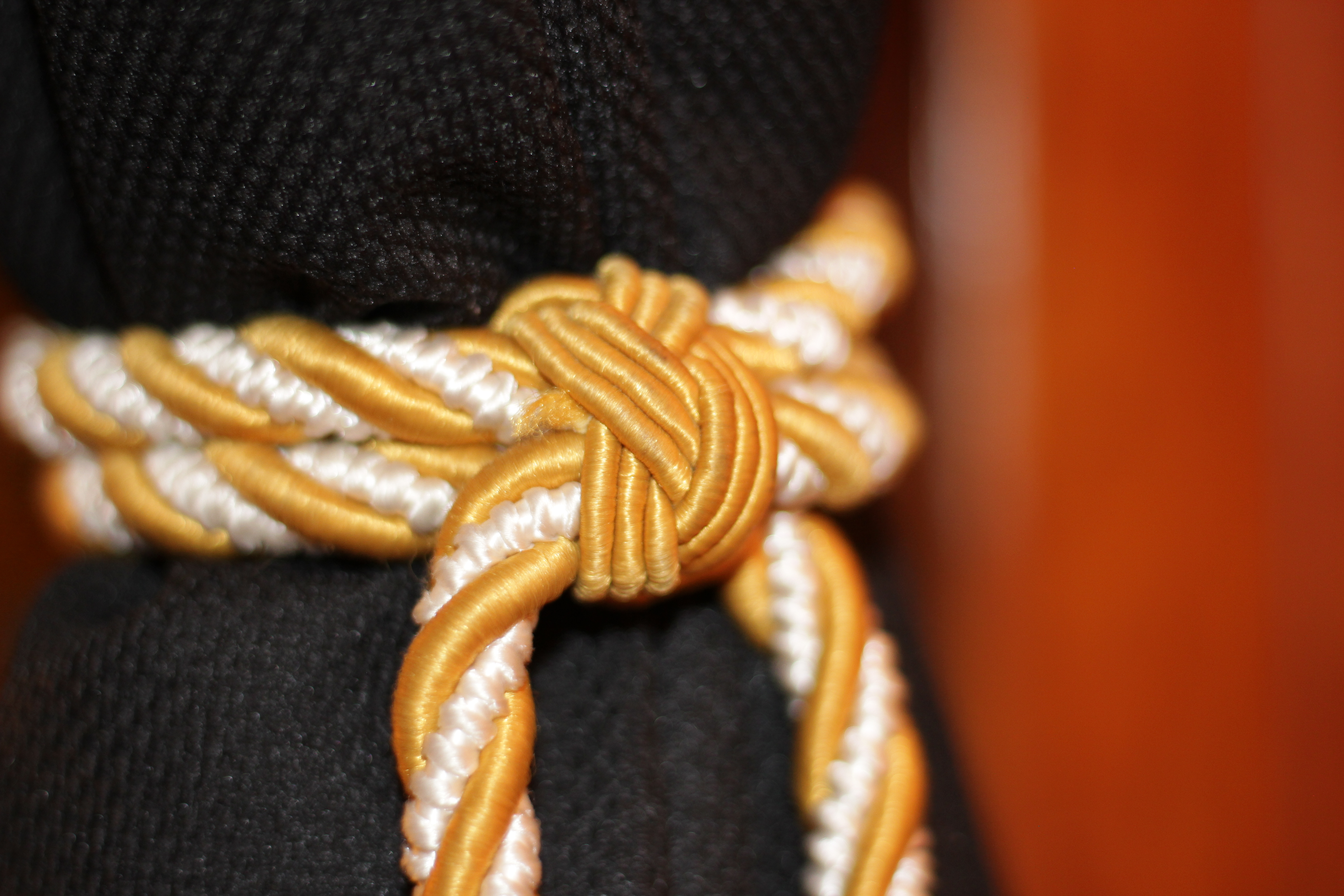
Декорация шнура удерживающего шторы
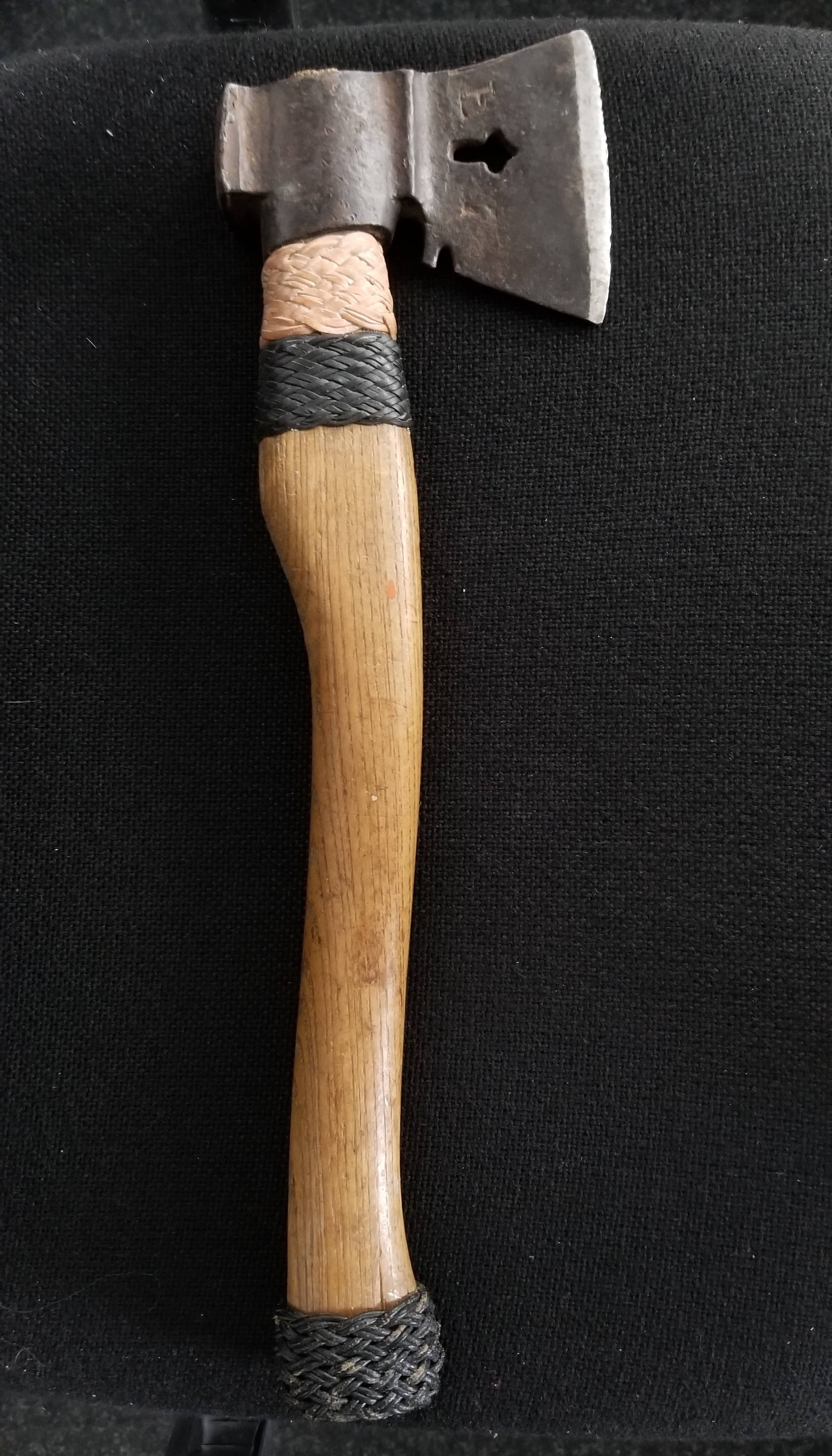
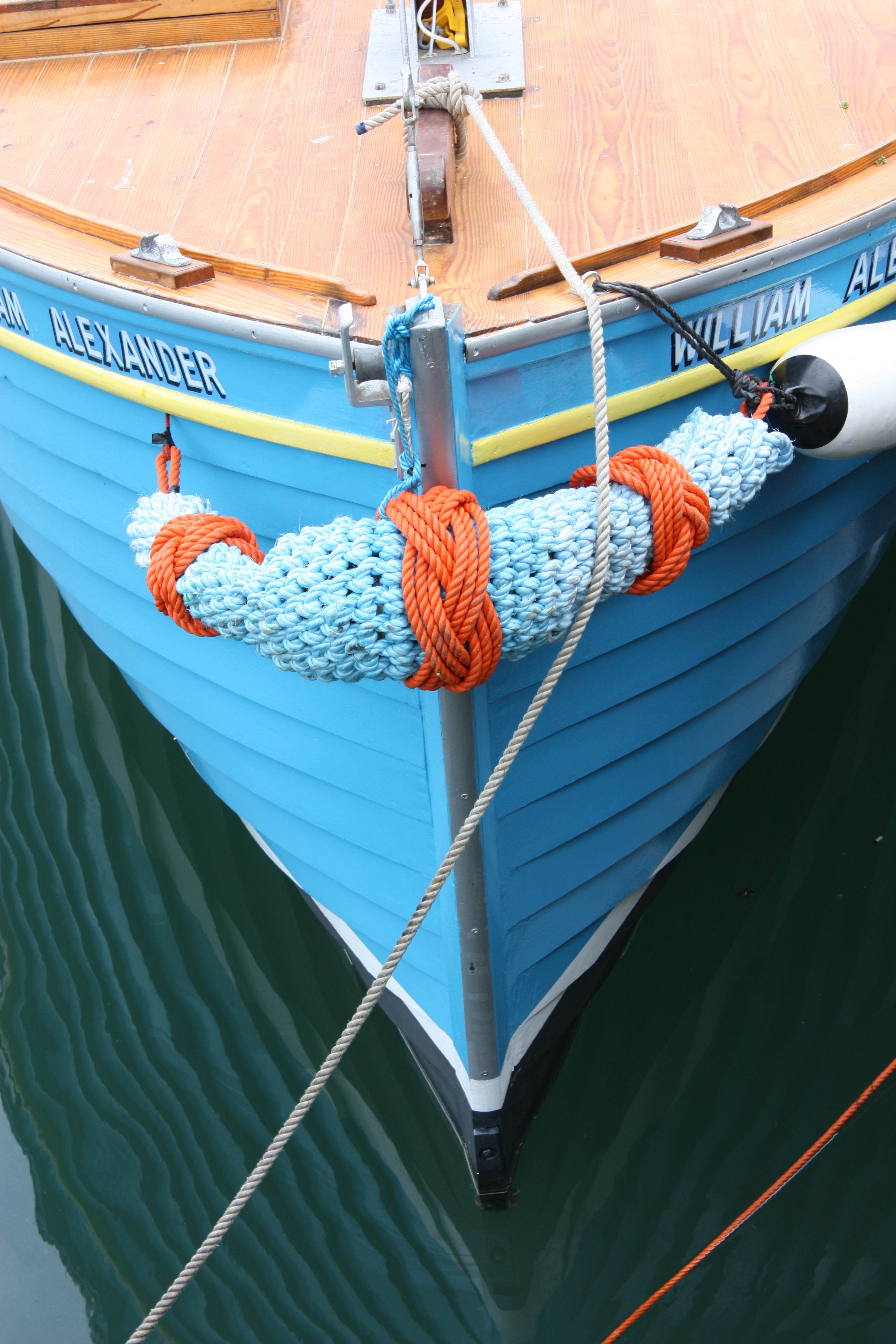
Кранец декорация
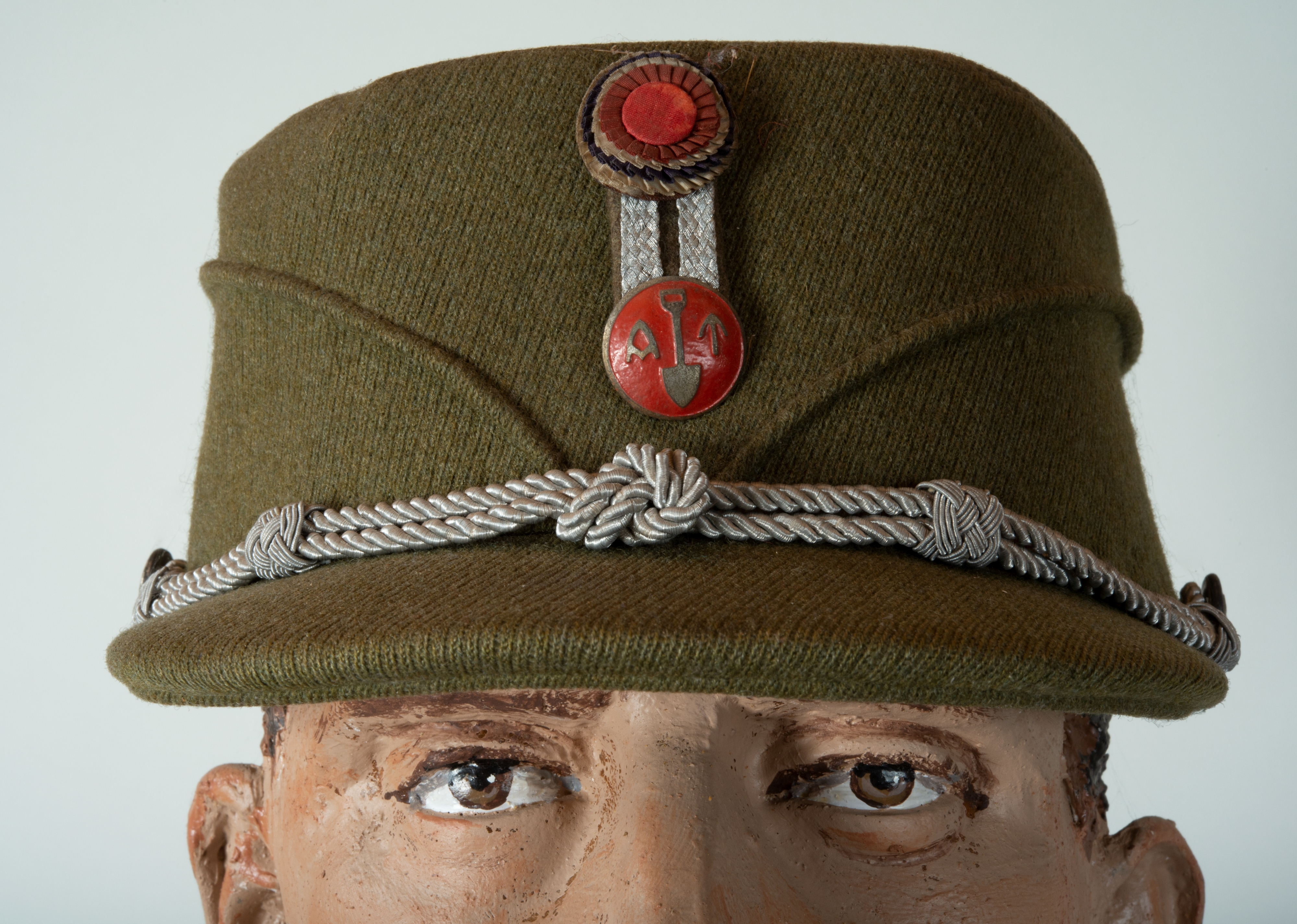
Фуражка Норвежского офицера no:NS Arbeidstjeneste
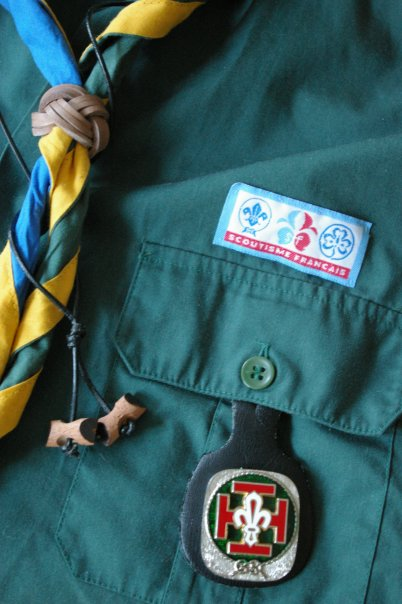
Скаутский Зажим для галстука

## Распространение
Первое упоминание узла как «Турецкая Голова» встречается в «The Sheet Anchor» Дарси Ливера (1808), но узел старее. Эшли имел рог датированный 1676 годом, который имеет несколько ТГ вырезанных на нём. У Леонардо да Винчи есть диск с орнаментом в котором есть ТГ, проилюстрированный в книге «Om knutar» Hjalmar Öhrwall (1916).
Фигура «olavsrose» одна из форм которого, состоит из трех независимых переплетенных полос(3х6 ТГ), в исландской магической книге 17 века связана с узлом, который Олав Святой носил для защиты от искушений. Фигура «olavsrose» есть на оборотной стороне банкноты 1942 года номиналом 5 крон.
На деревянной ложке Ивана Варфоломеевича, найденной в 1961 г. на усадьбе «Д», вырезана 2х4 ТГ.
Предположительно, в русской морской практике первый раз упоминается, как «трехшлажная оплетка» в книге «Морская практика» (1953).
Используется в традиционной одежде скаутов, как узел Гилвелла.
В древней греции во время народных гуляний предлагалось развязать такой узел.
Орнамент деревянного навершия XIII века представляет сложные узоры(3х4 ТГ).
Структуры, образующиеся при циклизации двухполосных лент с числом полуоборотов N после поперечных связей для синтеза катенанов, это 2 шлажные ТГ.
Встречается в северно-русском орнаменте (Новгород) XIV века(3x4 ТГ).

Турецкие головы в орнаментах и рисунках
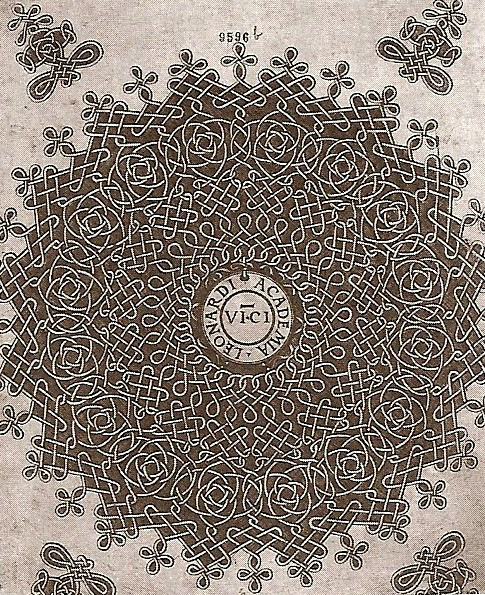
5х4 ТГ на диске Леонардо да Винчи, 1500
2х8 ТГ как Терновый венец в геральдике
Герб коммуны Байнген, Па-де-кале, Франция
Герб Сент-Сейвьер.
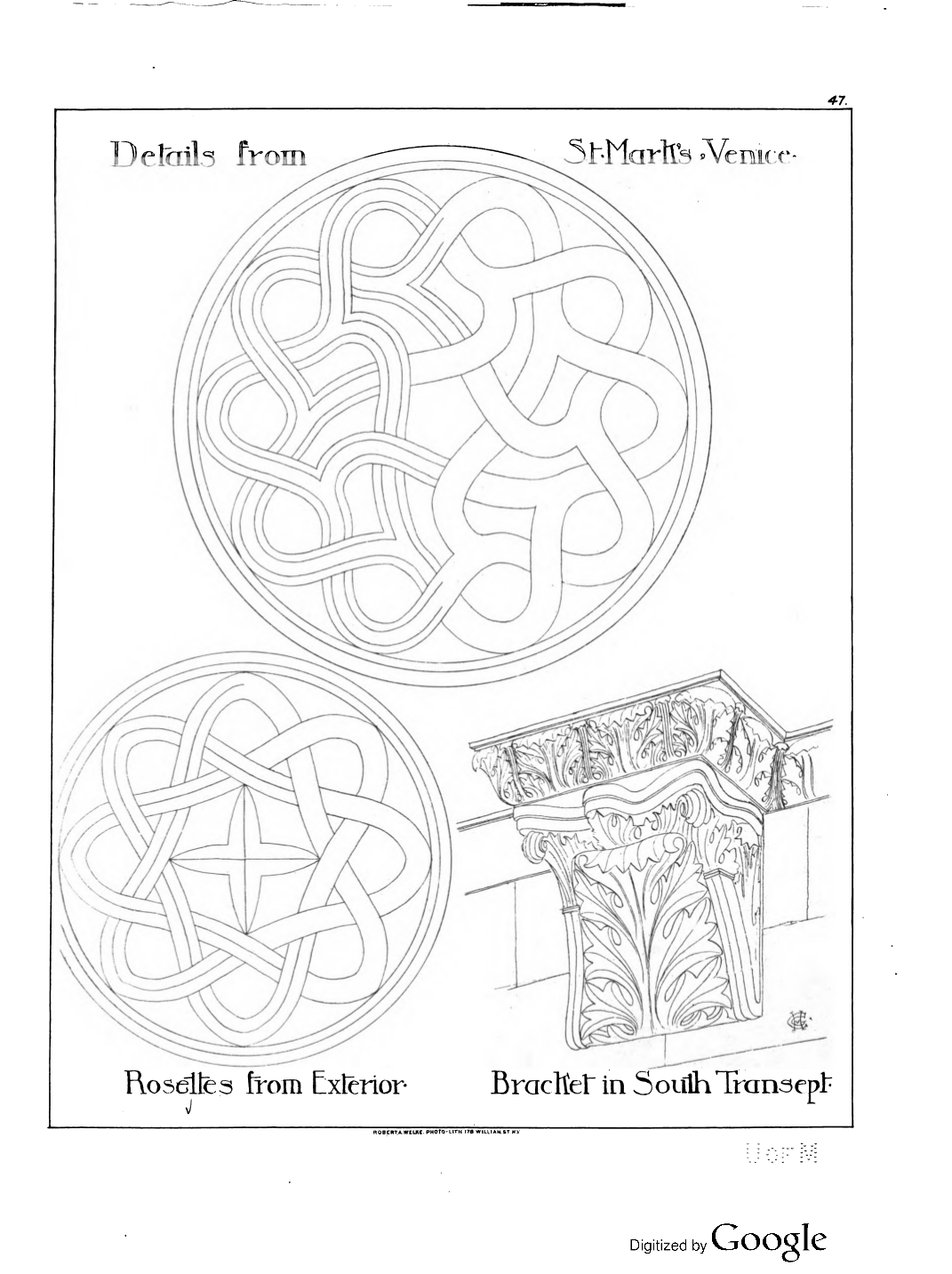
3х8 ТГ в Византийском орнаменте из книги «Arne Dehli. Selections of Byzantine Ornament. 1890»
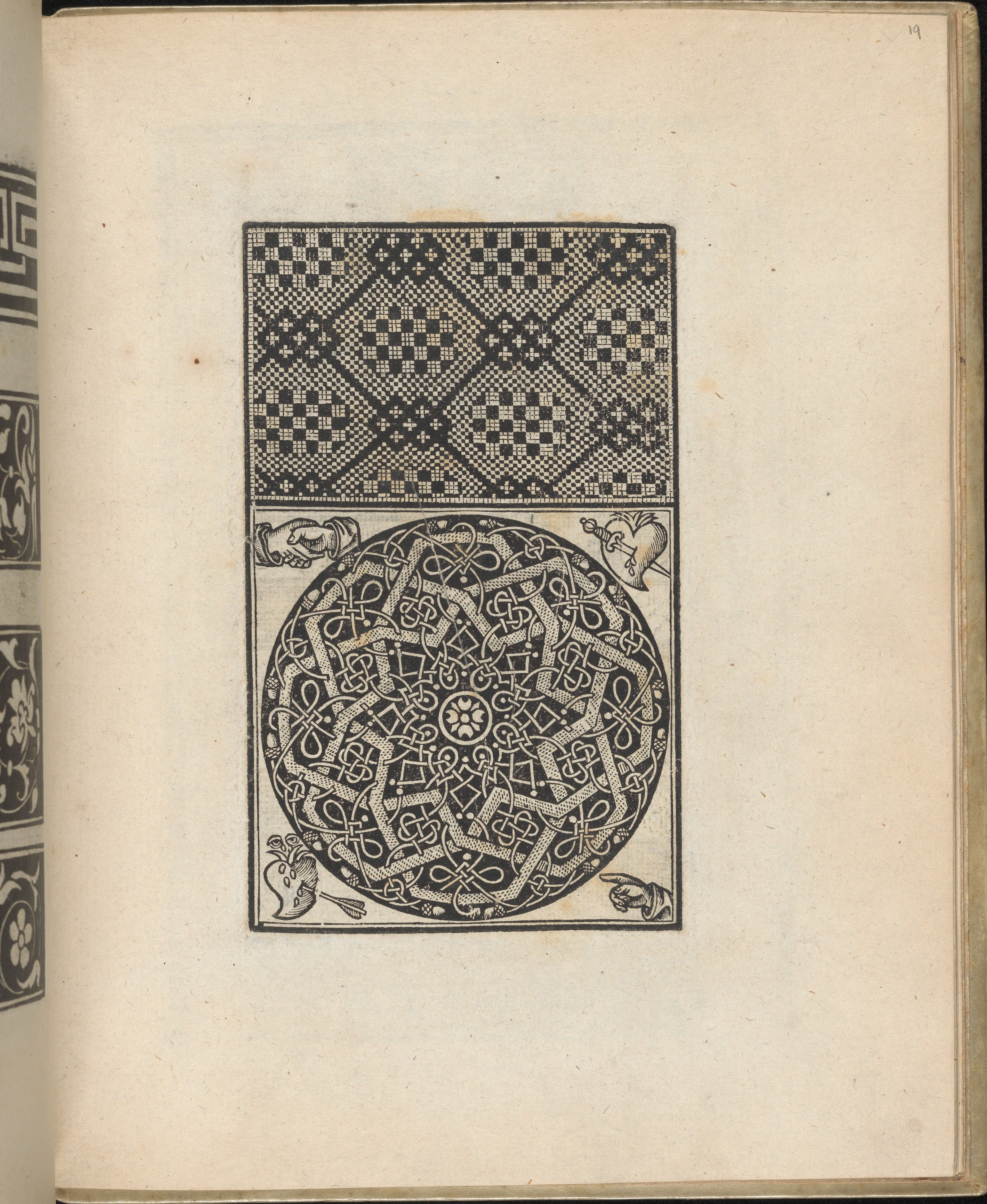
3х8 ТГ в итальянской книге Matteo Pagano «Trionfo Di Virtu» // Libro Novo, p. 19, 1563, Метрополитен-музей
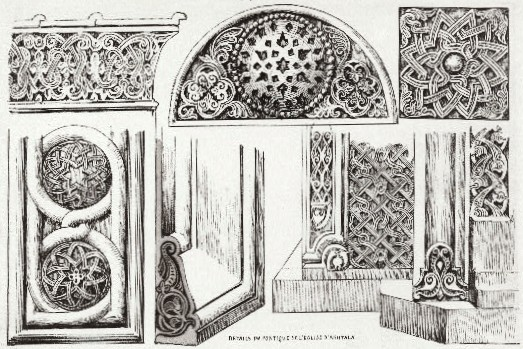
3х8 ТГ в Ахтала (1897-1903) в Грузии, срисовано Г. Г. Гагариным
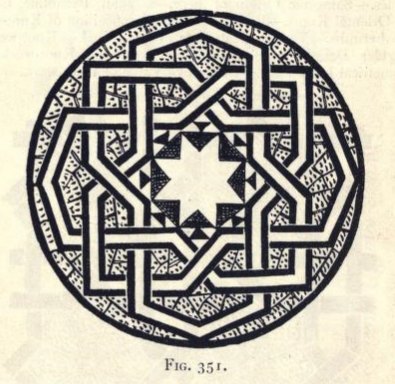
3х8 ТГ, как inlaid ambo в соборе из Равелло[78], 1910
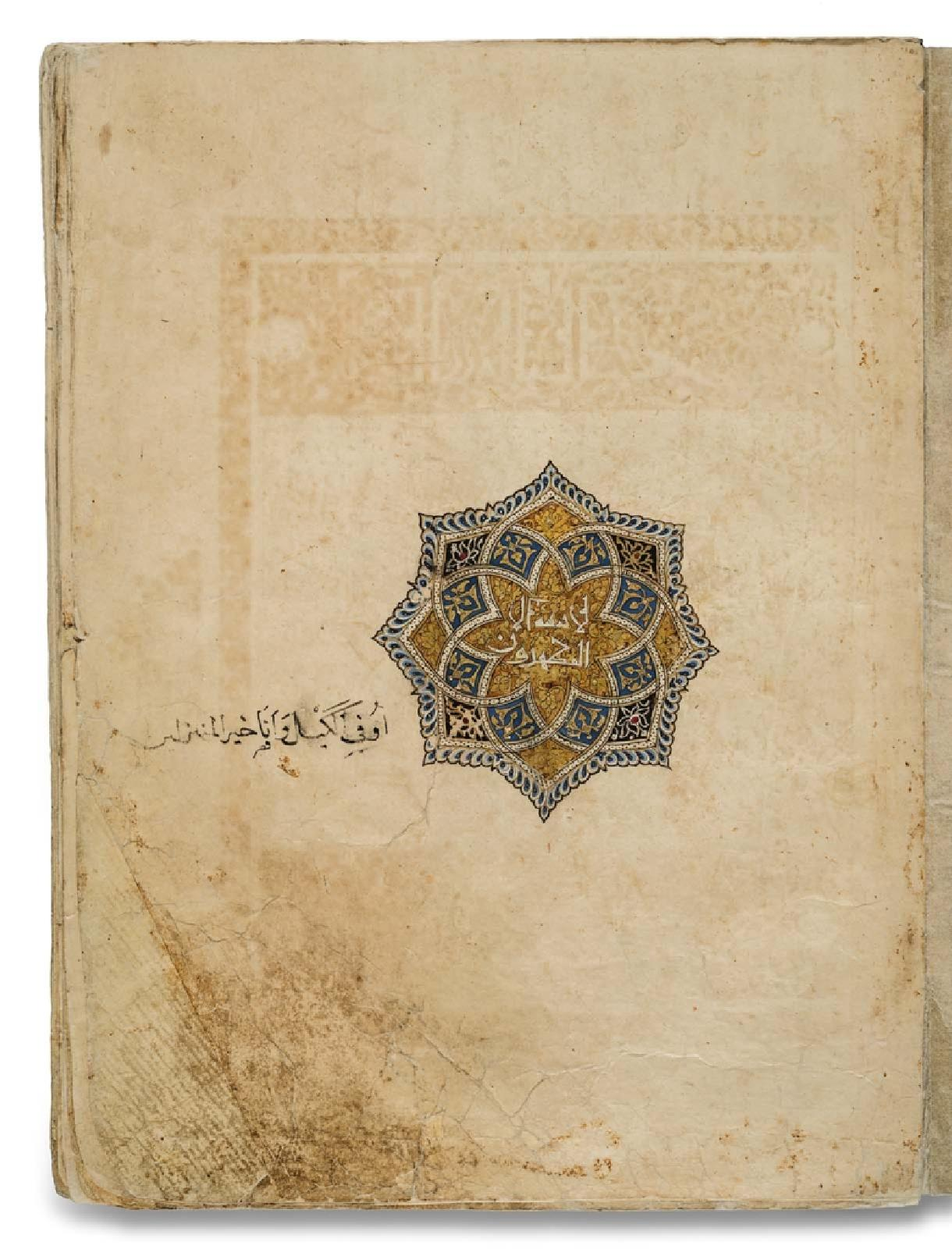
3х8 ТГ в коране Хулагуидов, 1338
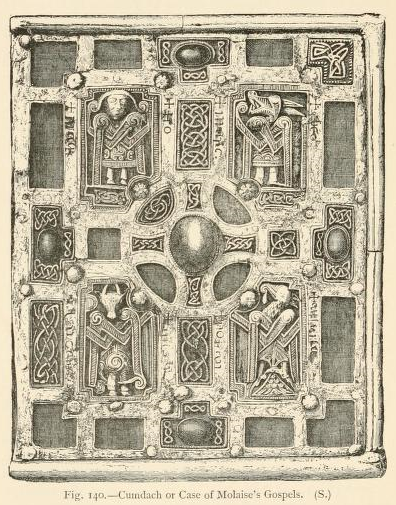
3х4 ТГ в Soiscél Molaisse[79].
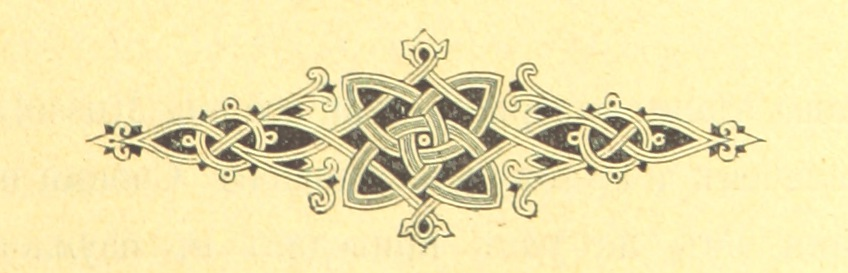
3х4 ТГ, виньетка из книги «У Болгаръ и заграницей, 1881-1893», 1896
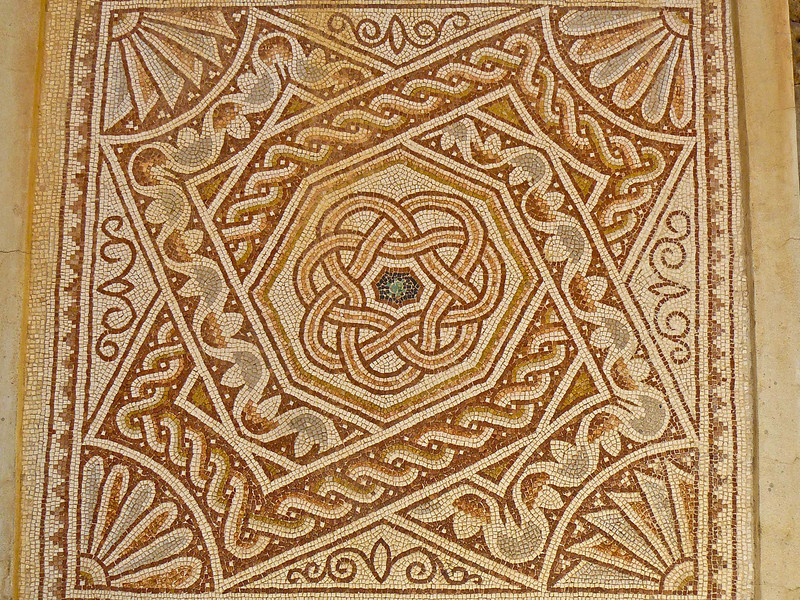
3х7 ТГ внутри узла соломона с 2х41 ТГ на римской мозаике II века в Босре.
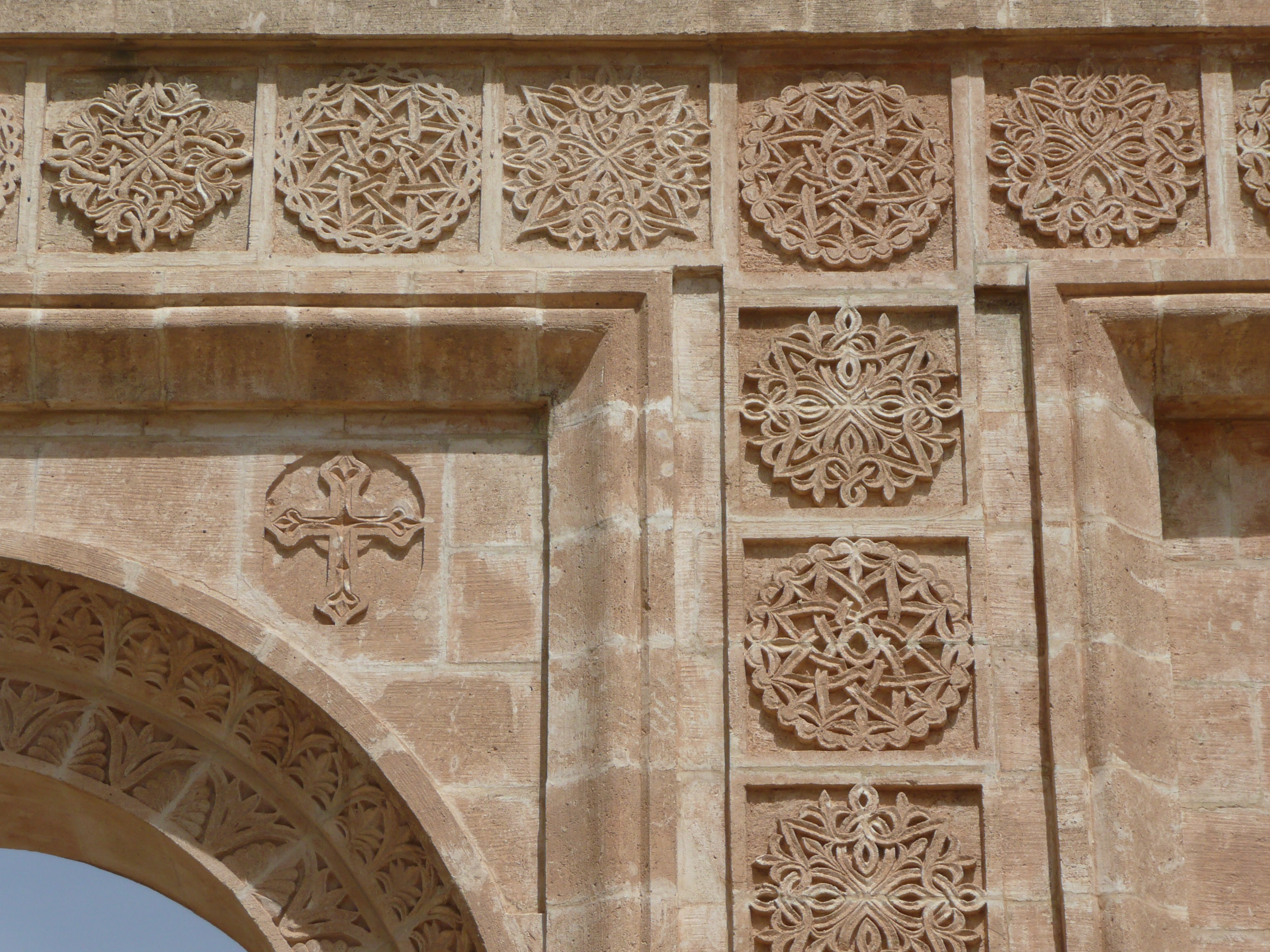
3х8 ТГ. Монастырь Мор-Габриэль, Мидьят, Турция.
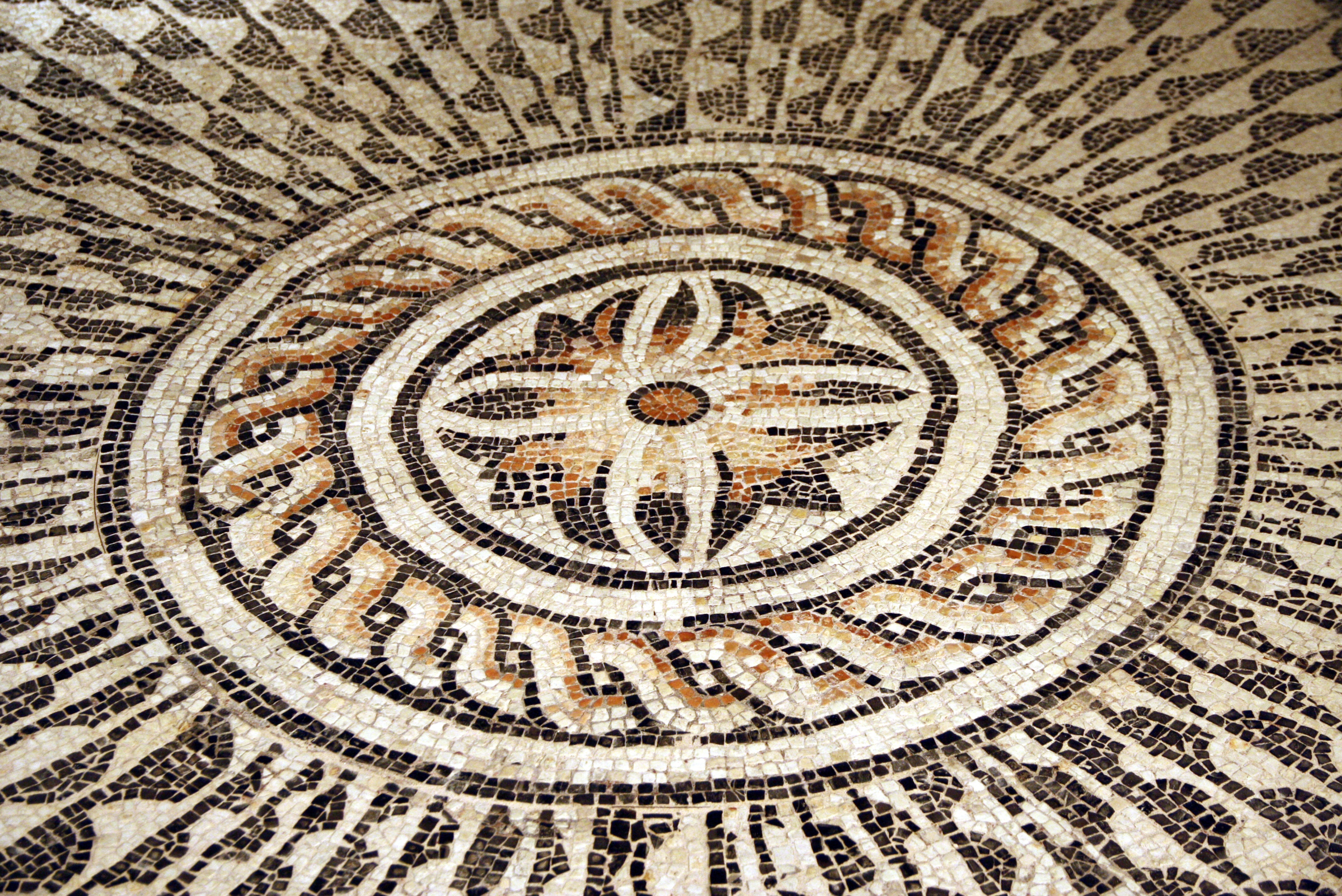
2х29 ТГ, римская мозаика II века в Археологическом музее Милана.
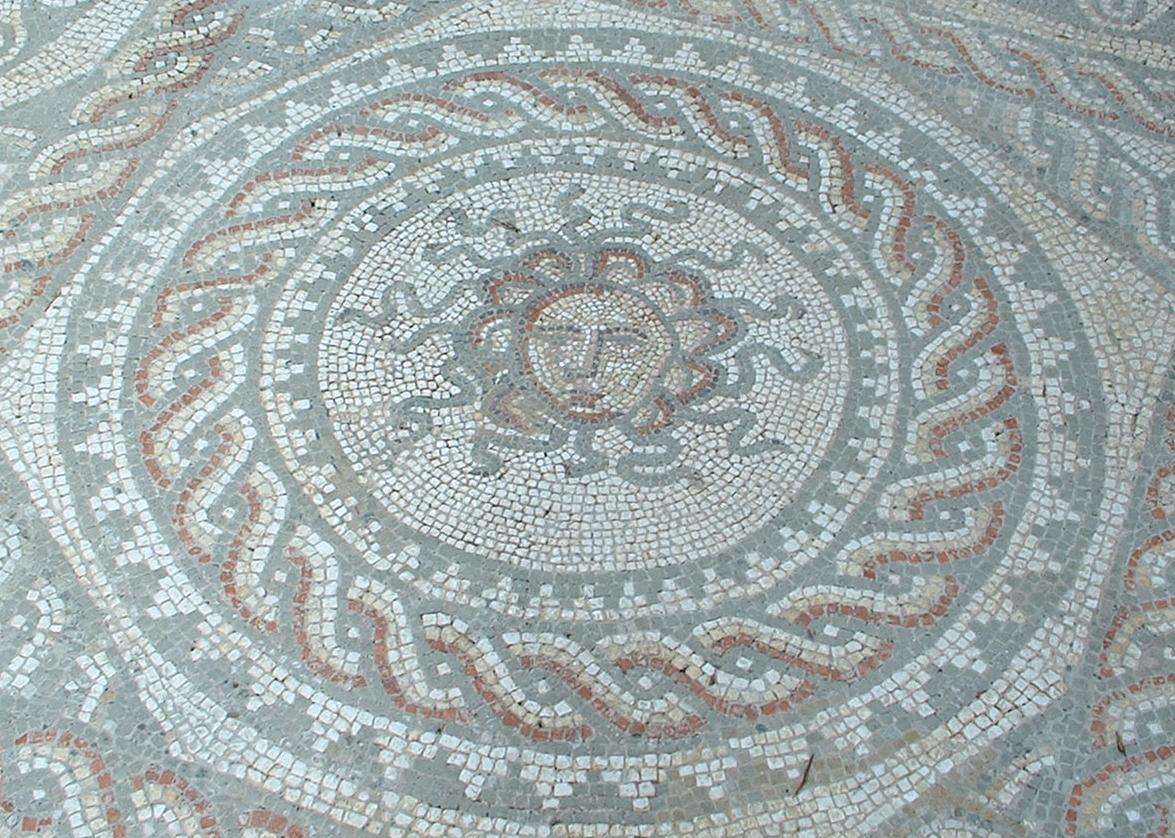
2х27 ТГ, римская мозаика. Музей Bignor Roman Villa
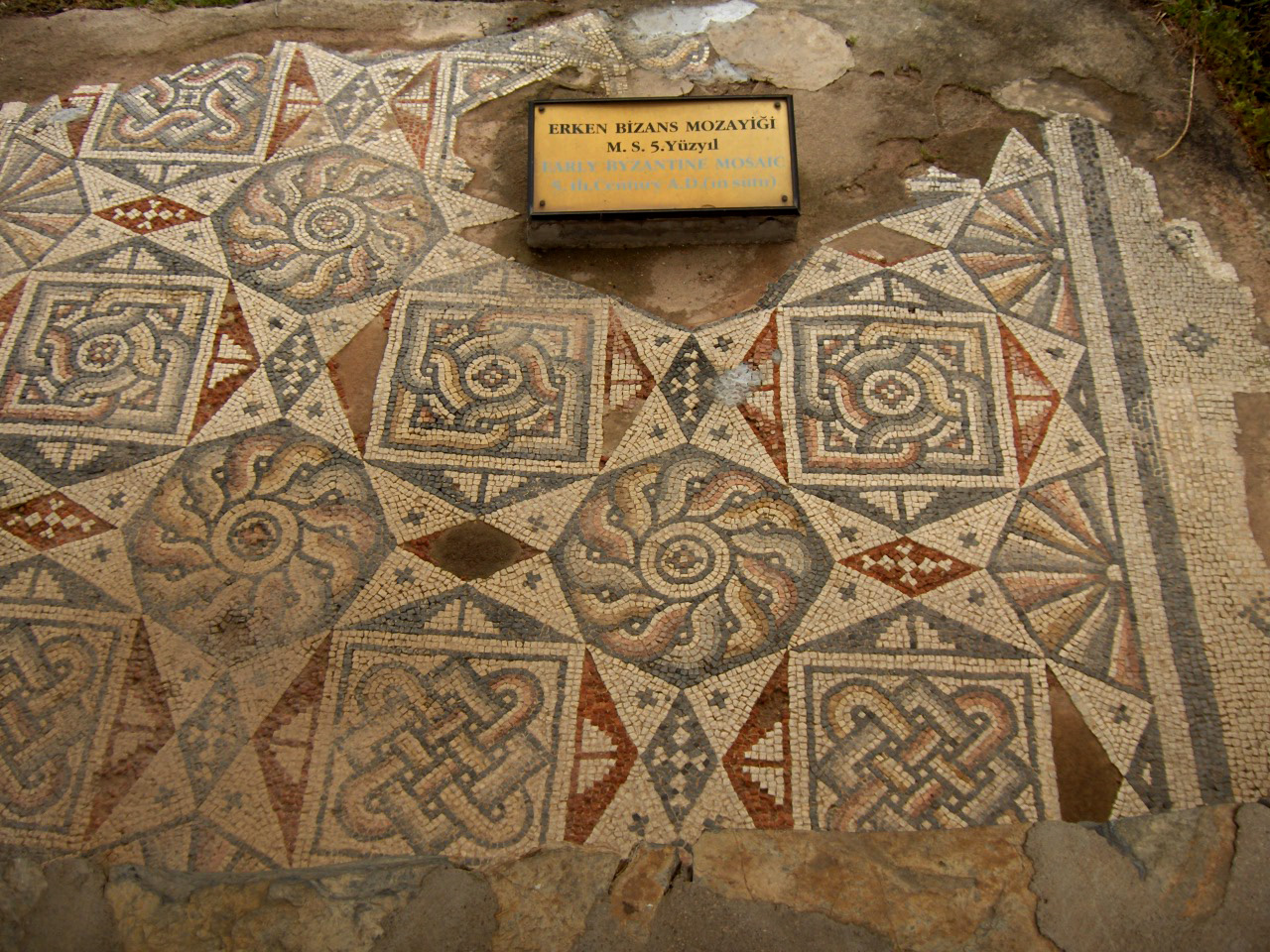
2х12 ТГ, византийская мозаика V века в Замке св. Петра, Бодрум, Турция
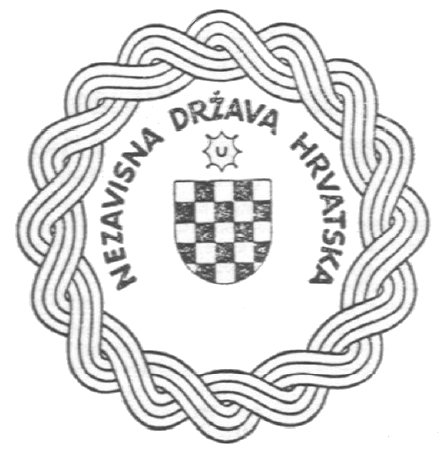
Тройная 2х16 ТГ как Государственная печать Хорватии (неофициальный эскиз)
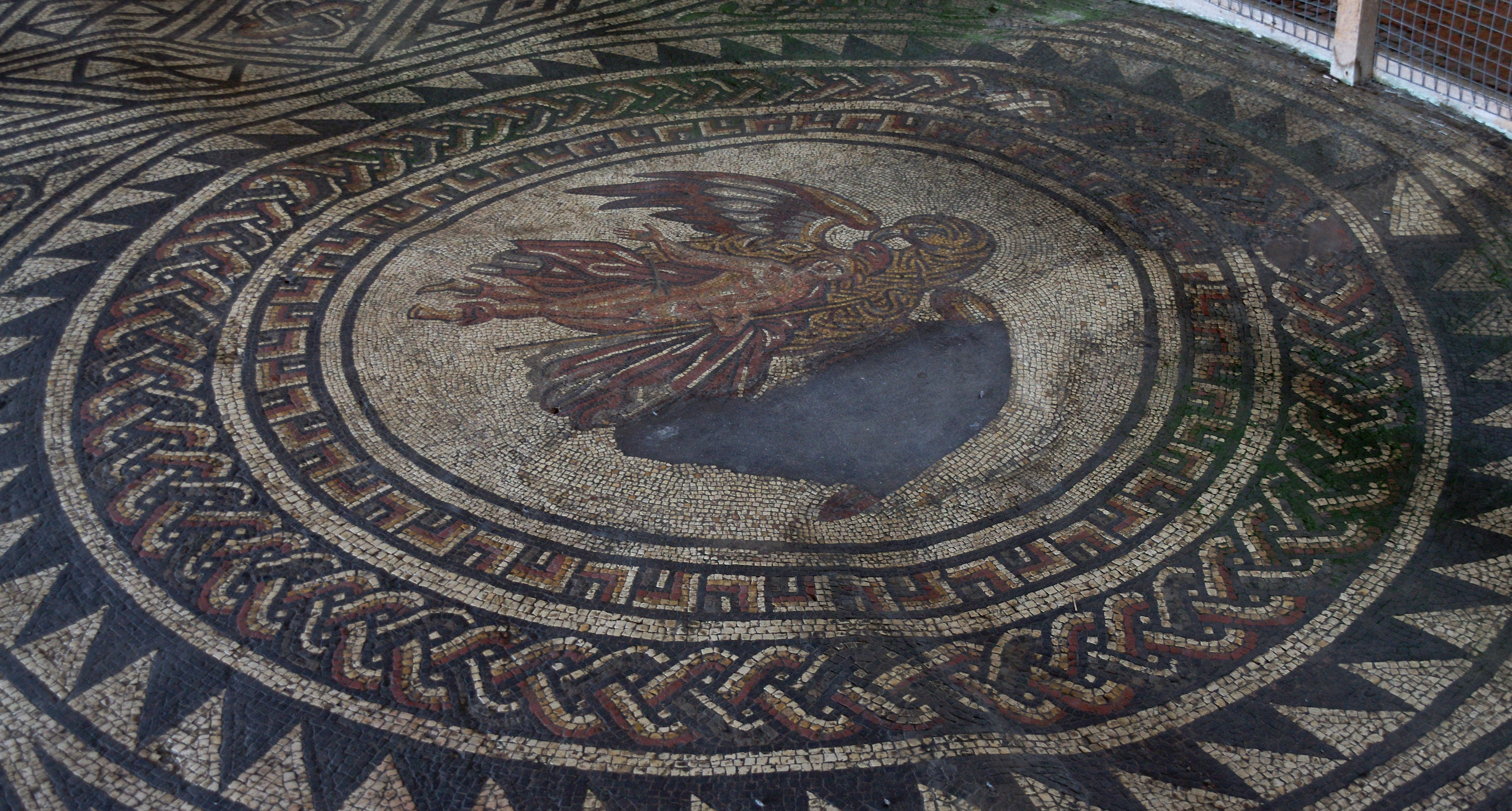
3х65 ТГ, мозаика, музей Bignor Roman Villa, Суссекс
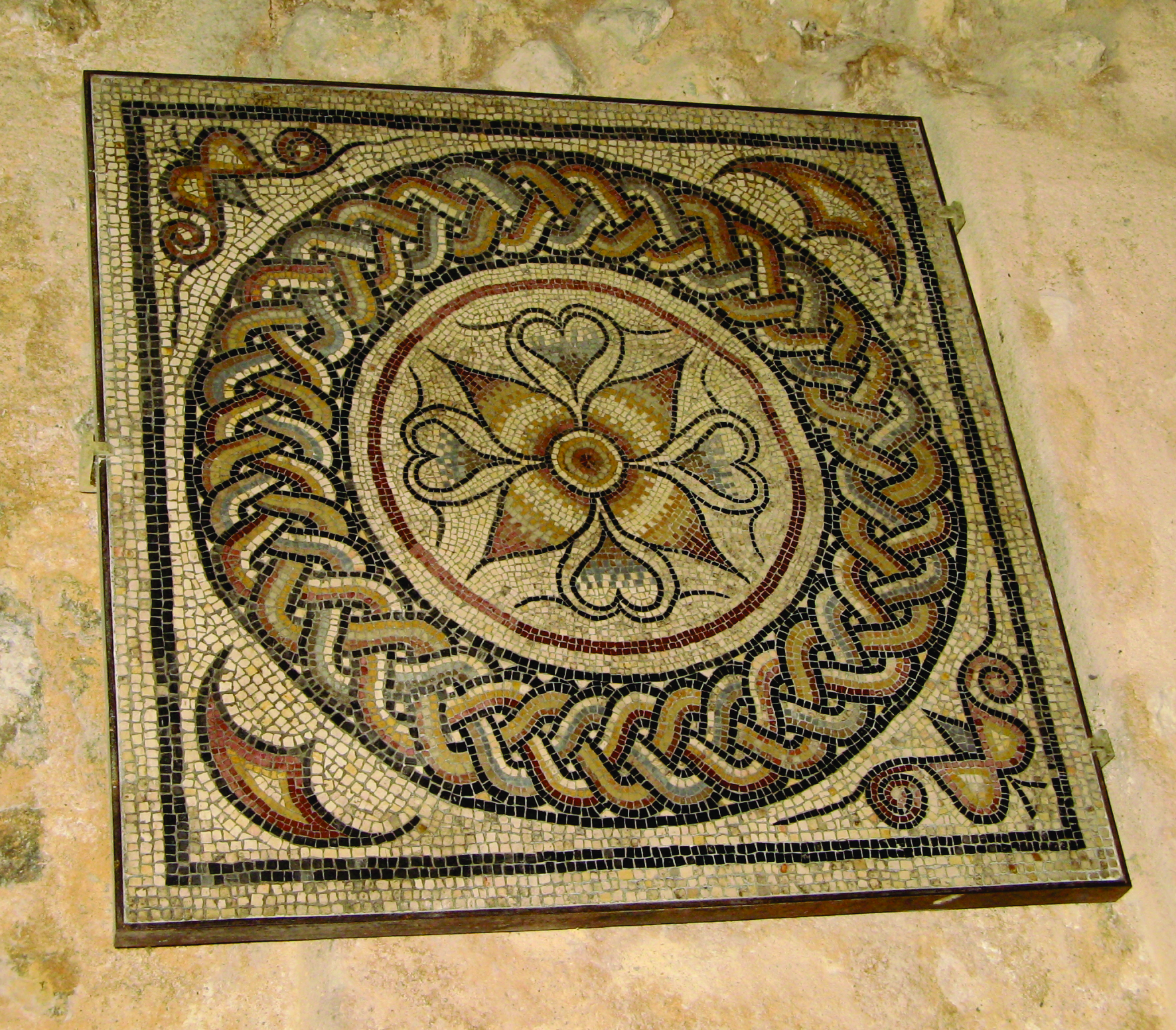
3х36 ТГ, галло-романская мозаика, музей «de la Ville de Sens», Йонна, Бургундия, Франция.
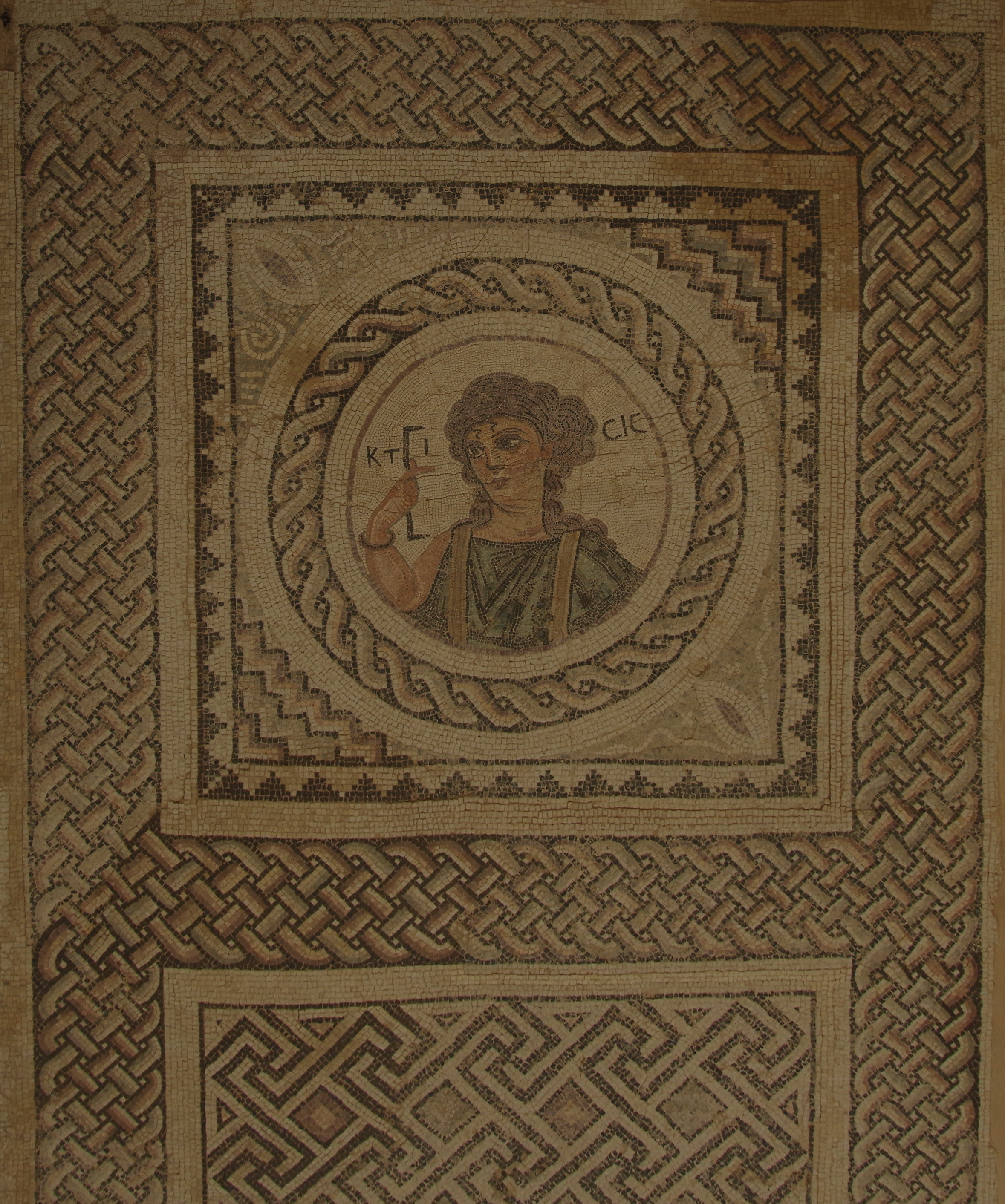
2х31 ТГ на ваннах Куриона
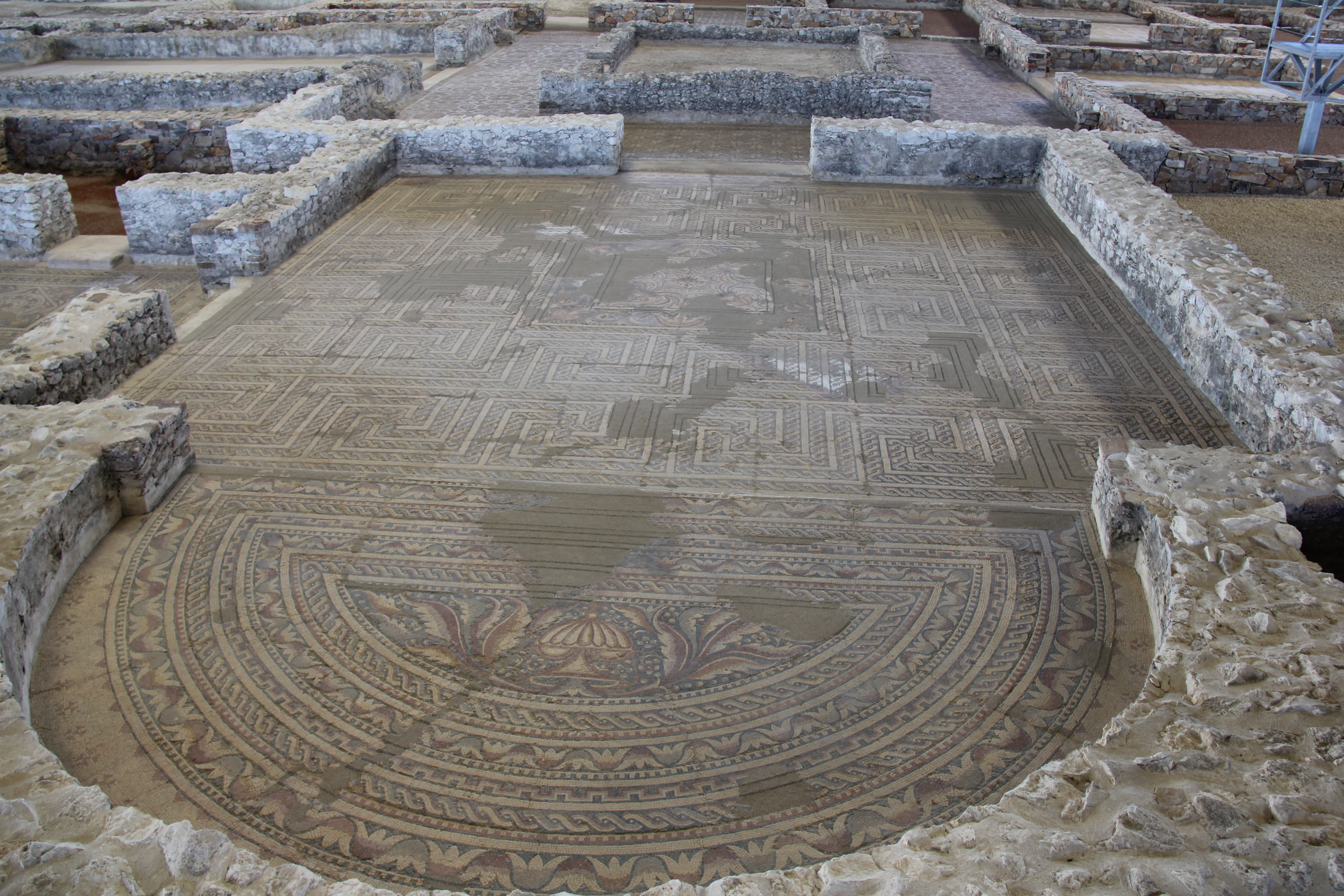
2х85 ТГ, Villa romana de Almenara-Puras.
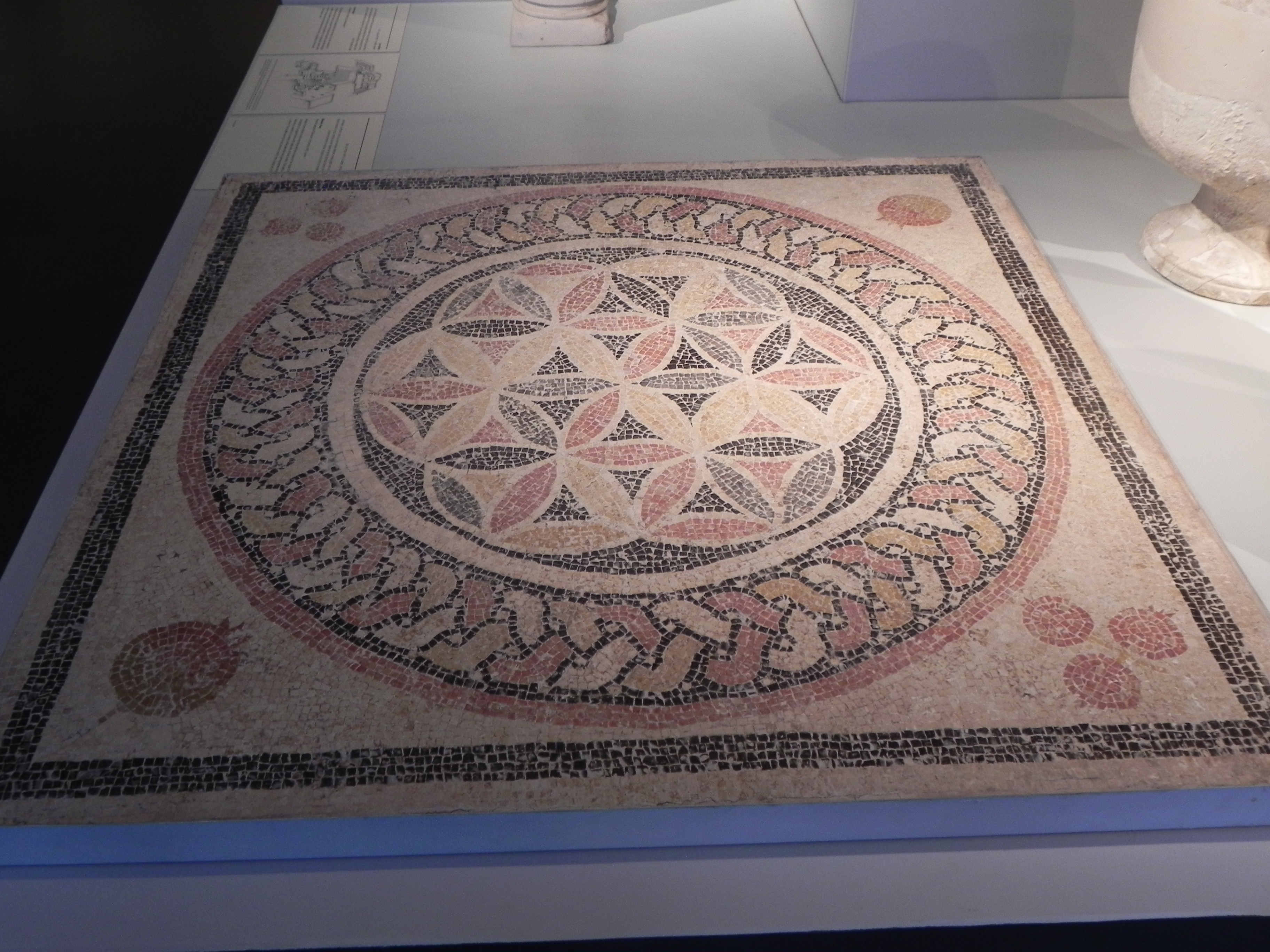
3х55 ТГ, Археологическая коллекция Израильского музея, Иерусалим.
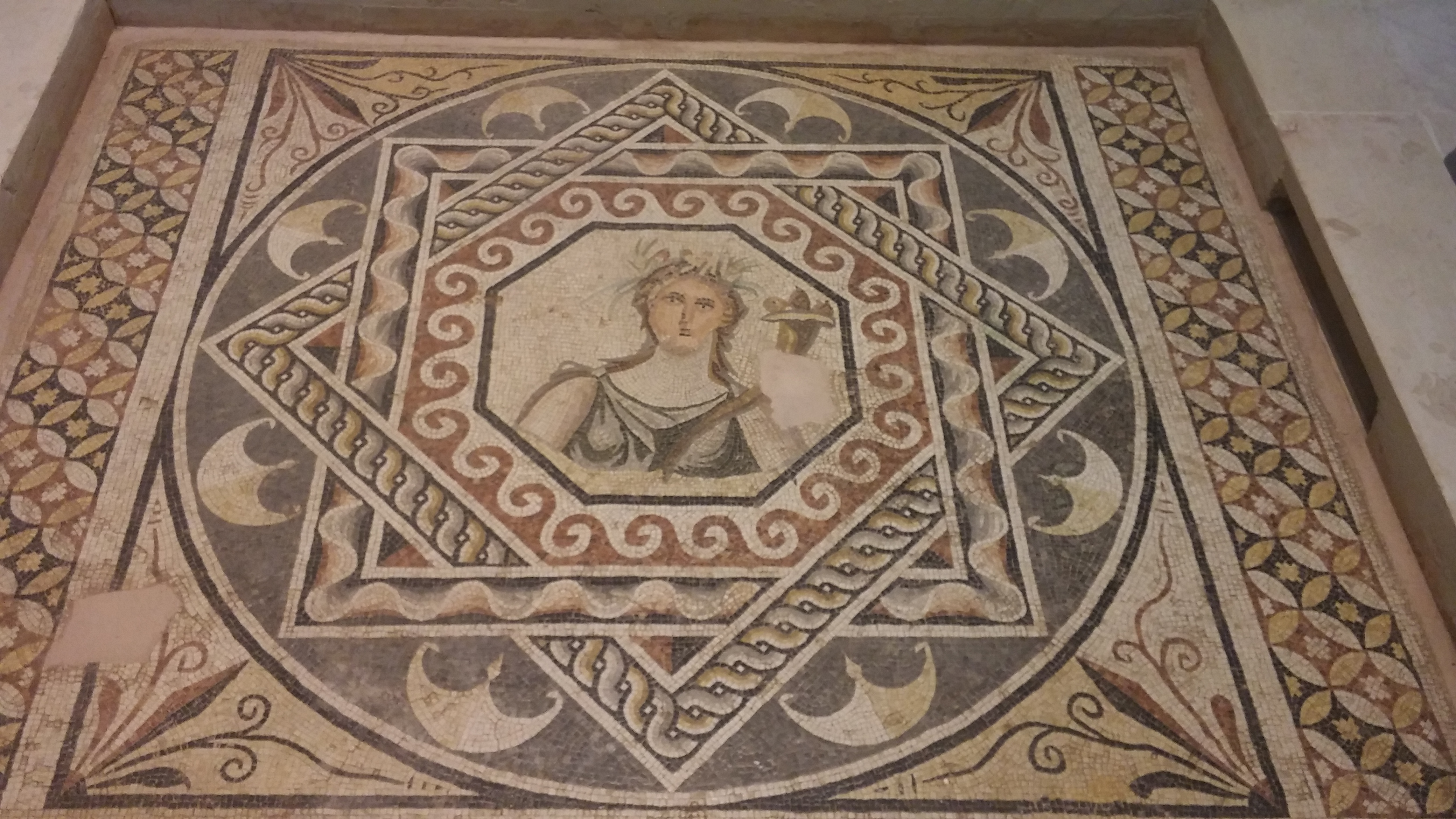
2х60 ТГ, Музей мозаики (Зевгма)
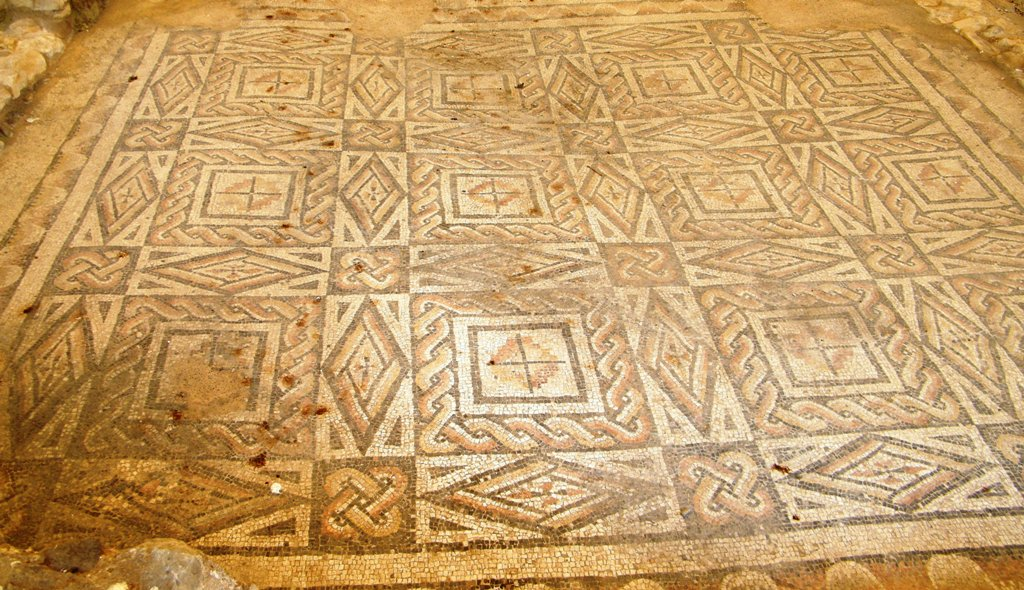
2х20 ТГ, мозаика, Villa romana di Desenzano del Garda
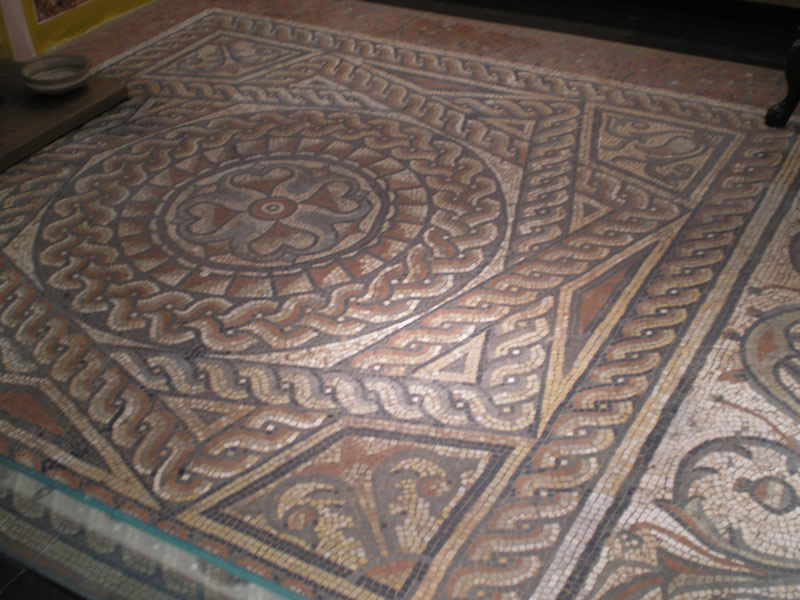
Романская мозаика в Музее Лондона
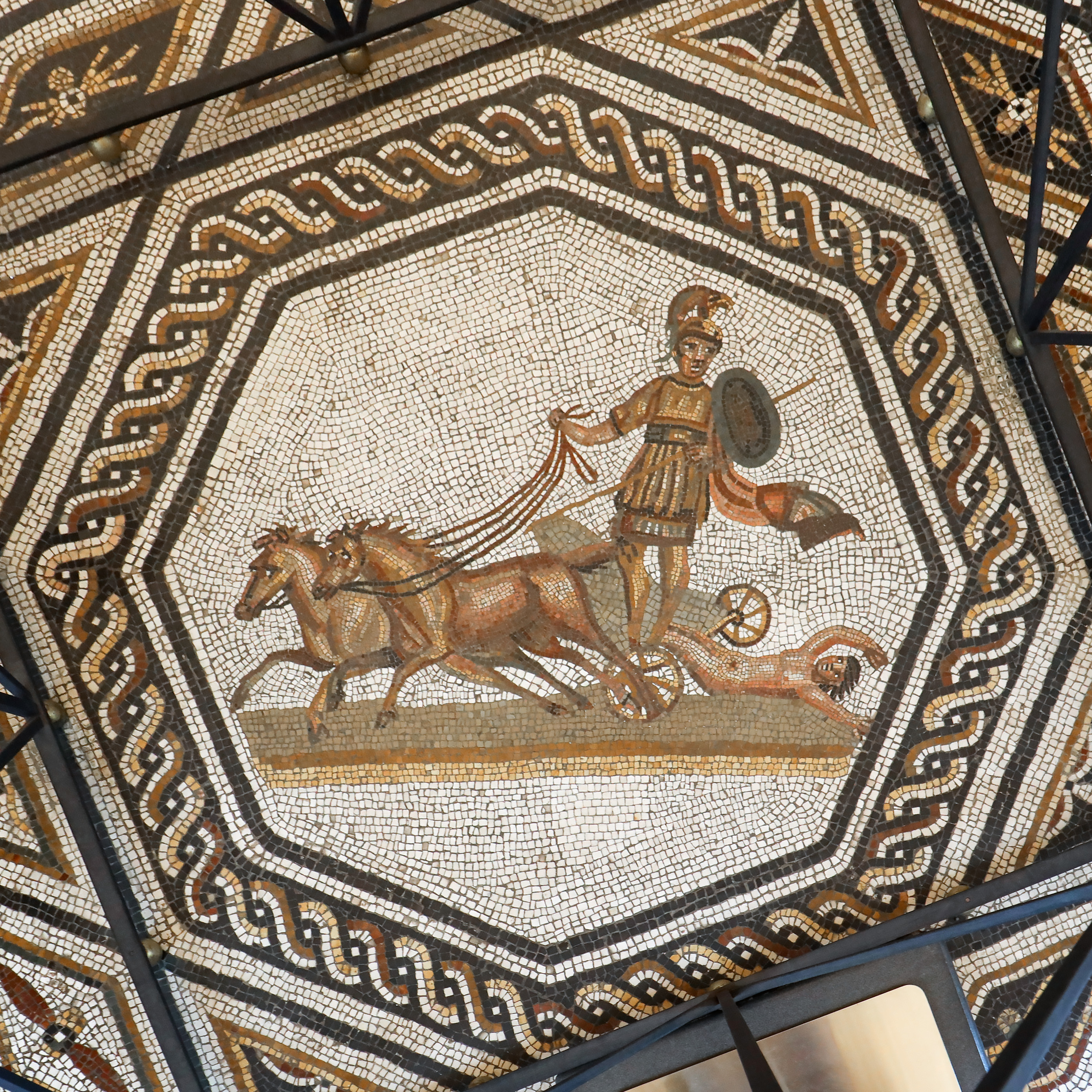
2x56 ТГ, Ахилл на колеснице, Музеи Ватикана
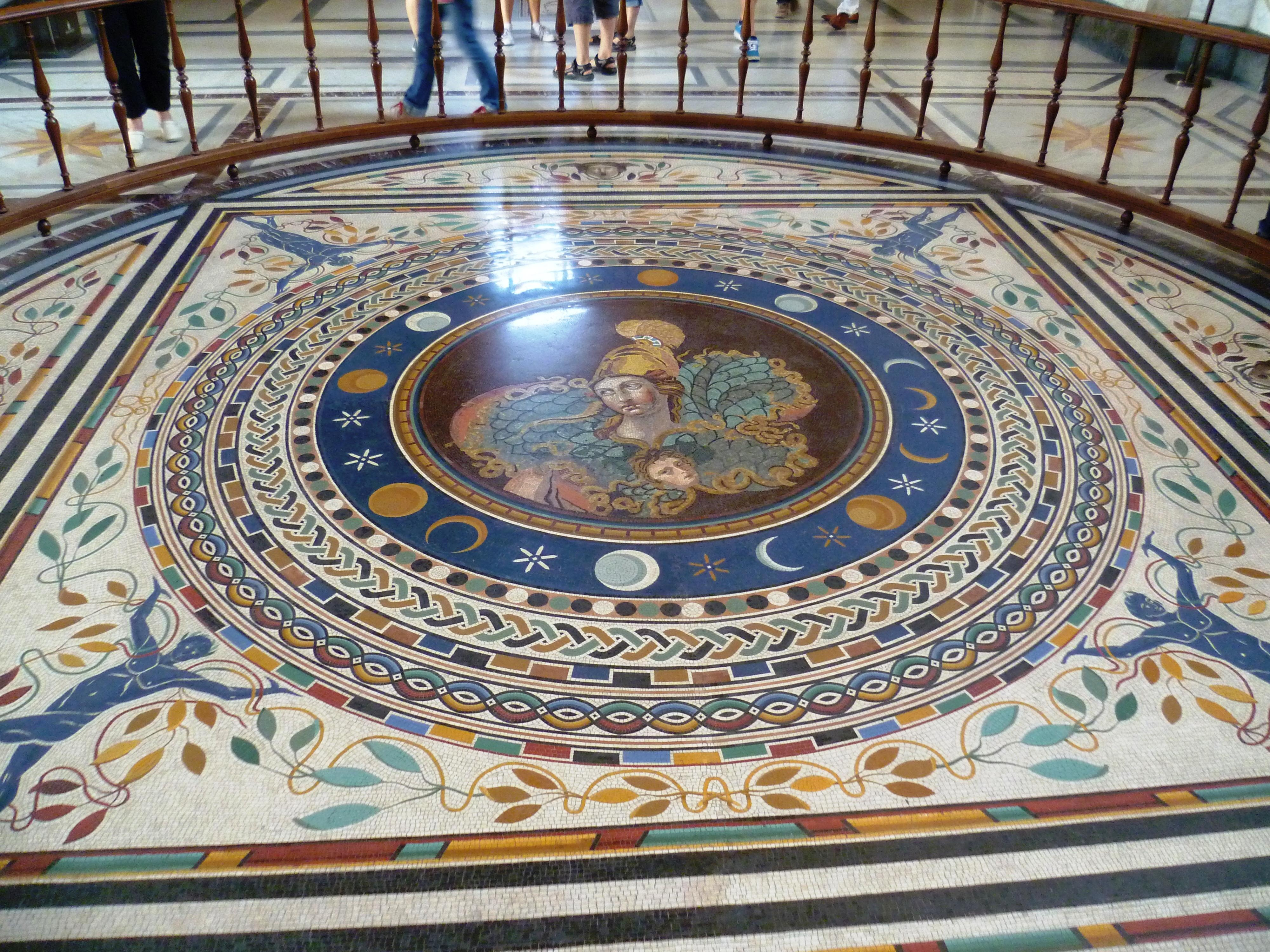
3x111 ТГ, Афина, Музеи Ватикана
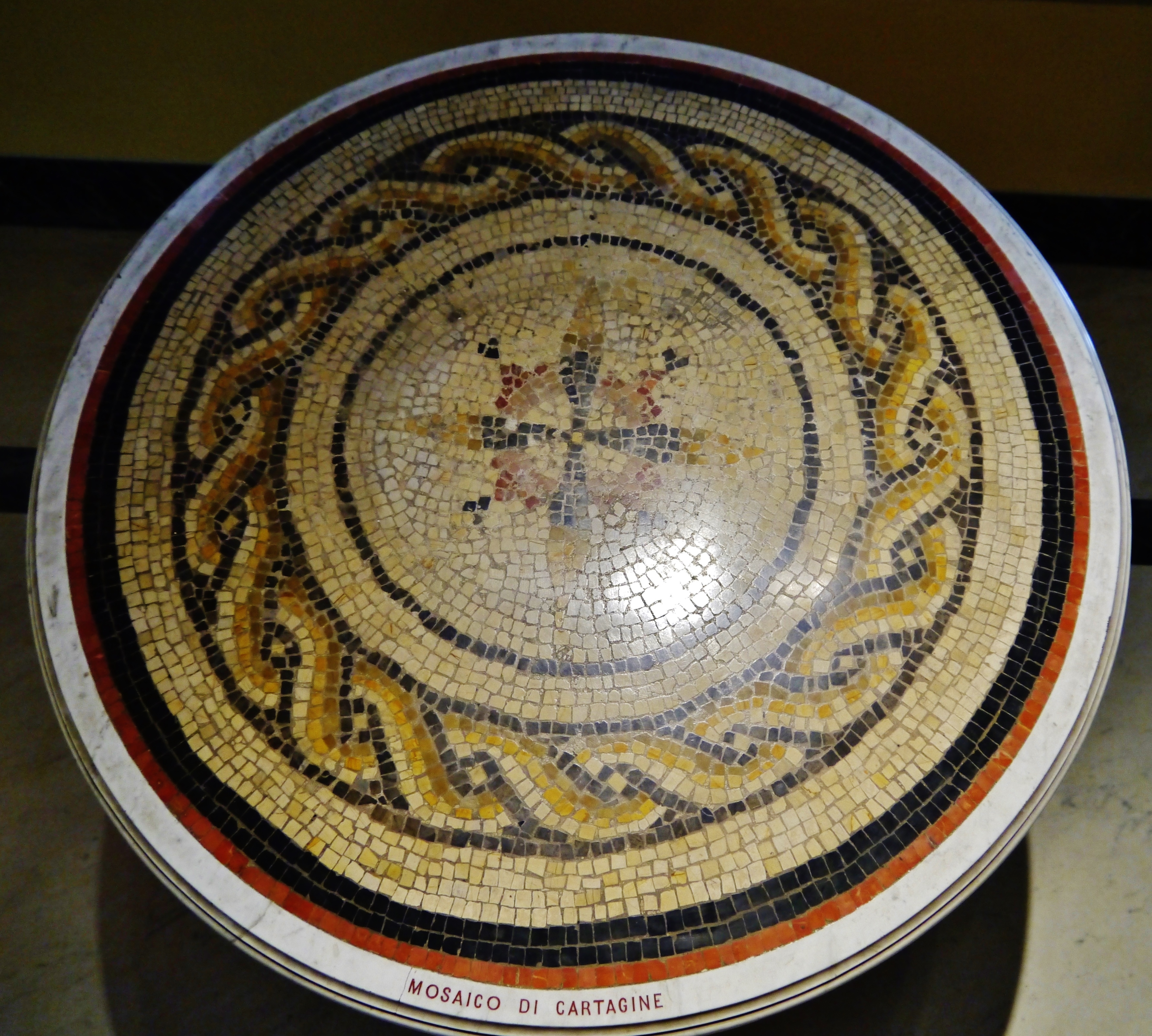
2x17 ТГ, Музей культур мира
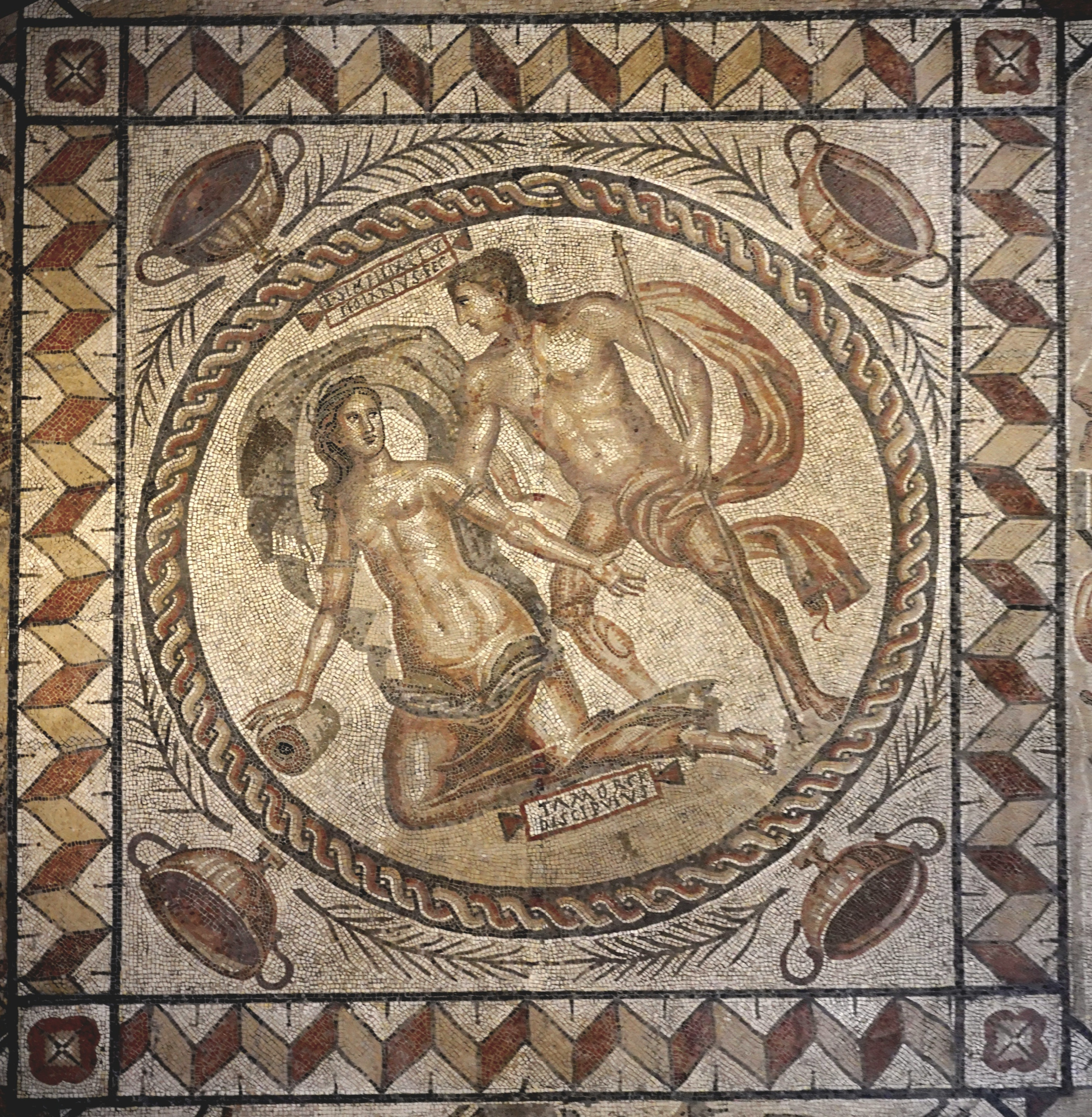
2x76 ТГ, Археологический музей Руана
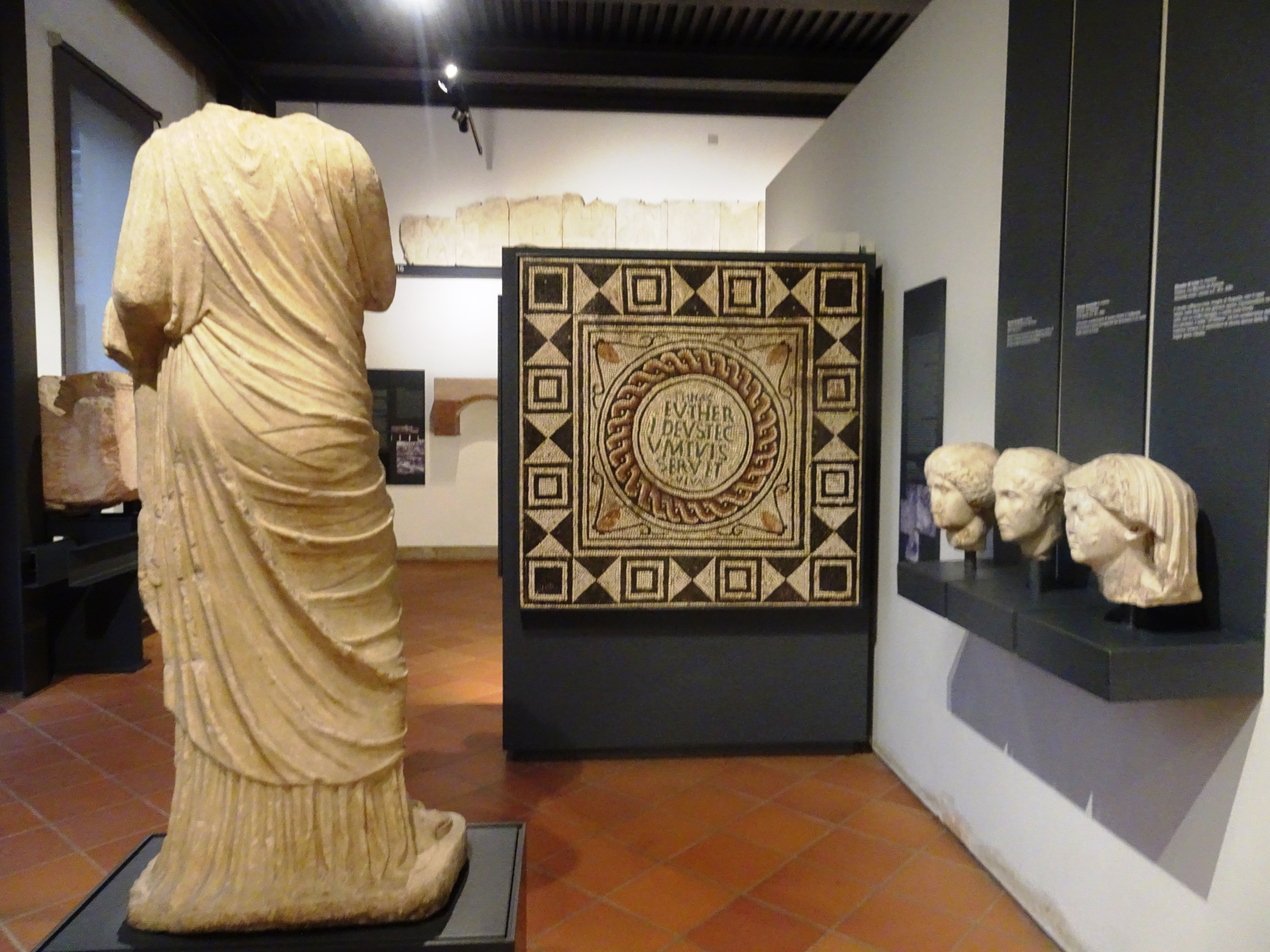
2x29 ТГ, en:Musei Civici di Padova
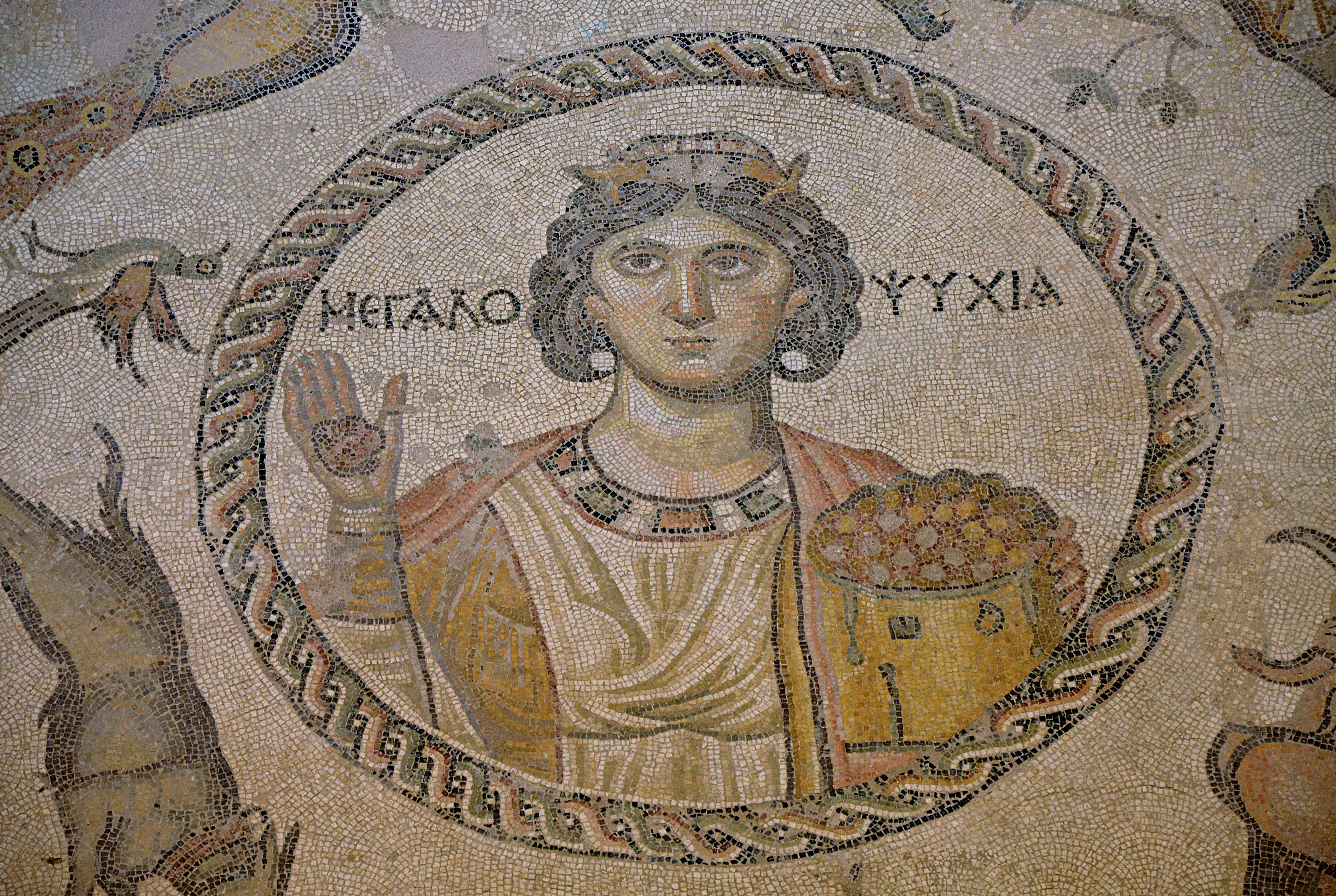
2x58 ТГ, en:Megalopsychia Hunt of Antioch mosaics
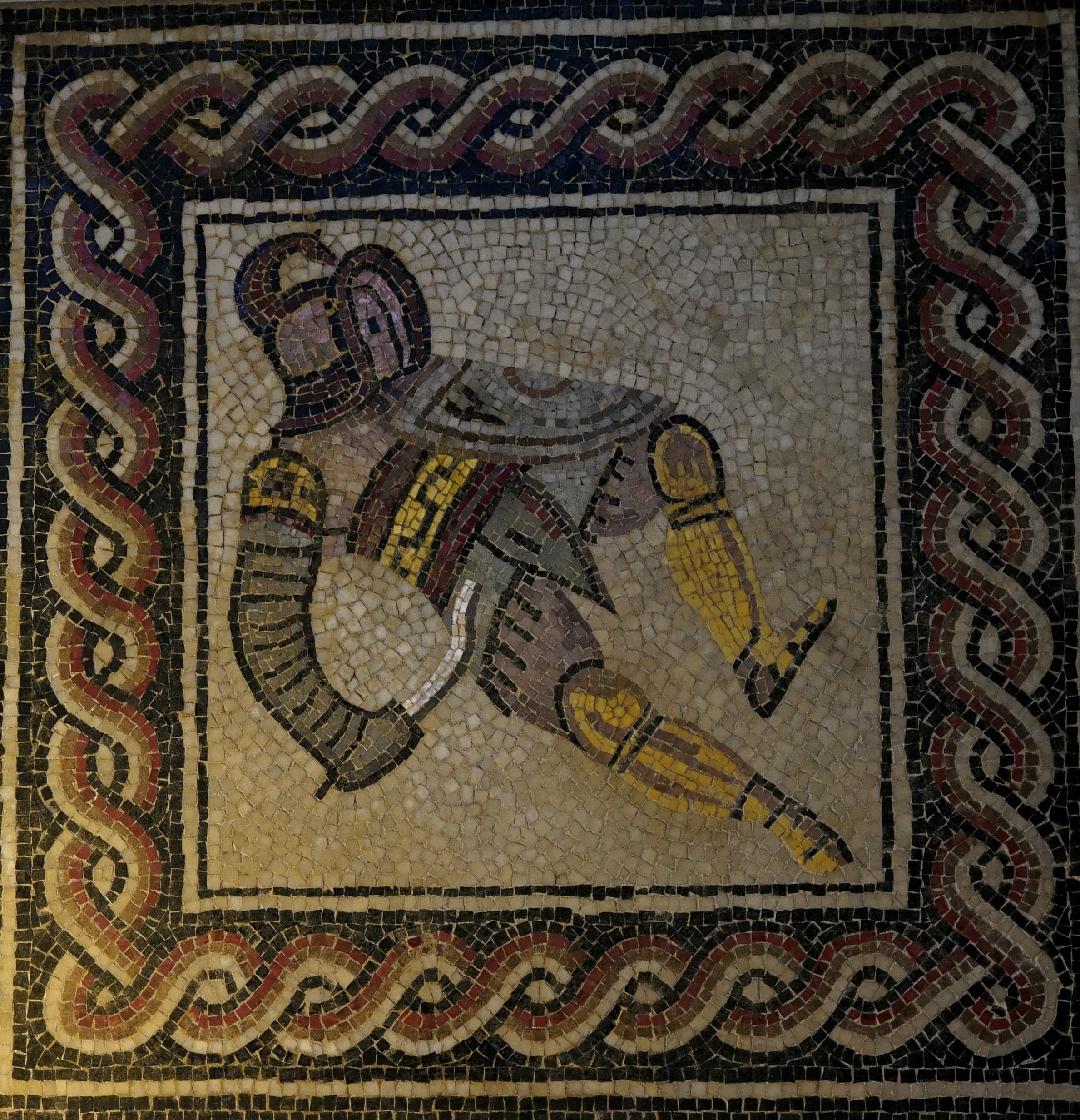
2х31 ТГ, en:Musée Saint-Remi
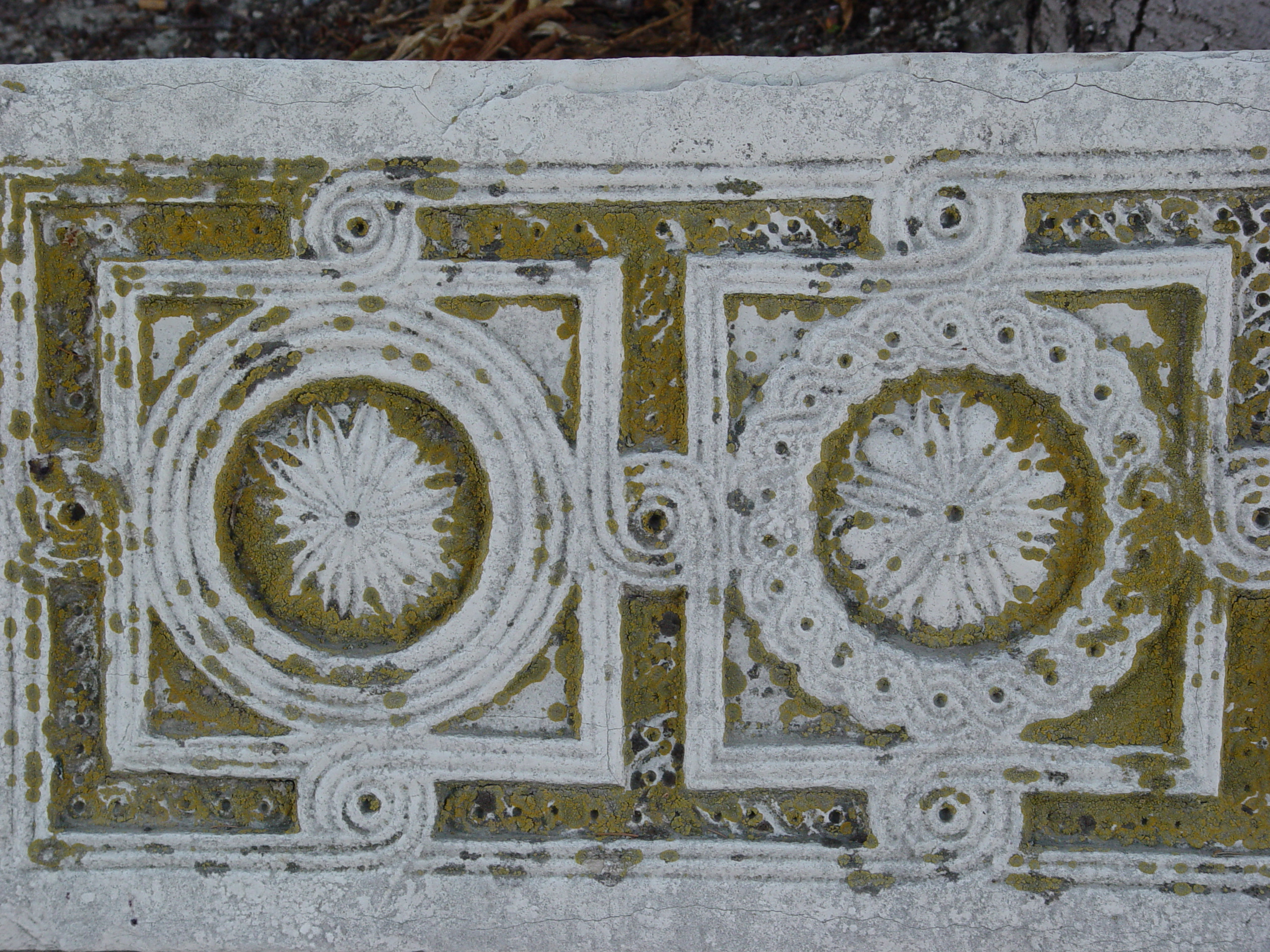
2х22 ТГ, en:Karaman Museum
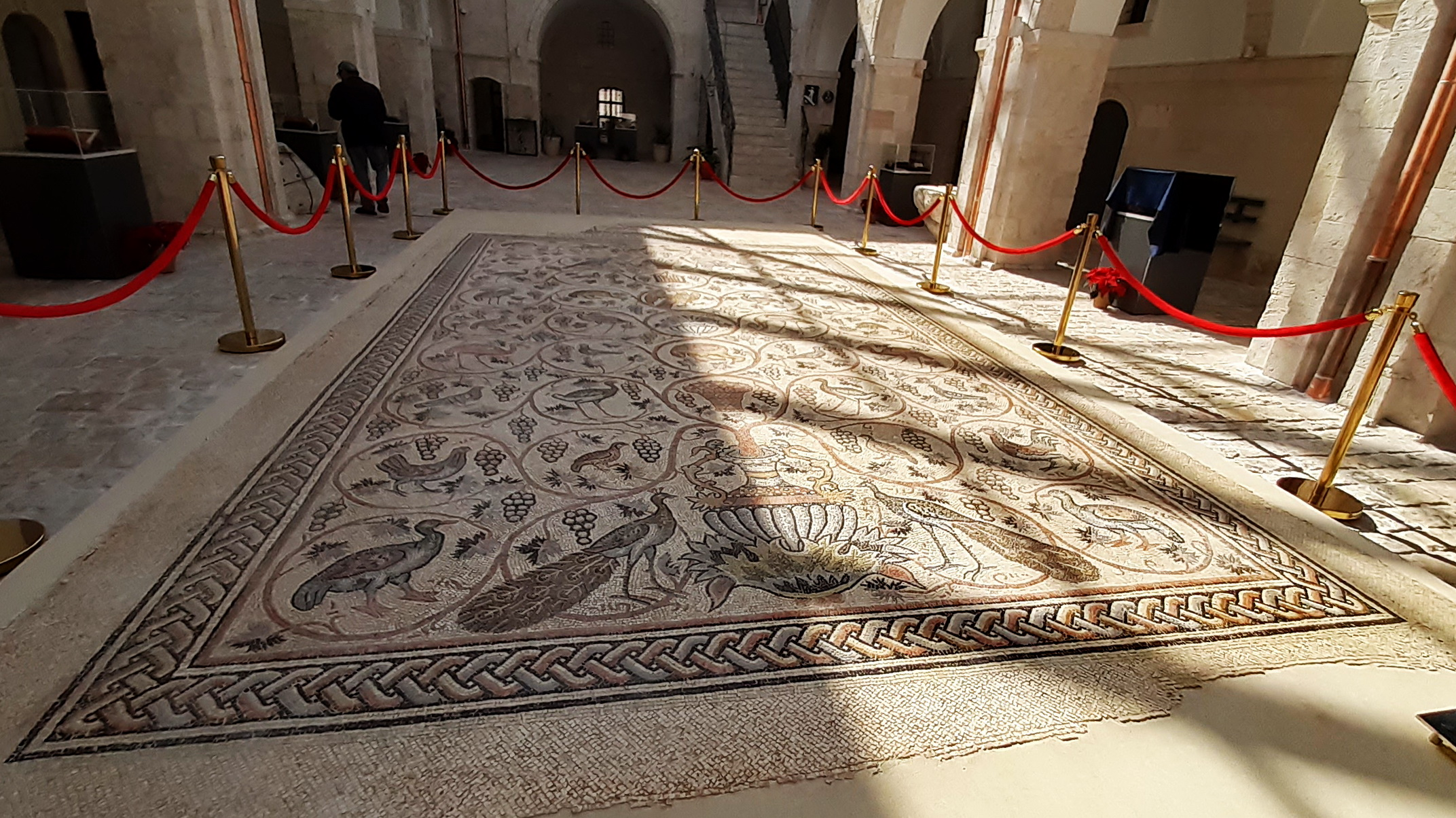
3x? ТГ, Armenian Museum, Jerusalem
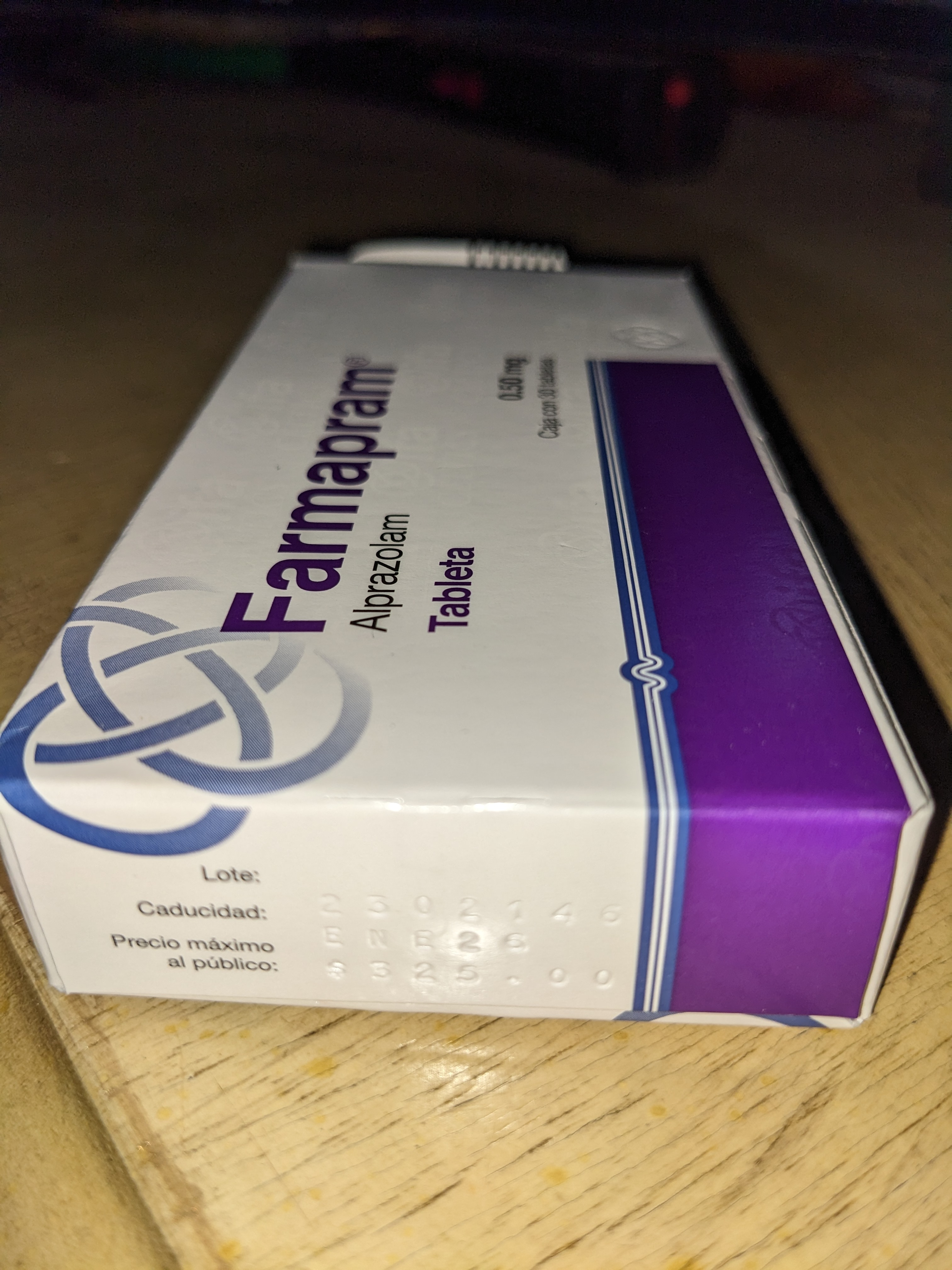
Логотип

Турецкие головы в предметах материальной культуры
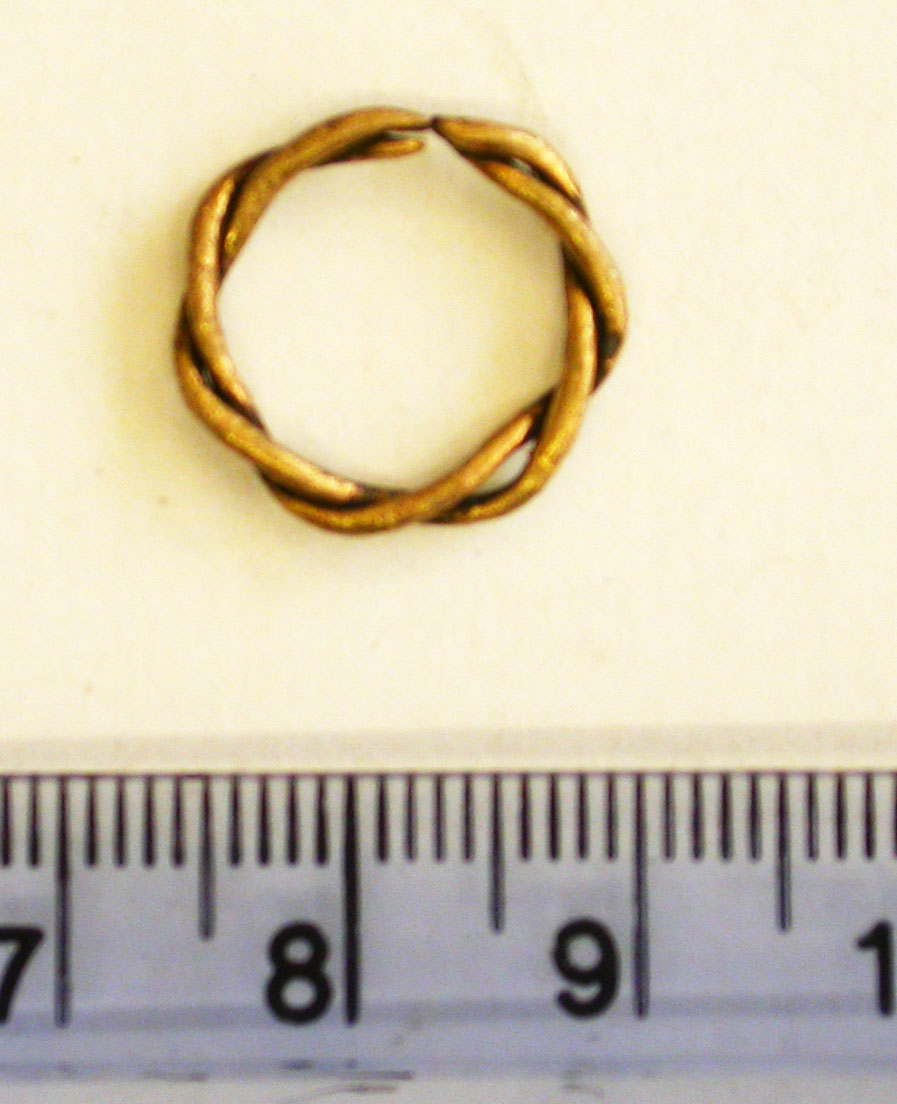
2х7 ТГ — римская серьга из музея Portable Antiquities Scheme, между 5 и 400
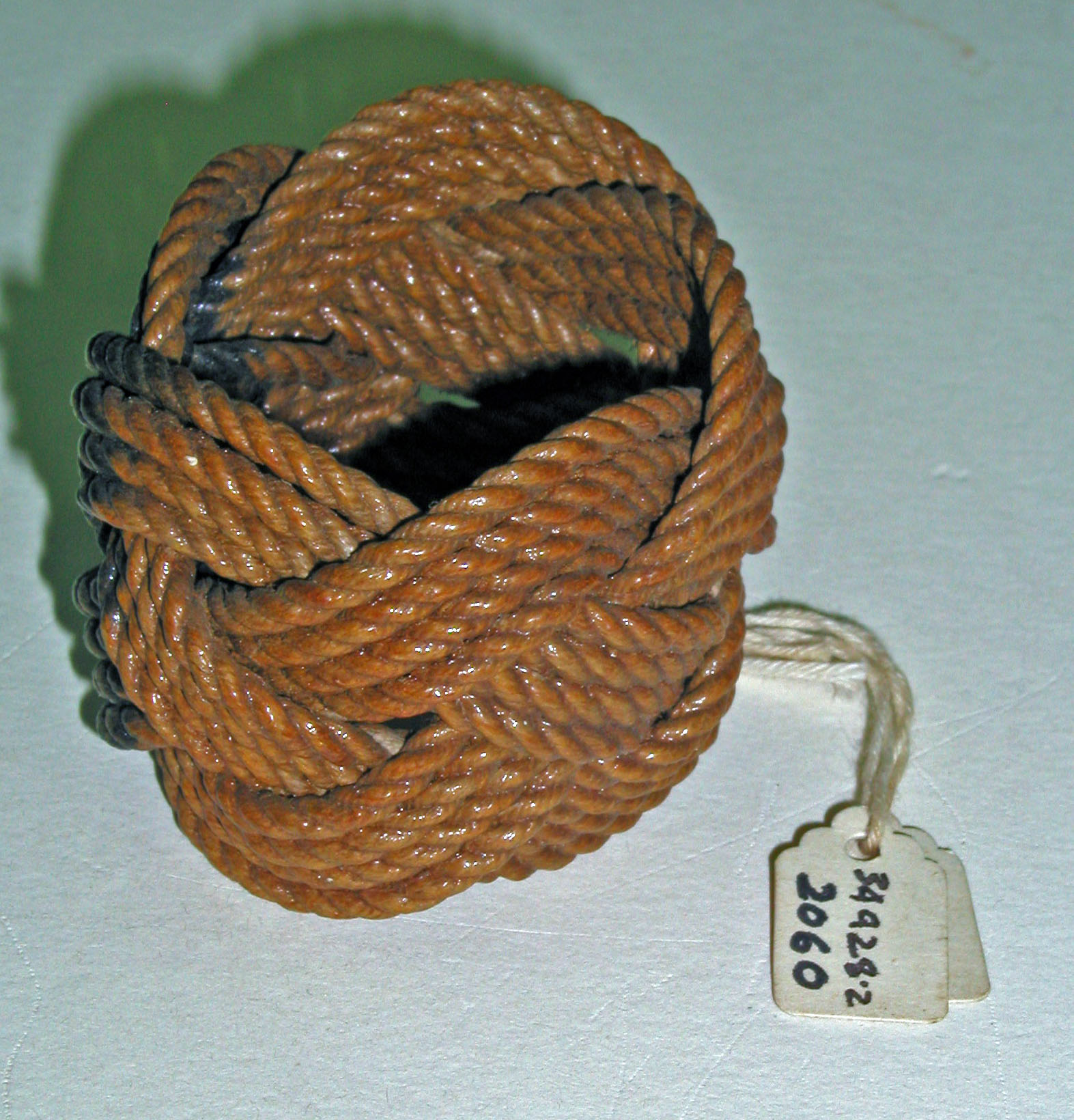
Четверная 4х5 ТГ в виде кольца из Оклендского военно-исторического музея, около 1901
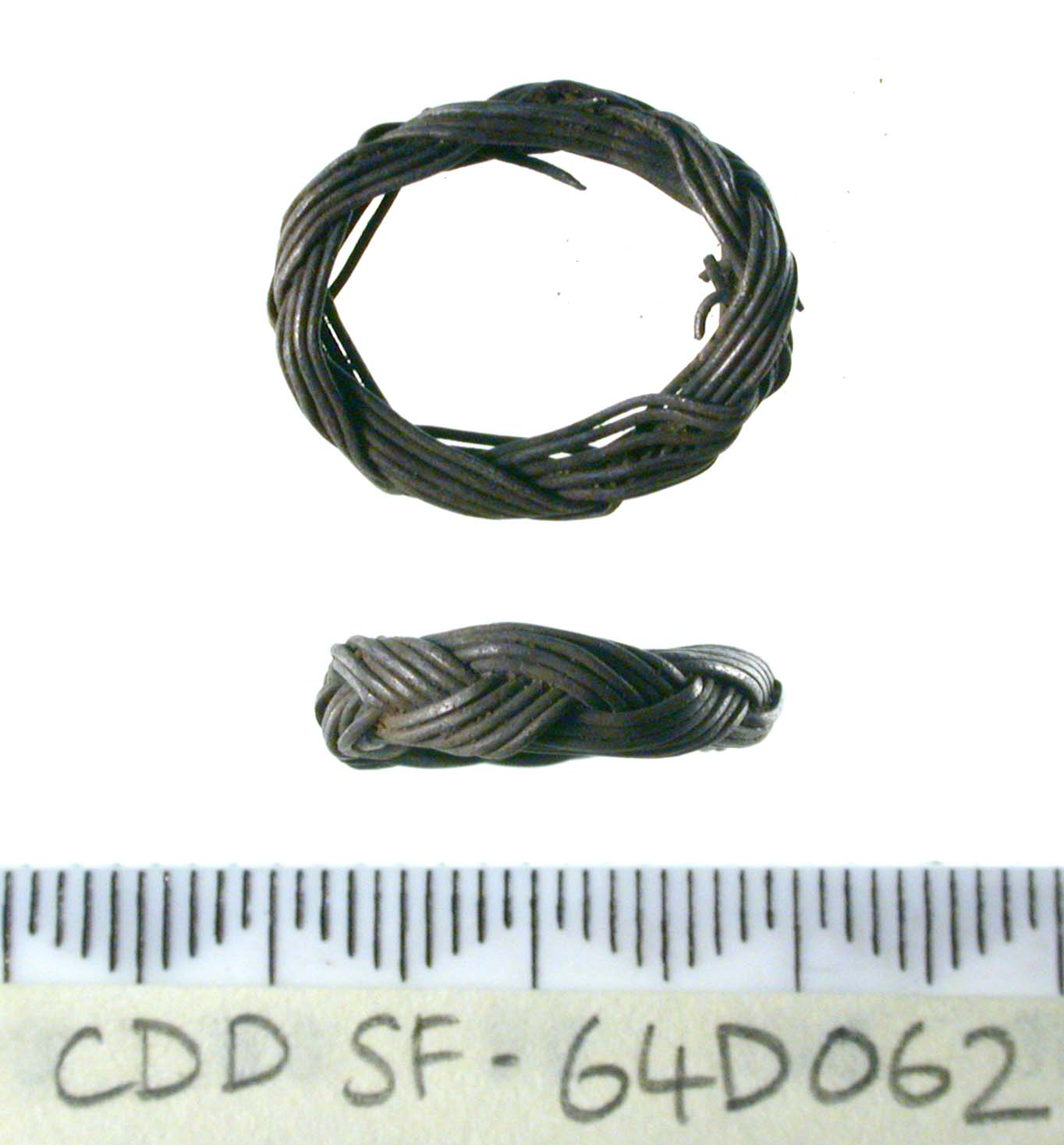
Шестерная 3х7 ТГ в виде посеребренного кольца, предположительно, современное, из музея Portable Antiquities Scheme
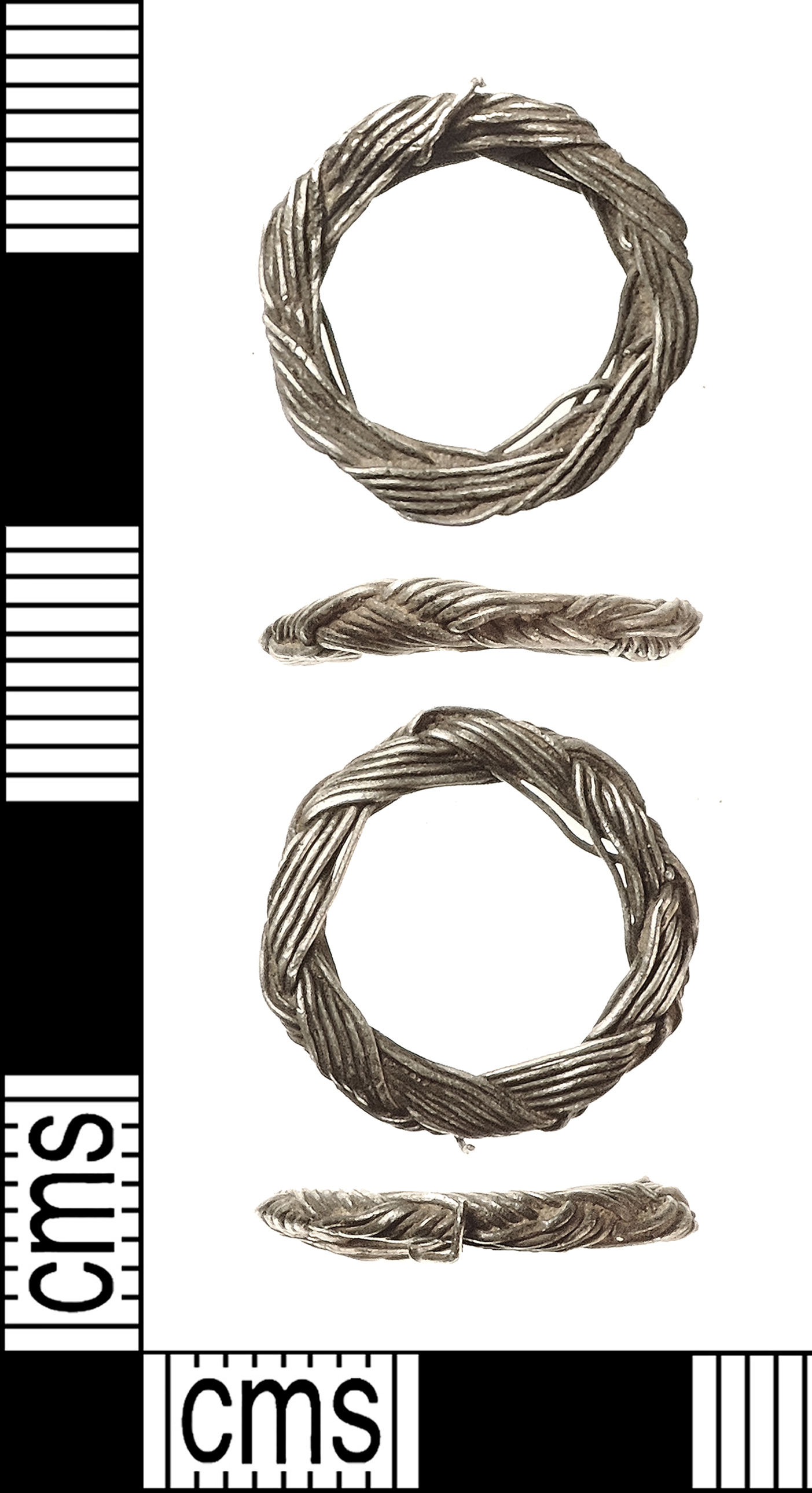
Шестирная 3х8 ТГ, постсредневековое серебренное кольцо, между 1750 и 1950
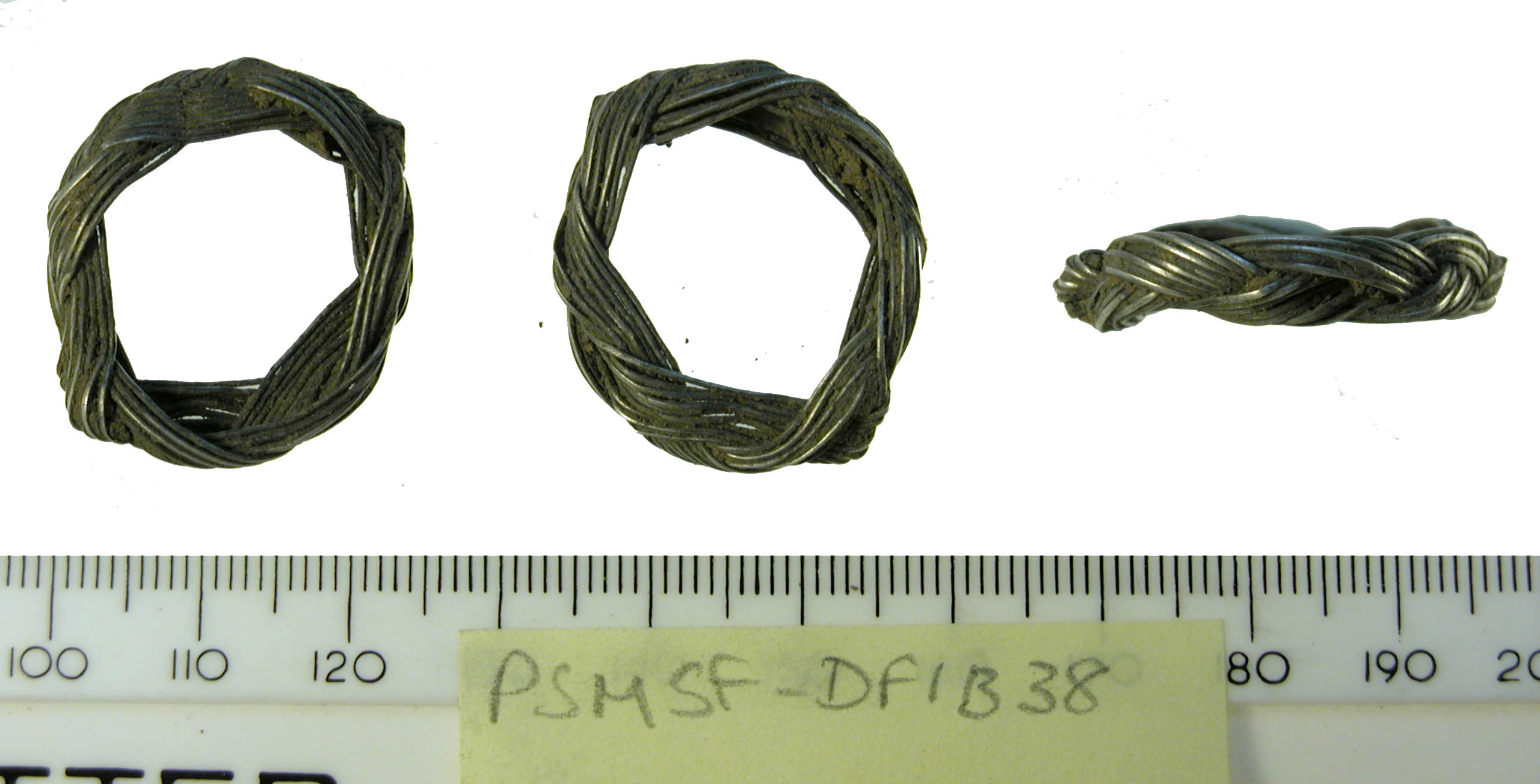
Восьмирная 3х8 ТГ, современное серебренное кольцо
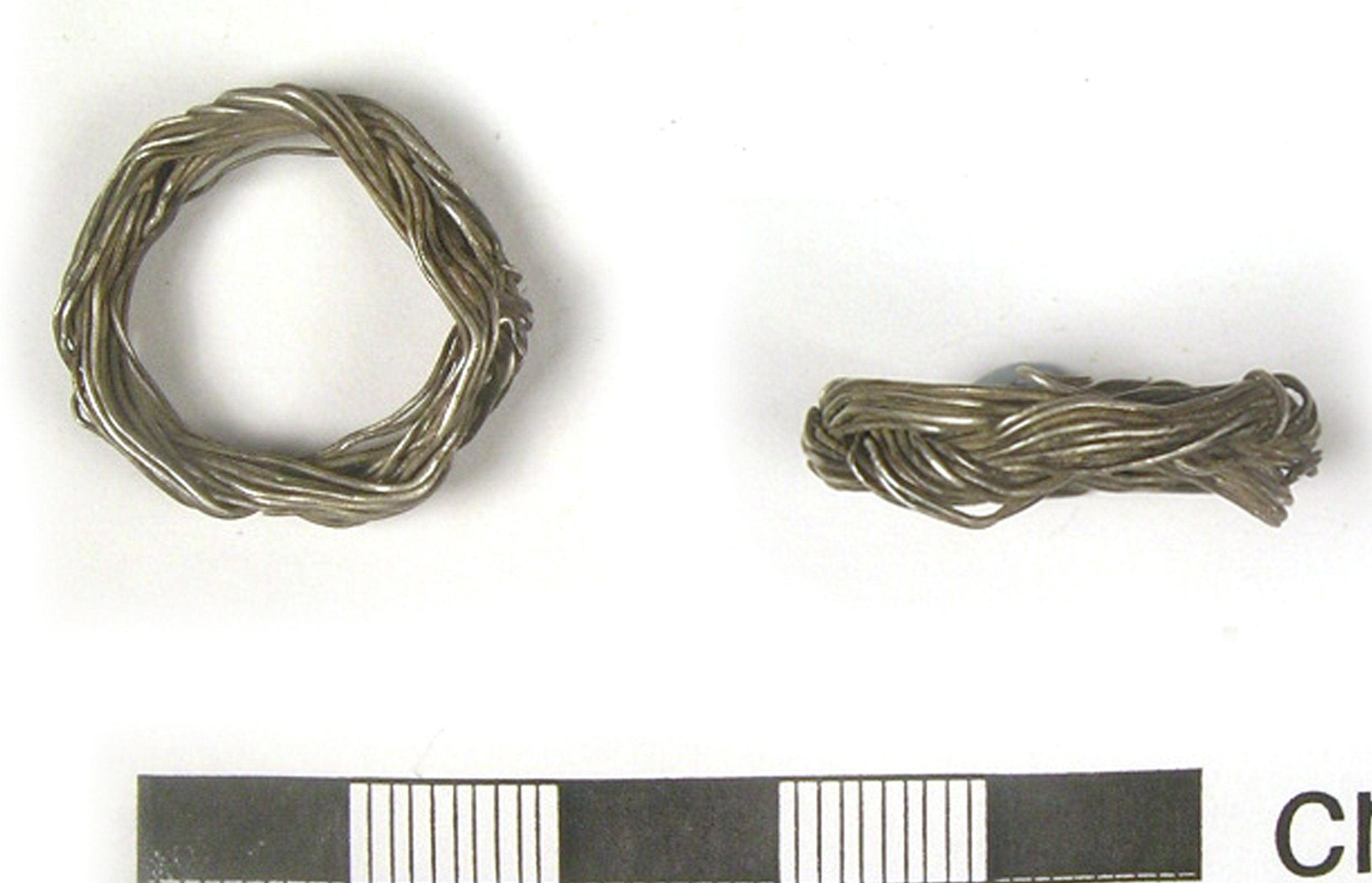
Семирная 3х5 ТГ, серебренное кольцо, между 800 и 1900
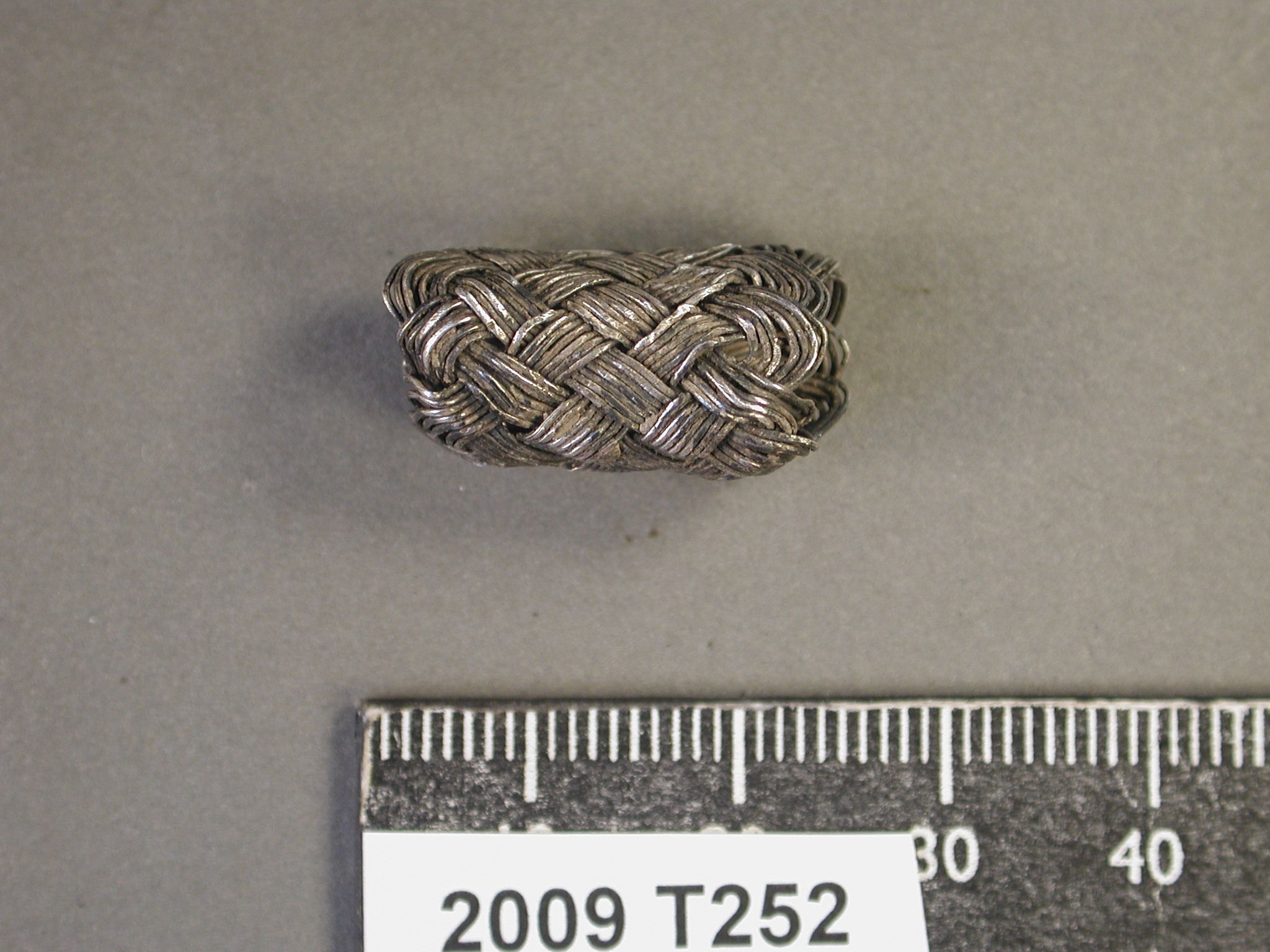
семирная 7х8 ТГ, серебренное кольцо, между 1550 и 1750
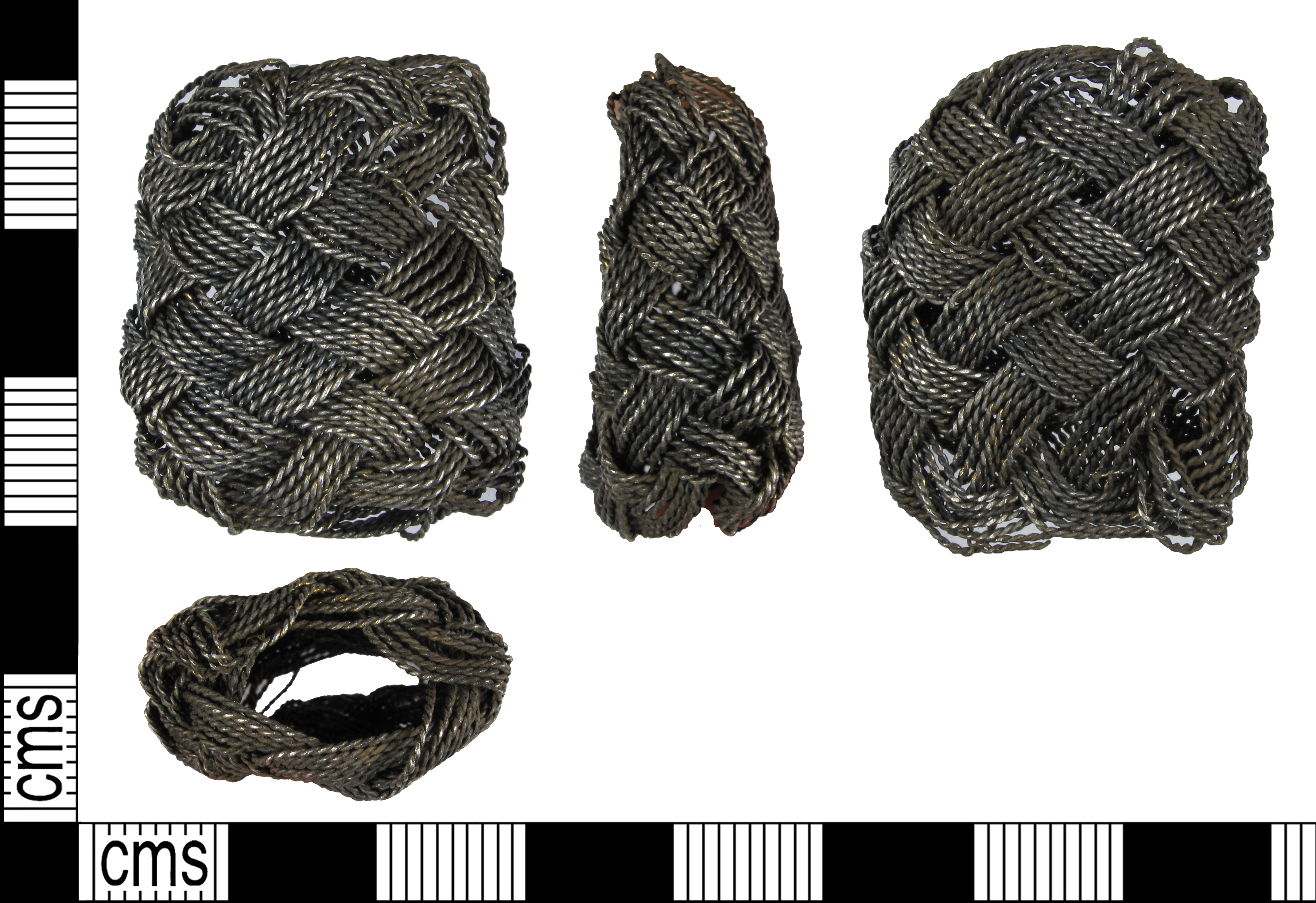
Семирная 8х6 ТГ, между 1800 и 1900
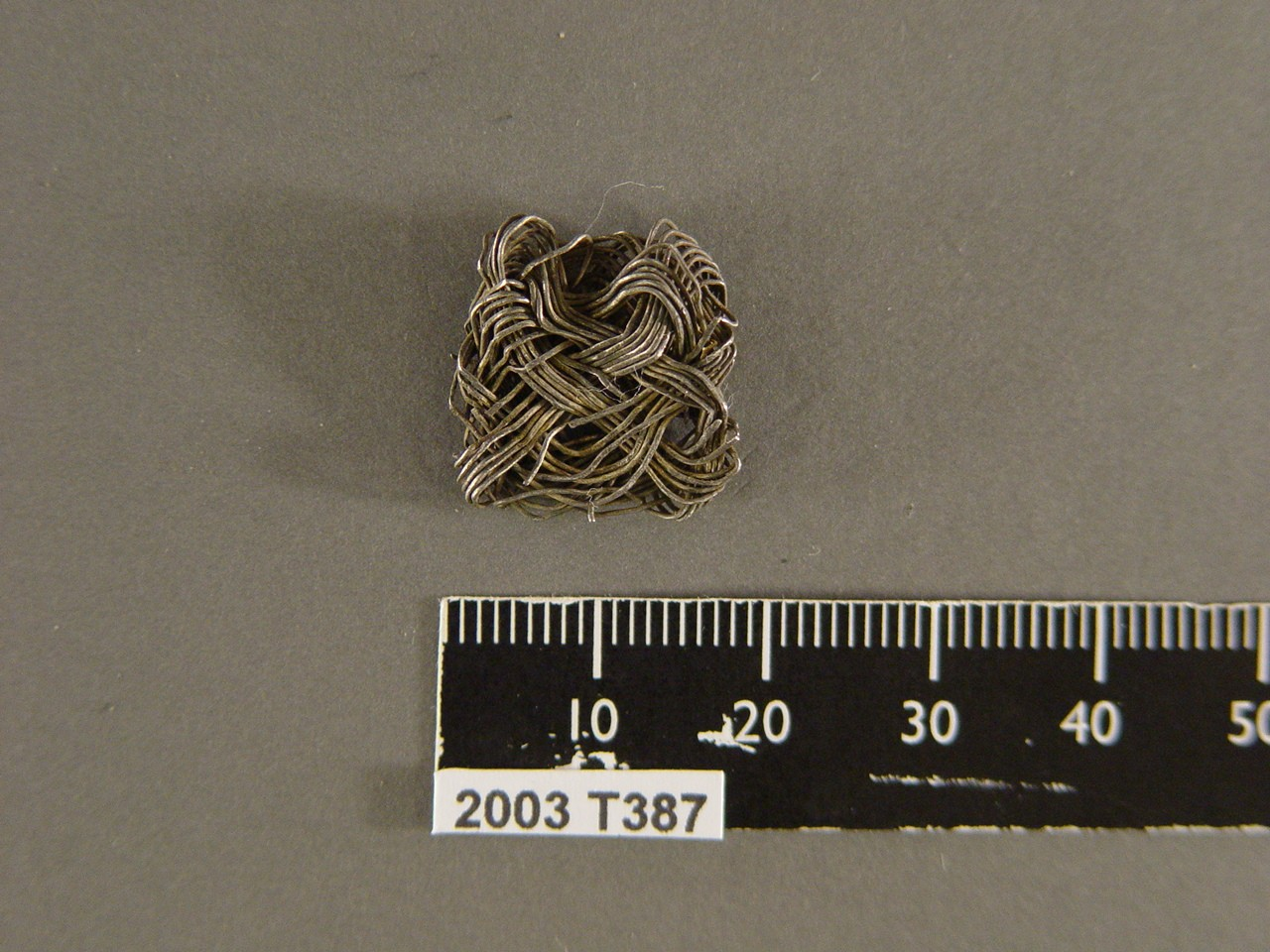
Шестирная 5х4 ТГ, современное расплюснутое серебренное кольцо
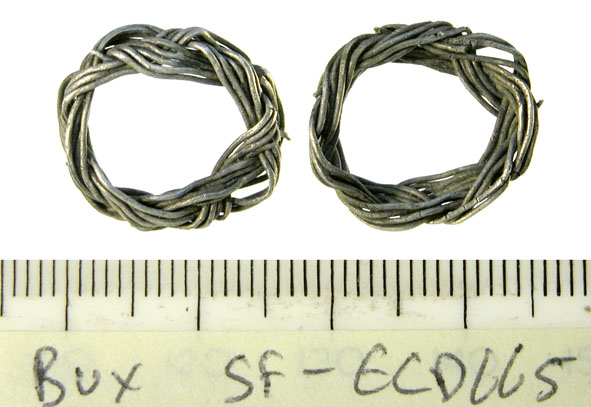
Пятирная 3х7 ТГ, серебренное кольцо, между 1750 и 1950
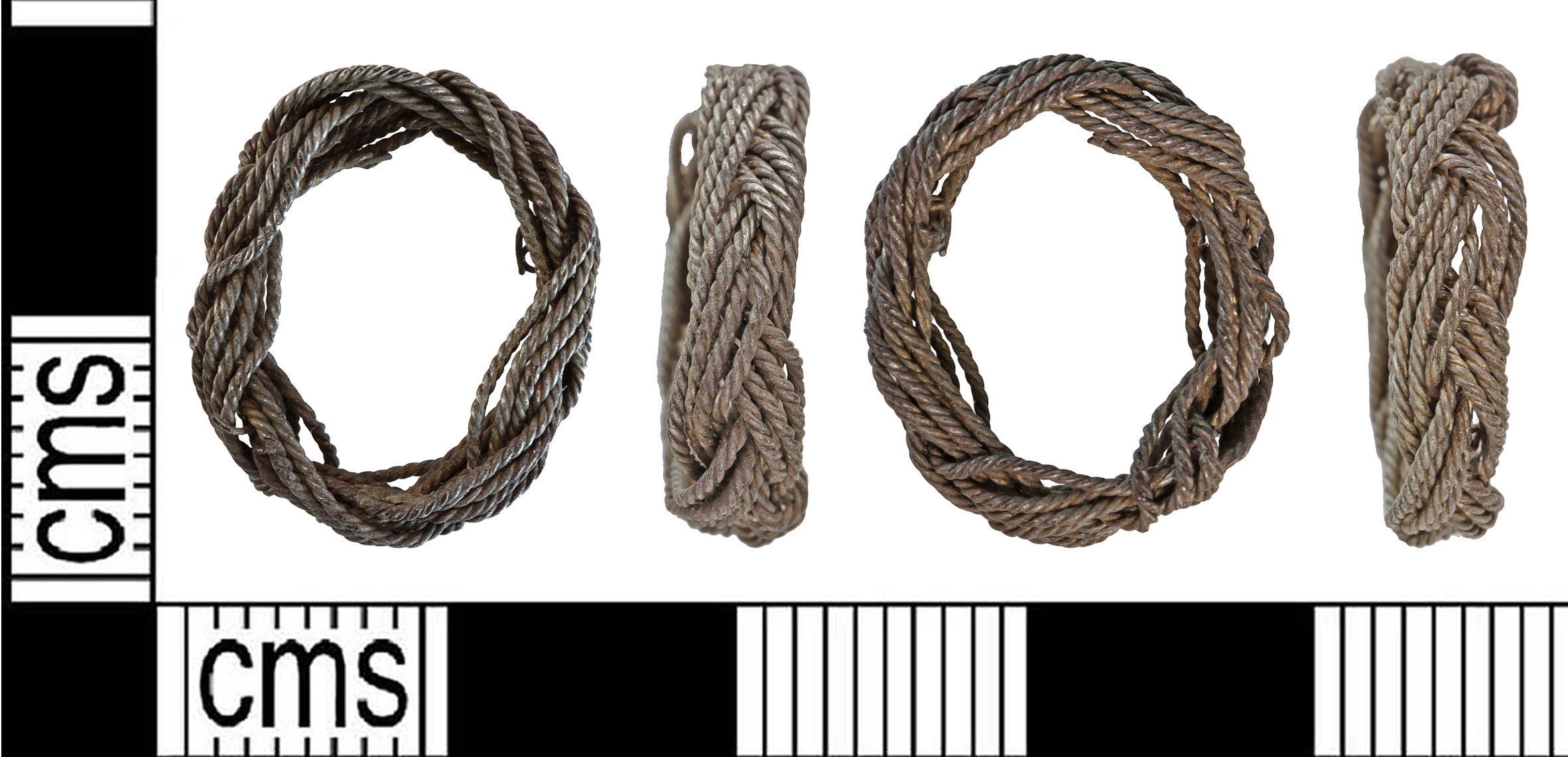
Четвирная 3х7 ТГ, современное серебренное кольцо
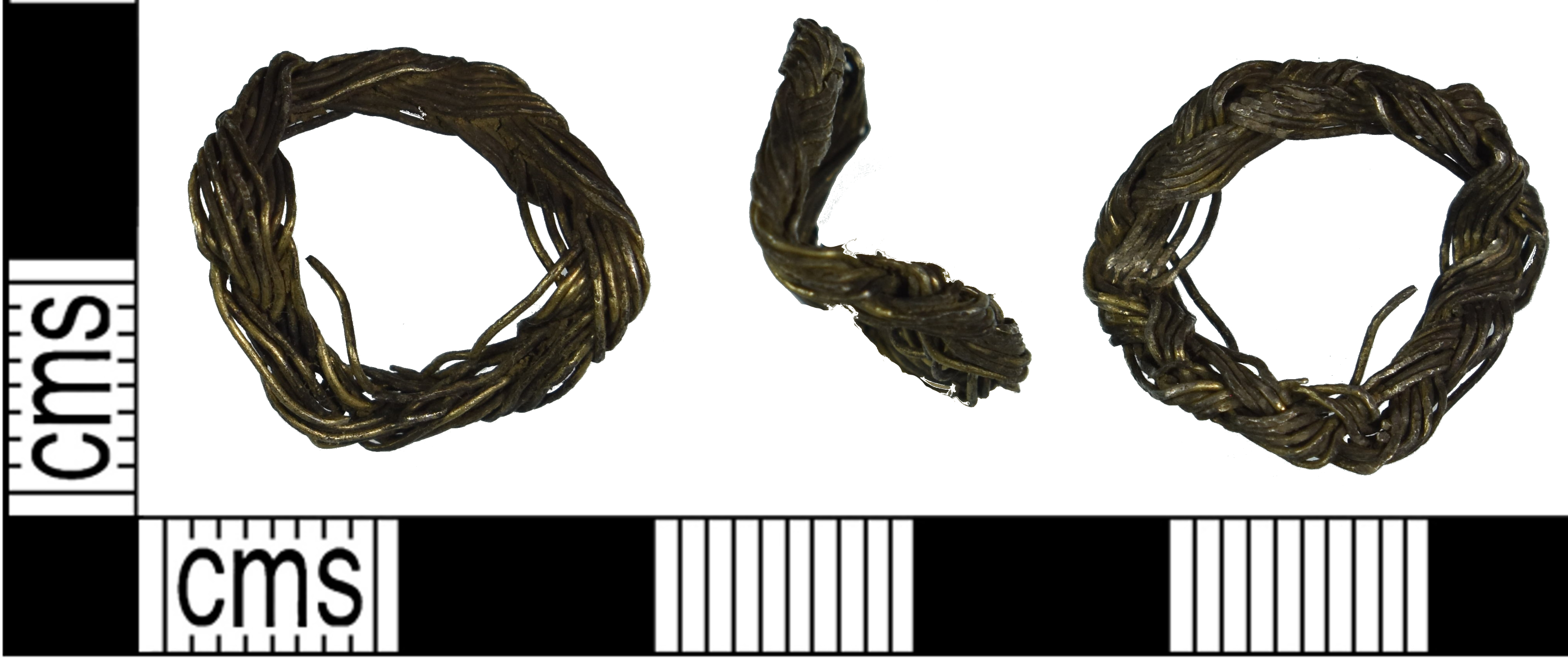
Шестирная 3х10 ТГ, серебренное кольцо, между 1800 и 1950, музей Portable Antiquities Scheme
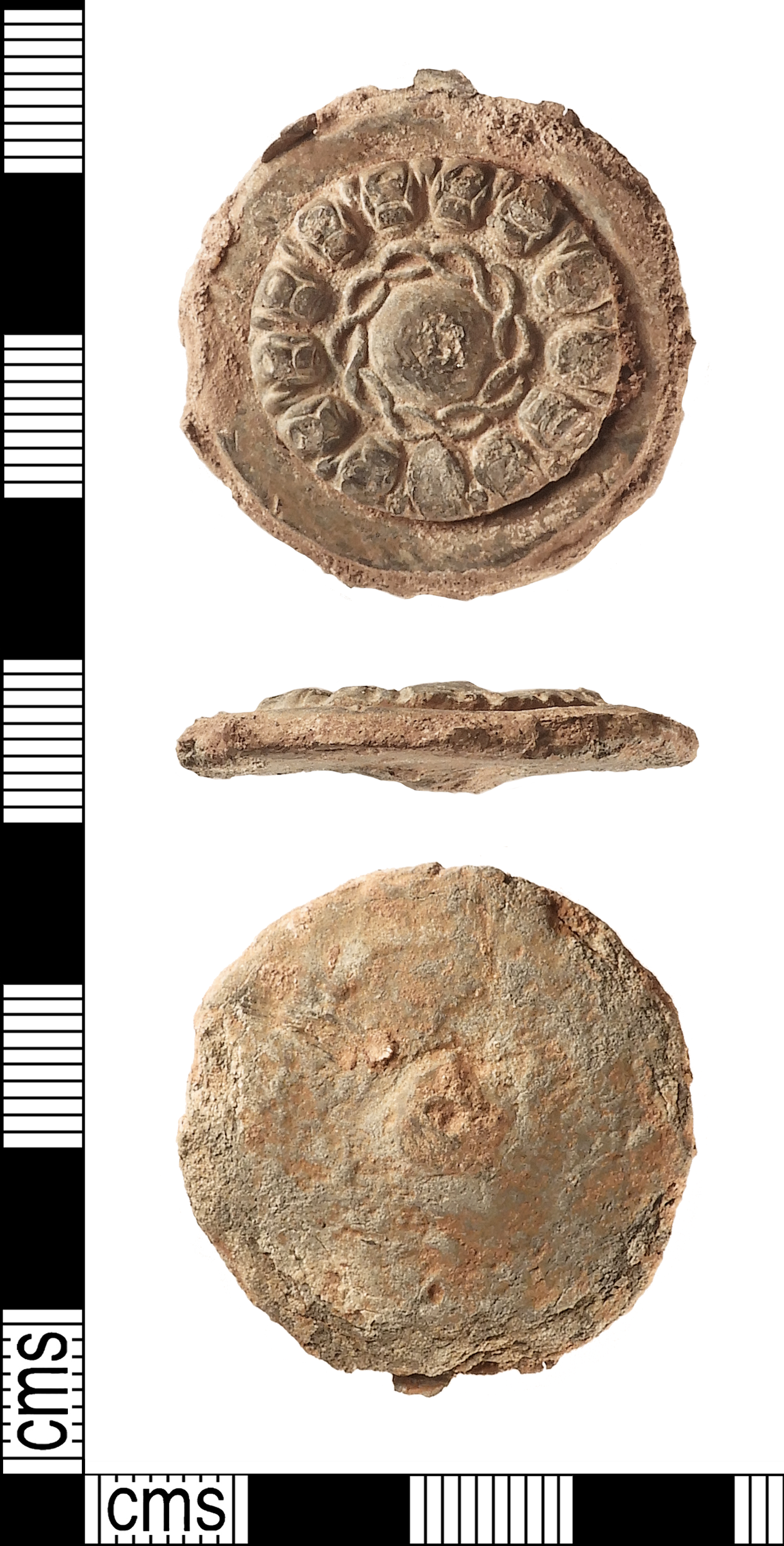
2х10 ТГ, постсредневековая пуговица, между 1650 и 1750
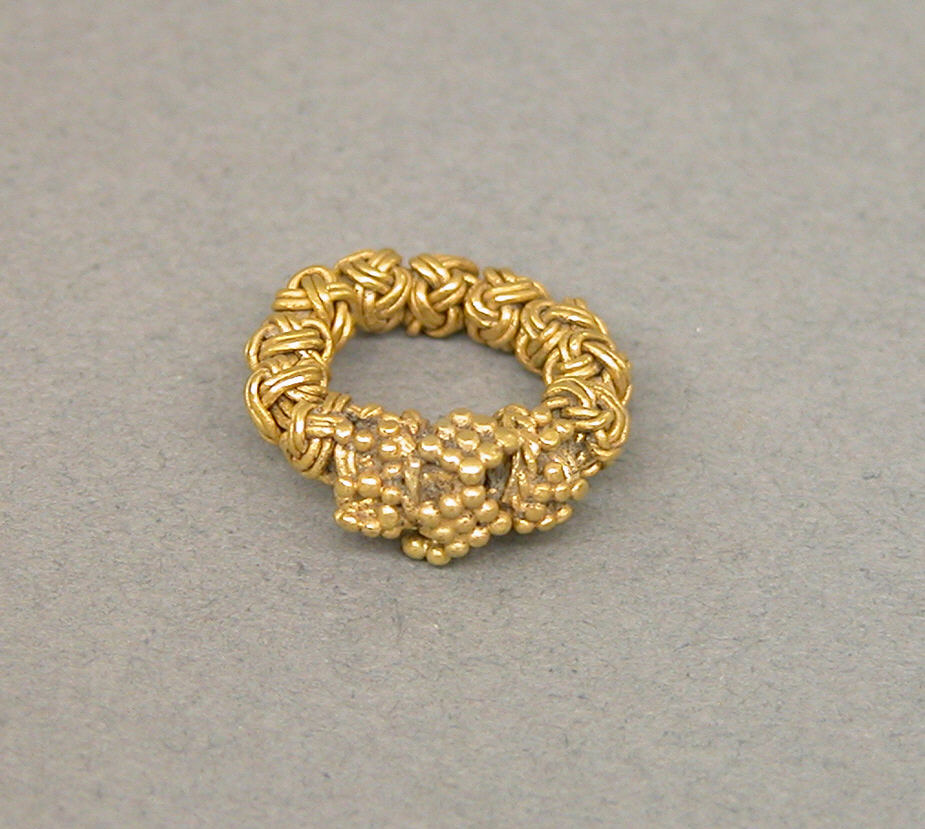
Золотая серьга из двойных 3х4 ТГ, VIII - X век, Индонезия, Метрополитен-музей
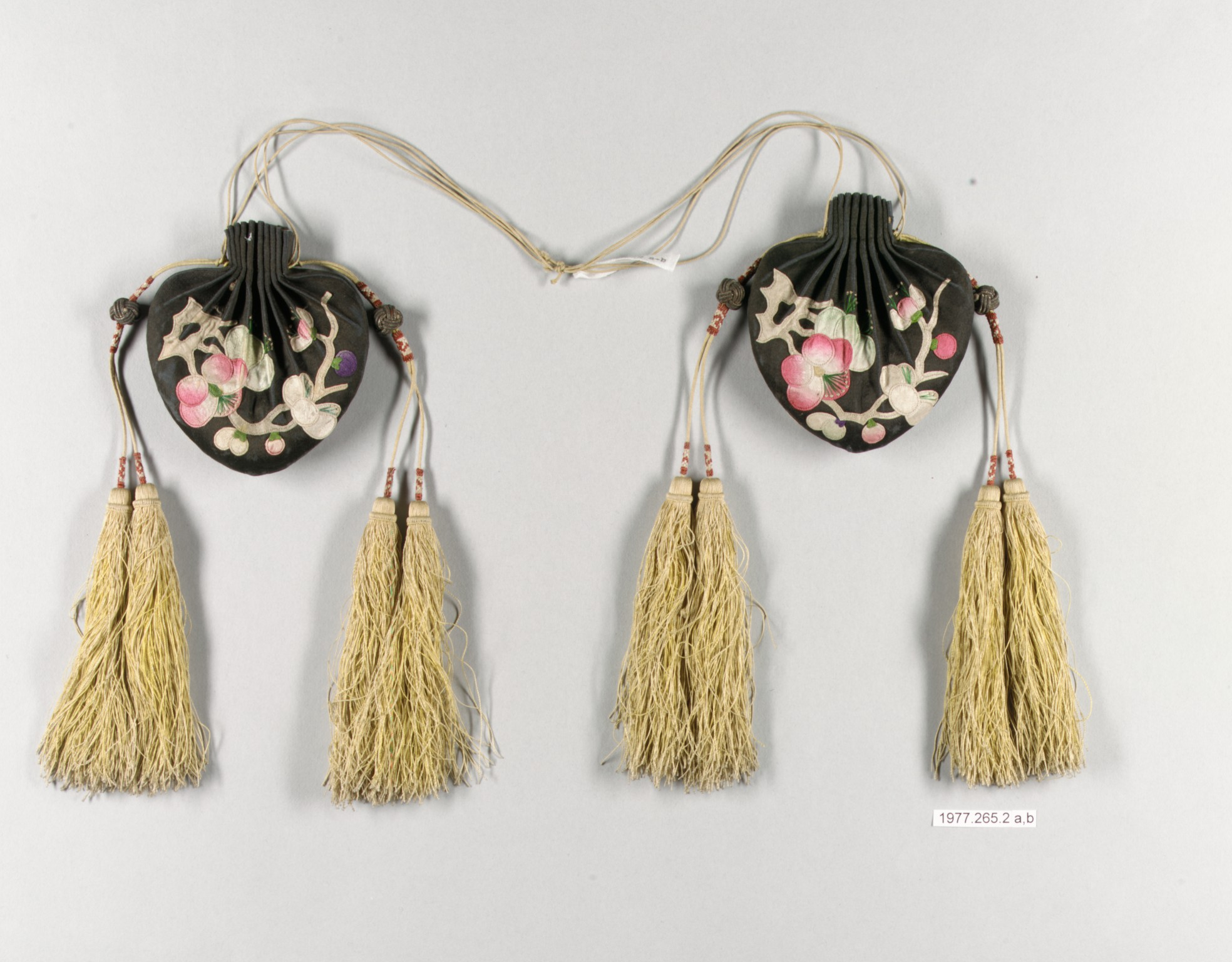
Тройная 3х3 ТГ на сумке с кисточками позднего 19 века Китая, Метрополитен-музей
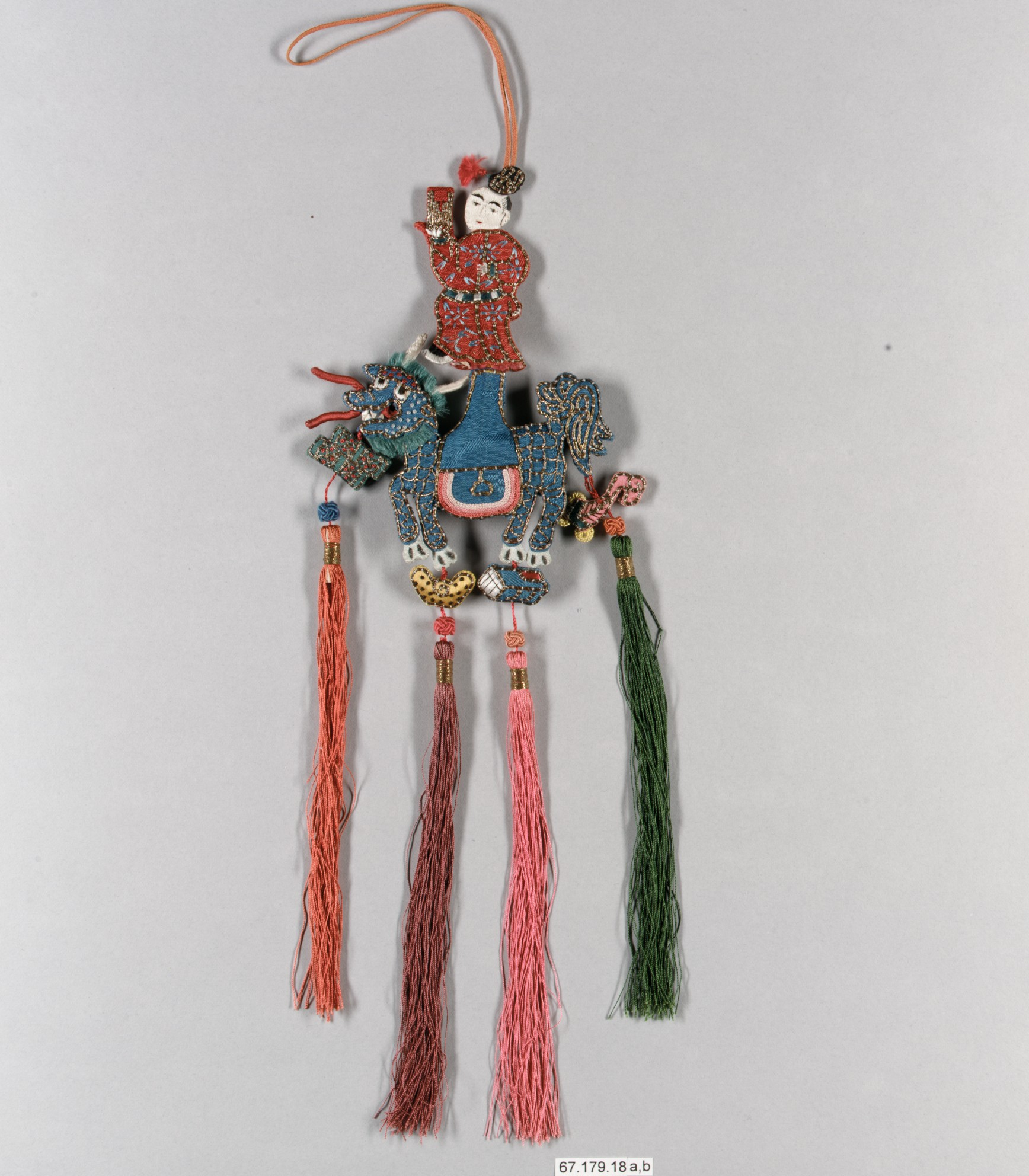
Двойная 3х3 ТГ на китайской игрушке позднего XIX века, Метрополитен-музей
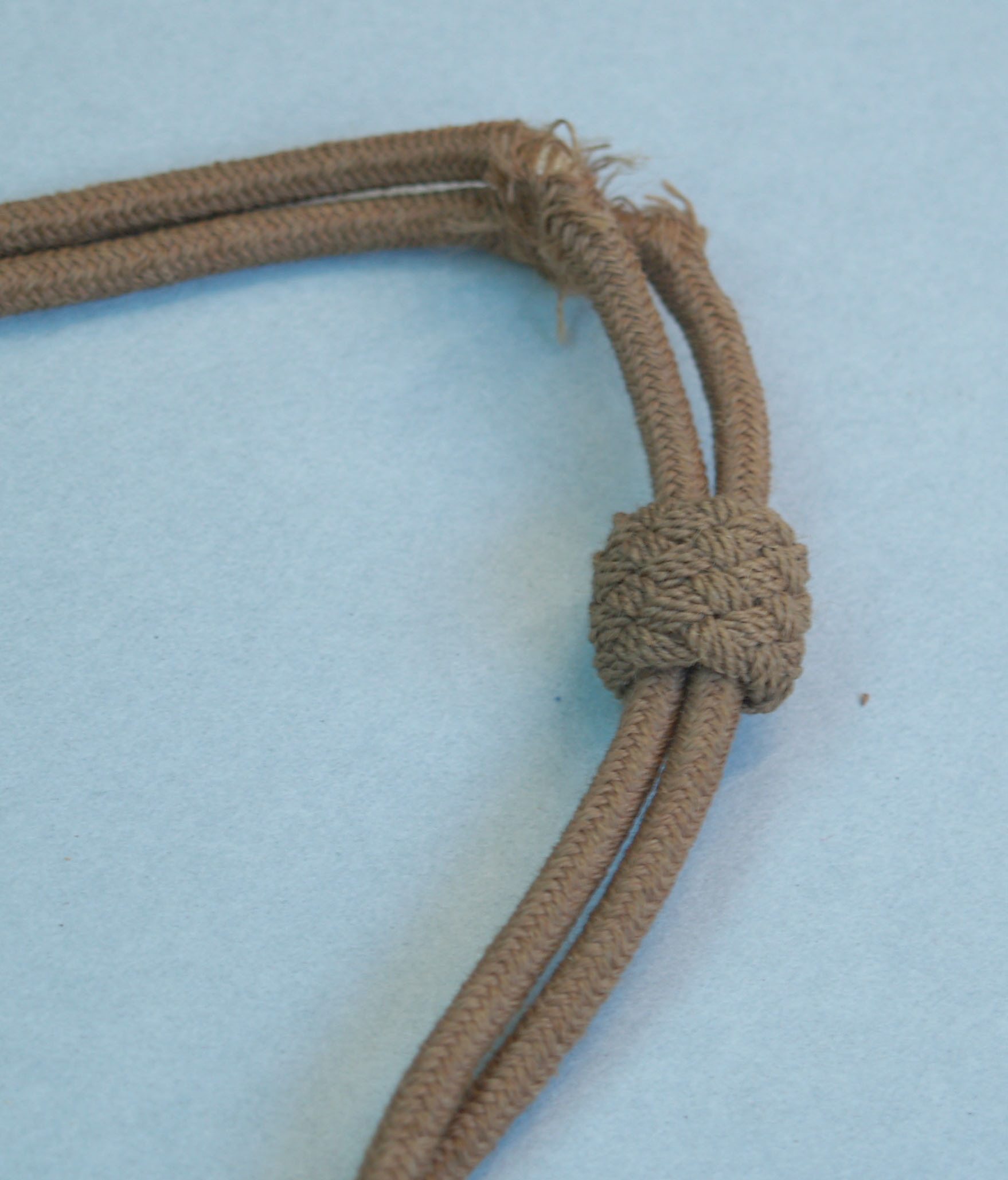
Тройной 7 шлажный валькноп на лямках рюкзака времён Первой мировой войны(или Вторая англо-бурская война) в Оклендском военно-историческом музее.
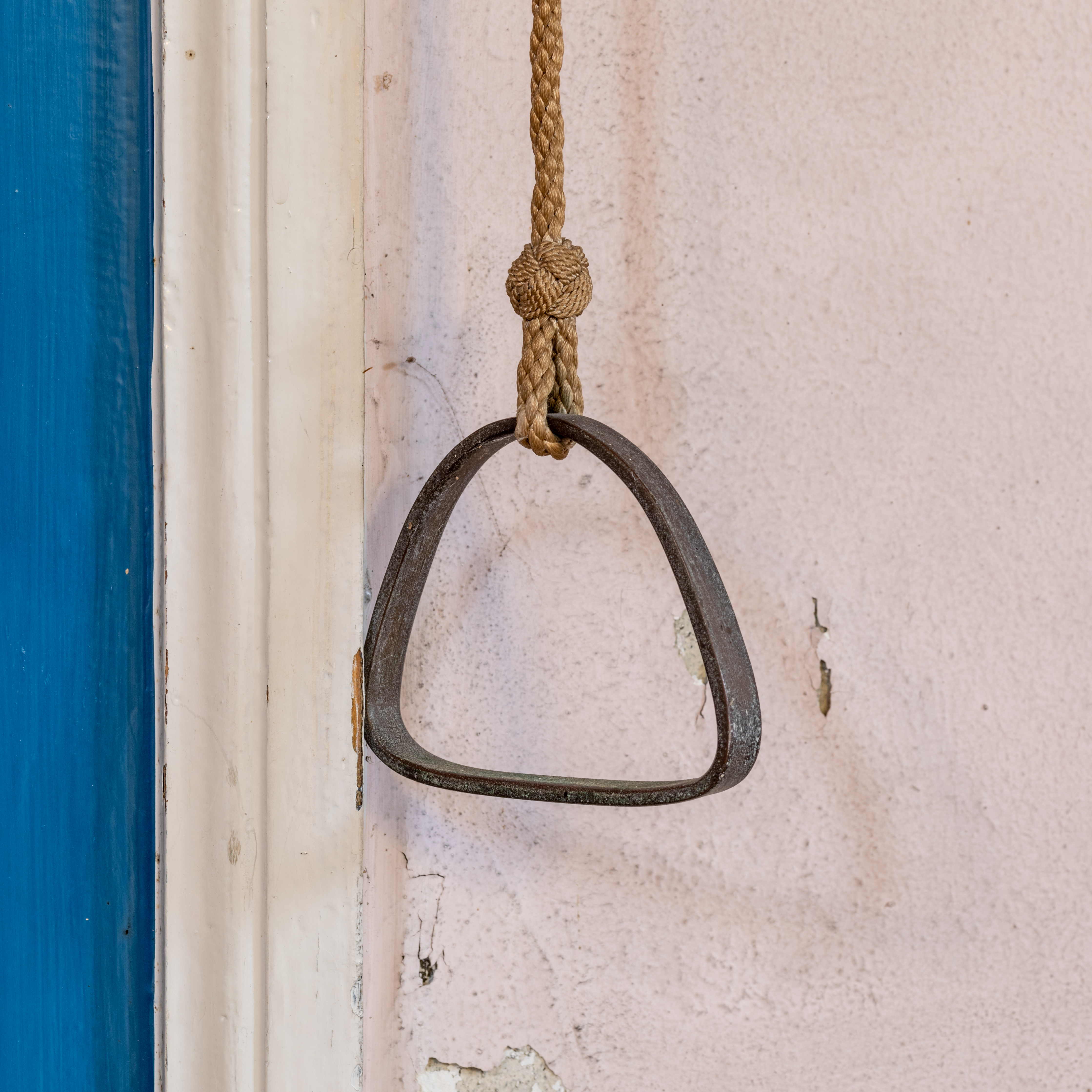
Пятерная 3х4 ТГ, оплетающая огон на ручке колокола в Часовне Святого Креста в городе Дюльмен
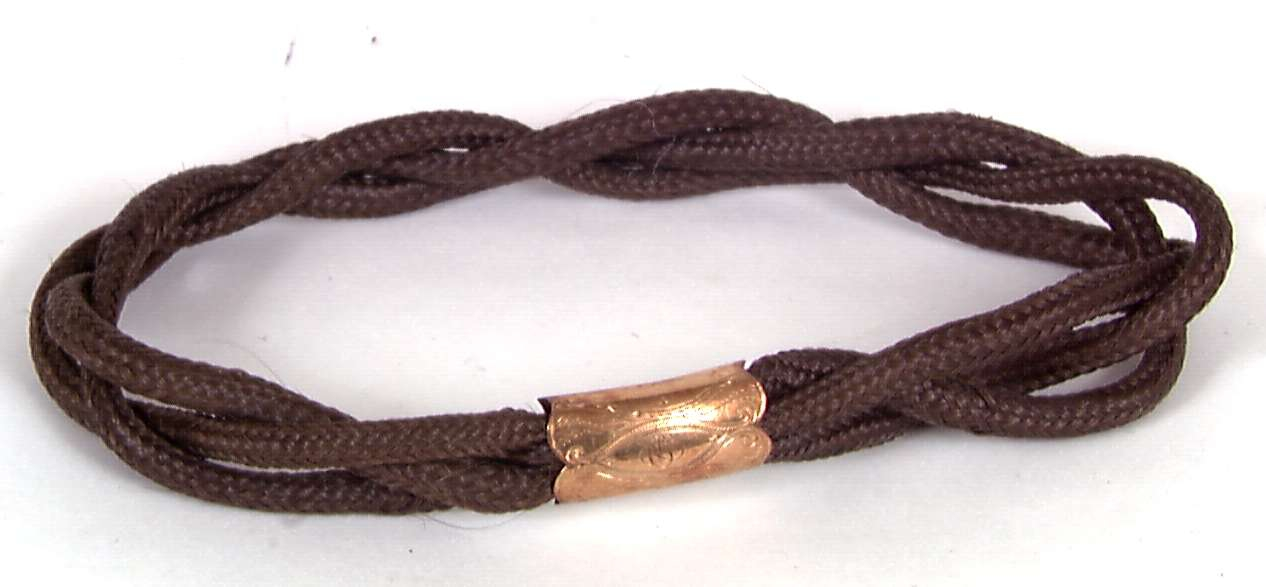
3х9 ТГ из замкнутой косы — украшение для волос, ок. 1900, Норвежский музей истории культуры
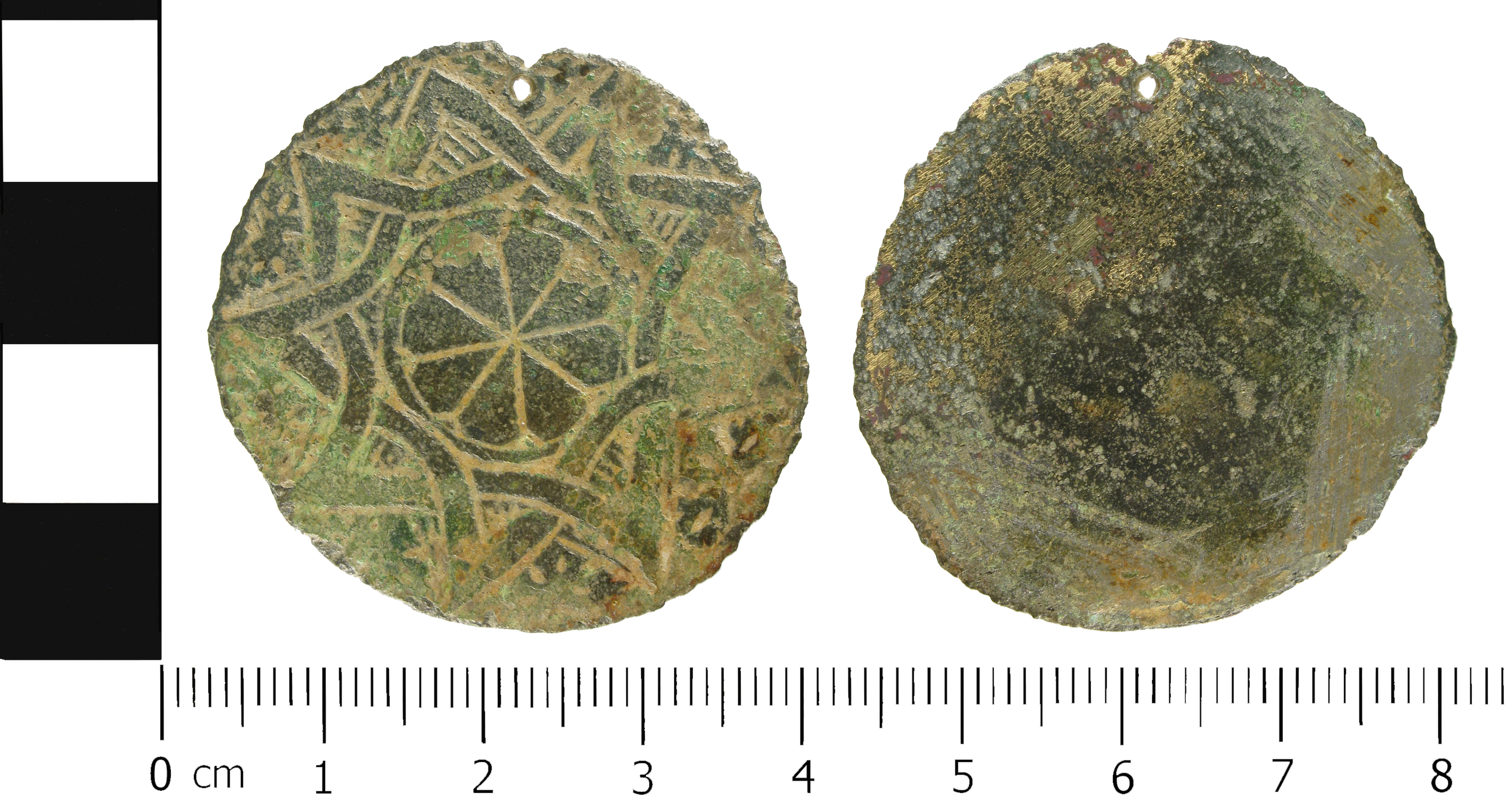
2х9 ТГ предположительно, как подвеска в виде цельного диска из медного сплава, вероятно, раннего Нового времени (1800–2000 гг. н. э.), музей Portable Antiquities Scheme
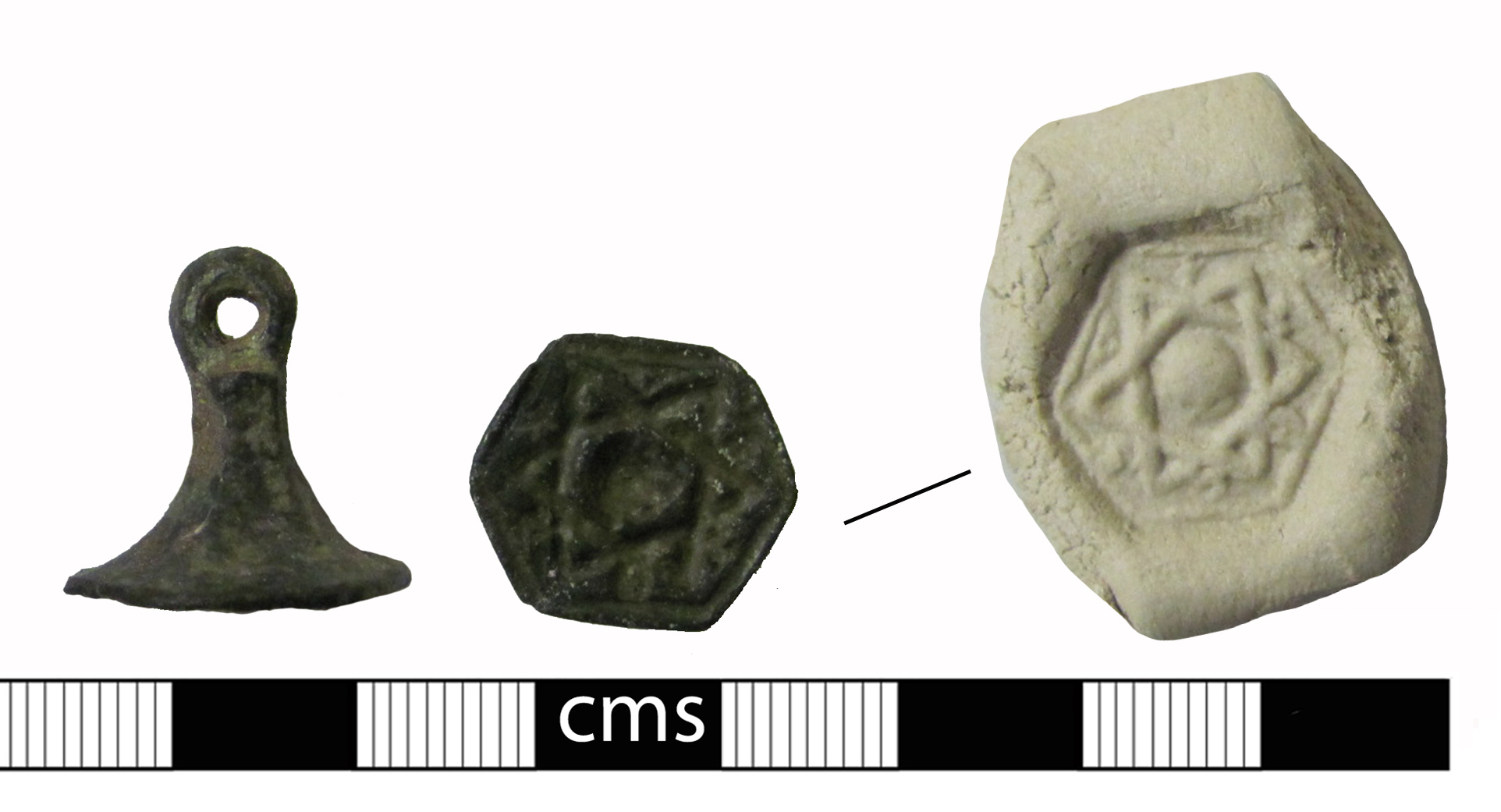
2х6 ТГ, как постсредневековая печать, 14 век нашей эры, музей Portable Antiquities Scheme
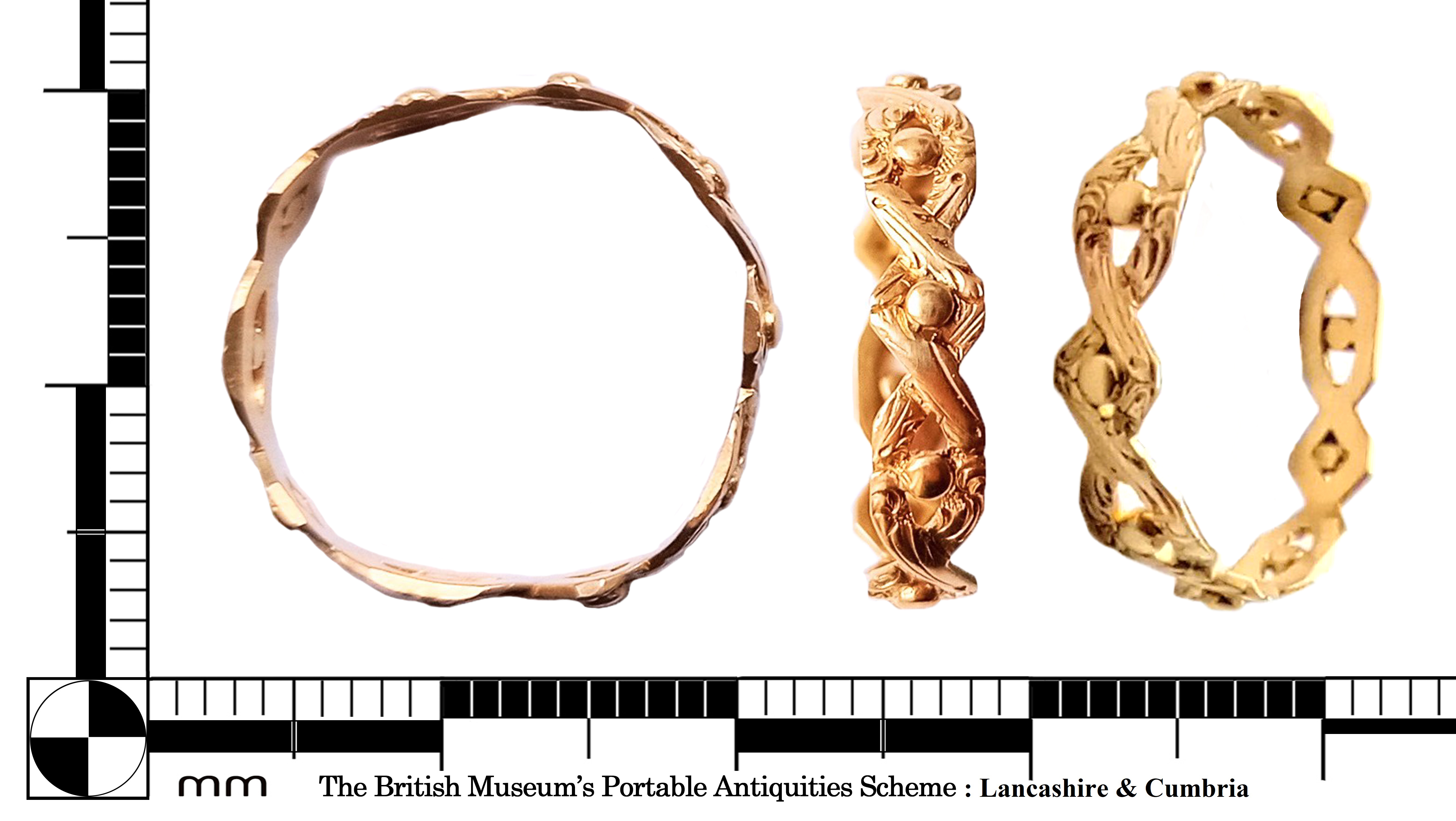
2х10 ТГ, золотое кольцо между 1730 и 1850 нашей эры, музей Portable Antiquities Scheme
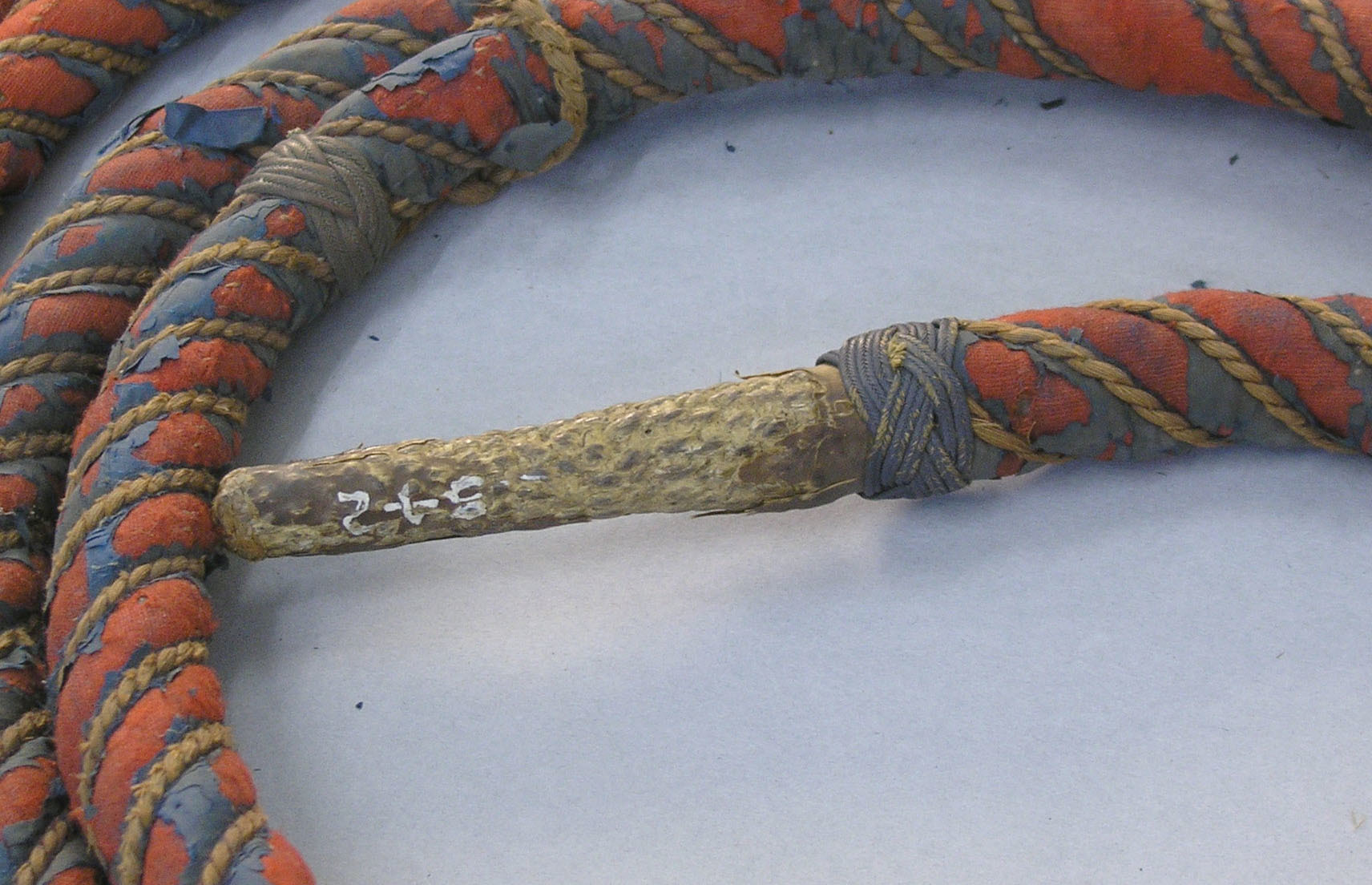
Шестирная 3х4 ТГ, веревка, покрытая тканью и шелком, использовалась в качестве поручней во время визита герцога Эдинбургского в Окленд 10 мая 1869, Оклендский военно-исторический музей
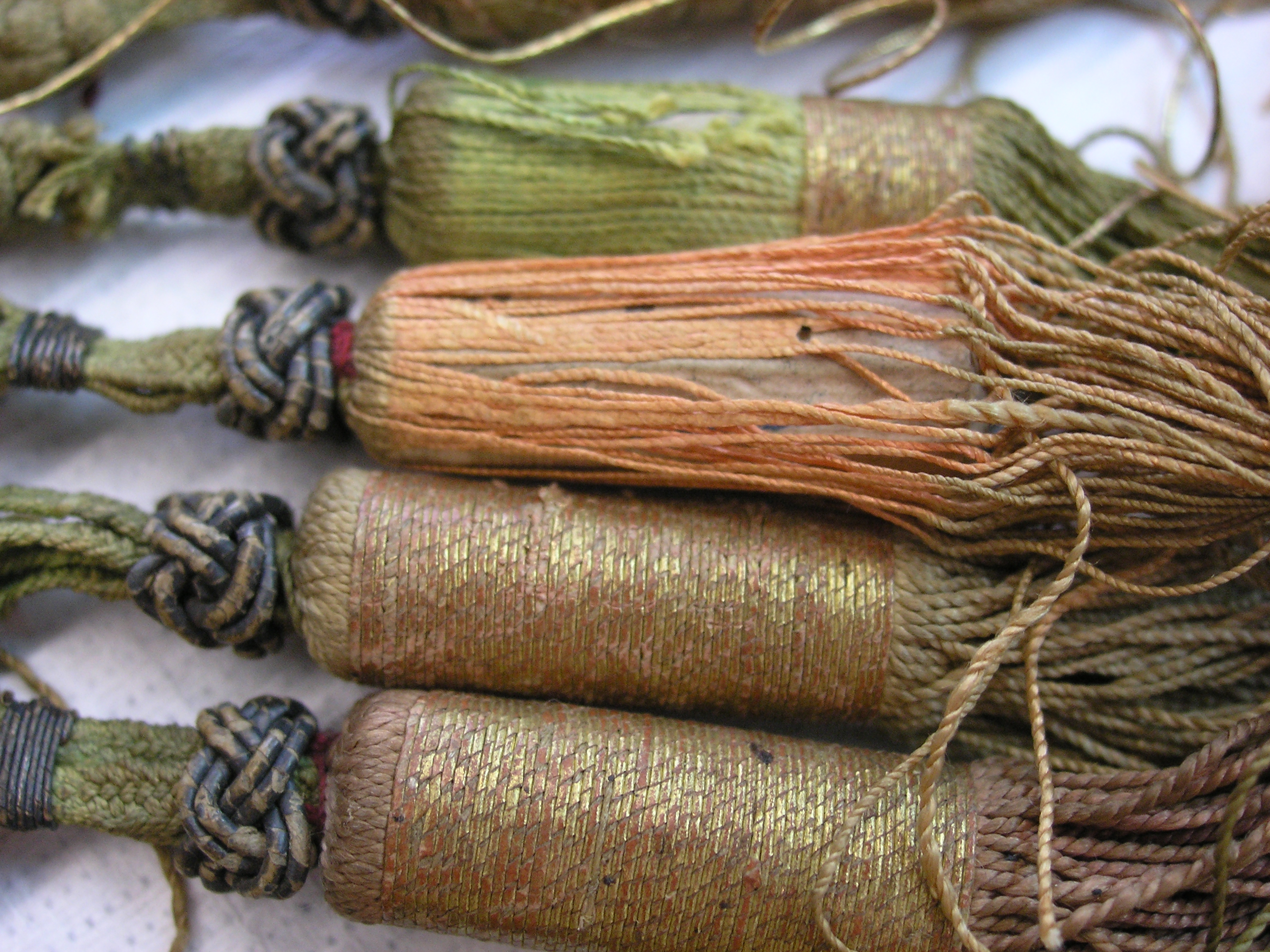
Двойная 3х4 ТГ, мужской пиджак династия Цин (1644–1912), Оклендский военно-исторический музей
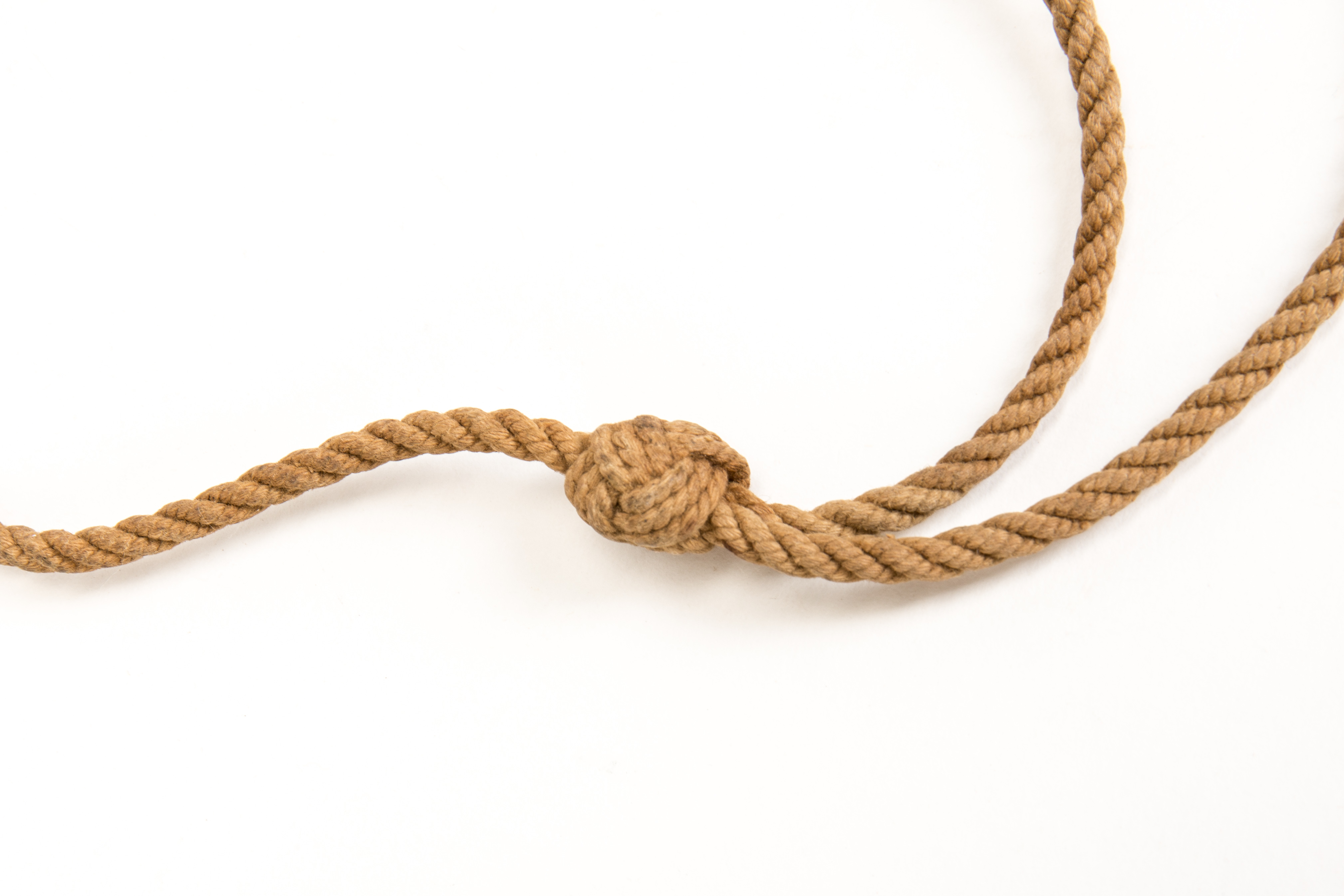
Тройной 3х3 ТГ, темляк для матросского ножа, около 1914 года, Оклендский военно-исторический музей
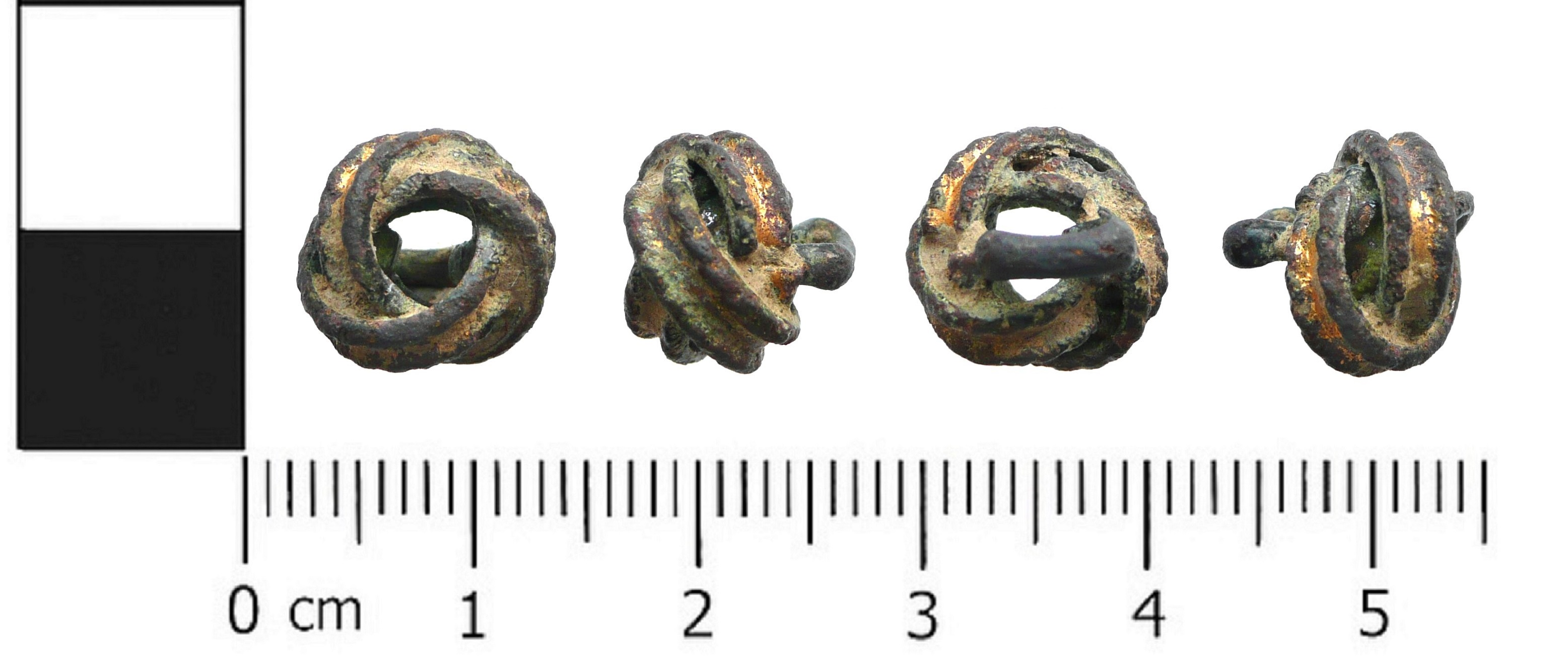
2х3 ТГ, постсредневековая пуговица, между 1500 и 1800, музей Portable Antiquities Scheme
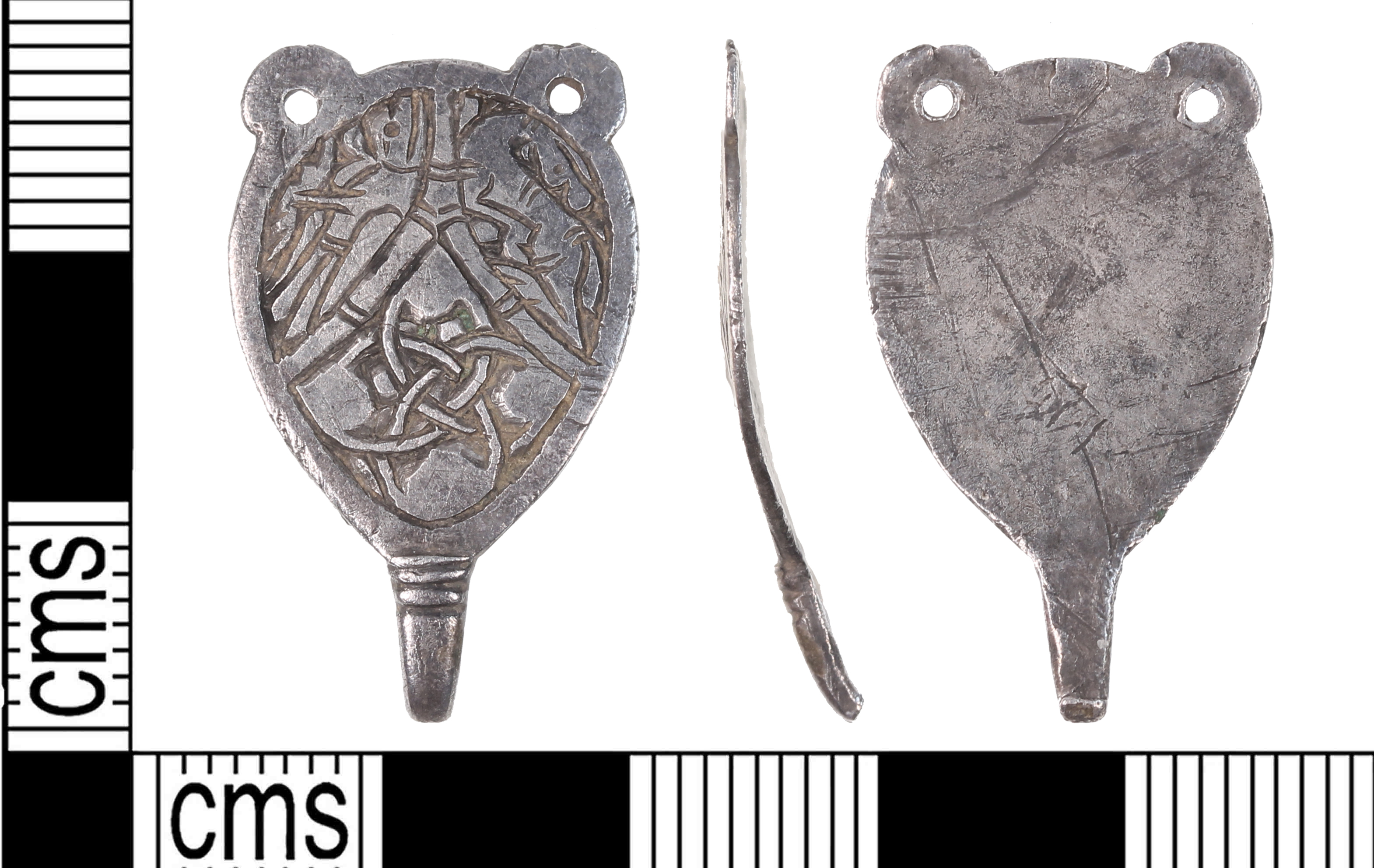
3х4 ТГ, раннесредневековая бирка с крючком, музей Portable Antiquities Scheme
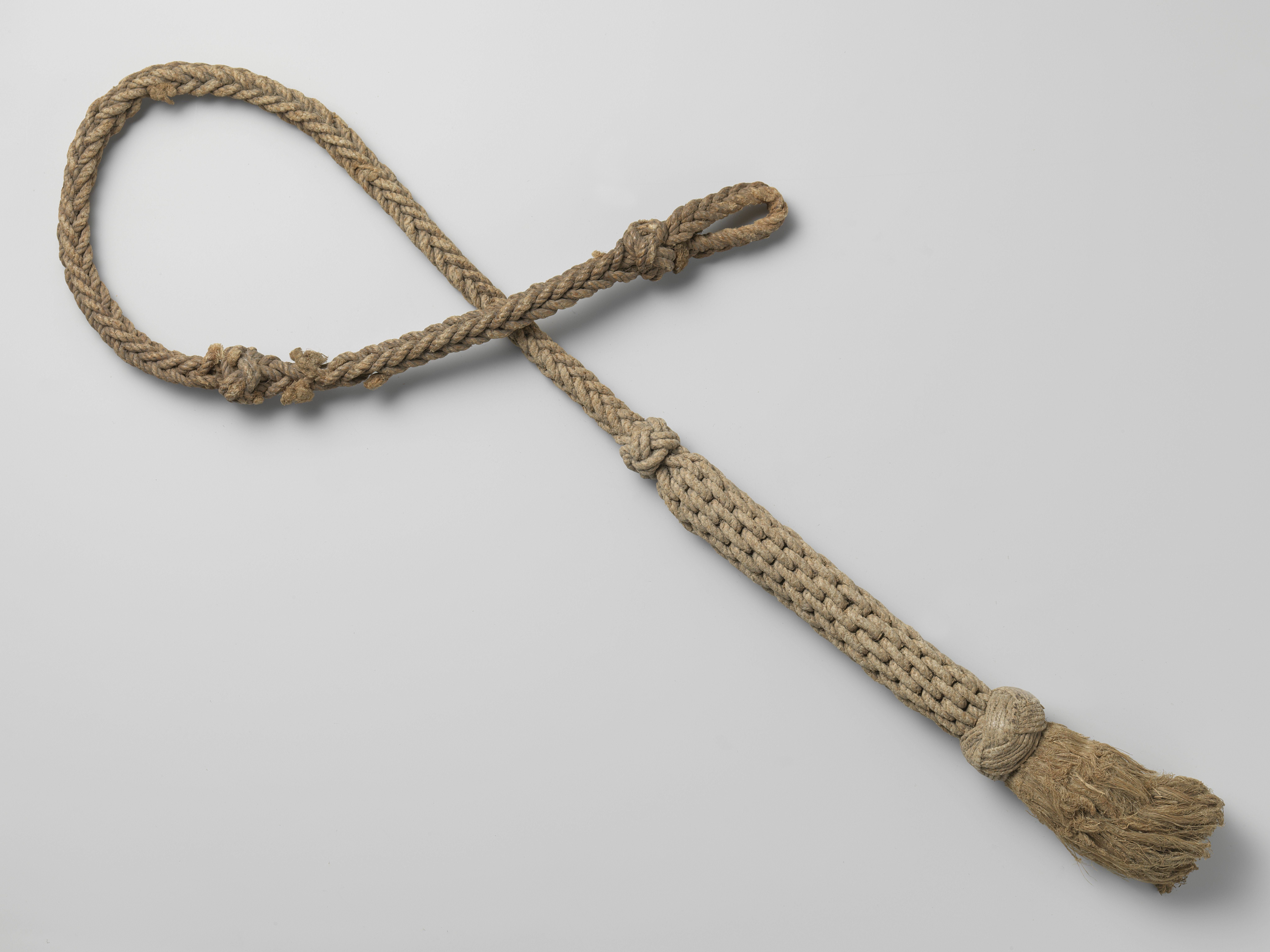
Двойная 3х4 ТГ, кроватный шнур, 1697, Рейксмюсеум
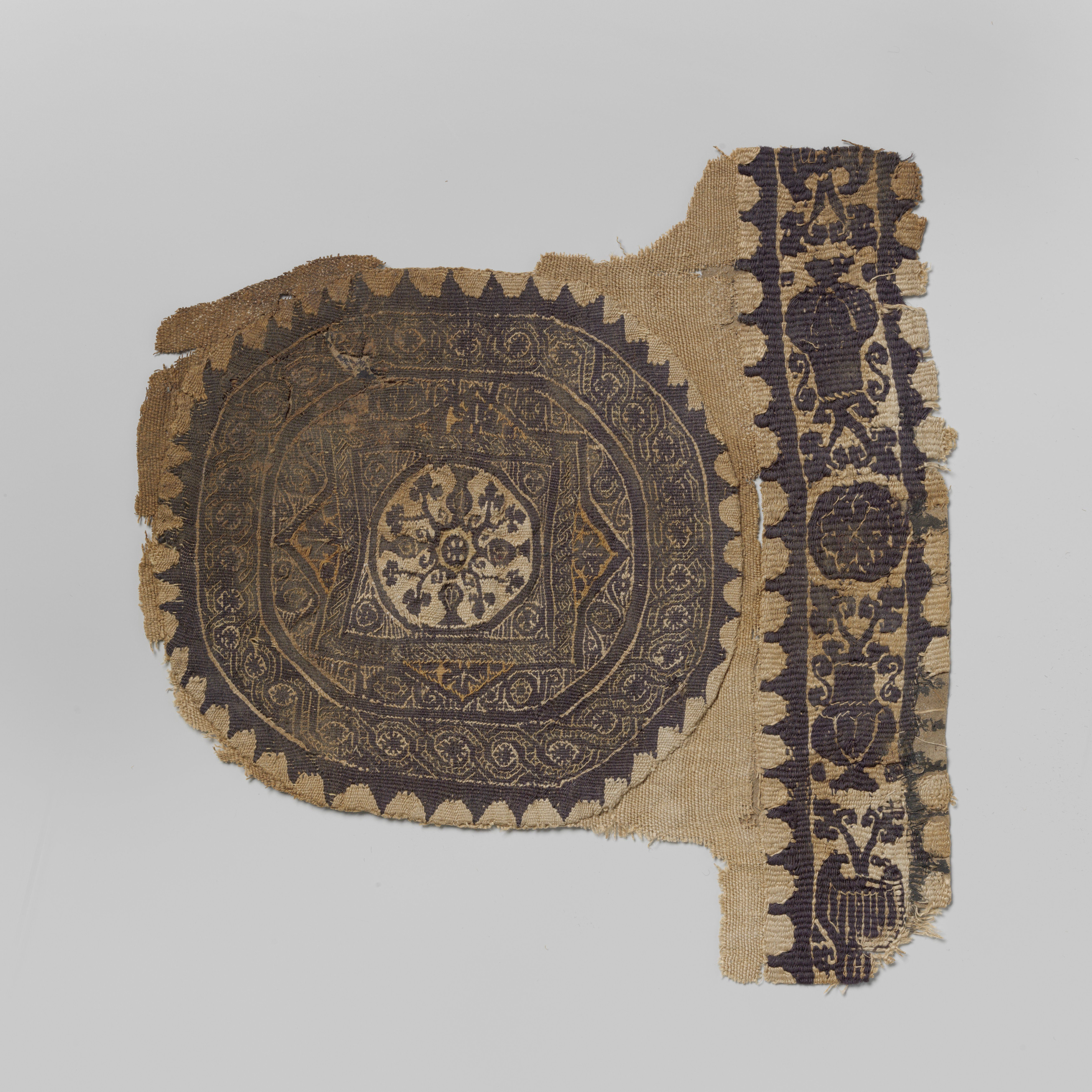
2х30 ТГ, фрагмент льняной ткани  ок. 200 - ок. 399 , Египет, Рейксмюсеум
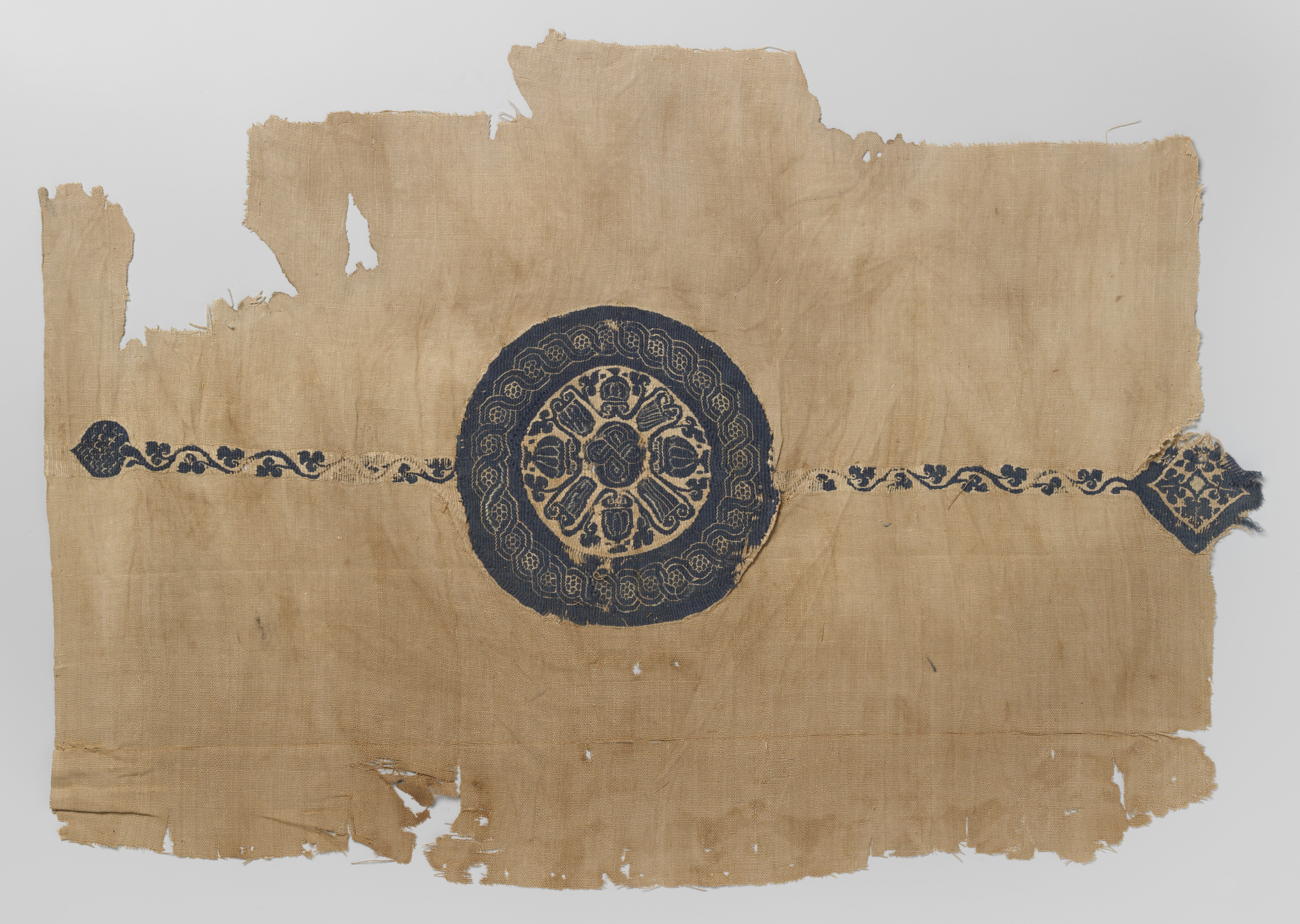
2х27 ТГ, фрагмент льняной ткани, ок. 300 - ок. 599, Рейксмюсеум
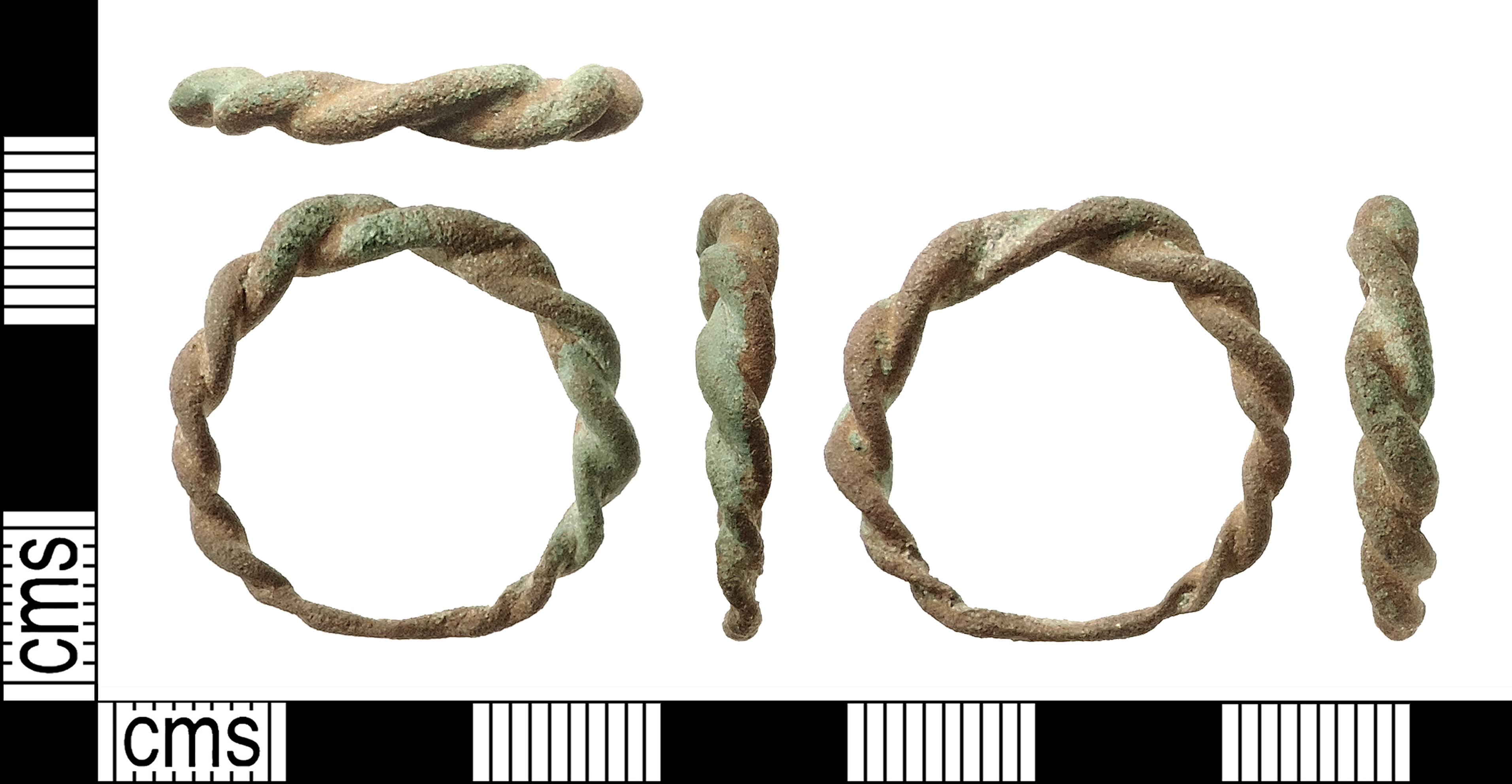
2х11 ТГ, медное кольцо, средневековье между 800 и 1100, музей Portable Antiquities Scheme
2х7 ТГ, коробка с чернилами, династия Цин (1644-1912), Художественный музей Кливленда
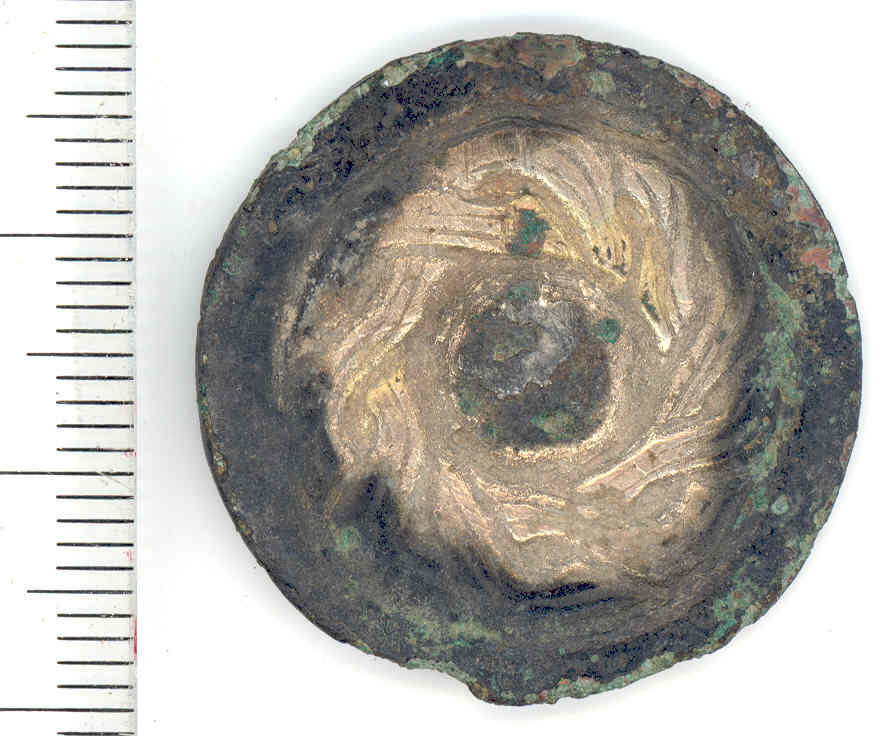
Тройной 2х9 ТГ, подвеска, между 600 и 700, музей Portable Antiquities Scheme
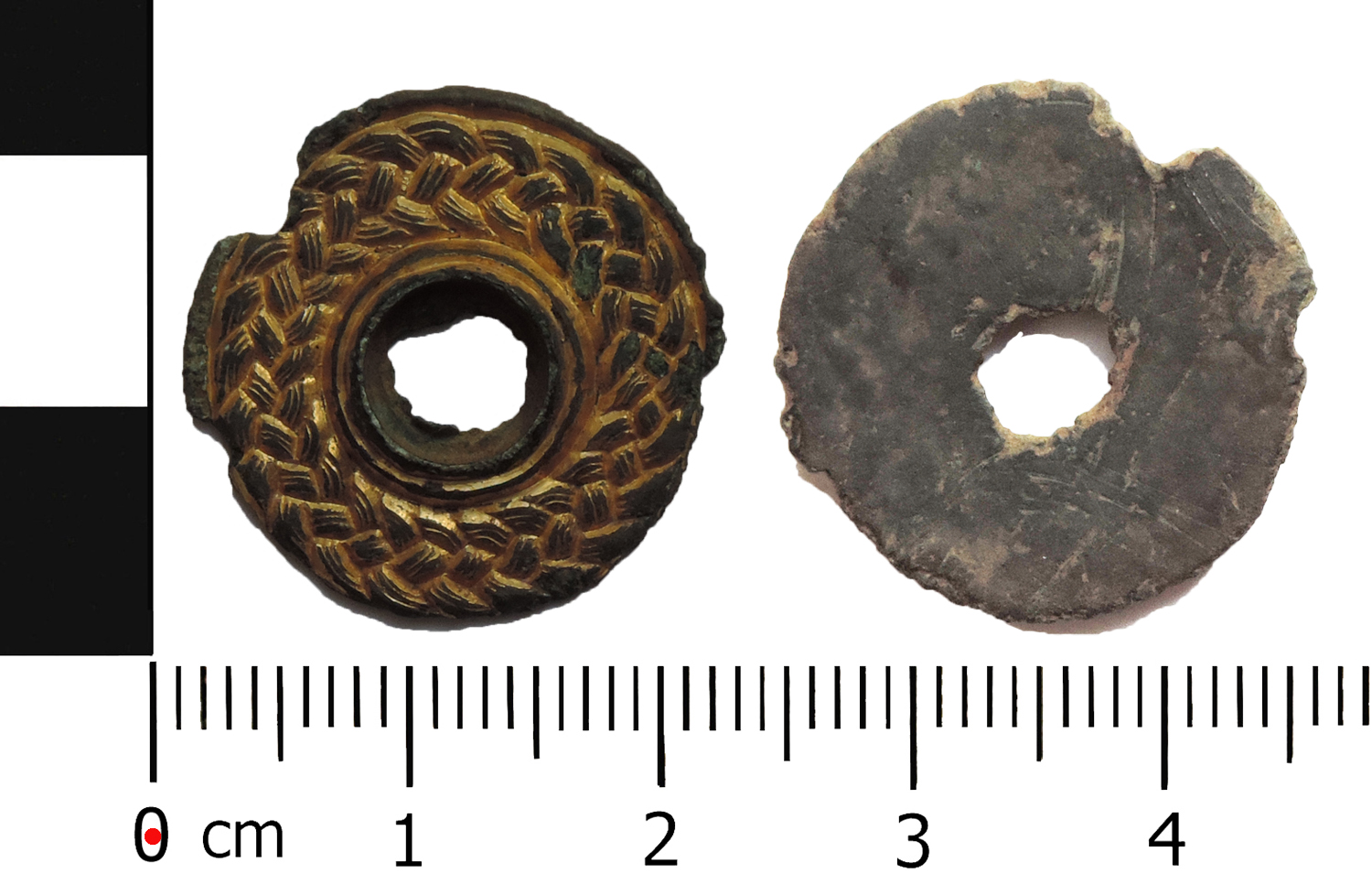
Тройная 4х24 ТГ, брошь, римский период, вероятно, ок. 3-4 век, музей Portable Antiquities Scheme
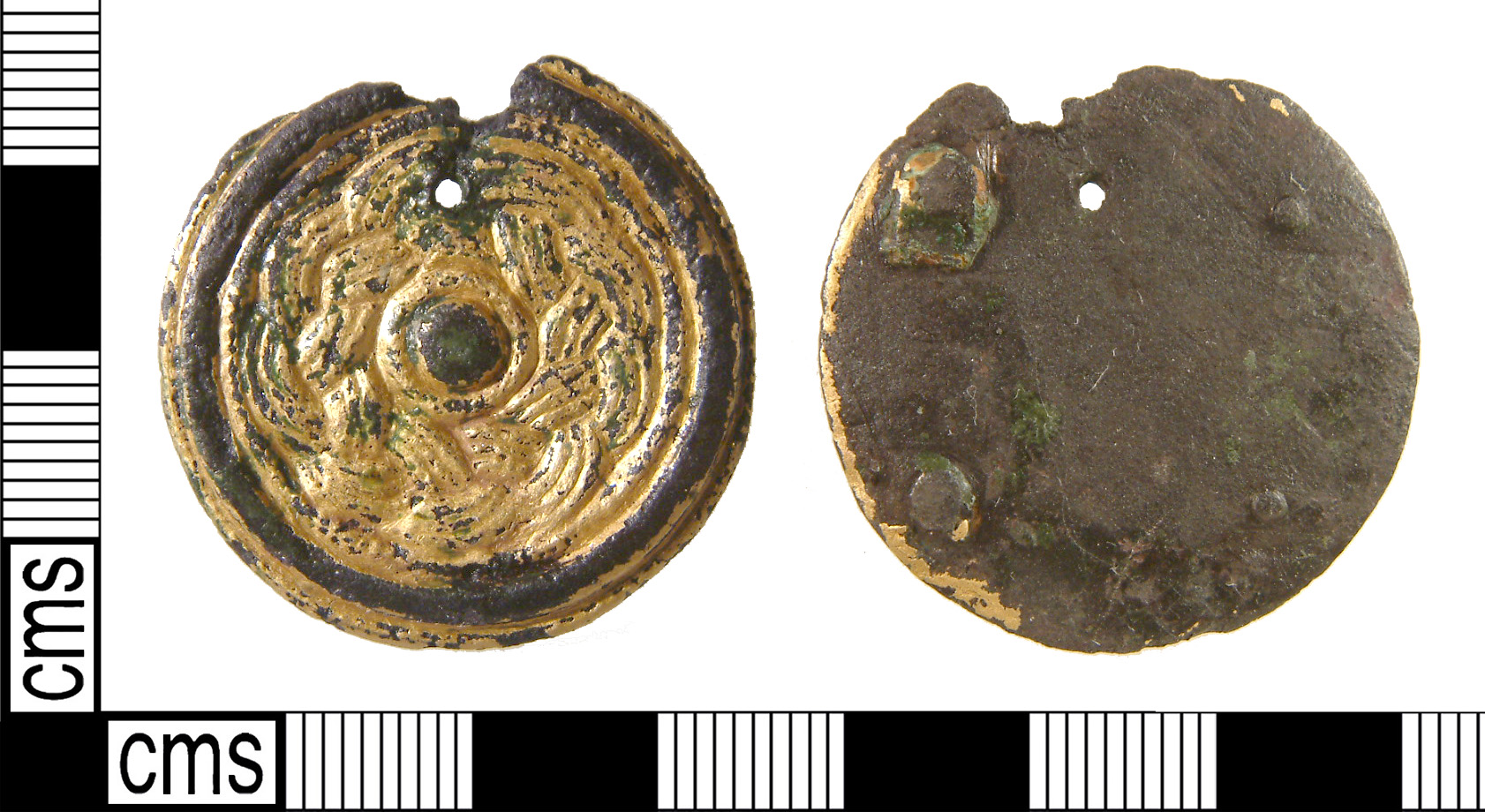
Тройная 3х9 ТГ, раннесредневековое крепление, музей Portable Antiquities Scheme
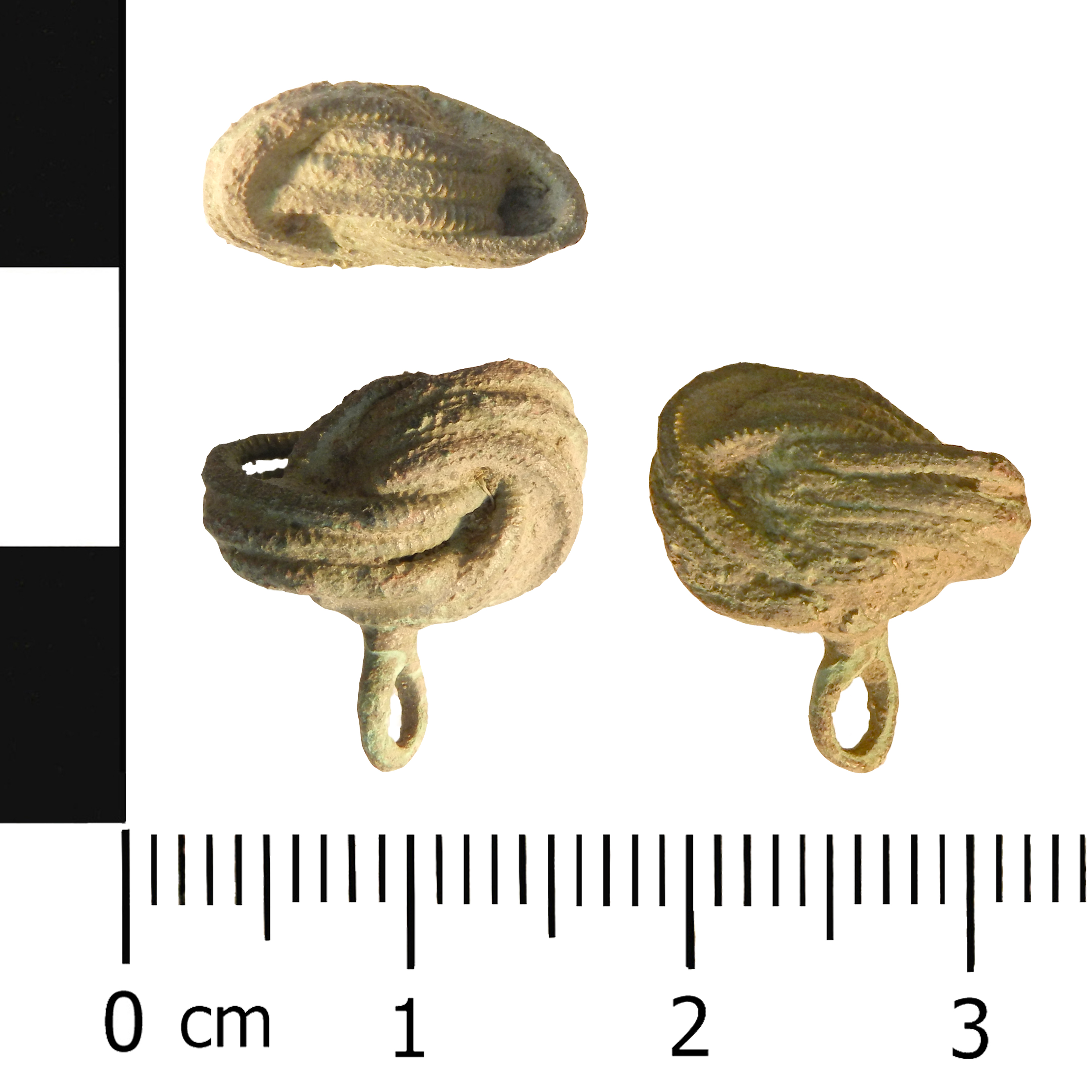
Тройной 2x2 ТГ, средневековая позолоченная пуговица
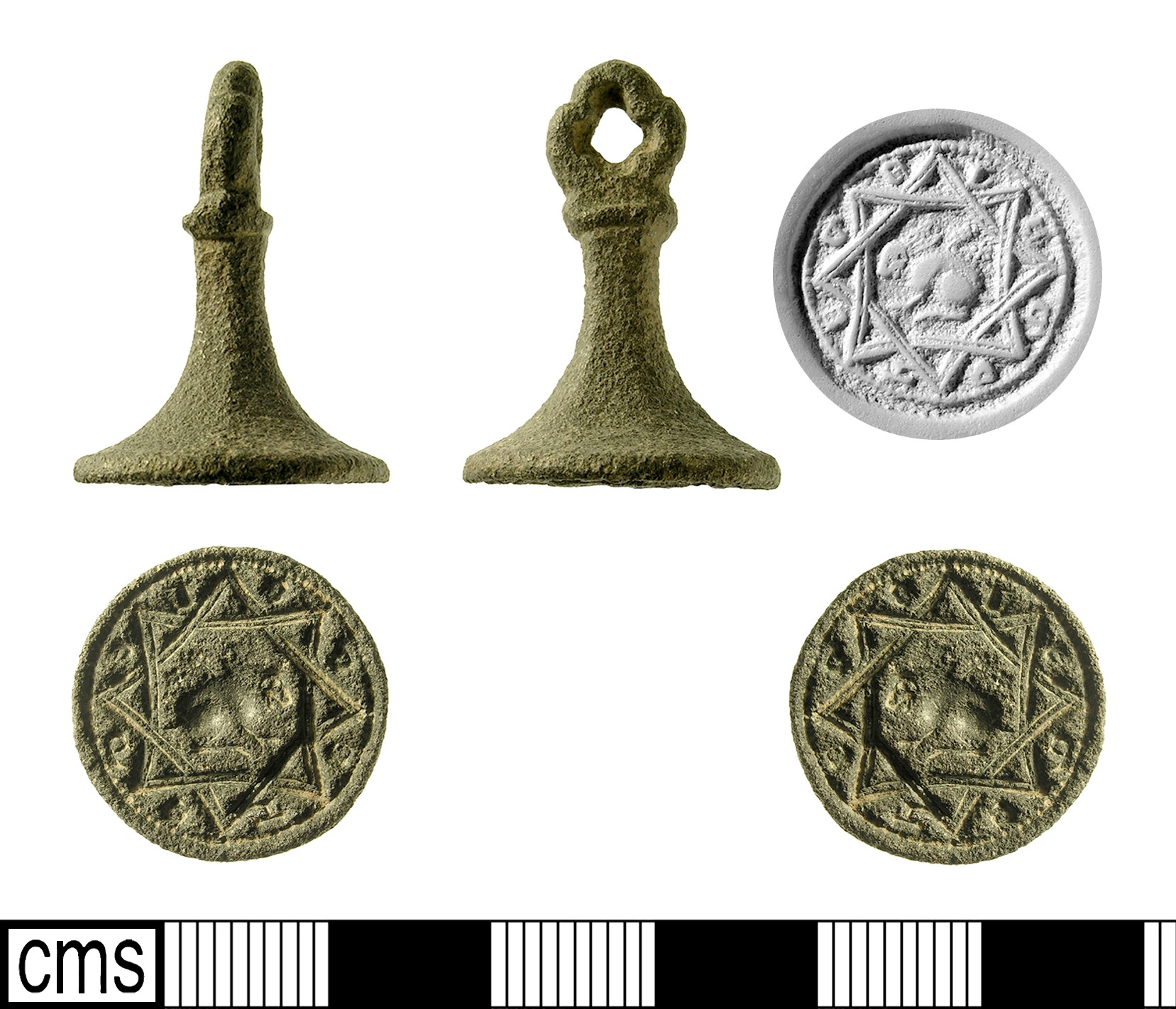
2x8 ТГ, Удостоверяющая печать XIII век-XIV век
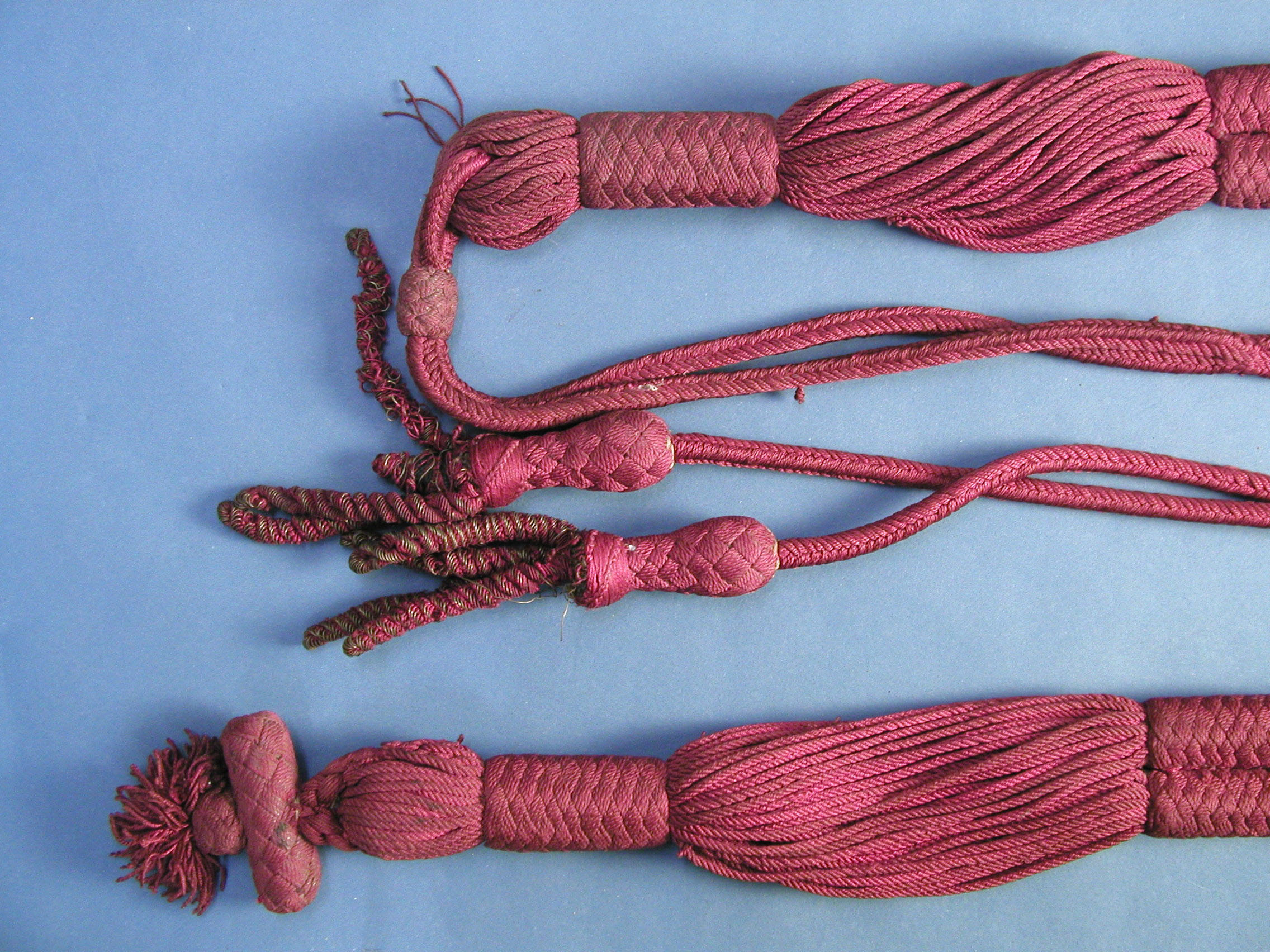
Головные украшения около 1800 - 1820 гг., Оклендский военно-исторический музей
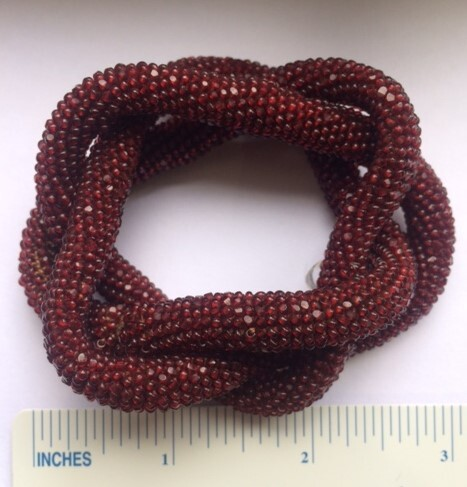
3x4 ТГ, браслет, 1870-1880, en:James A. Garfield National Historic Site
2x41 ТГ,  4 век-5 век, Художественный музей Кливленда
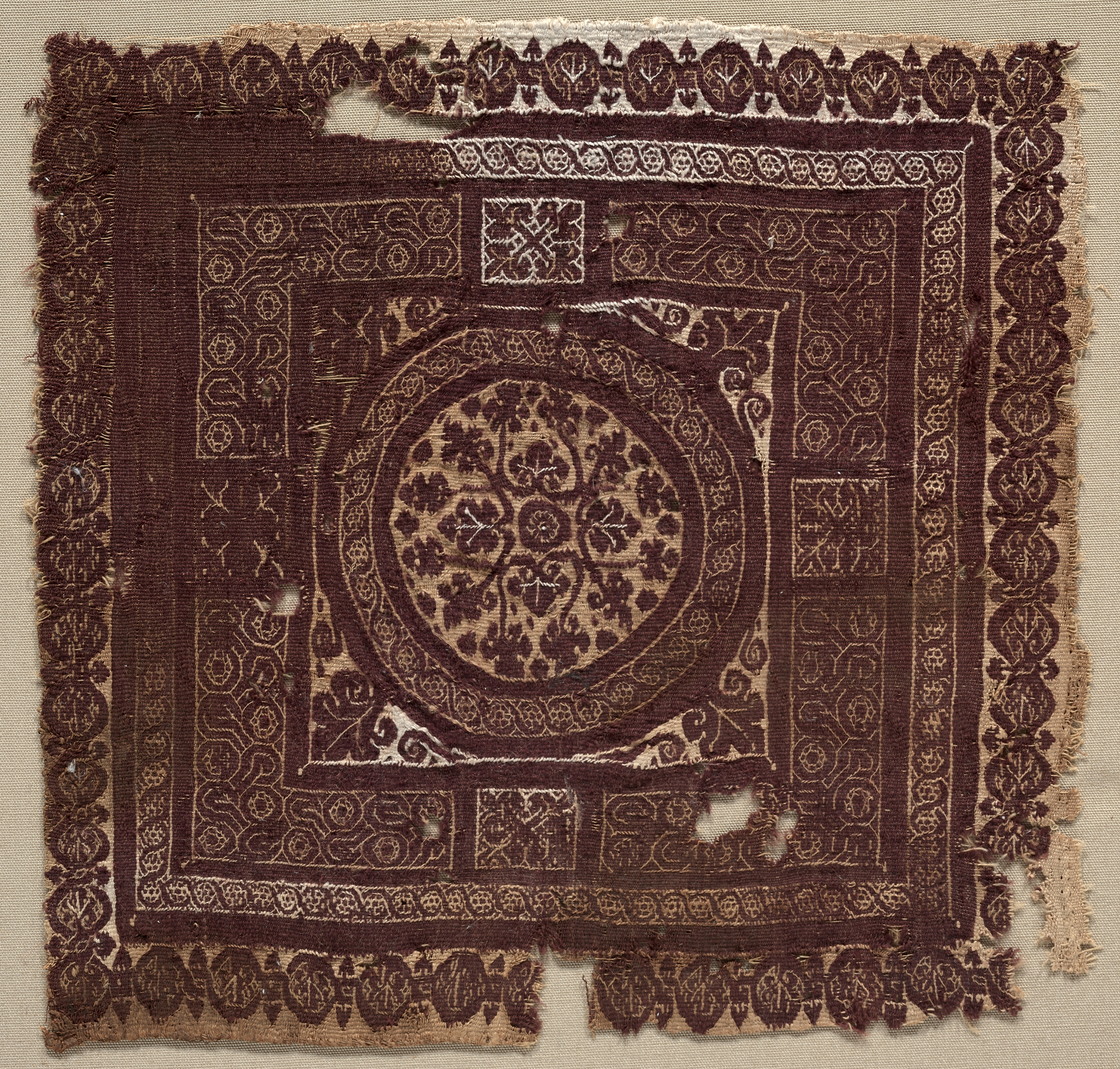
2x33 ТГ, египетский текстиль
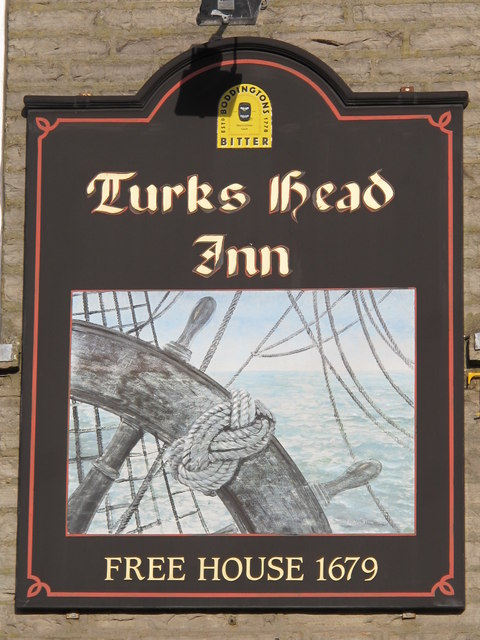
Вывеска, en:Alston Moor
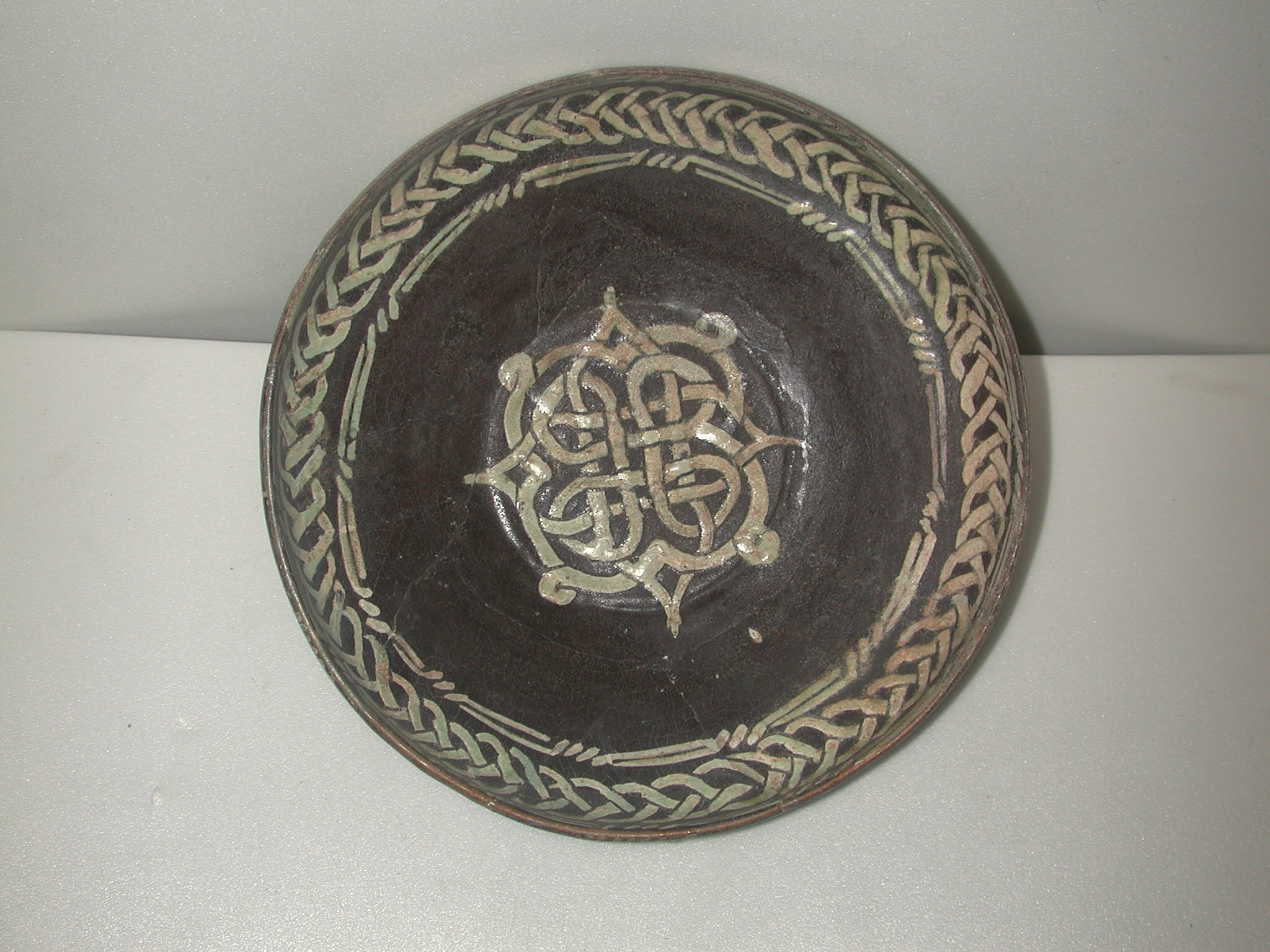
3х60 ТГ, Блюдце X век, Метрополитен-музей
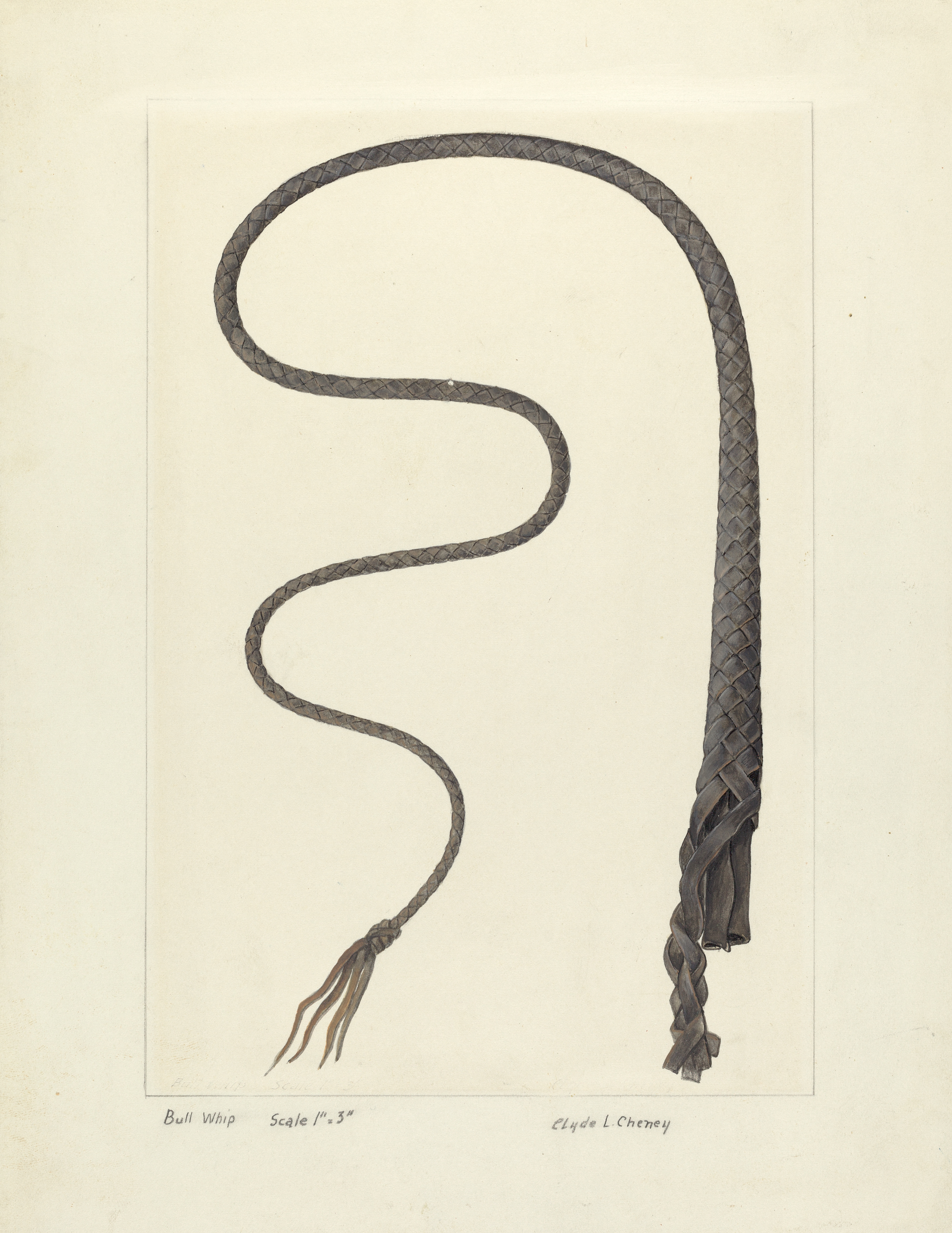
Плеть заплетённая, как ТГ, 1937, Национальная галерея искусства
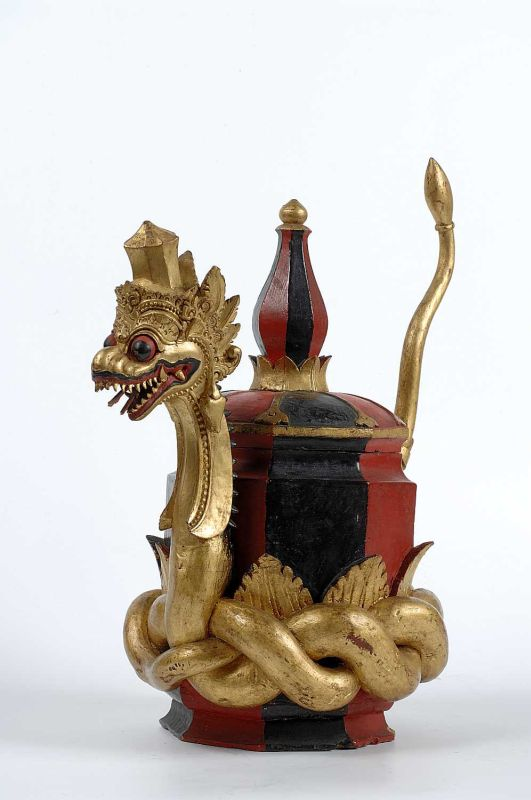
2x7 ТГ, деревянный ящик для хранения драгоценных ингредиентов, которым балийский священник пользовался в ритуалах, Тропический музей
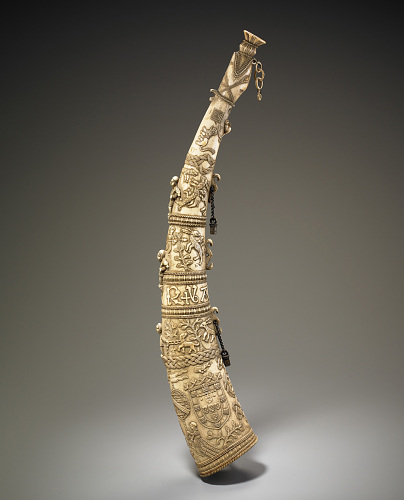
4шлажный валькноп, охотничий рог, XV век, Национальный музей африканского искусства
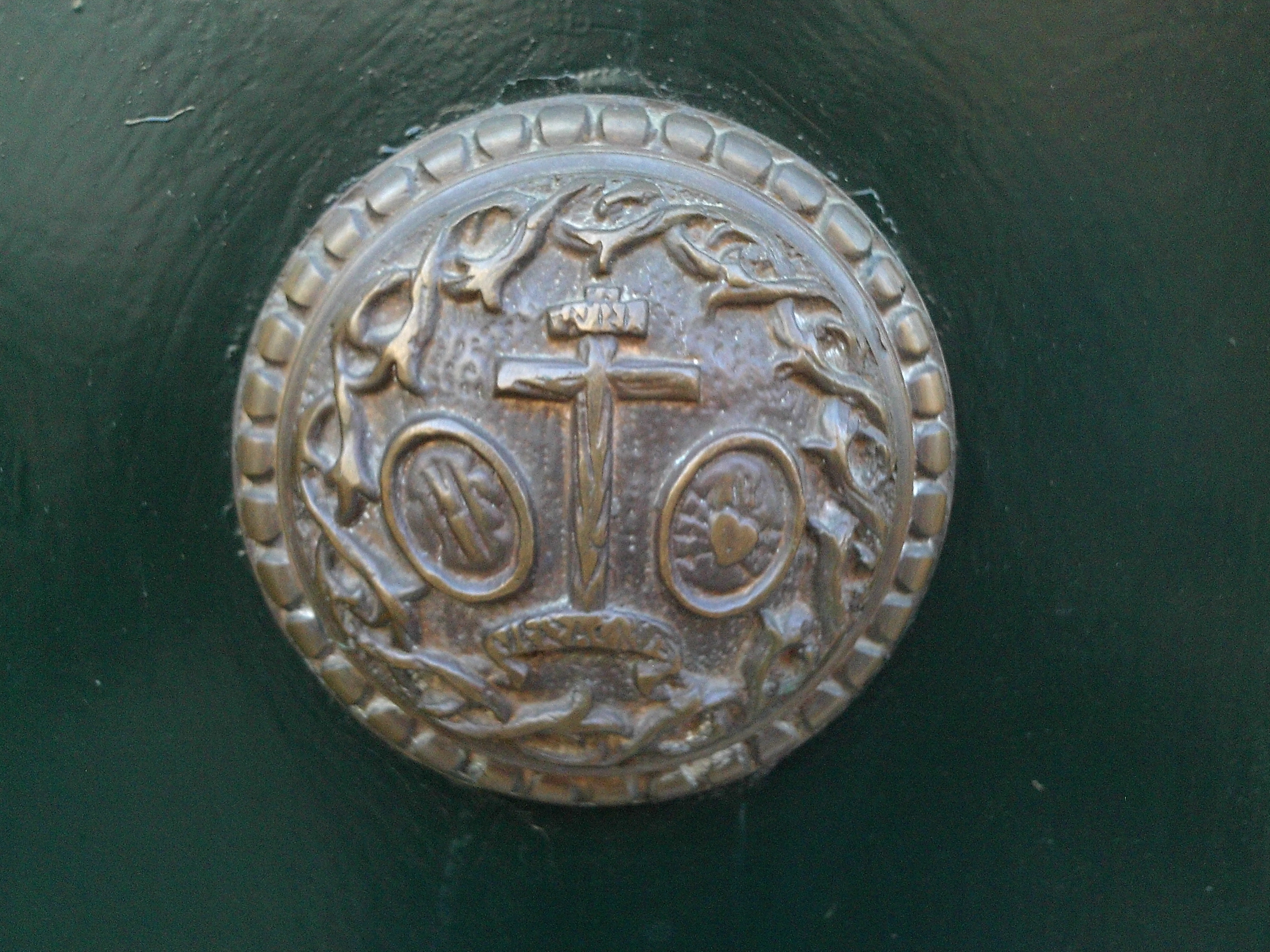
2x13 ТГ, рельеф щита Братства Веракруса на двери его часовни, Бенакасон
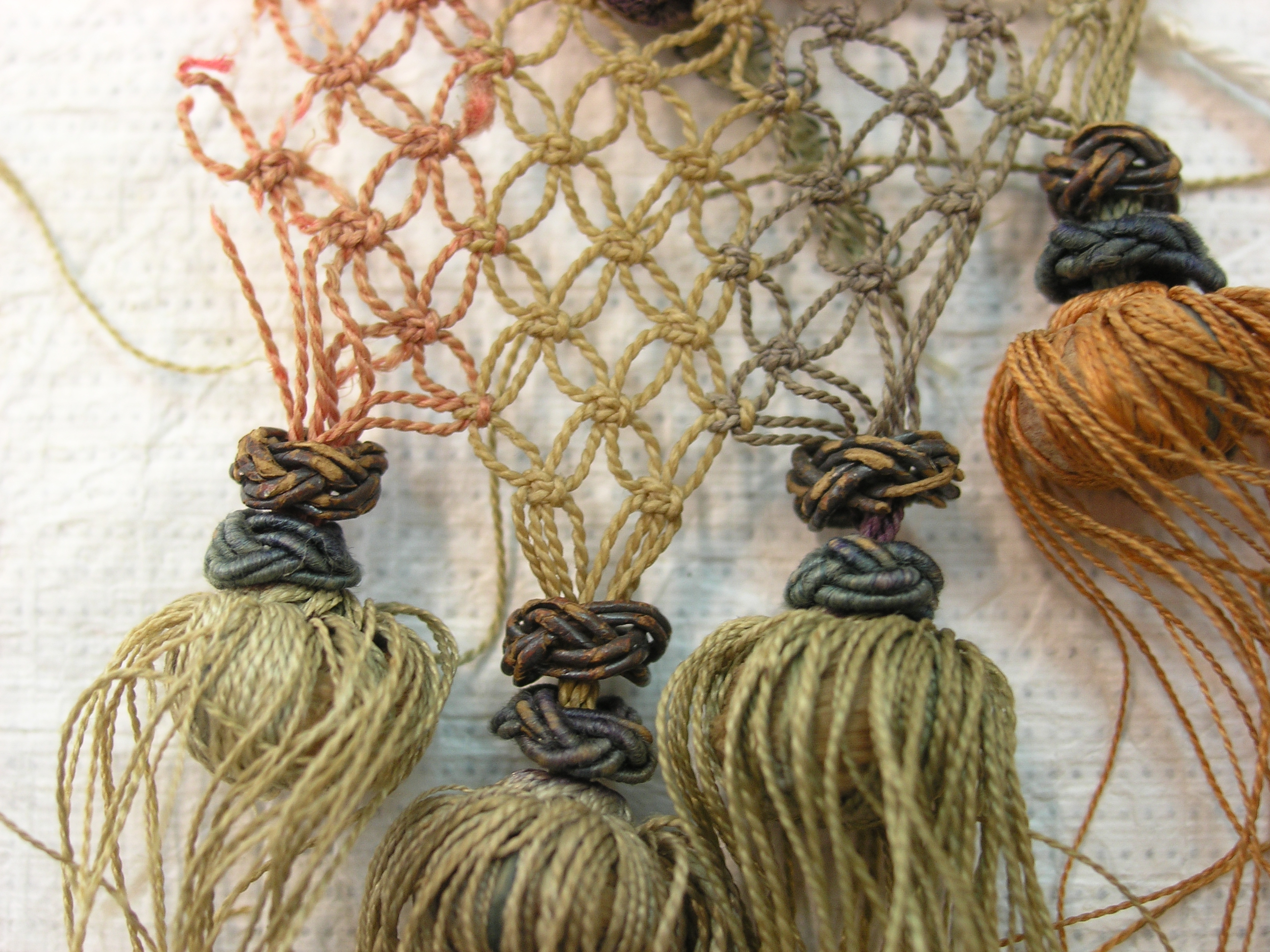
3х4 ТГ, Бахрома, Оклендский военно-исторический музей
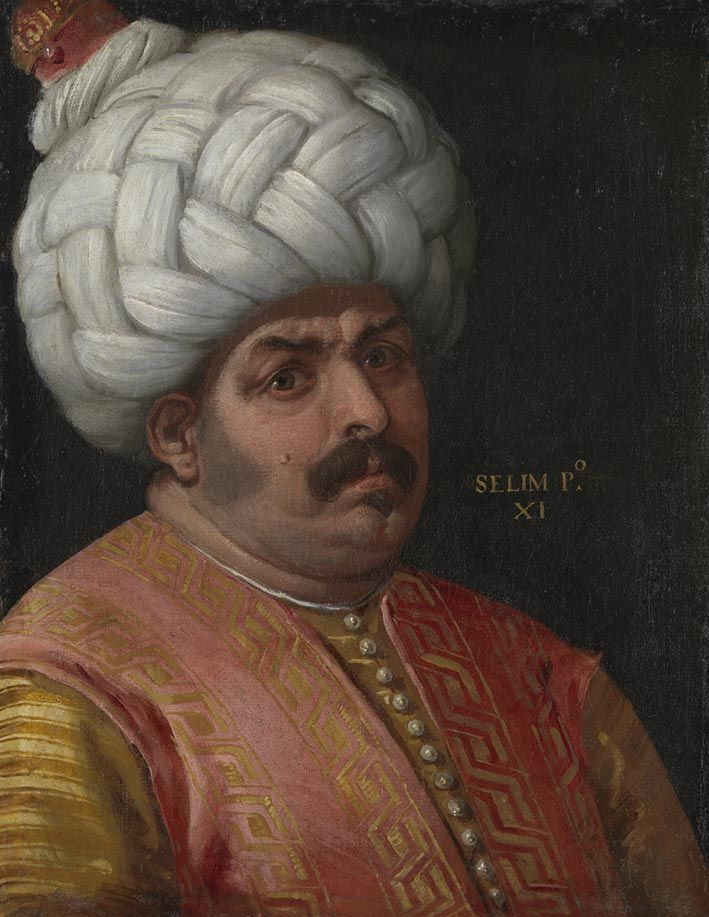
Портрет между 1528 - 1588, султан Селим I, тюрбан завязан «турецким» узлом, Баварские государственные собрания картин
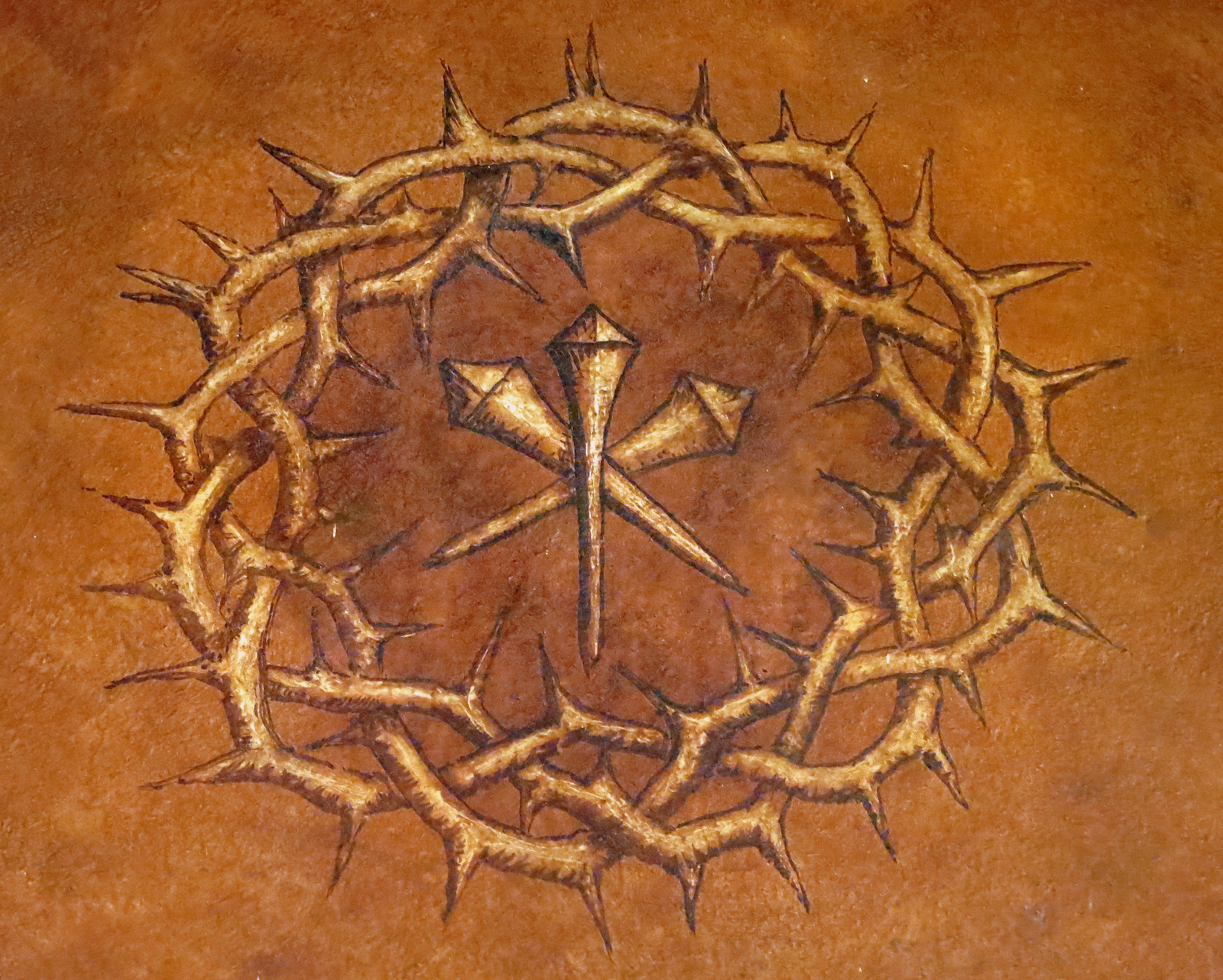
2х13 ТГ, картина, церковь Saint Luke Catholic Church
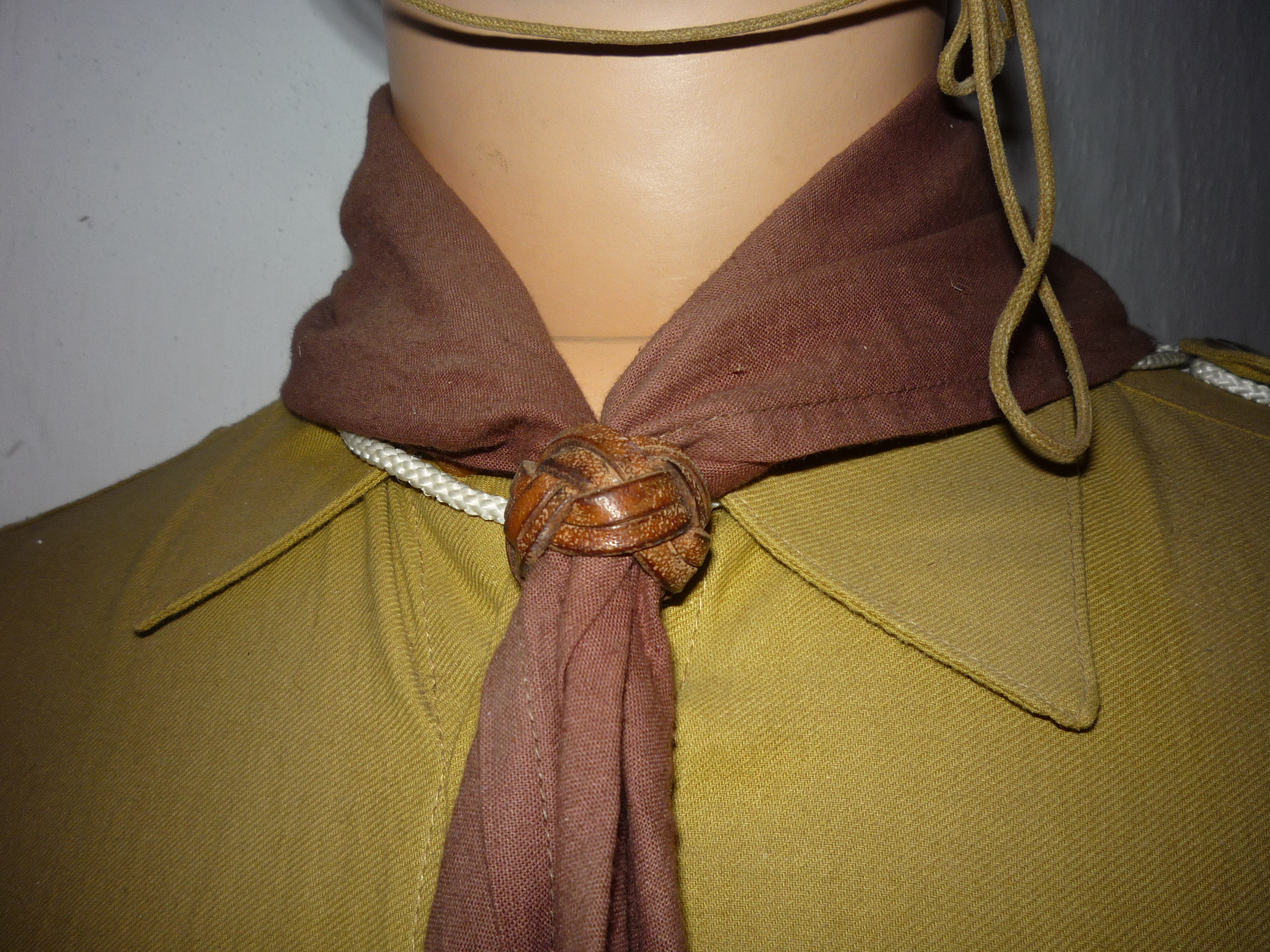
3x4 ТГ на скаутской форме, музей скаутинга cs:Štáflova chalupa
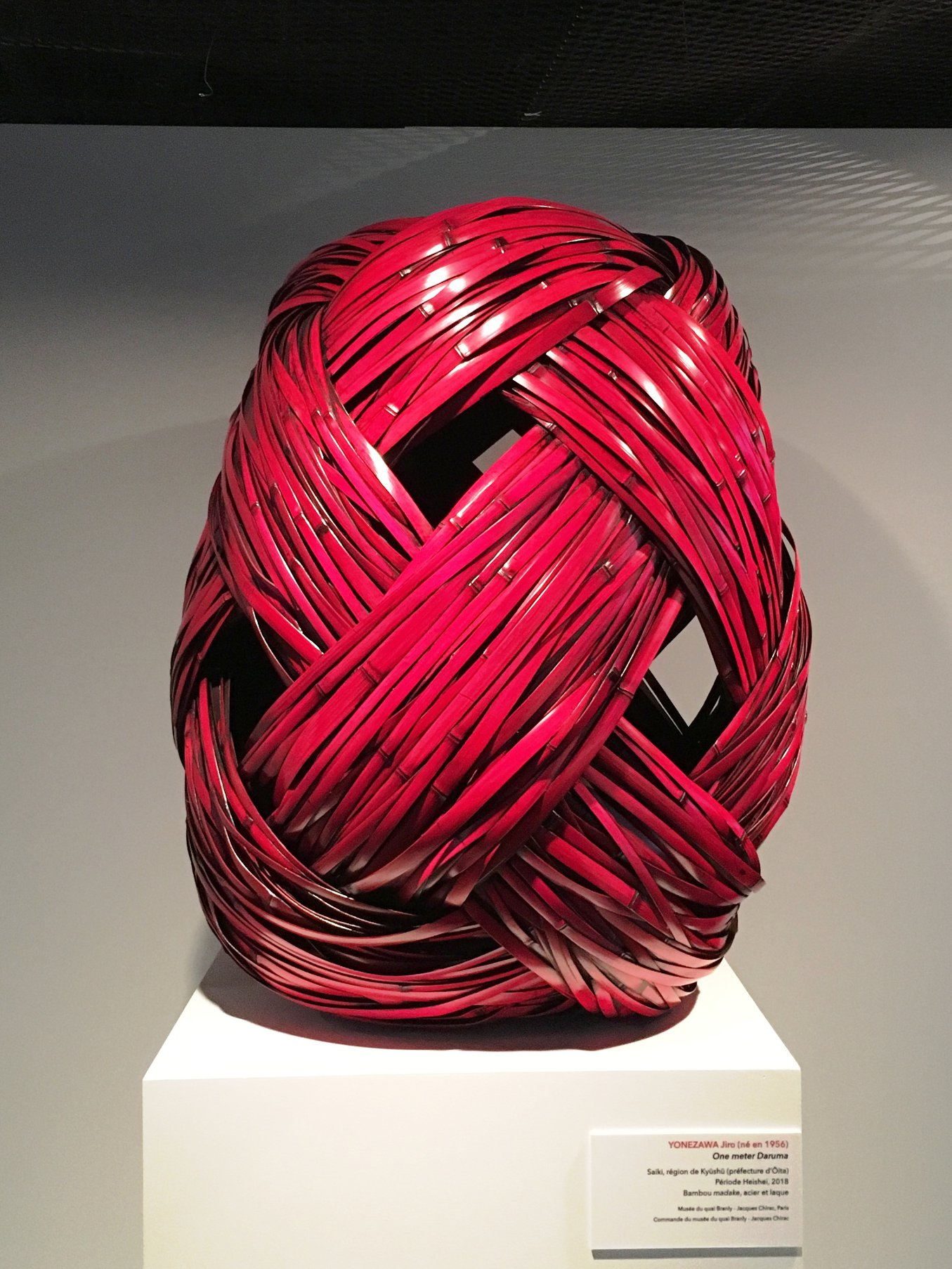
5x4 ТГ, бамбуковое искусство в Японии, Музей на набережной Бранли – Жак-Ширак
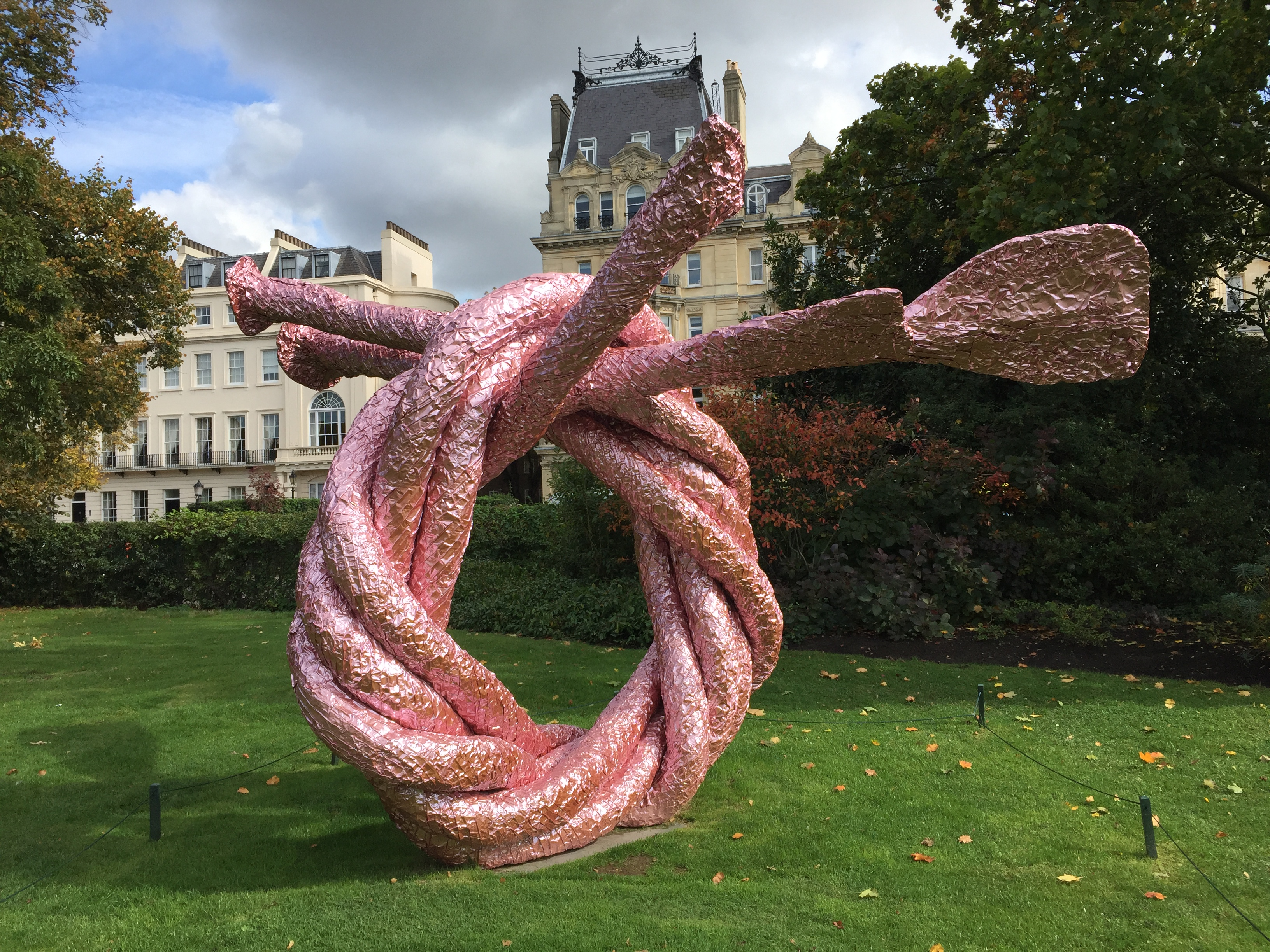
2x5 ТГ, скульптура «Fiddler’s Fortune» от Чемберлен, Джон, en:Frieze Art Fair, 2010
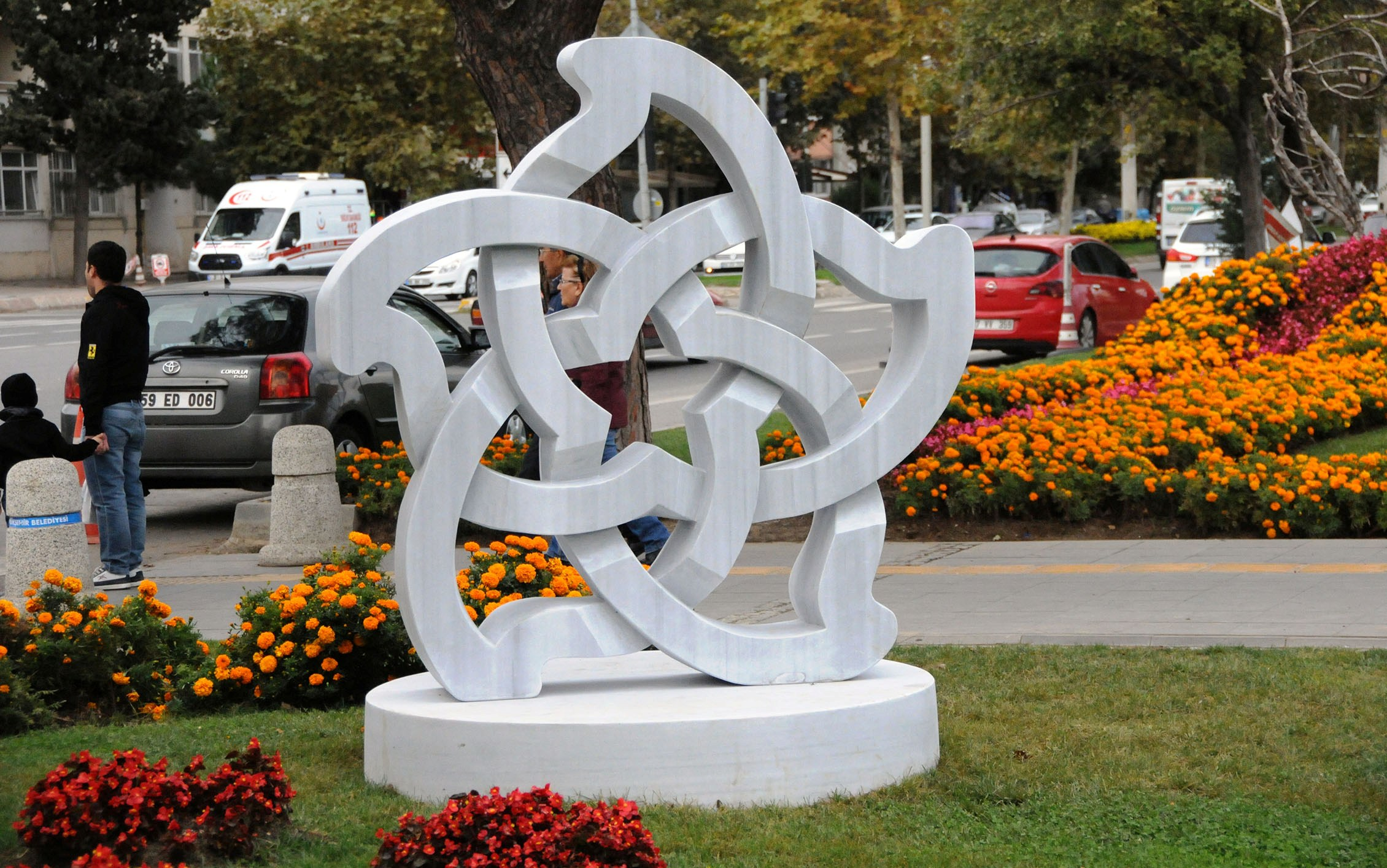
3х5 ТГ, скульптура «Квітка м. Сулейманпаша» от Мисько Людмила Василівна, Текирдаг, Турция, 2016
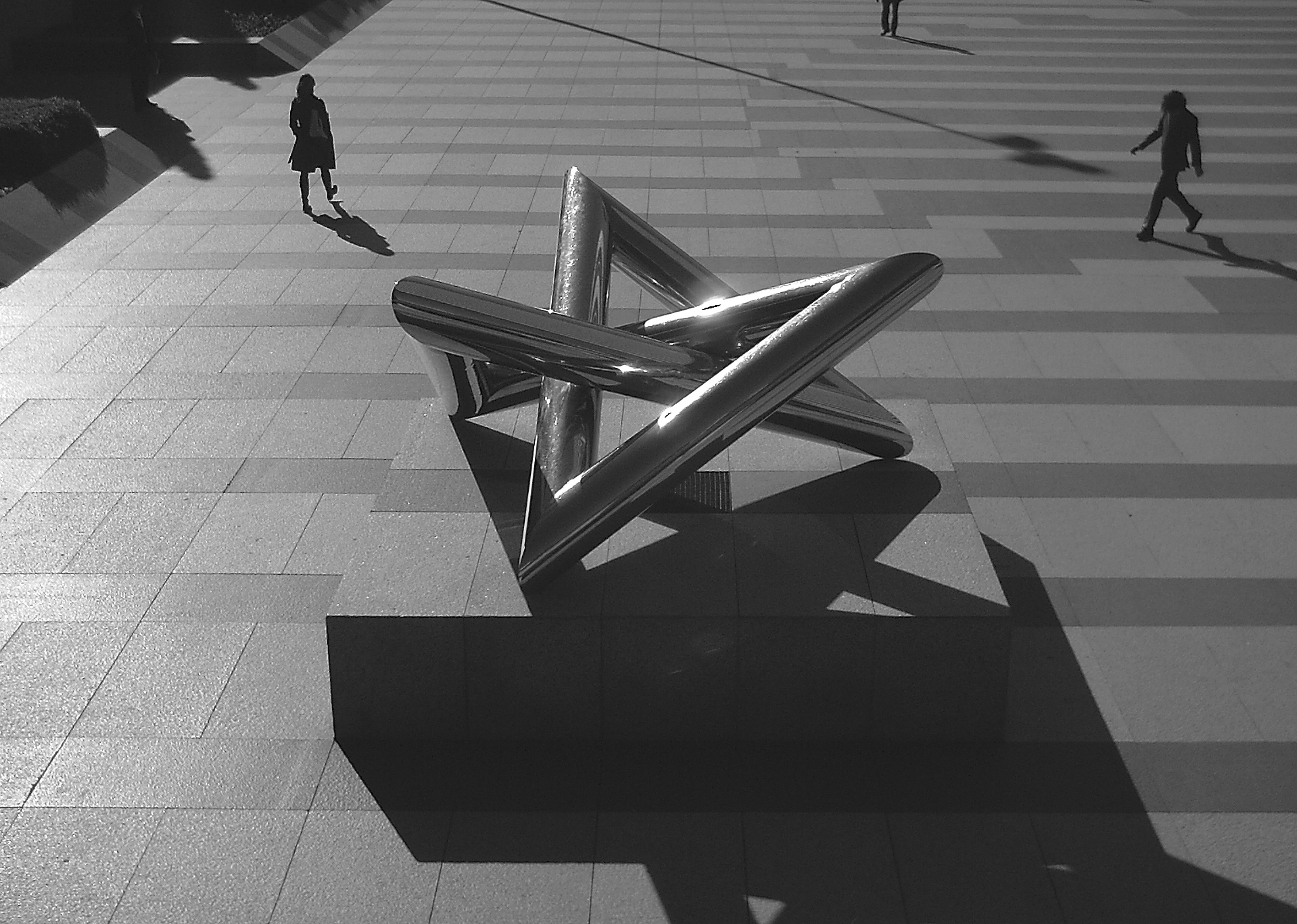
2х3 ТГ, скульптура en:José María Cruz Novillo, en:Plaza de Pablo Ruiz Picasso, 1989, Мадрид
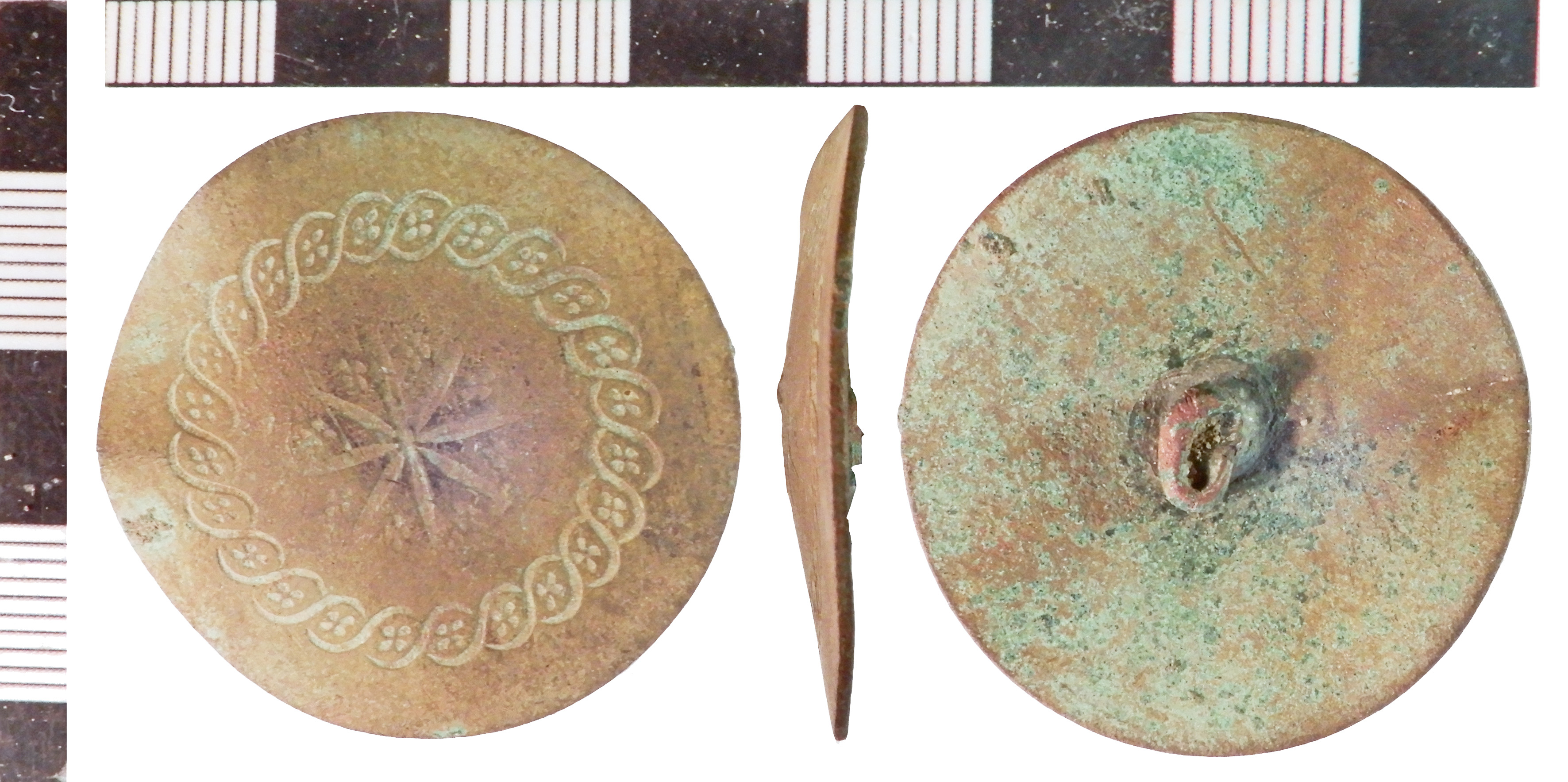
2х24 ТГ, Постсредневековая пуговица

Турецкие головы в энциклопедиях
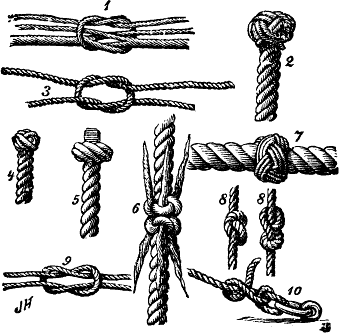
Шведская энциклопедия том. 14, стр. 402, 1911,  № 7
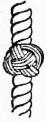
Британика том. 15, стр. 856, 1911
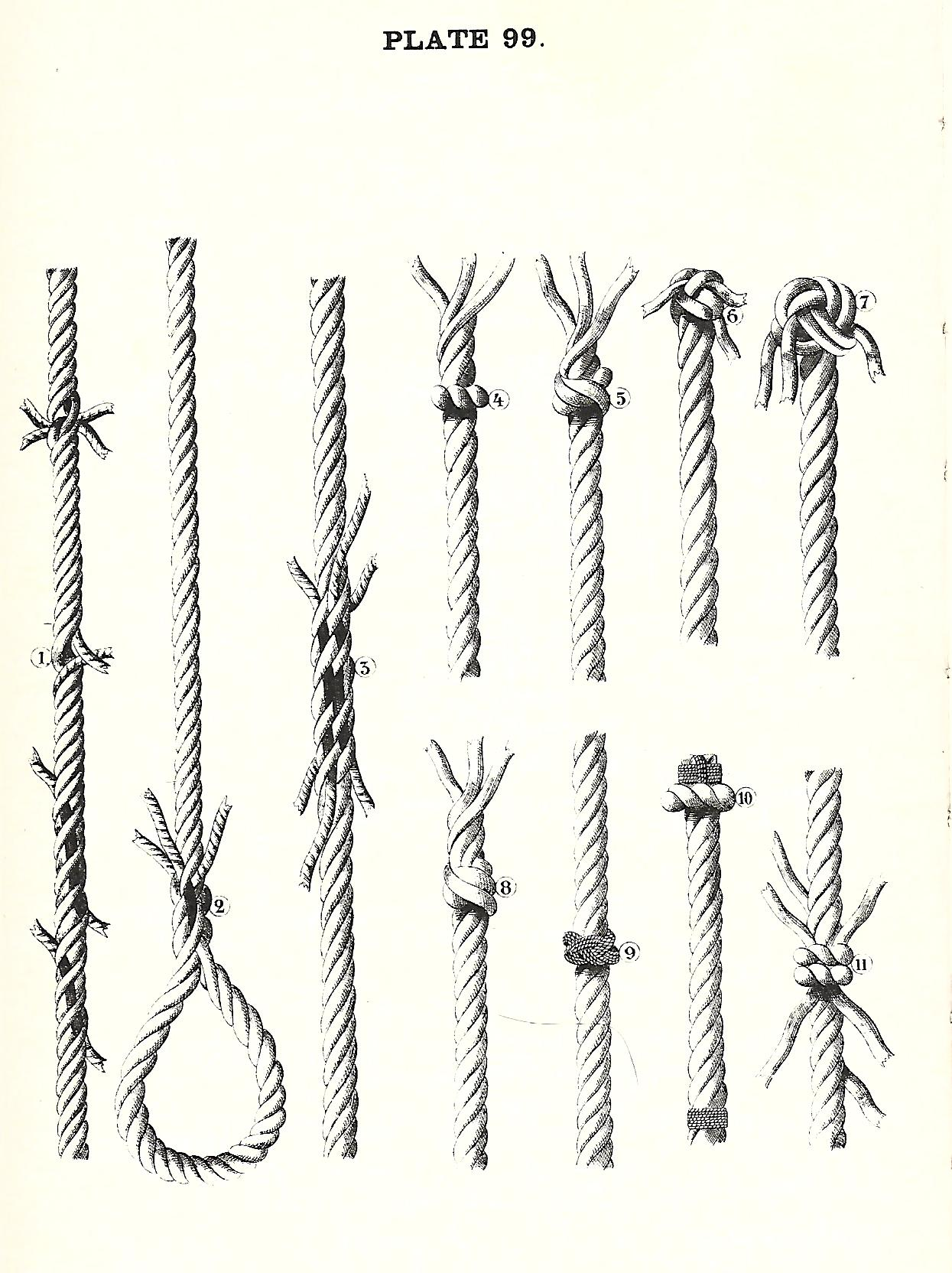
Paasch, H. "Illustrated Marine Encyclopedia. Antwerp", Plate 99, 1890
sv:Daniel Ulrik Wilhelm Linder: "Lärobok i sjömanskap", 1896
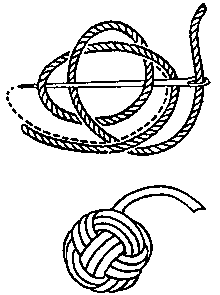
Mrs Archibald Christie: "Samplers and Stitches, a handbook of the embroiderer's art", 1920

## Способ завязывания
- 3-шлажная оплётка на цилиндрическом предмете

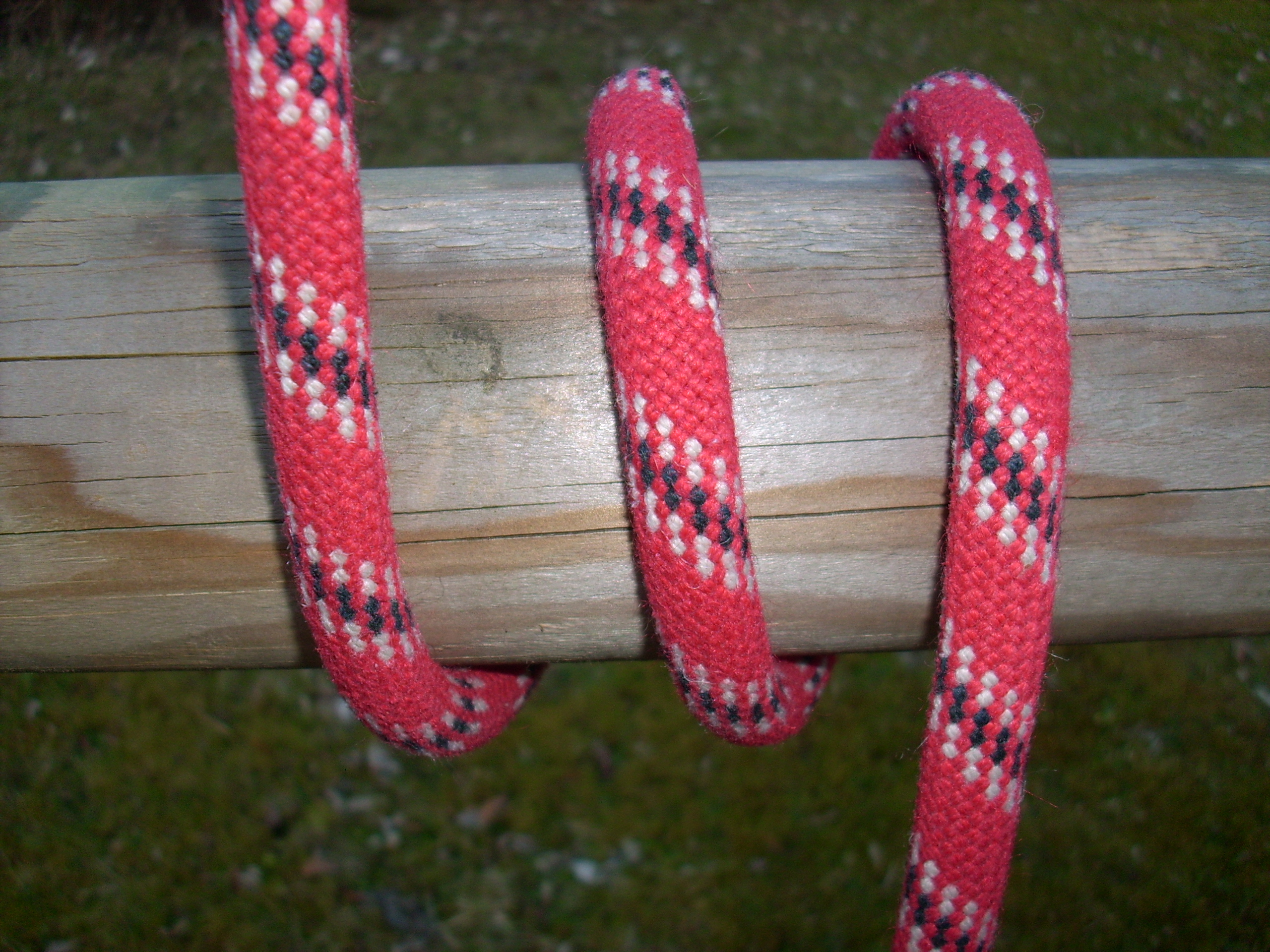
2 шлага формируют 3 параллельные линии, с которыми выполняют 3-шлажную оплётку
Крайние нити попеременно вплетают между двумя другими
Ходовой конец соединяют с коренным, формируя тем самым последний шлаг

- Проводка на цилиндрическом предмете

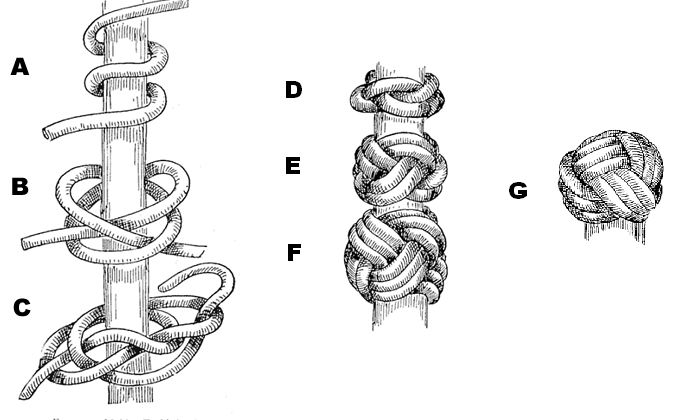
A - 2 шлага D - одинарный 3-шлажный валькноп E - двойной 3-шлажный валькноп F - тройной 3-шлажный валькноп
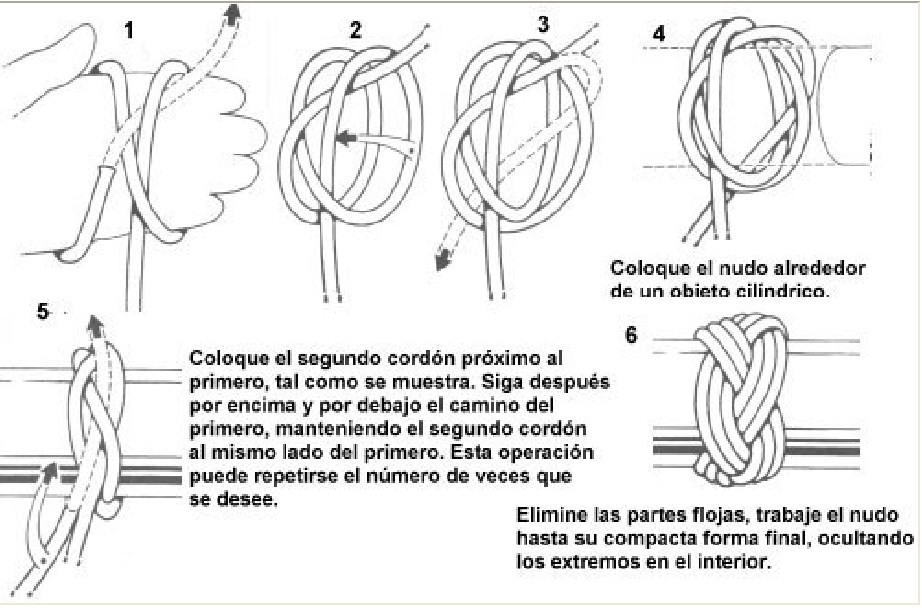
Тройной 3-шлажный валькноп с 4 волнами

- Розетка

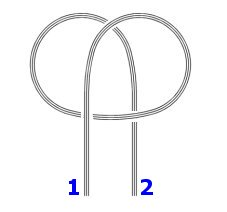
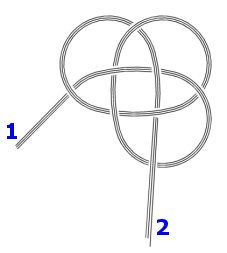
Формируется основа 3 шлажной оплётки
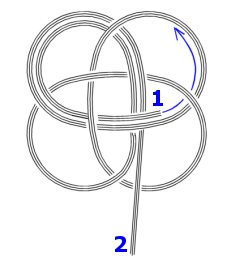
Делается проводка
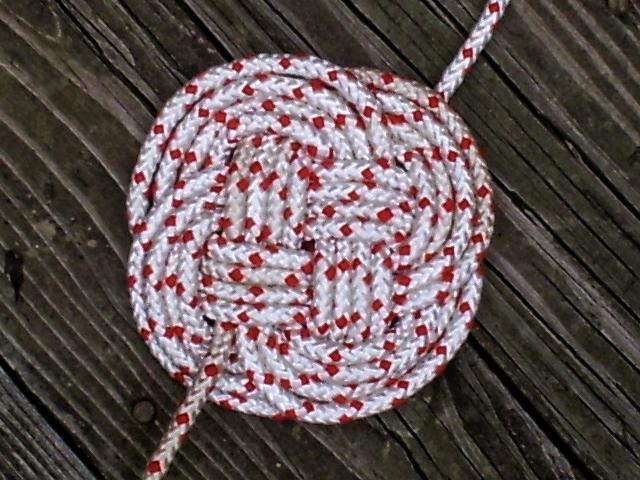

- Турецкий узел

Вяжут розетку и затягивают как узел.
- Из плоского узла

- Способ Чарли Смитта — Видео на YouTube
- ТГ может быть легко завязана вокруг деревянного цилиндра нежели вокруг руки[80]. — Видео на YouTube

## Галерея конфигураций

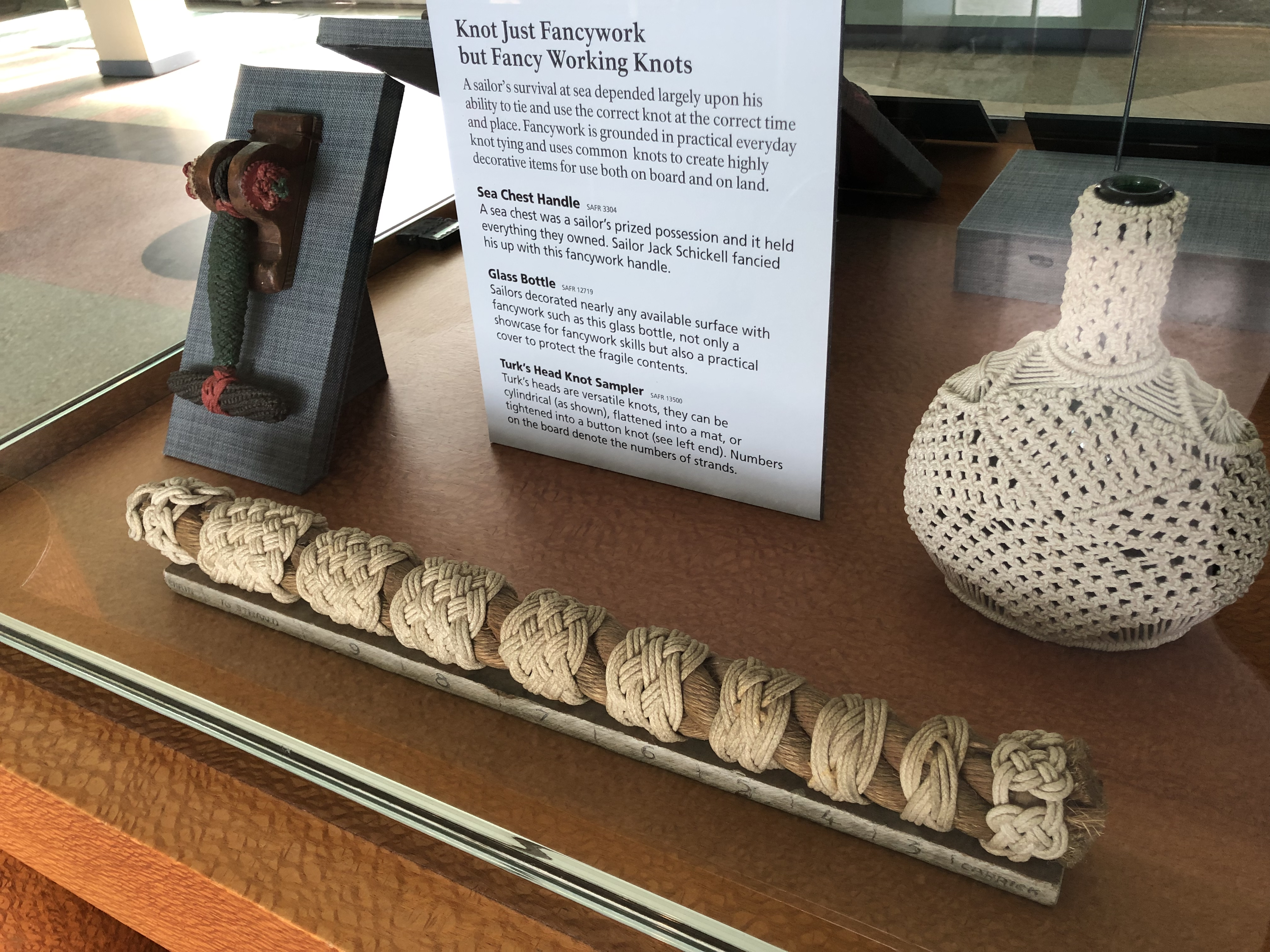
Слева направо тройные ТГ, 10-шлажный, 9-шлажный, 8-шлажный, 7-шлажный, 6-шлажный, 5-шлажный, 4-шлажный, 3-шлажный, Морской национальный исторический парк Сан-Франциско
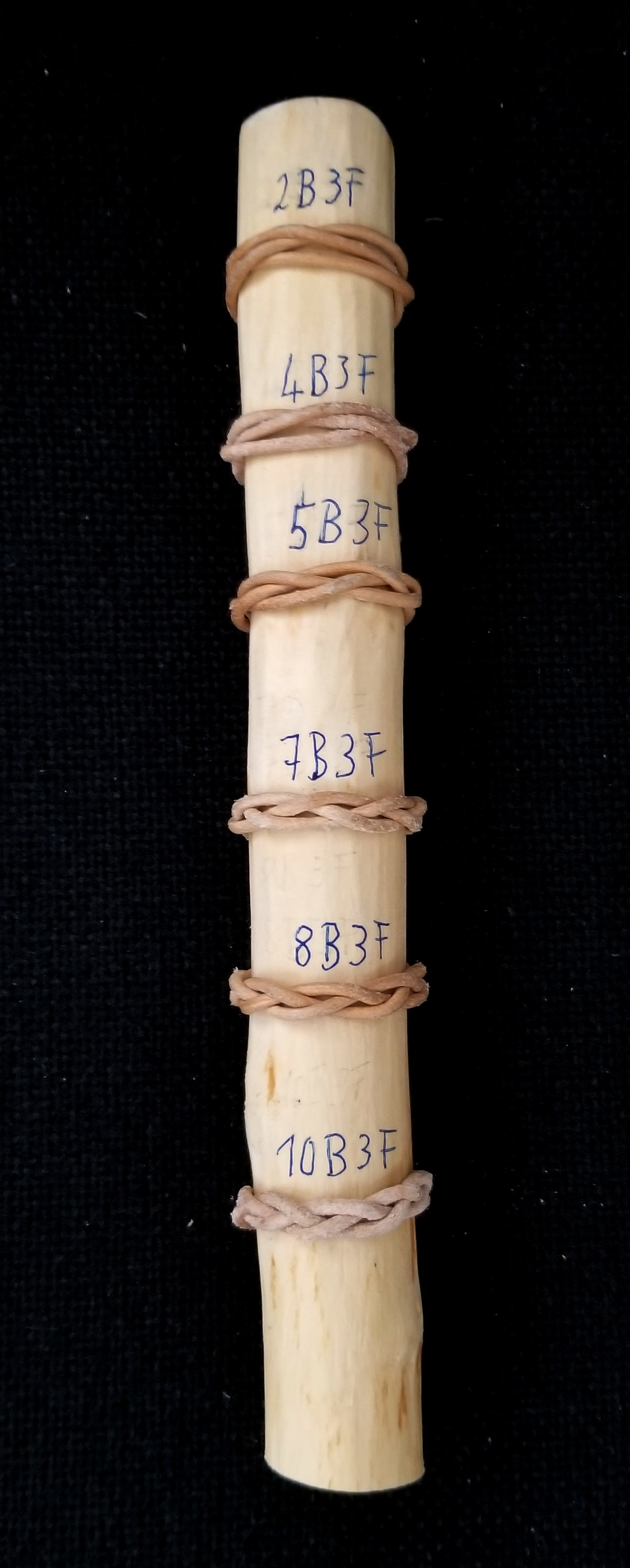
Сверху вниз 3-шлажные ТГ в 2,4,5,7,8,10 петель
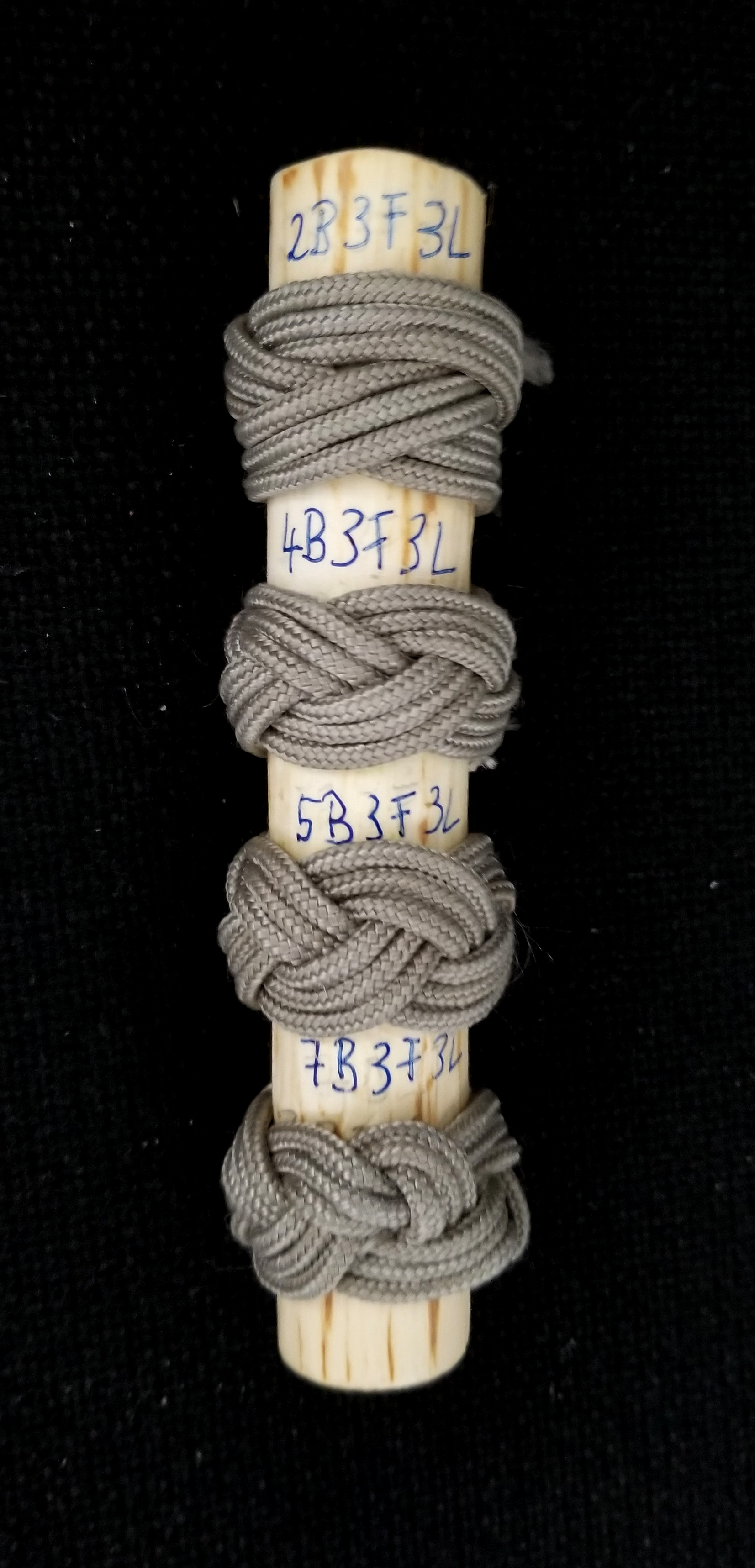
Сверху вниз тройные 3-шлажные ТГ в 2,4,5,7 петель
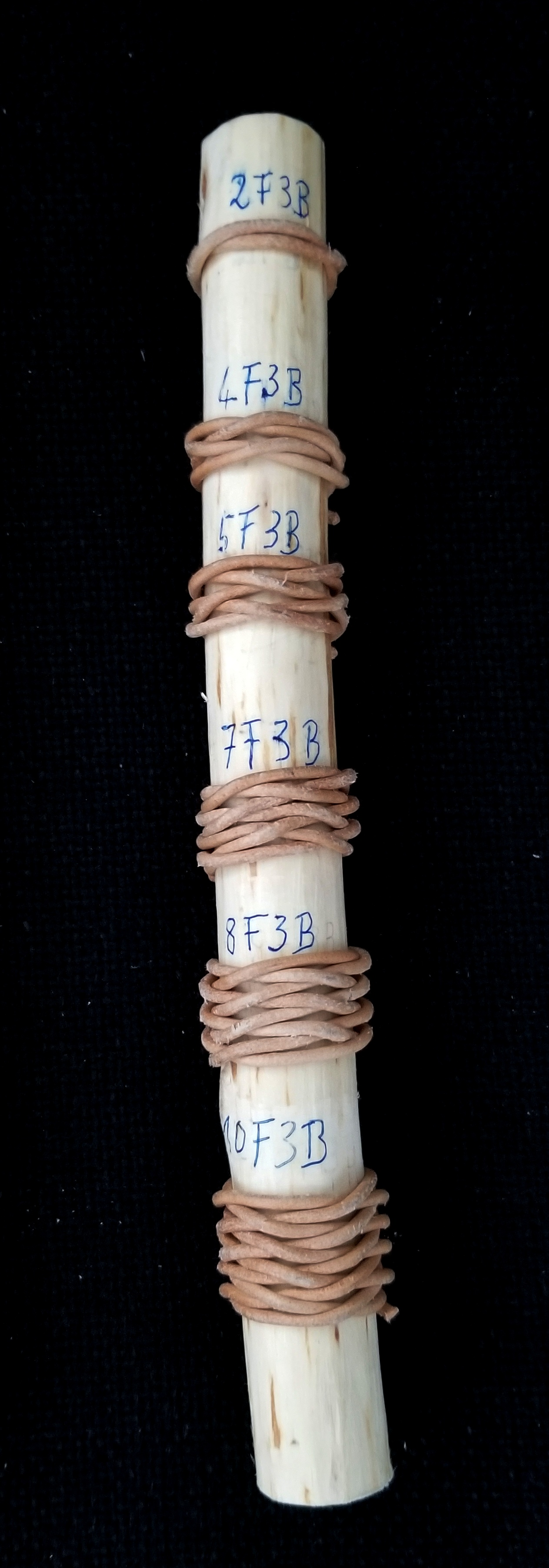
Сверху вниз: 3х петлевая ТГ в 2,4,5,7,8,10 шлагов
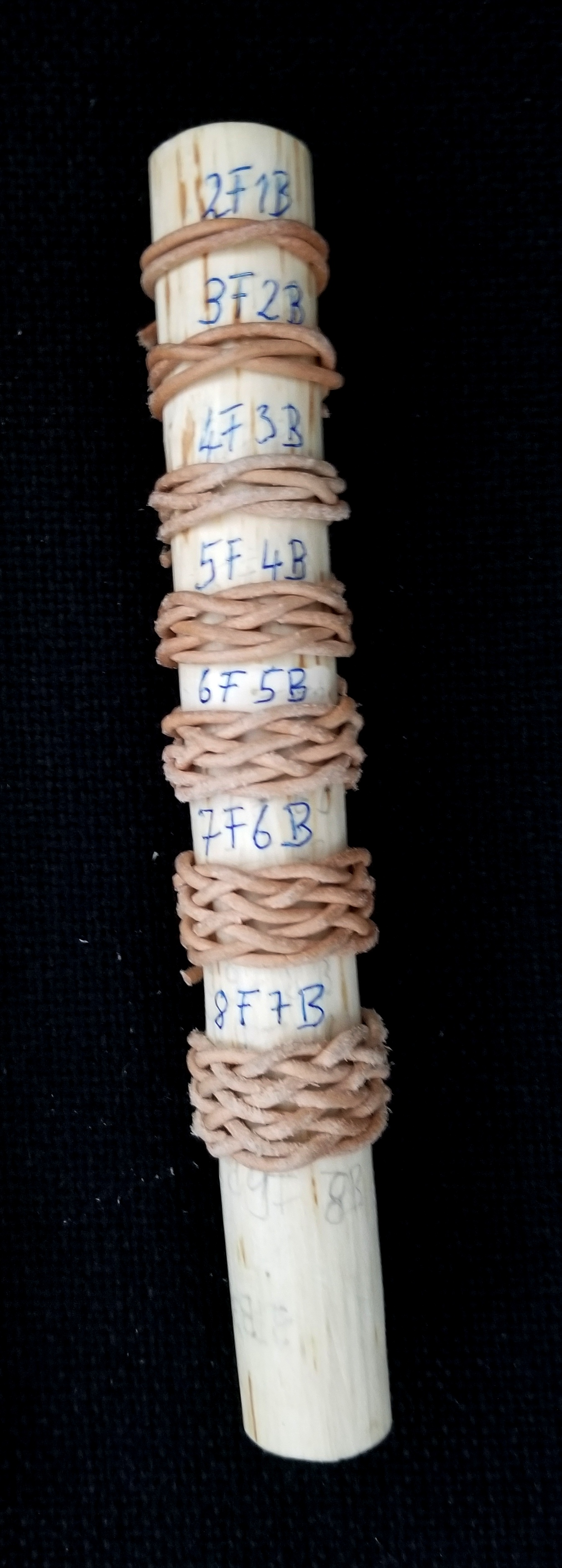
F-шлаги, B-петли
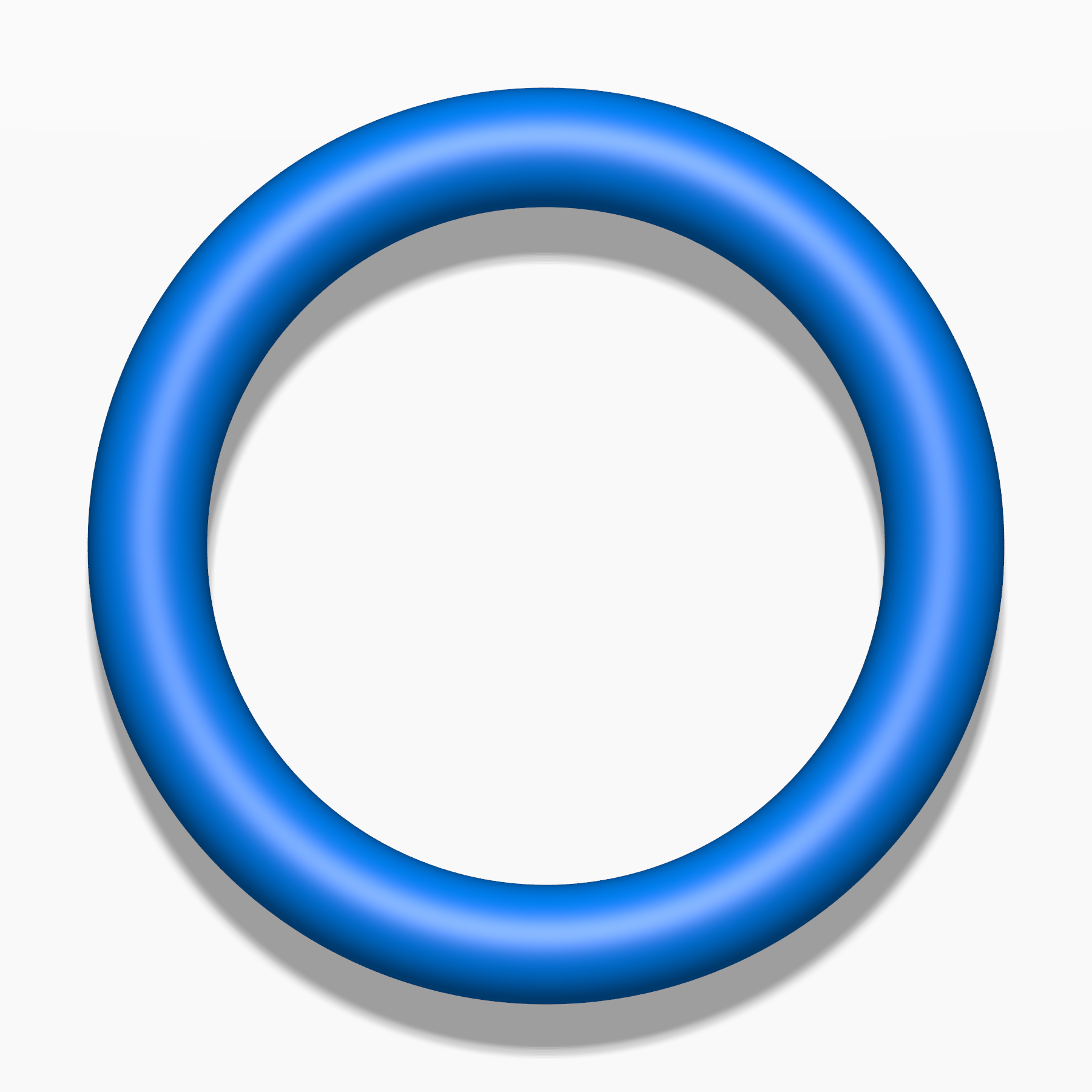
1х1 ТГ (тривиальный узел)
1х2 ТГ
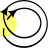
2х1 ТГ
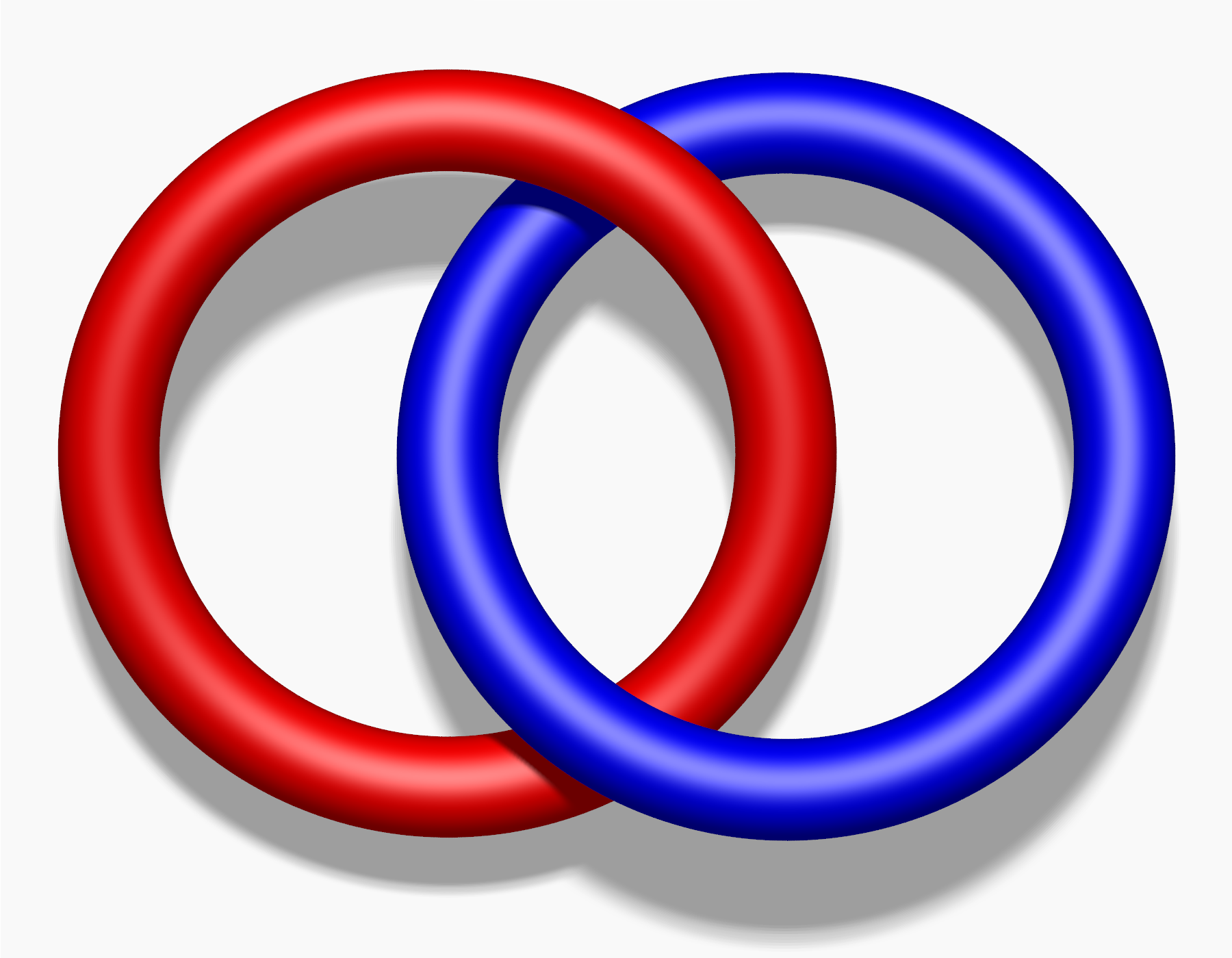
2х2 ТГ в 2 нити (зацепление Хопфа)
2х3 ТГ (трилистник)
2х4 ТГ в 2 нити (узел Соломона)
Двойная 2х4 ТГ в виде косы из хорватского плетёного орнамента
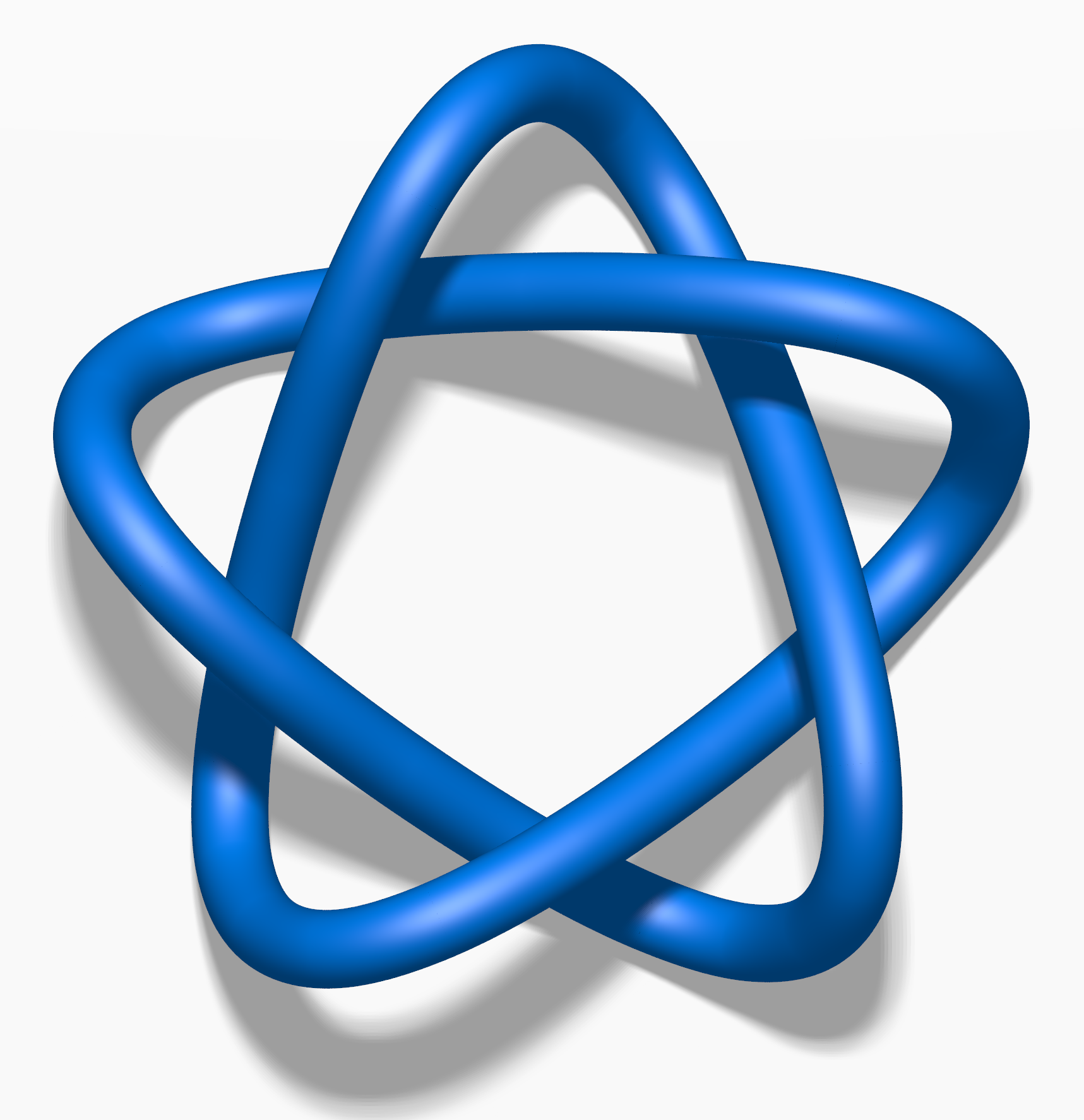
2х5 ТГ (лапчатка)
2х5 ТГ (пентаграмма Пенроуза)
2х6 ТГ в 2 нити (звезда Давида)
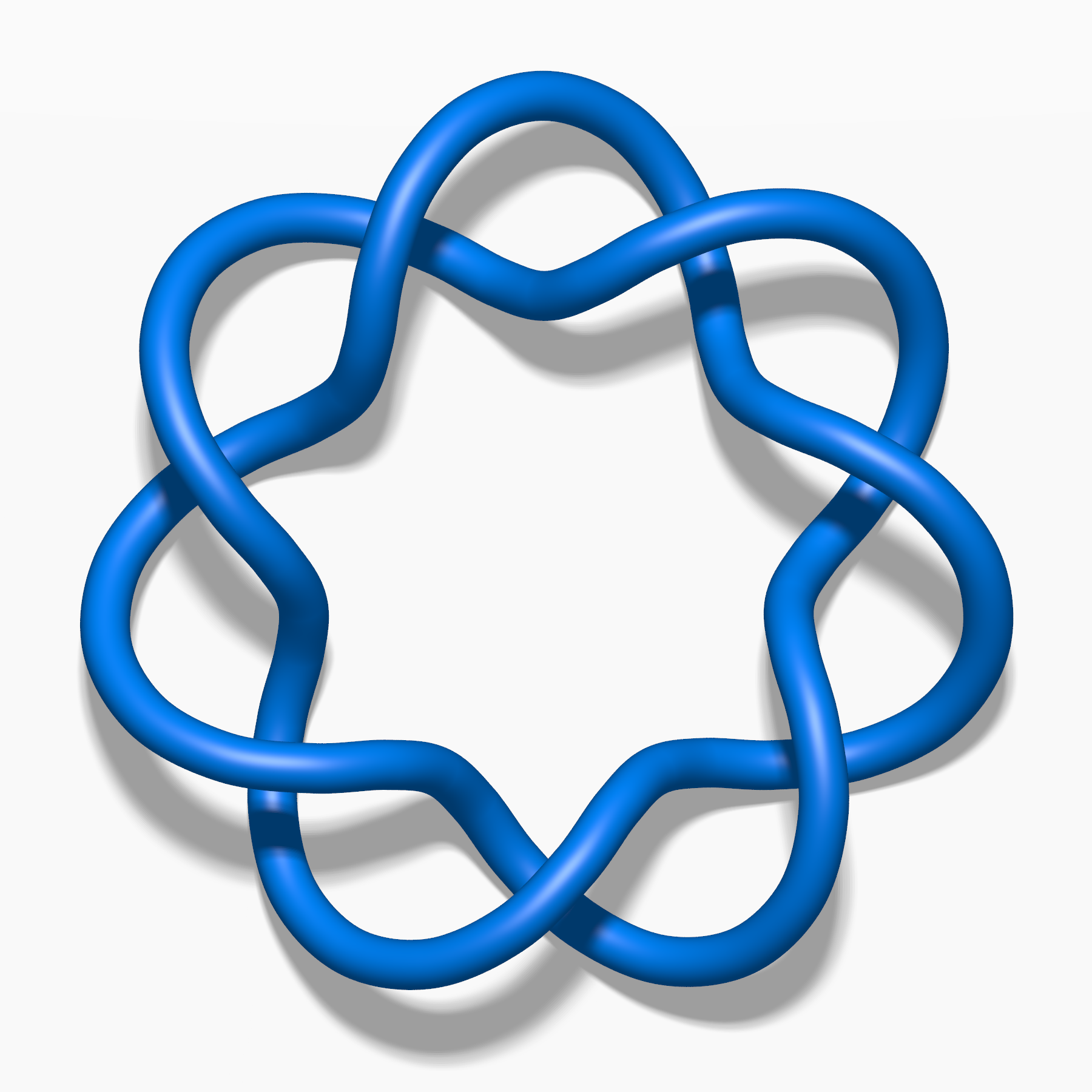
2х7 ТГ
2х8 ТГ в 2 нити
2х9 ТГ
2х10 ТГ в 2 нити
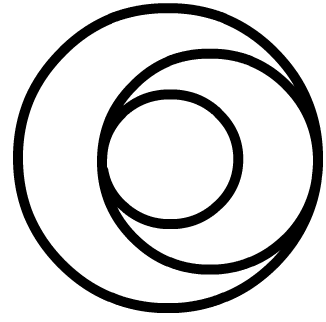
3х1 ТГ
3х2 ТГ
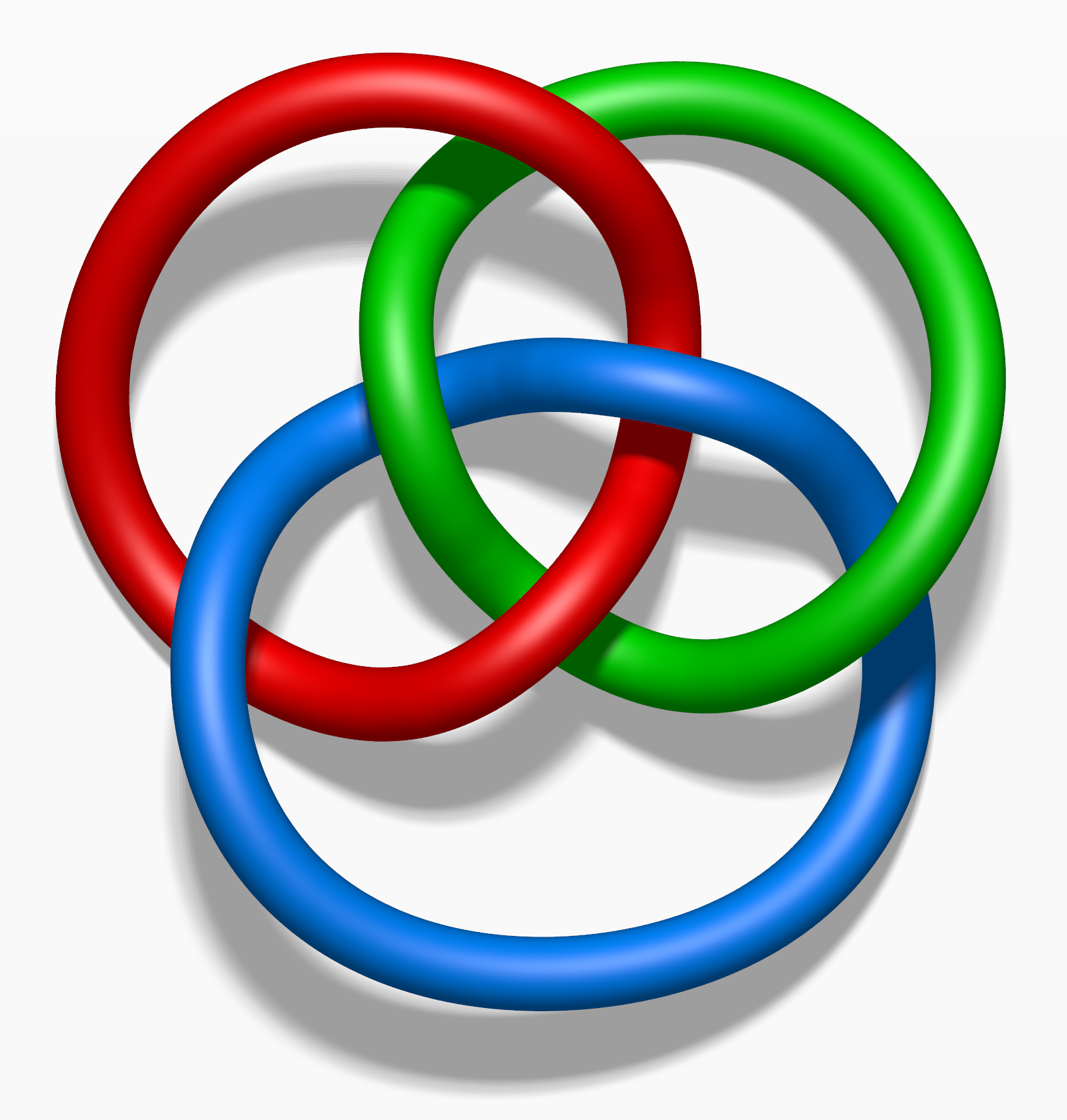
3х3 ТГ в 3 нити (кольца боромео)
3х4 ТГ
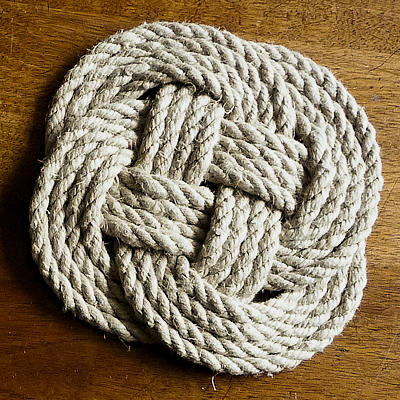
Четверная 3х4 ТГ(мат каррика)
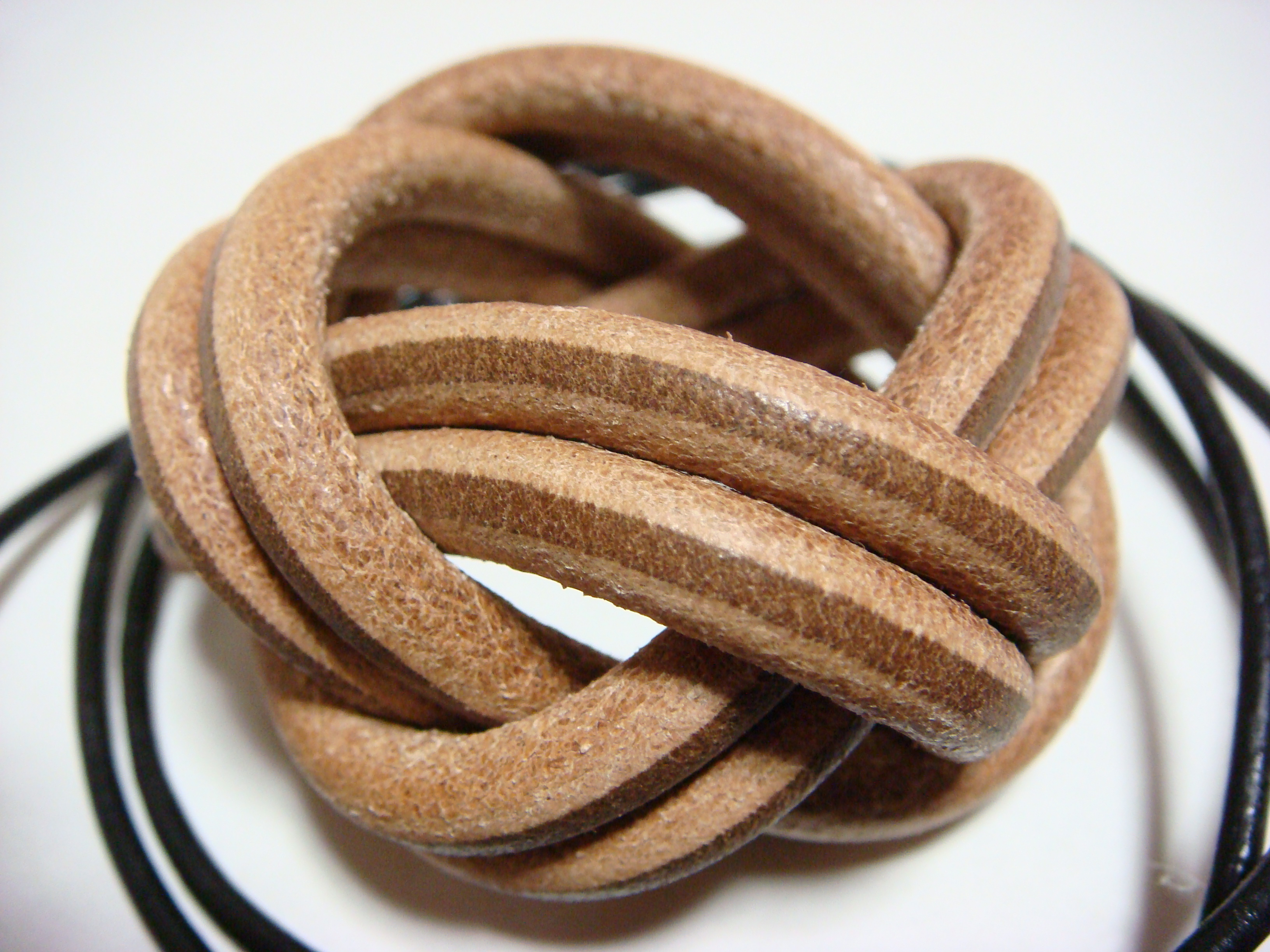
Двойная 3х4 ТГ
3х5 ТГ
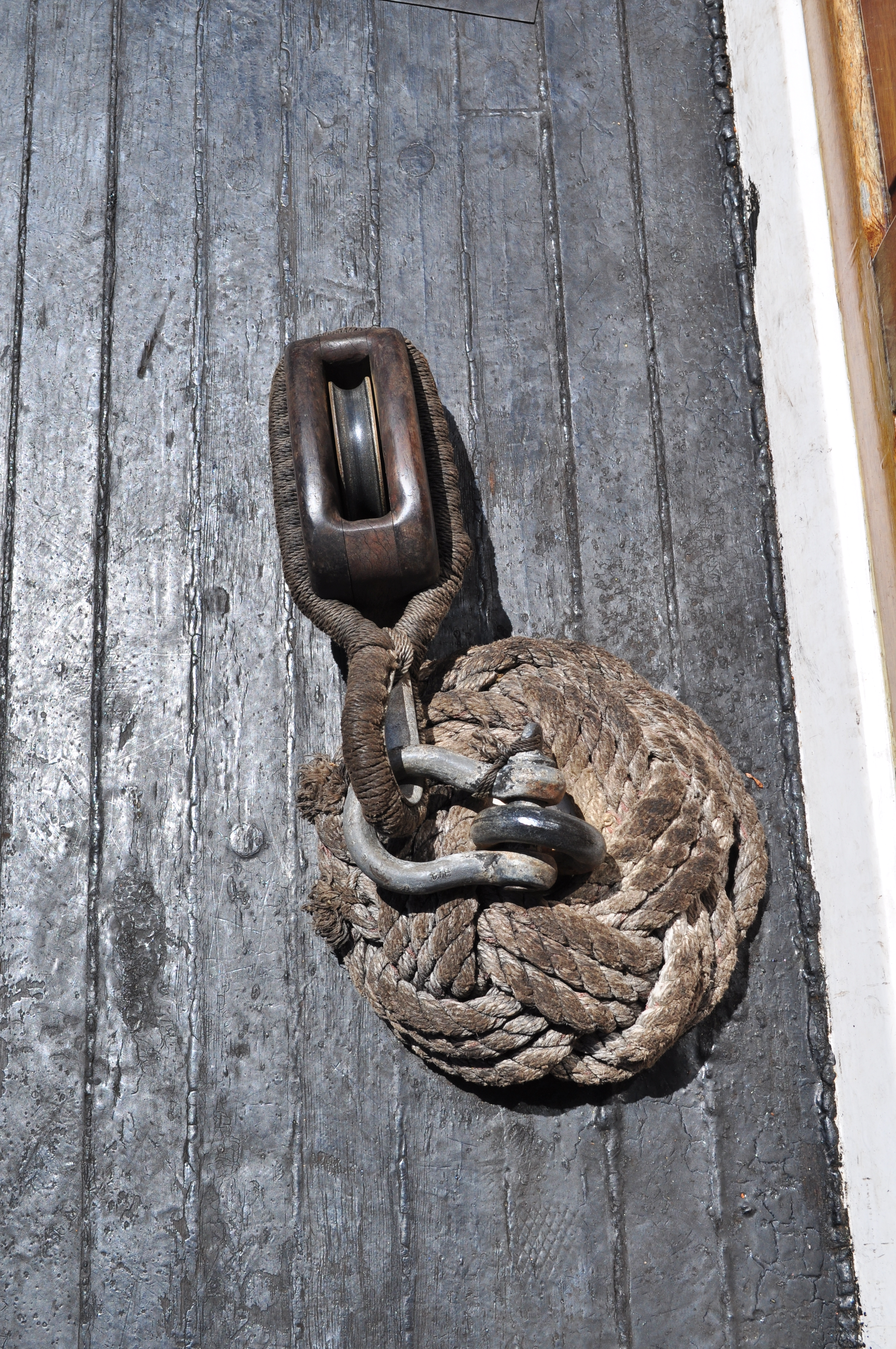
Тройная 3х5 ТГ (круглый мат)
3х6 ТГ в 3 нити (olavsrose)
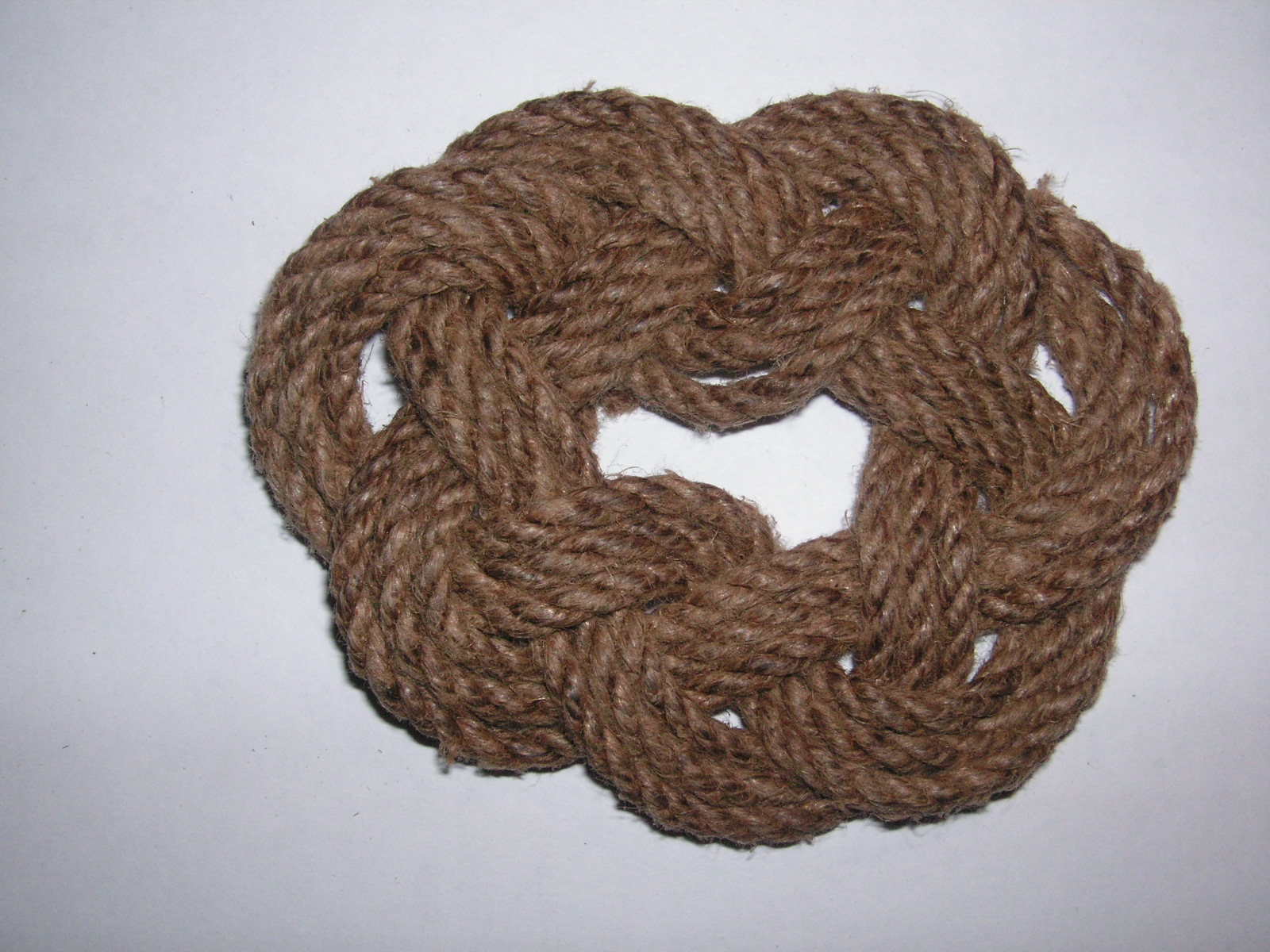
Тройная 3х7 ТГ
3х8 ТГ
3х9 ТГ в 3 нити
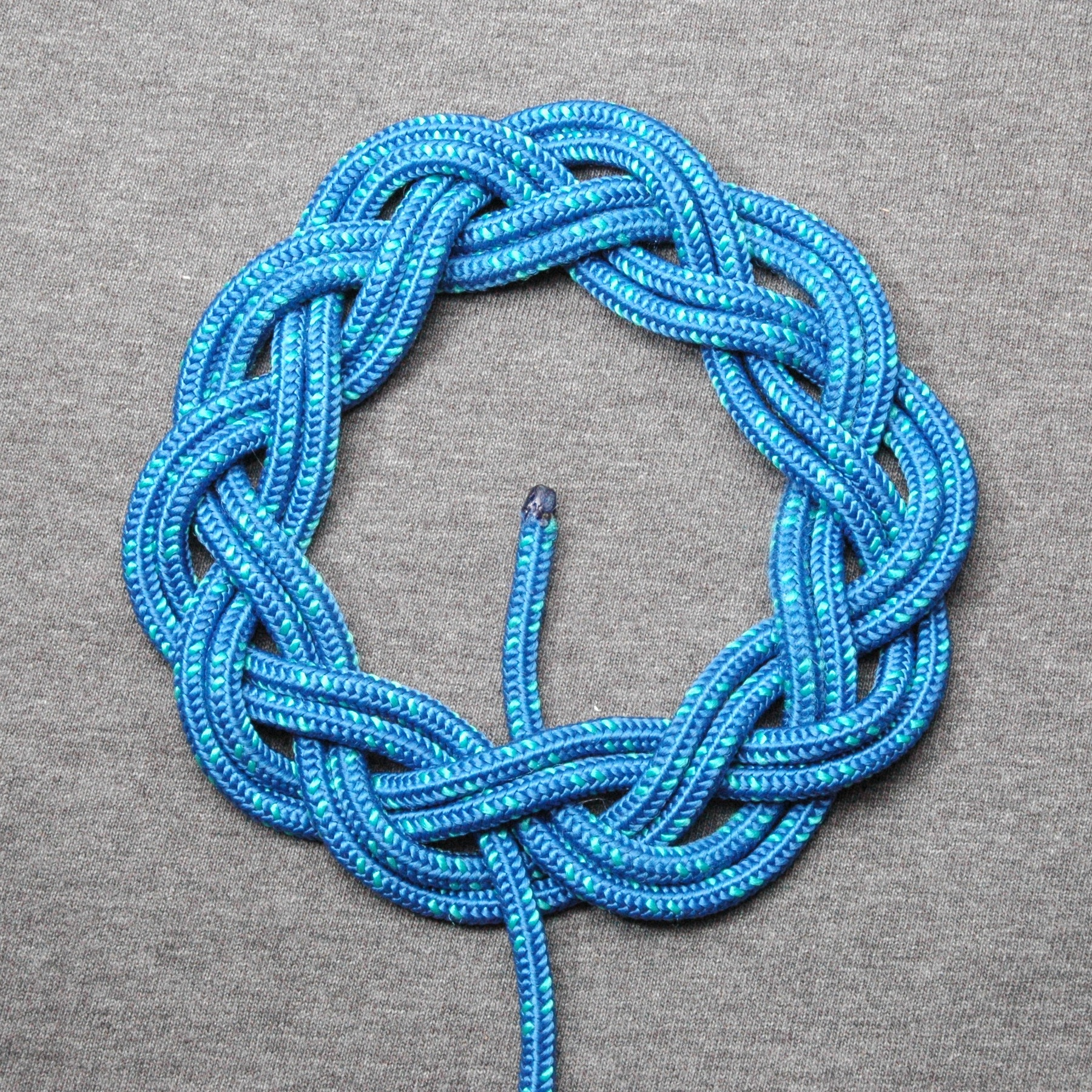
Двойная 3х10 ТГ
3х12 ТГ в 3 нити
3х15 ТГ в 3 нити
4х3 ТГ
4х4 ТГ в 4 нити
4х5 ТГ
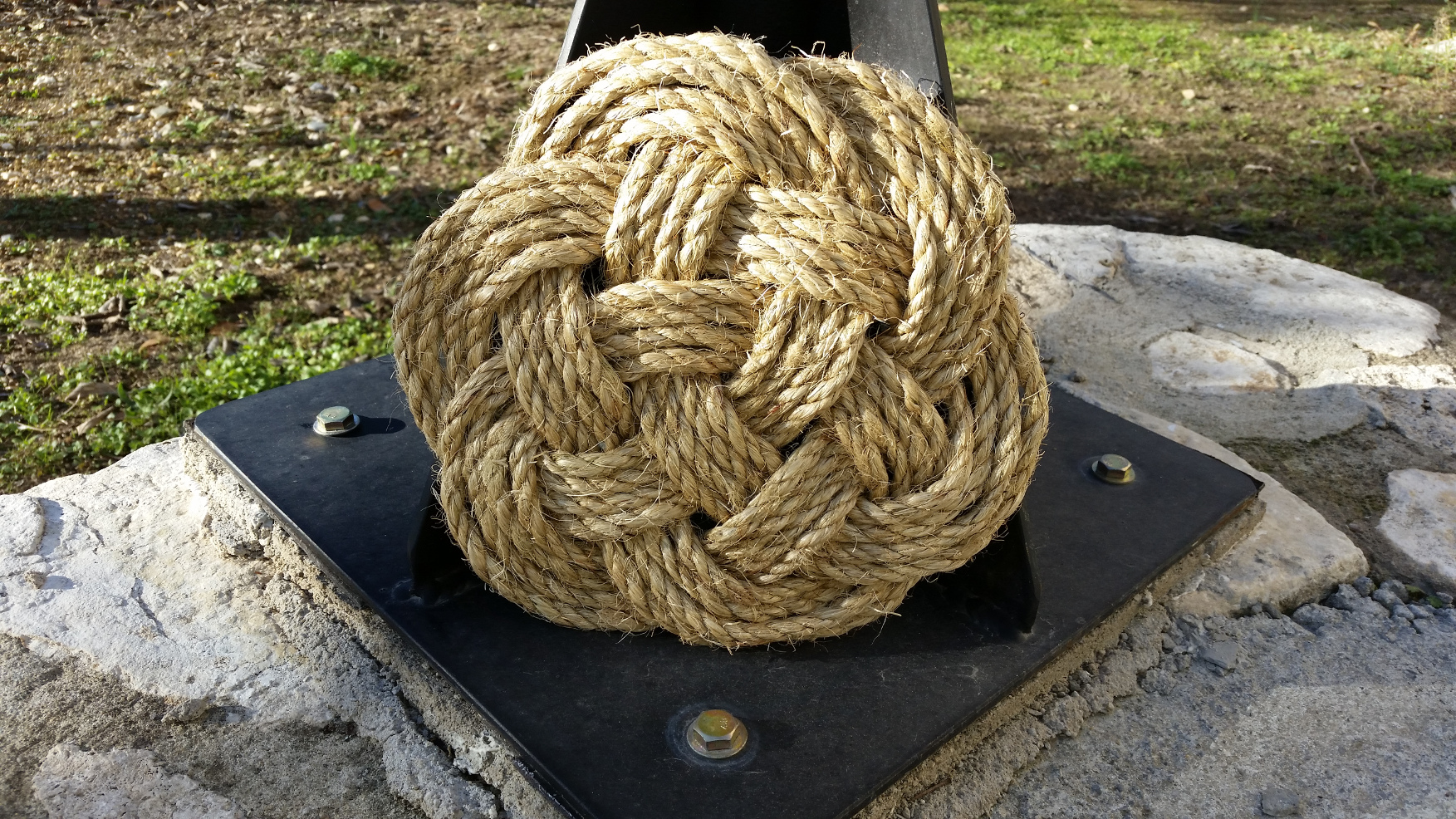
Четверная 4х6 ТГ
5х2 ТГ
5х3 ТГ
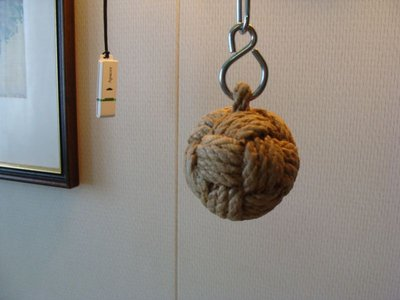
Четверная 5х4 ТГ в форме шара
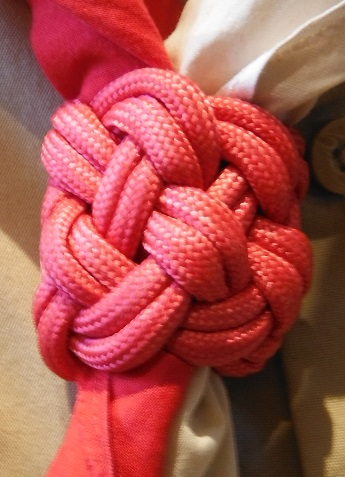
Двойная 5х6 ТГ
5х6 ТГ в виде косы
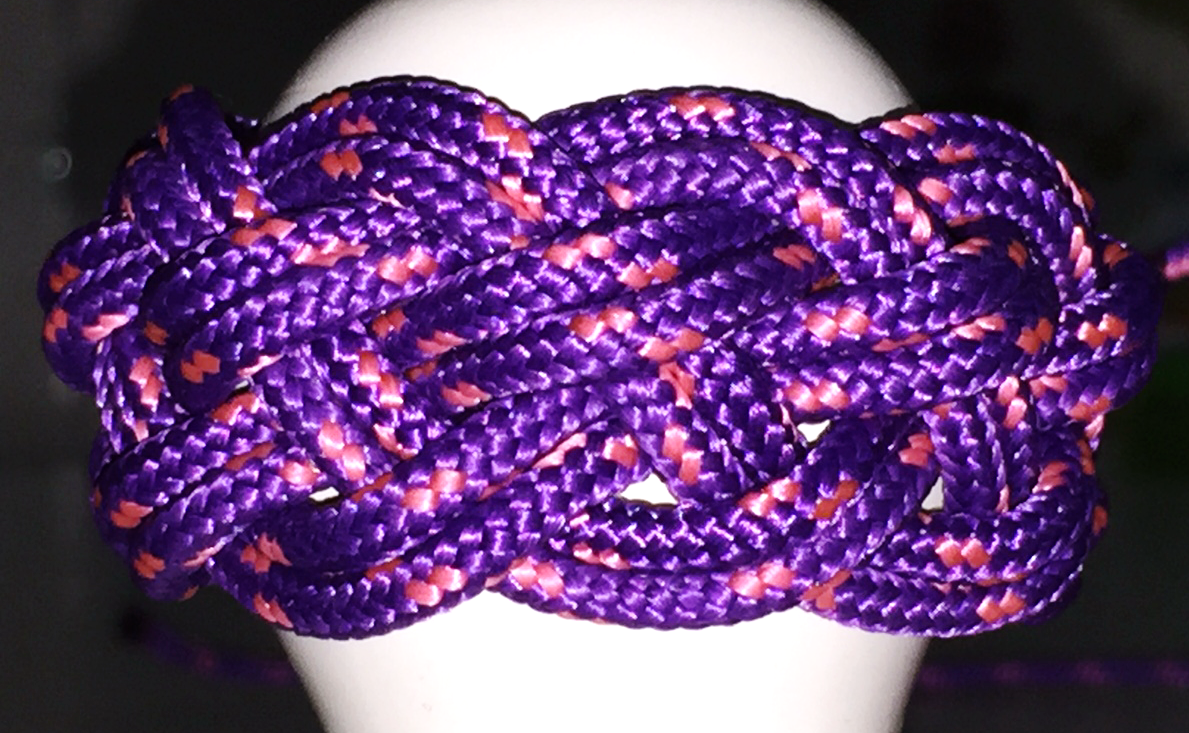
Двойная 5х9 ТГ
5х12 ТГ
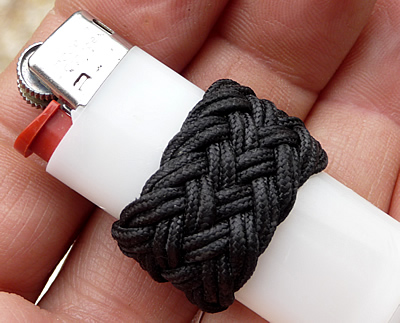
Двойной 5-шлажный валькноп
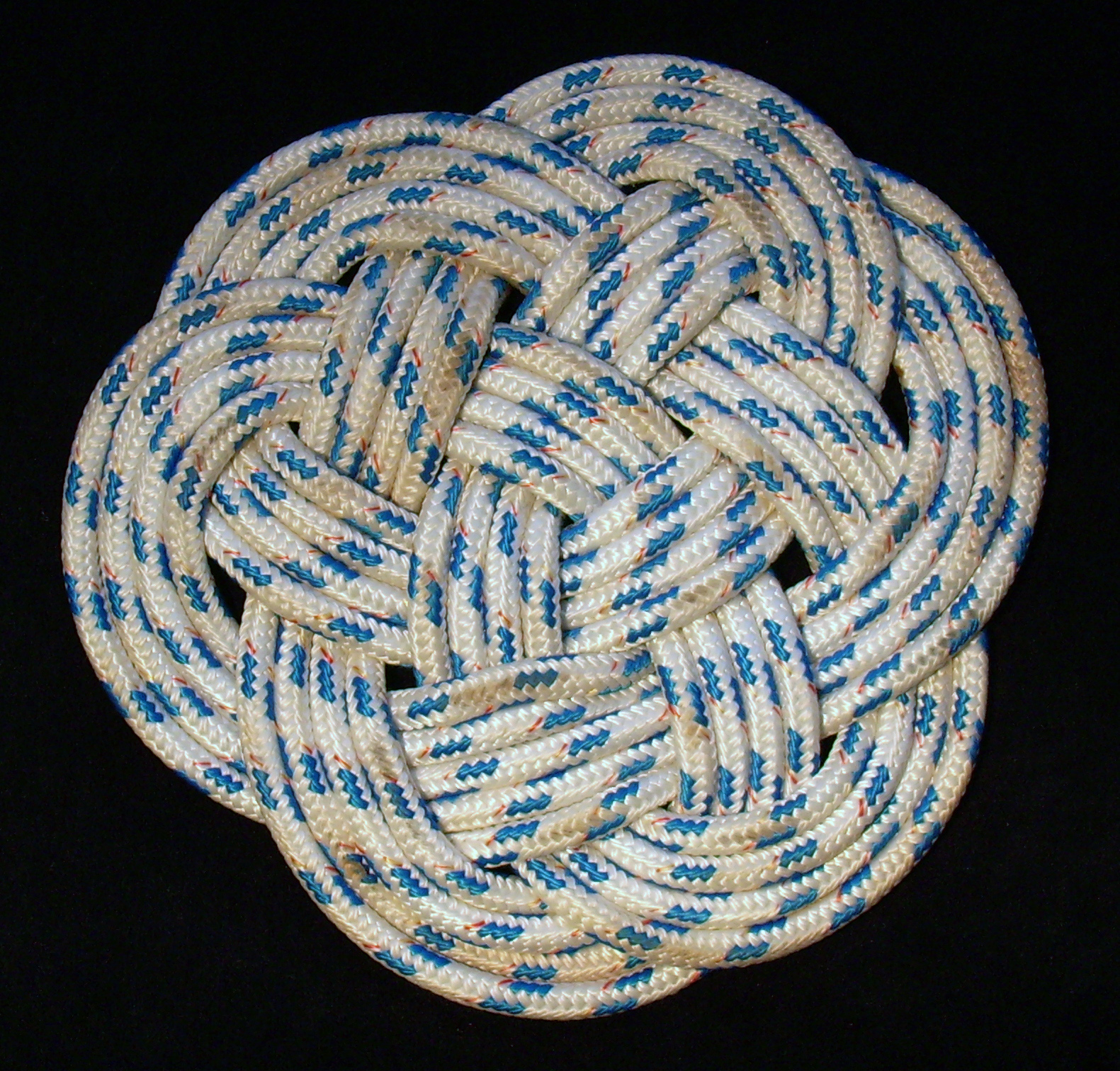
Четверная 6х4 ТГ
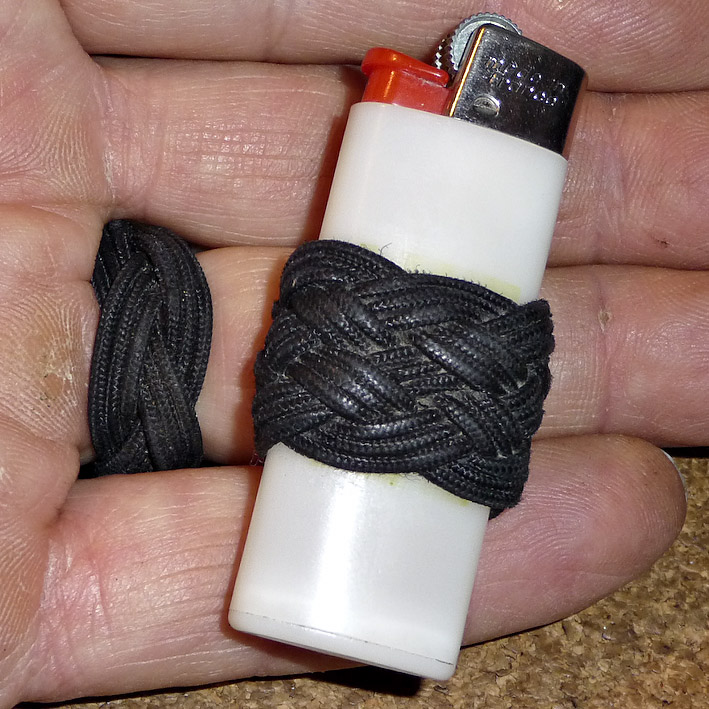
Тройной 6-шлажный валькноп
7х2 ТГ
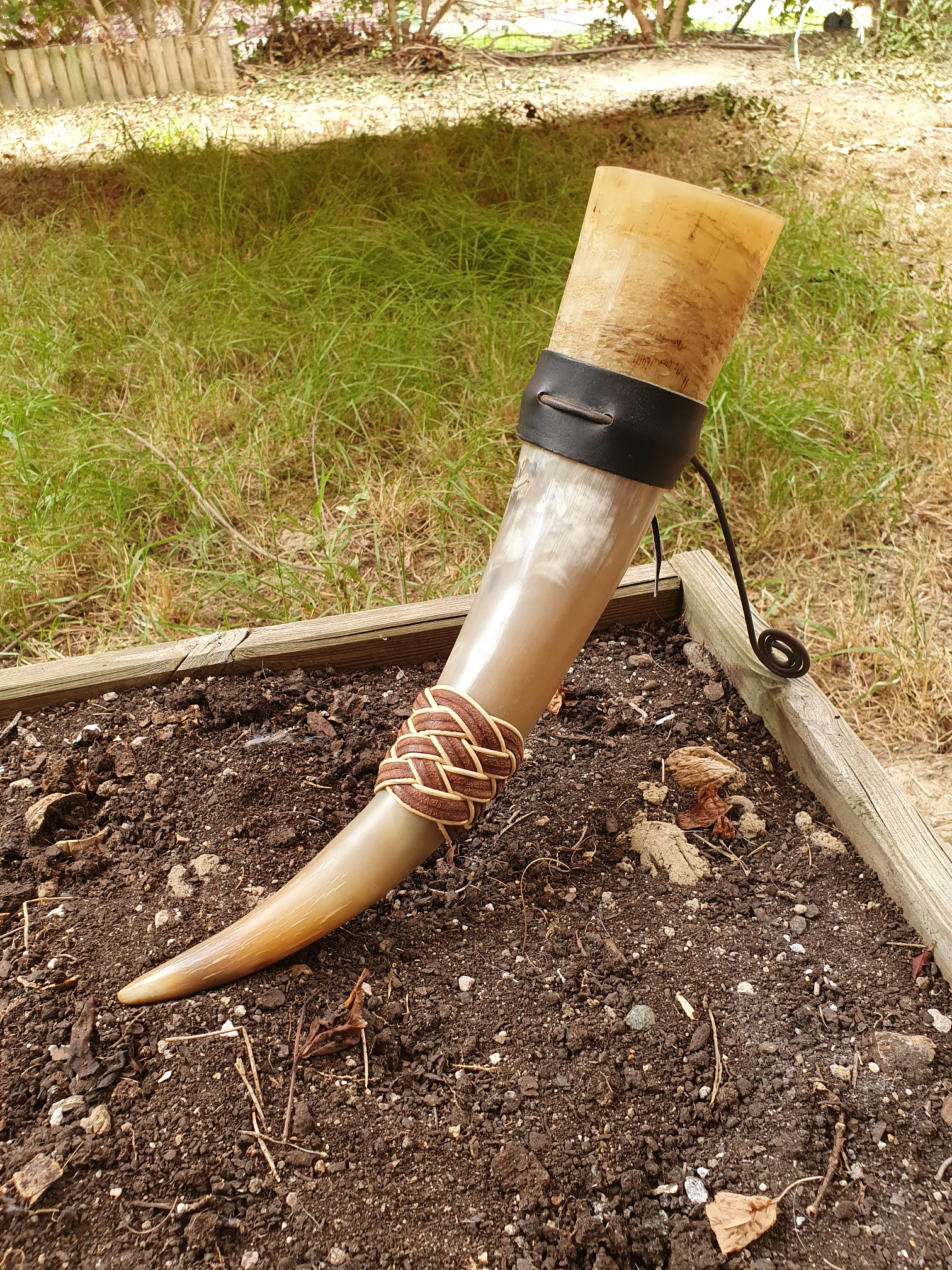
7х4 ТГ
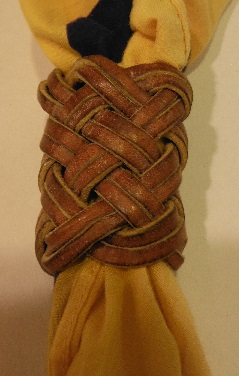
Двойная 7х5 ТГ из кожаных полос
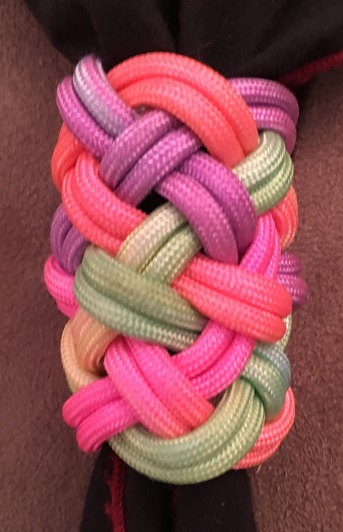
Двойная 9х6 ТГ в 3 нити
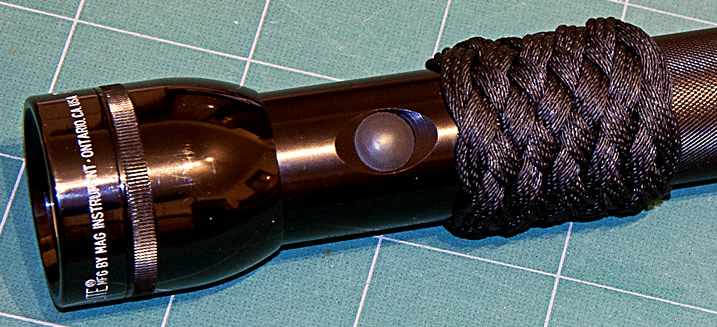
Тройная 11х7 ТГ